# Живопис Сполучених Штатів

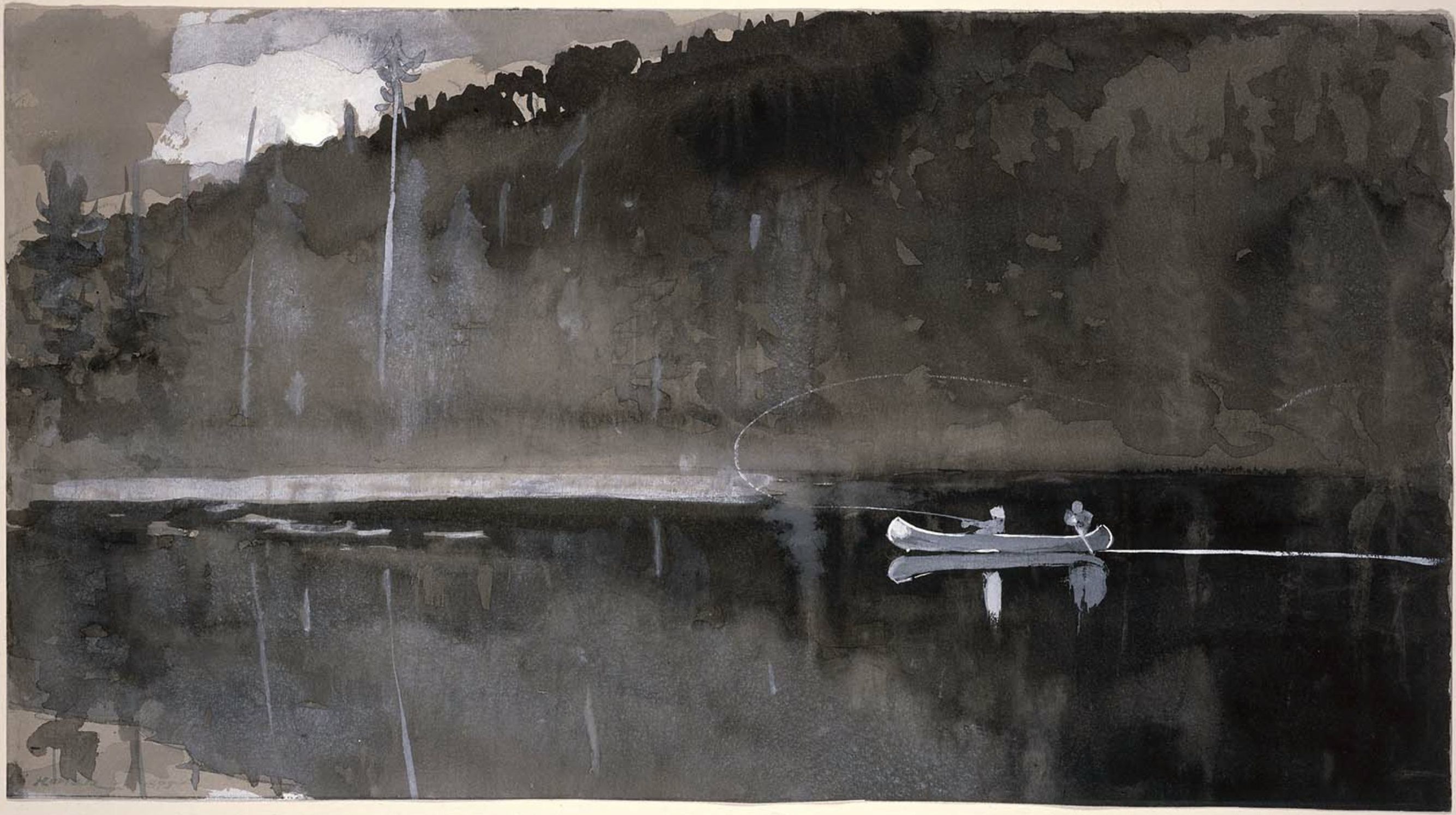
Вінслов Гомер. Рибальство на озері, озеро Сент-Джон, Квебек, акварель, 1895 р. Бостонський музей образотворчих мистецтв.

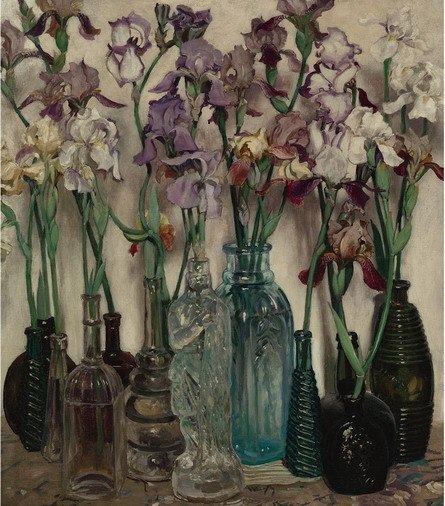
Фредерік Джад Вог. «Нове використання ромових пляшок», 1922, прив. збірка.

Живопис Сполучених Штатів Америки — історія виникнення та побутування живопису західноєвропейського зразка на територіях, що увійшли до складу Сполучених Штатів.

## Живопис доби іспанського бароко

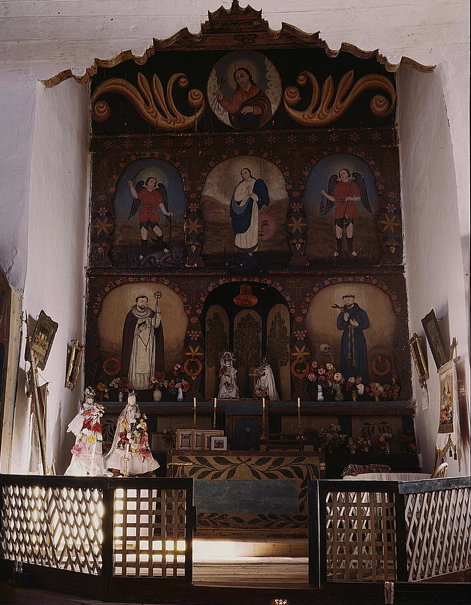
Бароковий провінційний вівтар в церкві Сан Хосе де Грація, після 1760 р., Лас Трампас, штат Нью-Мексико

У 16 та 17 ст. частину територій, котрі значно пізніше увійдуть до складу сполучених Штатів, колонізували вояки Іспанської імперії. Це території, що донині зберегли іспанські географічні назви — Флорида, Нью-Мексико, Каліфорнія, міста Сан-Дієго, Сан-Франциско, Лос-Анджелес. З метою євангелізації залишених в живих індіанців іспанськими загарбниками була вибудована низка церков і монастирів. Довгий термін існування іспанського бароко був перенесений і в іспанські колонії на американському континенті, в стилі якого вибудувані тамтешні храмові споруди та вівтарі. Останні і були першими зразками живопису європейського зразка на теренах Сполучених Штатів.
Напружені стосунки з місцевими племенами не сприяли збереженню сакральних образів в храмах. Їх більшість була знищена під час повстання пуебло в другій половині 17 ст.
Іспанські впливи не мали поширення на територіях, що відходили до Сполучених Штатів. Тут переважала протестантська культура голландців, пуритан і квакерів Британії, що підозріло-ворожо ставились як до іспанського бароко, так і до пишноти іспанської сакральної архітектури та барокового живопису. Панували протестантські настанови підкресленої скромності. Не було і замов на створення релігійних образів чи вівтарів, від яких давно відмовилась більшість релігійних громад протестантів.
Невідповідність зразків іспанського бароко протестантській культурі США обумовила згодом облаштування в спорожнілих барокових церквах півдня країни — крамниць або закладів розваг.

## Портретний живопис англо-голландського зразка 17 ст

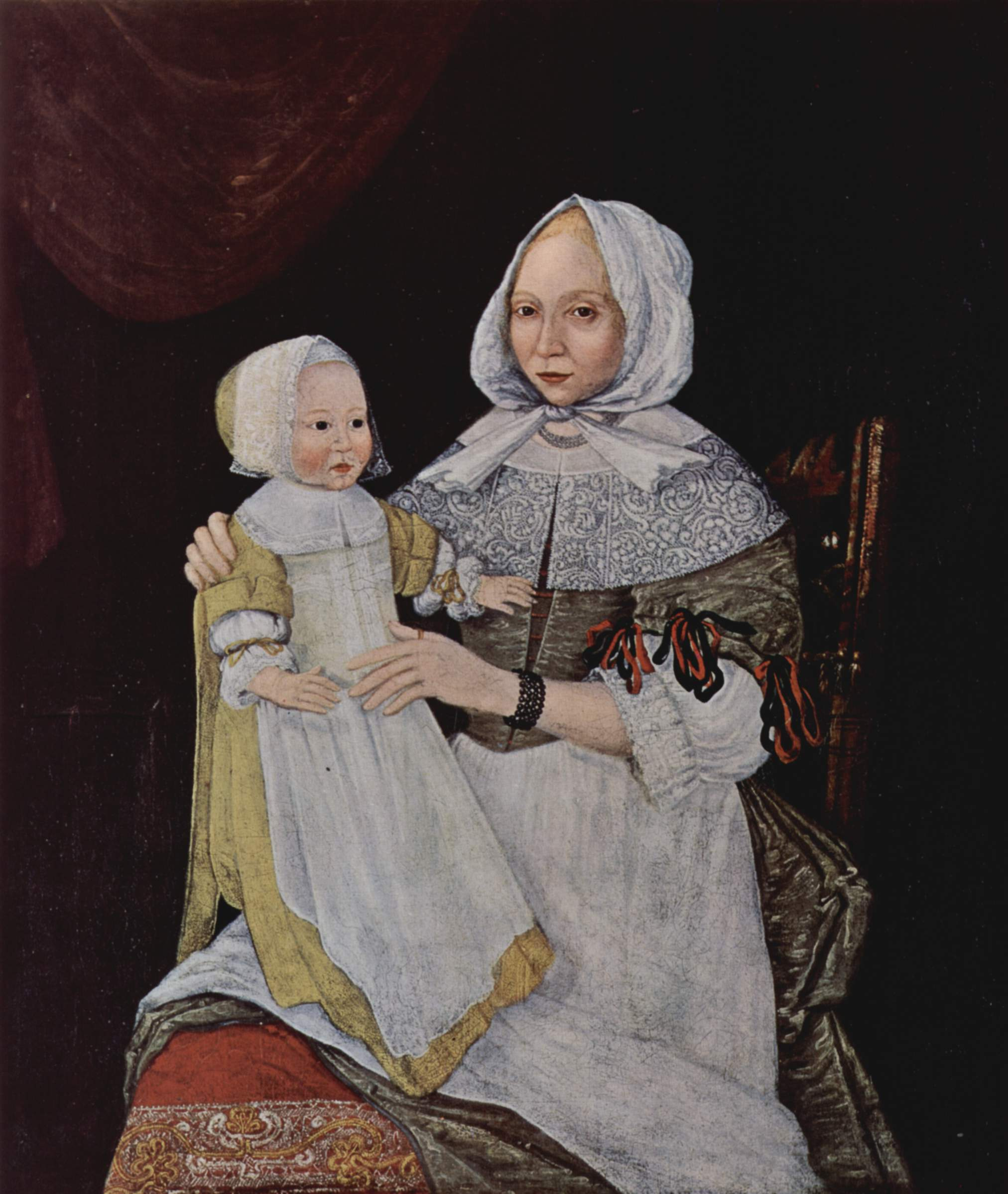
Анонім, 1674, «Місіс Елізабет Фрік та її донька Мері»

Відомим центром колоніальної культури британського зразка була територія так званої Нової Англії в районі гори Катскілл та річки Гудзон. Практично єдиним дозволеним жанром став портрет — з темним тлом, відносно яскравими кольорами та відсутністю перспективи італійського зразка. Провінційний і скутий, цей портретний жанр відповідав смакам колоніальних багатіїв, був виявом тогочасних розкошів і покажчиком їх заможності. Колоніальний портретний жанр мав англо-голландське походження і нічого спільного з пишністю і крайнощами барокового мистецтва Європи чи географічно ближчої до них Мексики (тоді колонії Нової Іспанії). За стилістичними даними є збіги і художні паралелі з парсунами 17 ст. Збережено декілька портретних зразків анонімного майстра другої половини 17 ст., перебільшено портретів жінок та дітей із заможних родин.
Емігранти з Нідерландів оселились в Новій Голландії та місті Новий Амстердам (нині Нью-Йорк). В їх помешканнях зустрічались як портрети, так і зображення натюрмортів та пейзажів провінцій Голландії.

## Художники 18 ст

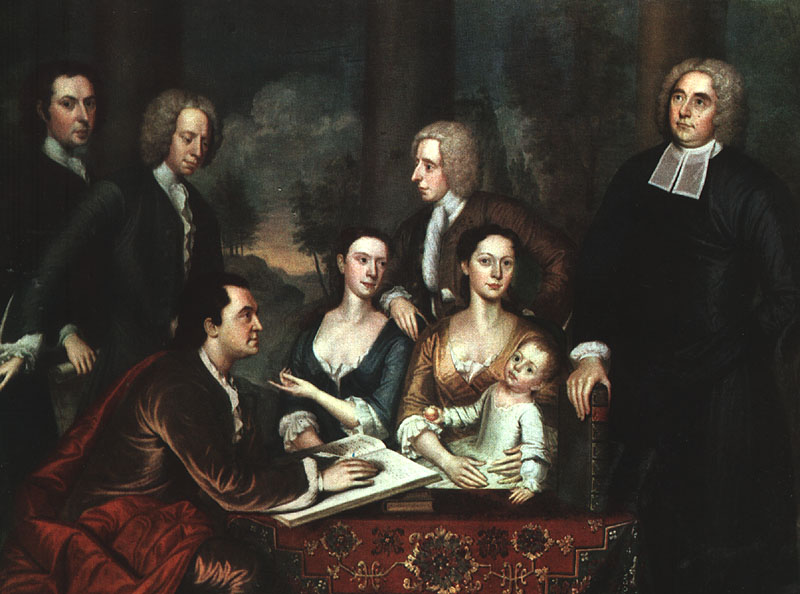
Джон Сміберт. «Ден Берклі та його оточення», до 1739

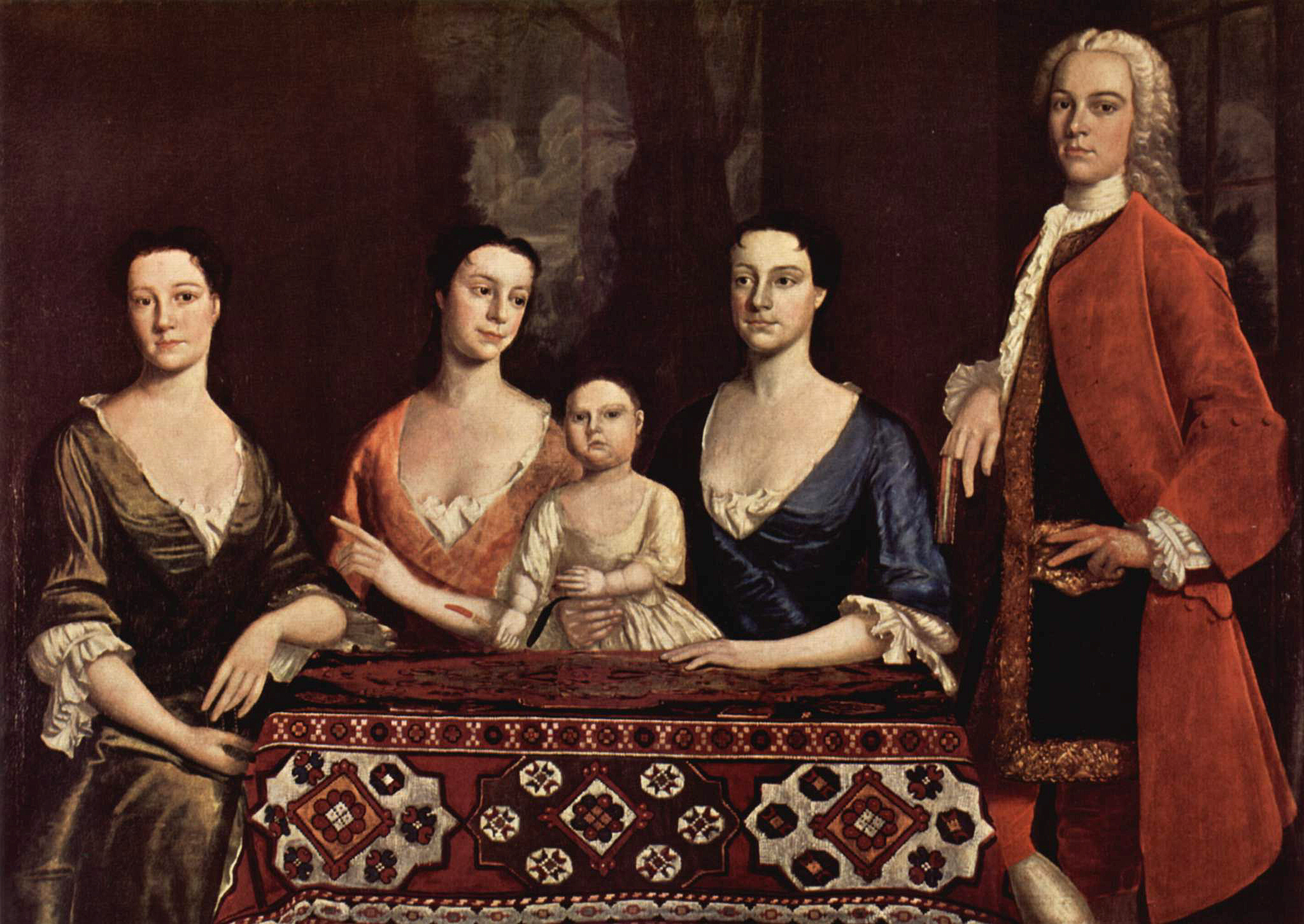
Роберт Фік. «Родина Ісаака Ройяла», 1741

На початку 18 ст. в англійські колонії почали прибувати провінційні західноєвропейські художники. Вони оселяються переважно в східних та південних колоніях, працюють на багатих землевласників в долині річки Гудзон, в Бостоні та на півдні в маєтках заможних плантаторів. Художників нарахували в тринадцяти тодішніх колоніях. Головує або окремий, або родинний портрет.
- Ієремія Теус (1714—1774) народився в Швейцарії в кантоні Граубюнден. Працював портретистом в Америці в районі міста Чарльстон (нині Південна Кароліна).
- Джон Сміберт (1688—1751), за походженням із Шотландії, працював в місті Бостон, де робив портрети заможних городян і купців. Серед найкращих творів митця — «Група Берклі», виконана в стриманій бароковій традиції, незвичній для англійських колоній.
- Густав Гесселіус (1682—1755) покинув Швецію в 1711 році і працював переважно в містах Філадельфія та Меріленд. Густав Гесселіус виконав чимало портретів та релігійні картини («Таємна вечеря» для церкви Святого Варнави в графстві Принс-Джордж), а також перші зображення американських індіанців. Він же був першим, що виконав державні замовлення.
- Джон Волластон (помер 1775 р.) прибув із Англії і привніс в живопис англійських колоній впливи стриманого британського рококо.
- Вільям Вільямс (1727—1791) походив з Уельсу і прибув у Філадельфію 1747 року. Працював до 1780 року і знову відбув у Британію.

Більшість помешкань навіть багатих колоніальних британців не були великими. Тому і картини або родинні портрети не могли бути великими. До того ж зображення цілої купи родичів не було простою справою і не кожний з провінційних художників міг упоратись з цим завданням. Лише стабілізація політичного стану і виборена незалежність американських колоній міняють справи. Збільшуються помешкання як офіційні, так і приватні. Збільшуються і розміри портретів. Художник Чарльз Вілсон Піл (1741—1827) був серед тих, хто виконав перші монументальні полотна за державними замовами.
Серед перших родинних портретистів США -
- Роберт Фік (Robert Feke)
- Джон Волластон (John Wollaston помер 1775 р.)
- Джон Грінвуд (John Greenwood 1727—1792)
- Джозеф Блекберн (Joseph Blackburn)
- Генрі Бенбрідж (Henry Benbridge 1743—1812)
- Чарльз Уилсон Пил (Charles Willson Peale 1741—1827)
- Вільям Вільямс (William Williams 1727—1791)
- Едвард Севідж (Edward Savage 1761—1817)
- Роберт Едж Пайн (Robert Edge Pine 1720/30-1788)
- Йоханнес Екстайн (Johannes Eckstein 1736—1817)
- Джон Брюстер-молодший (John Brewster Jr. 1766—1854)
- Ральф Ерл (Ralph Earl 1751—1801)
- Джошуа Джонсон (Joshua Johnson бл. 1763—1832)

До художників, що працювали в Луїзіані належить портретист мексиканського походження Хосе Франсіско Ксавьє де Салазар і Мендоса (Josè Francisco Xavier de Salazar y Mendoza 1750—1802).

## Коротке американське просвітництво, неокласицизм і війна за незалежність. Історичний живопис
В другій половині 18 століття починають власну діяльність місцеві художники, народжені в колоніях. Їх навчання і творчість припадають на коротку добу просвітництва та неокласицизму. Вже 1750 року місто Бостон перетворилось на значущий порт і центр міжнародної торгівлі. В місті, де багате товариство активно копіювало британські звички і настанови, виникає осередок багатих споживачів мистецтва. Англійські смаки і британські впливи починають суттєво перемагати і в краї, бо сімдесят відсотків емігрантів на той час — британці чи англомовні емігранти.
Серед суто американських митців цього періоду — Джон Синглтон Коплі (1738—1815). Не збережено свідоцтв про його ранні роки та навчання, а свідчення, що він був автодидактом, нічим не підтверджені. Проте нема сумнівів щодо його доброї домашньої освіти та здібностей. Вже 1766 року він виробився в поважного художника. Відвідини Філадельфії та Нью-Брансвіка надали можливість бачити оригінали та копії творів відомих європейських митців у маєтках заможних американців. Коплі отримав запрошення на працю в Англію, куди і відбув 1774 р. Він добре увійшов в тамтешнє художнє товариство і 1775 року американська родина художника приєдналась до нього. Незважаючи на психологічну неврівноваженість і депресії, Коплі став піонером у використанні техніки пастелями і зробив непогану кар'єру, не оминав замови з Америки і розробляв історичний живопис.
Дещо схожим з життєписом Коплі був життєвий шлях Бенджаміна Веста (1738—1820), що працював портретистом в місті Філадельфія. Завдяки меценатам Вільяму Аллену та Вільяму Сміту отримав фінансову підтримку і відбув на стажування в Італію, в Рим. Через три роки оселився в Лондоні, де продемонстрував ретельне опанування стилістики класицизму, сентименталізму і раннього романтизму британського зразка. Твори Коплі і Веста мали вплив на низку американських художників, серед яких — Чарльз Вілсон Піл, Джон Трамбал, Томас Саллі, Гілберт Стюарт.
Підкоряючись панівним ідеям доби і смакам тогочасних споживачів мистецтва, Бенджамін Вест створює декілька нудних, великих за розмірами картин на історичні та біблійні теми. Порівняння цих творів навіть з творами тогочасних майстрів на ці ж теми свідчить про поверхневе засвоєння Вестом настанов класицизму. Але зовнішні форми класицизму засвоєні художником цілком професійно. Тому довга черга Адамів та Єв, сумних Агрипін над урнами з прахом, Венер, що втішають Амурів — користується попитом.
Повстання та війна за незалежність в колоніях надзвичайно вплинули на всі сфери життя колоністів — економічне, політичне, культурне. Це був тривожний злам звичного стану речей, а колонії опинились в англійській блокаді та ізольованості. Колонії покинули монархічно налаштовані художники (Ральф Ерл, Джон Синглтон Коплі, Гілберт Стюарт), бо передбачити результати війни за незалежність вони не могли. Під час війни художнє життя уповільнилось і завмерло. І навіть Декларація незалежності 1776 року не втримала декількох митців від еміграції в Британію. Серед них — Джон Трамбалл (1746—1843), котрий служив в Континентальній армії під керівництвом Джорджа Вашингтона. Джон Трамбалл створив портрет Дж. Вашингтона 1780 року та декілька картин з історії війни за незалежність («Декларація незалежності», 1795 р., Ротонда Капітолія в столиці США).
По закінченні війни та по створенню нової держави розпочалися процеси державотворення. Нова влада замовляє портрети героїв війни та отців-засновників Сполучених Штатів. Виникає низка парадних і офіційних портретів, а також картин історичної тематики, що утворюють візуальний комплекс американської революції, як назвуть ці події.
Художник Чарльз Вілсон Піл (1741—1827) покидав колонії 1767 року заради Лондона, але повернувся у США. Він виконав декілька портретів отців-засновників держави, а також перші офіційні портрети Джорджа Вашингтона монументального формату (232,7 см на 148,3 см, 1779 р.). Він же заснував перший художній музей (Художній музей Піла в Філадельфії). 1814 року ще один Музей натуральної історії та мистецтв імені Піла заснував в місті Балтимор його син. Чарльз Вілсон Піл став також засновником художньої династії — художниками були його брат Джеймс Піл, та три сини, яким батько дав імена європейських художників минулого (Рембрандт Піл, Рубенс Піл, Рафаель Піл).
Бенджамін Вест так і залишився би черговим епігоном другорядного, вторинного класицизму, якщо б зупинився на подібних сюжетах — які трохи оживляли театралізація, пафос, сентименталізм. Але художник почав звертатися до подій нещодавньої історії і це сприяло появі індивідуальної тематики картин Веста. Серед цих творів — «Смерть американського генерала Вольфа» (1770, Оттава, Національна галерея Канади).
Класицизм як мистецька система, був побудований на жорсткій регламентації сюжетів, на використанні особливих, класицистських форм та жорсткій же поміркованості. Відступи від канонів — вважалися єретичними. Саме в цьому несхвальні відгуки про історичну картину Веста «Смерть американського генерала Вольфа», адже художник насмілився подати історичних персонажів у сучасному одязі, а не в римських тогах і не на тлі італійського пейзажу. А художник йшов за перебігом реальних подій, хоча й використав звичну композицію для тодішньої історичної картини (герой що помирає в оточенні співчуваючих на тлі прапорів, батального поля і хмарного неба). До того ж, римлян у тогах не було в Америці середини 18 століття. Але картина мала успіх у мало обізнаних з суворими канонами публіки. Її почали копіювати інші майстри і Рейнольдс та інші прихильники класициських настанов, що вважали твір ганьбою і образою історичного живопису взагалі — поступилися.
Реалістичнішим був і портрет генерала Тадеуша Костюшко, 1797 р. Вест взагалі відмовився від натовпу співчуваючих на тлі прапорів і батального поля, а сам портрет виявив риси предромантизму і справжньої героїки, якої так не вистачало іншим історичним композиціям Веста.
Бенджамін Вест також вивів на сцену як історичних персонажів — північноамериканських індіанців, яких не схильні були вітати американські колоністи та расистсько налаштовані ділки.

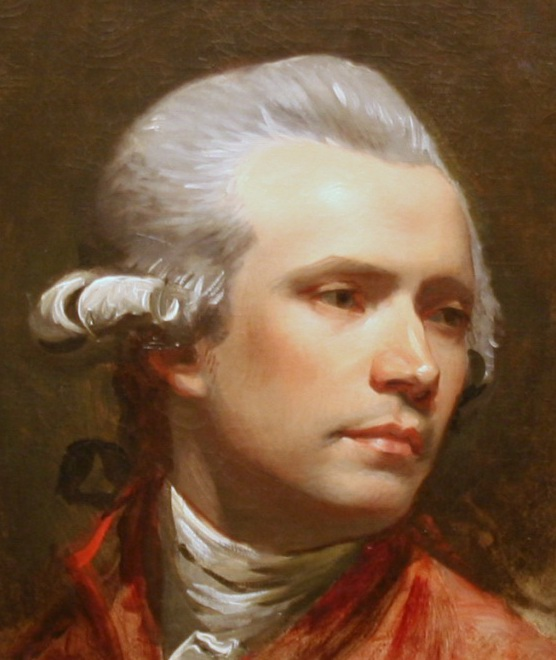
Джон Синглтон Коплі. Автопортрет, 1784
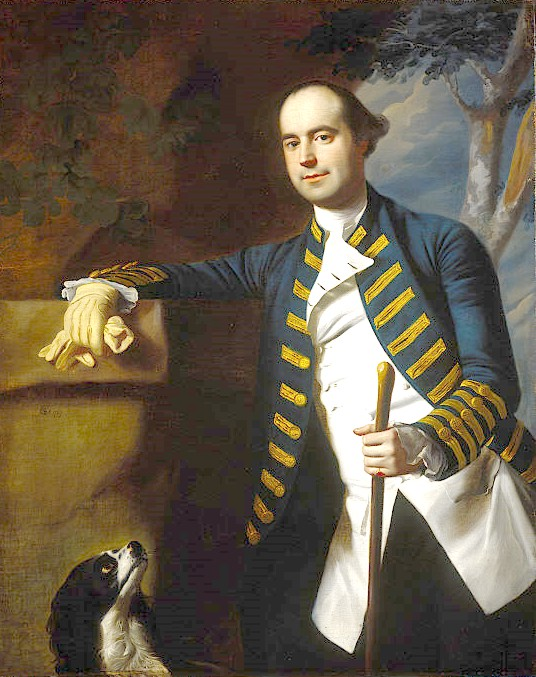
Джон Синглтон Коплі. «Дункан Стюарт», 1793
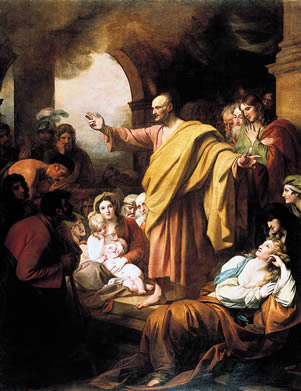
Бенджамін Вест. «Проповідь апостола Петра»
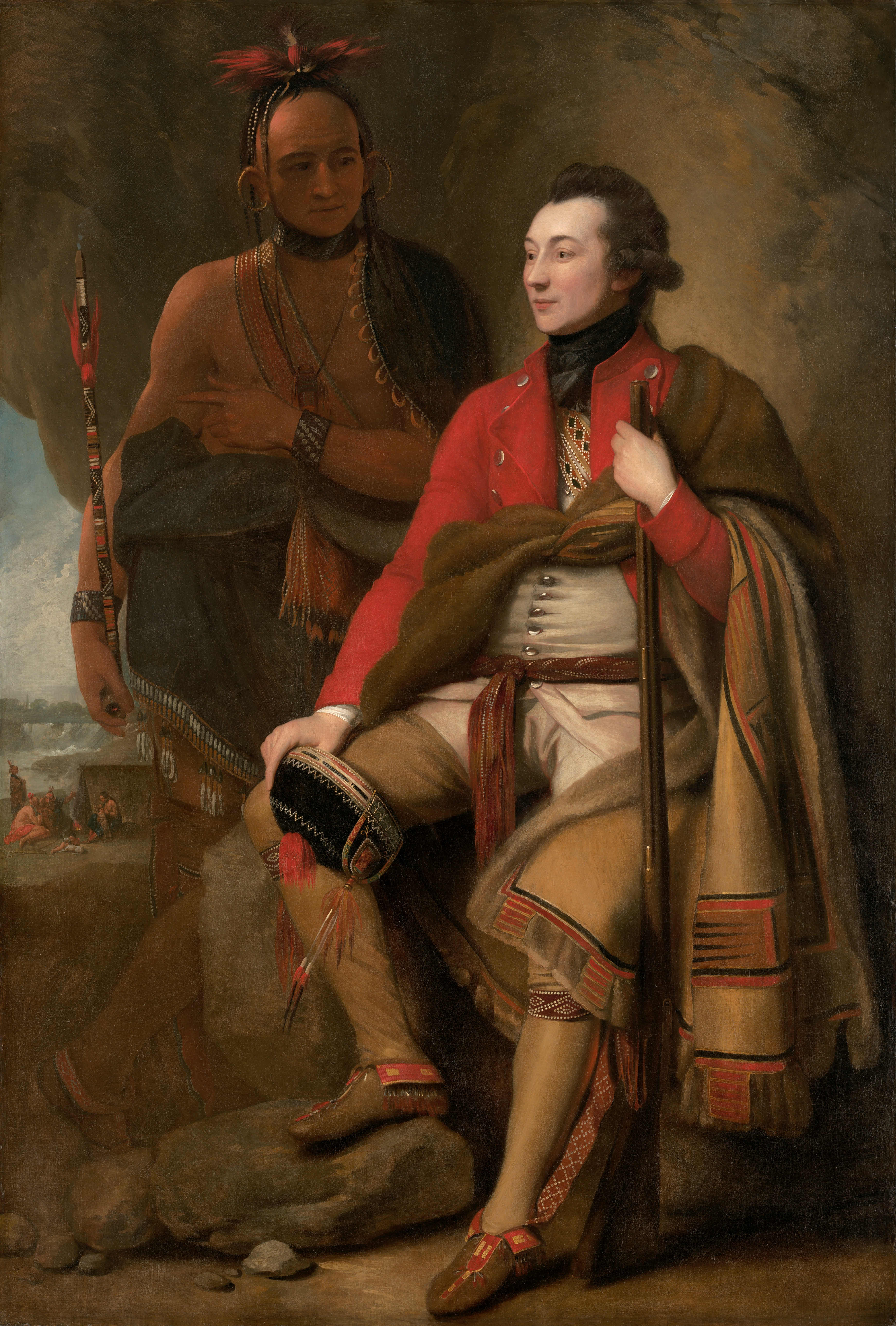
Бенджамін Вест. «Портрет полковника Гая Джонсона з індіанцем», 1776
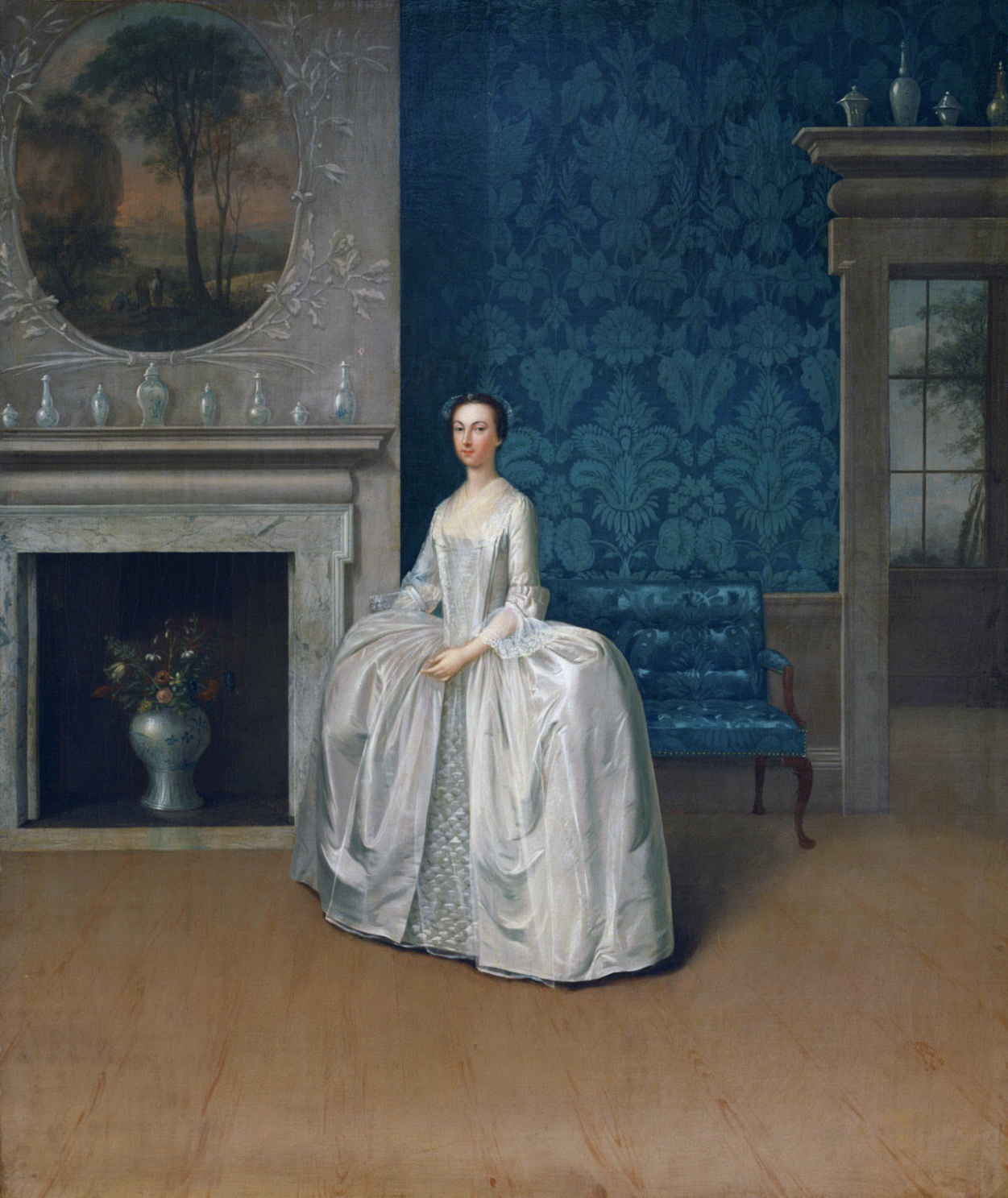
Артур Девіс.  «Портрет Джуліани Пенн», 1752
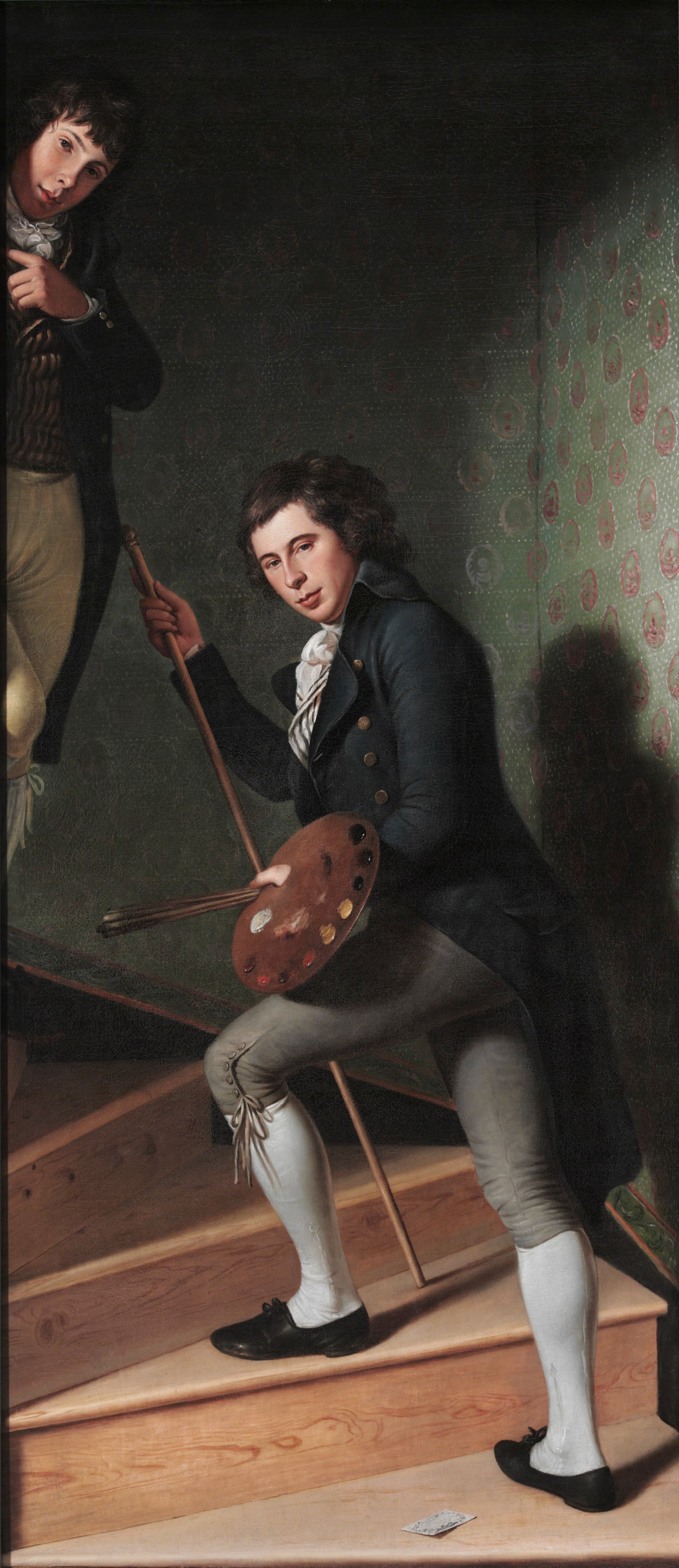
Чарльз В. Піл. «Портрет синів в сходовій клітці», 1795
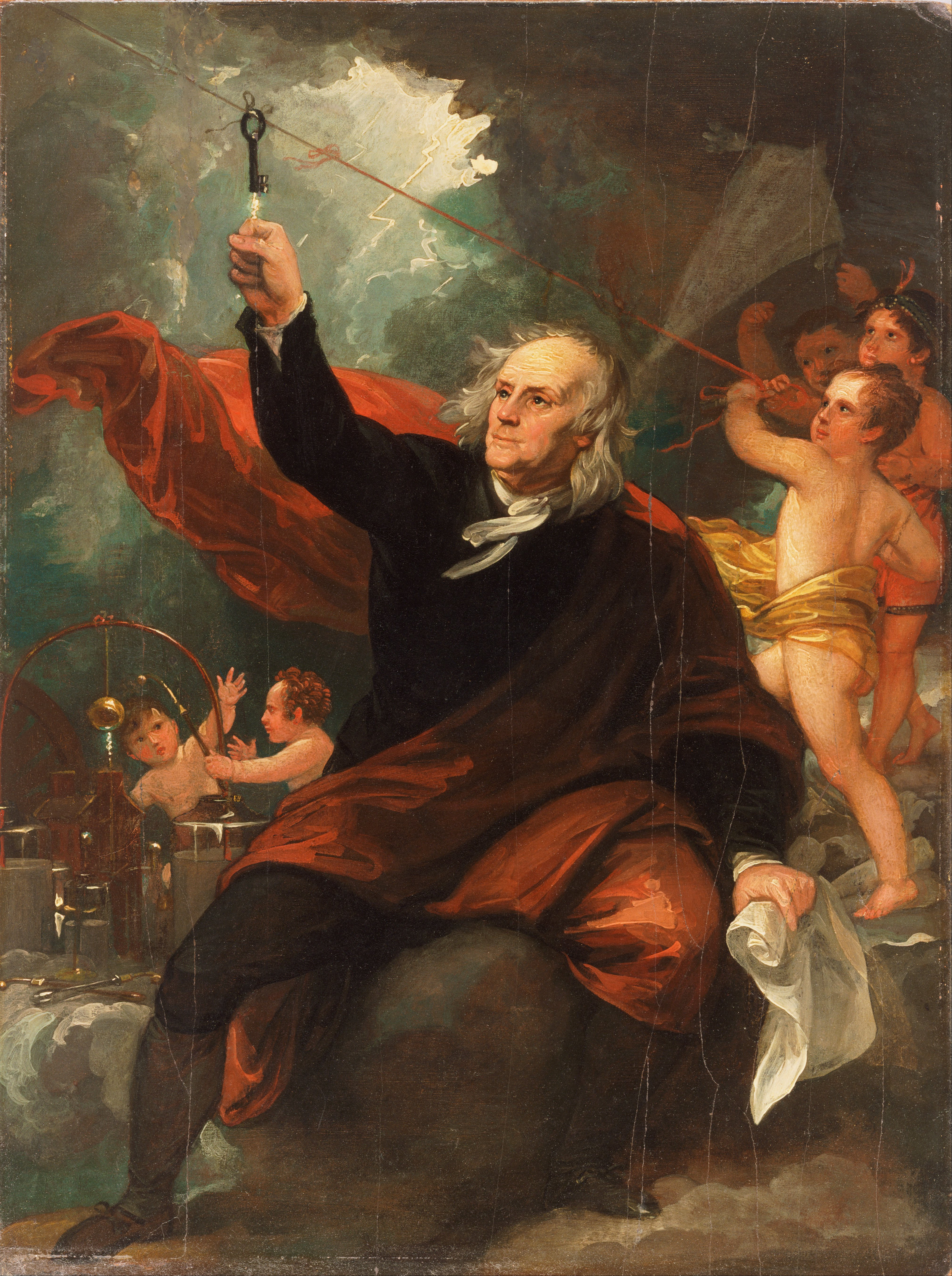
Бенджамін Вест. «Бенджамін Франклін досліджує атмосферну електрику», 1816
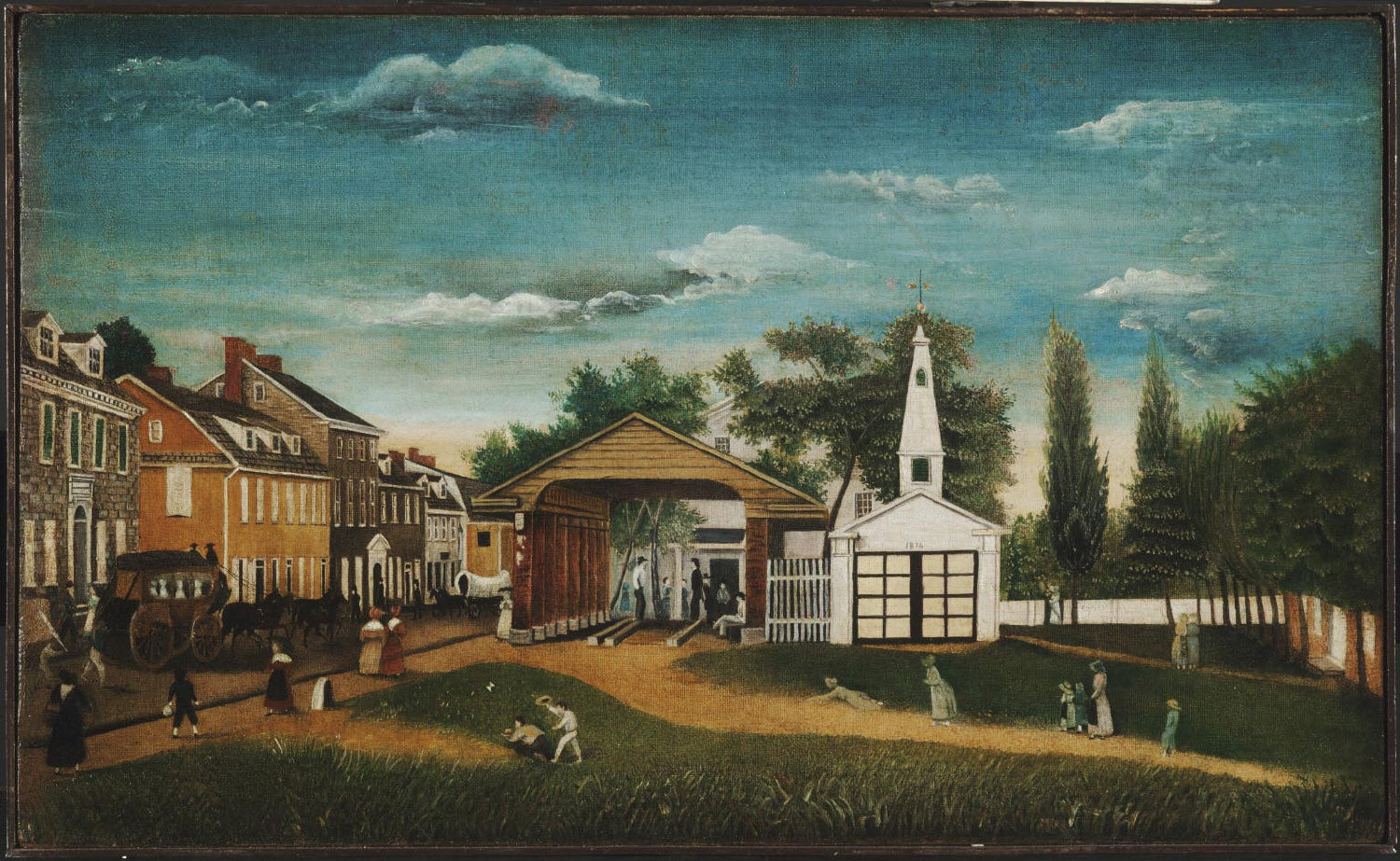
«Ринкова площа Германтауна», 1820
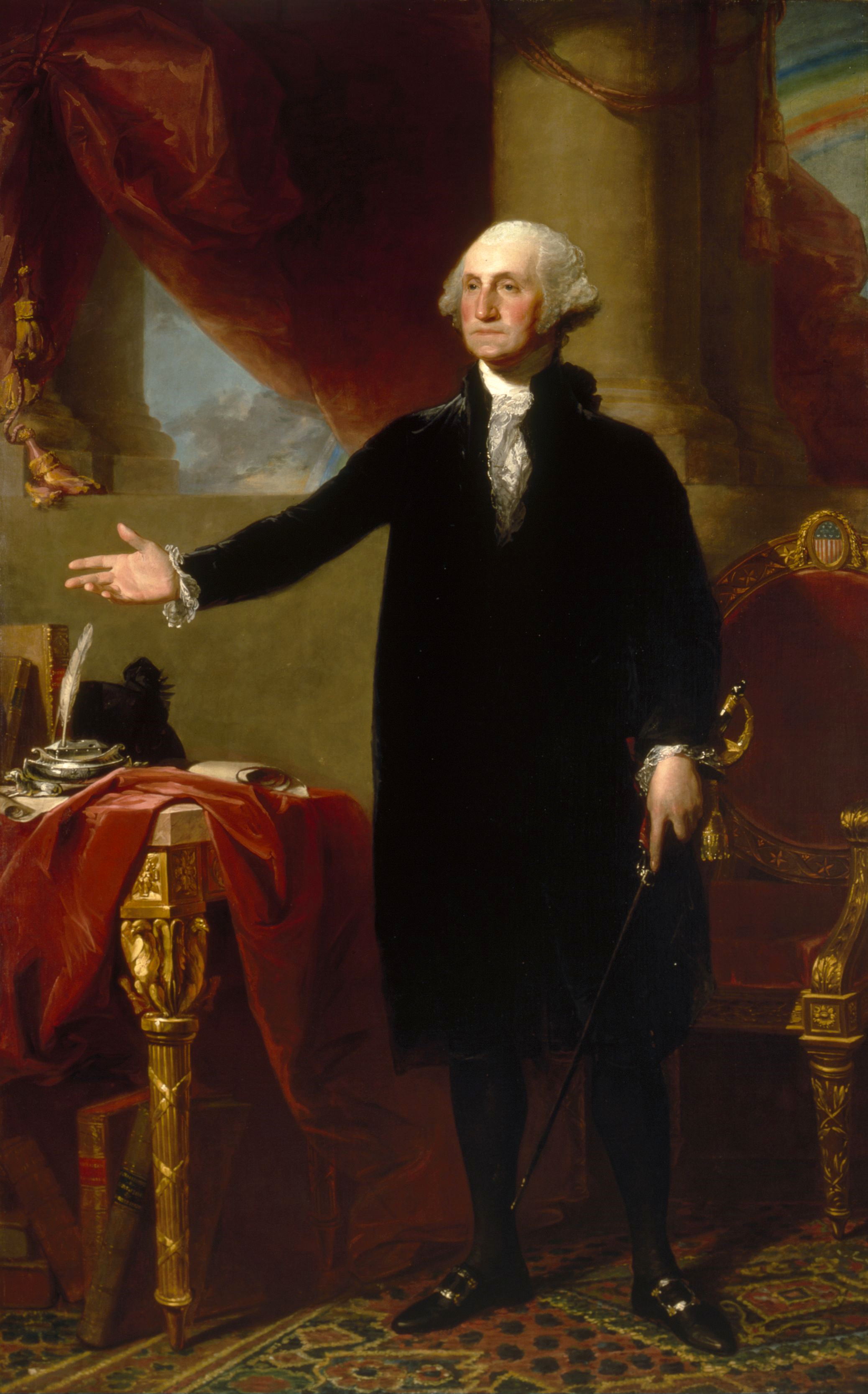
Гілберт Стюарт. «Джордж Вашингтон», 1796. Національна портретна Галерея, Смітсоніанів інститут, Вашингтон
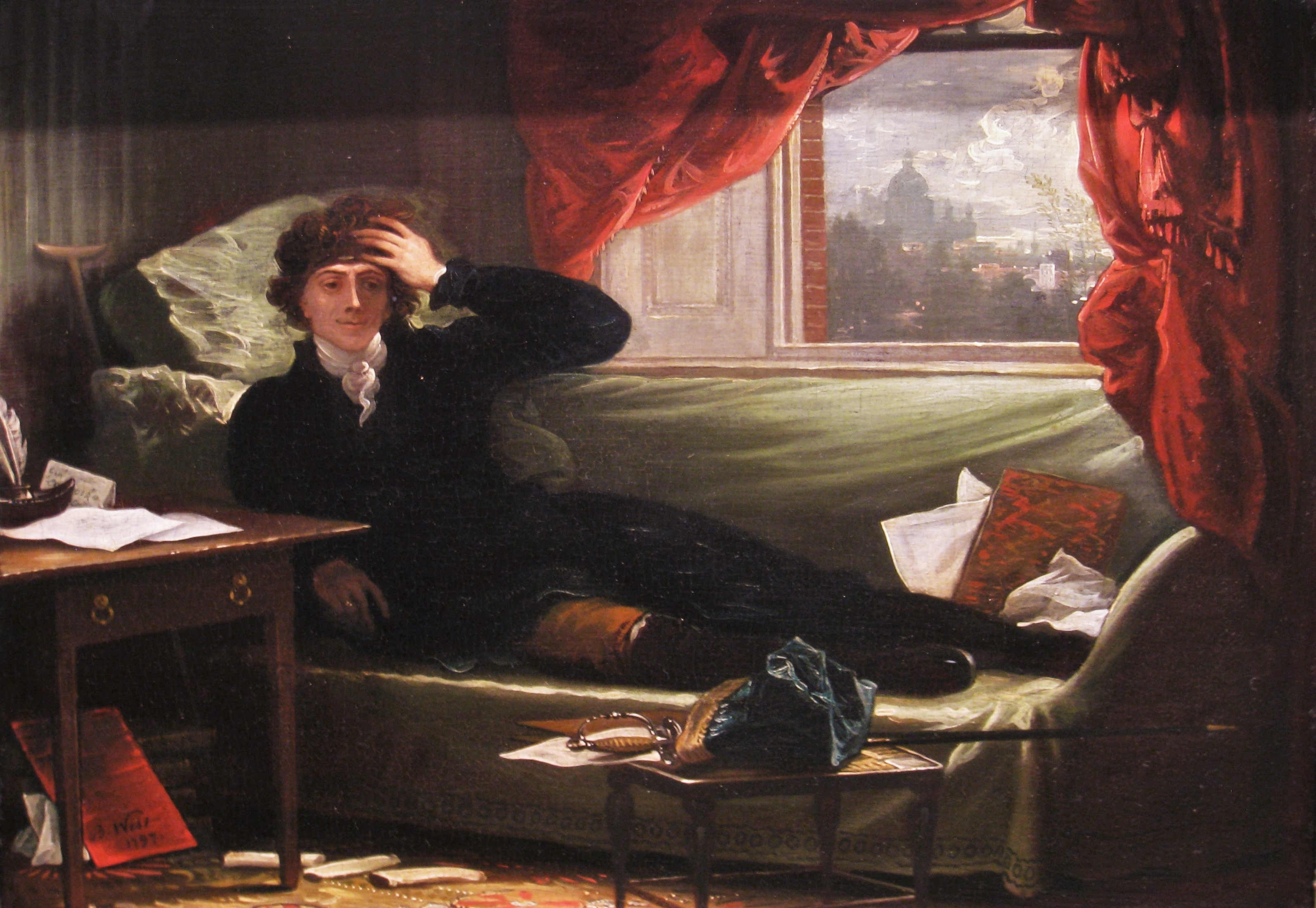
Бенджамін Вест. «Генерал Тадеуш Костюшко», 1797, Оберлін, штат Огайо, США
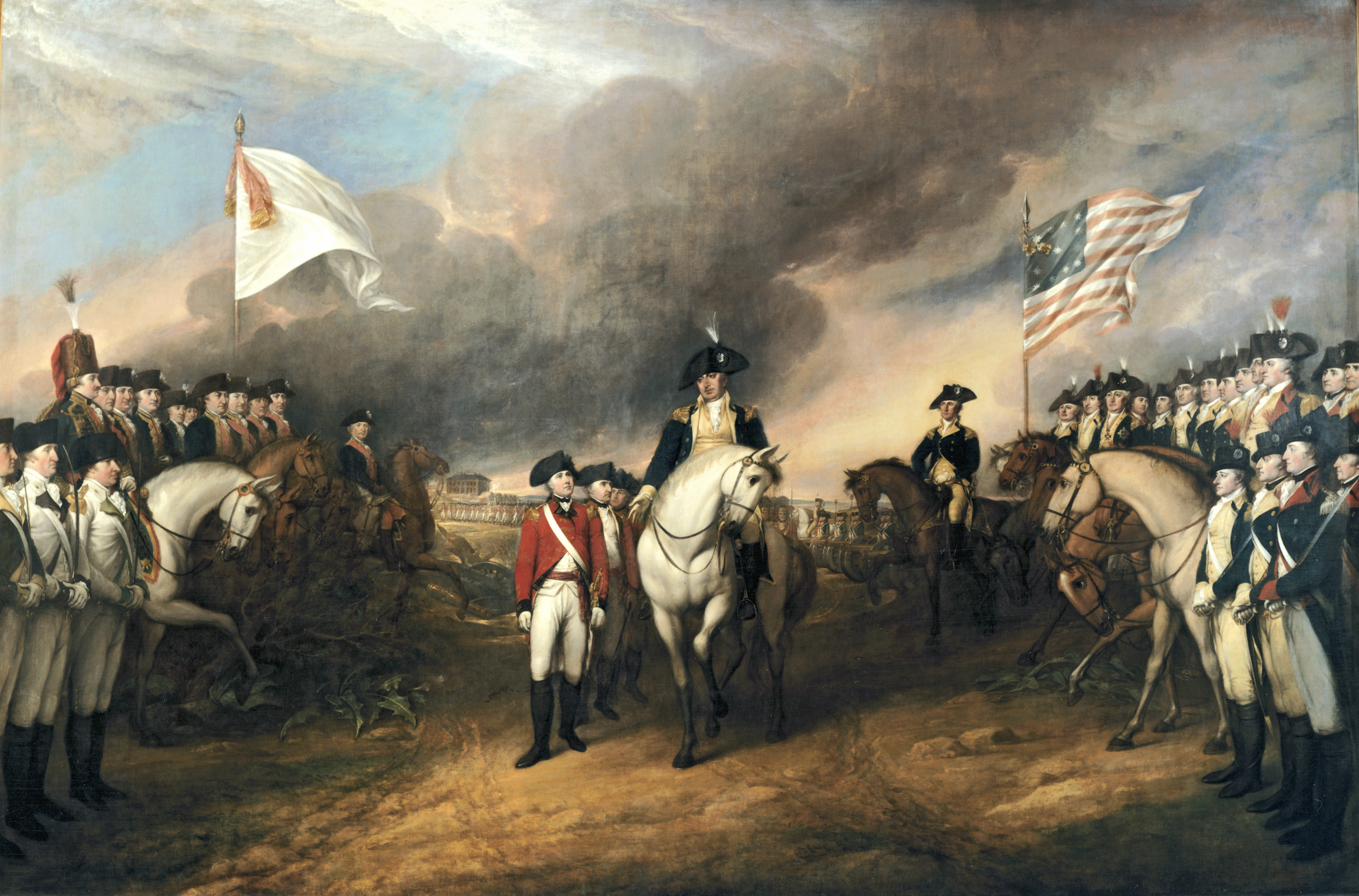
Джон Трамбалл. «Капітуляція лорда Корнуелла»
Джон Трамбалл. «Декларація незалежності»
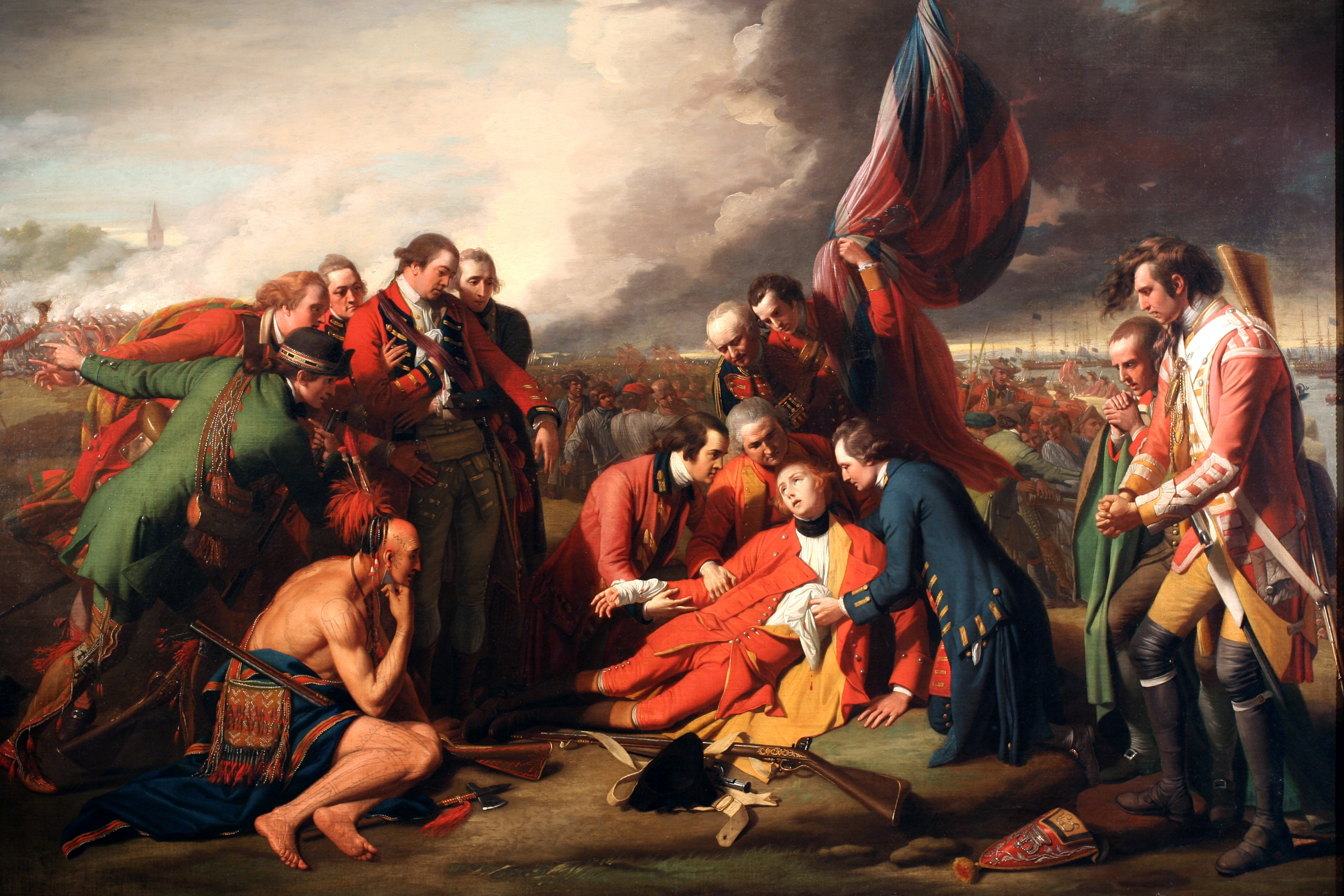
Бенджамін Вест. «Смерть генерала Вольфа» (1770, Оттава, Національна галерея Канади)
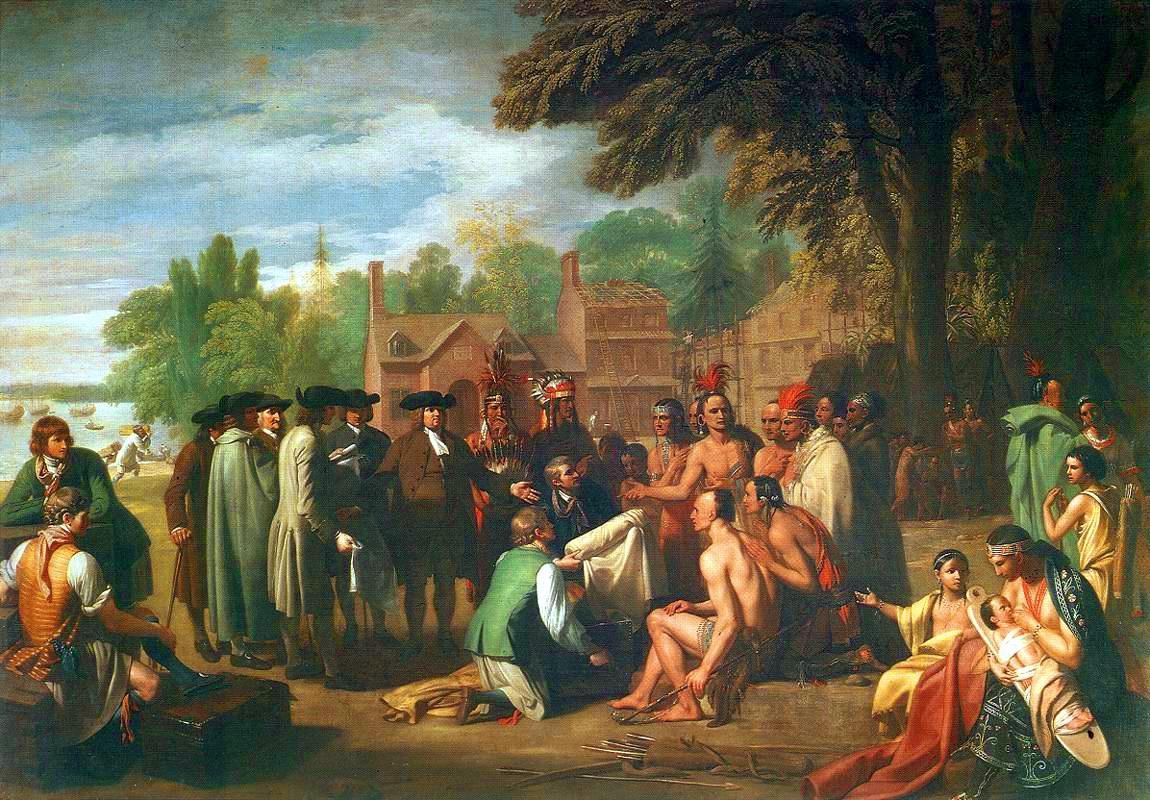
Бенджамін Вест. «Договір між містером Пеном та американськими індіанцями», 1772, Філадельфія, Академія мистецтв Пенсильванії, США
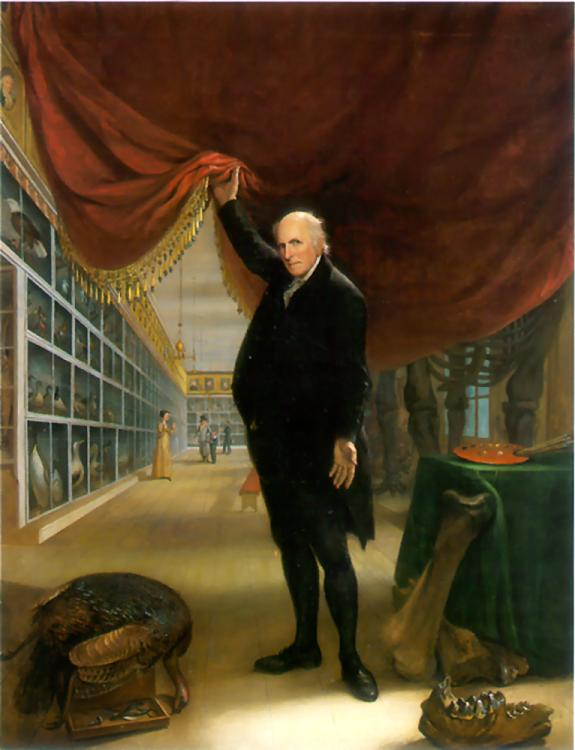
Ч. В. Піл. «Чарльз Вілсон Піл демонструє власний музей», 1822, Музей мистецтв Філадельфії

## Побутовий жанр
Побутовий жанр отримав значний розвиток починаючи з першої половини 19 ст. Цьому сприяли як розвиток друкарства з описами побутових подій, так і творчість художника Вільяма Сіднея Маунта.
Згодом побутовий жанр збагатився тематично і відійшов від зображення ідилічного дозвілля провінціалів з картами, неспішною працею, танцями і заручинами. В Сполучених Штатах розпочалась активна промислова революція та швидка урбанізація.
Художники почали фіксувати побут мешканців урбанізованих великих міст і їх незграбні розваги. Побутовий жанр позбавляється ідилічних сцен (Волтер Гай, «Милосердя», 1889) і подає то проповідь модного місіонера (Джордж Беллоуз. «Проповідь», 1915), то нудьгу в публічному парку (Еверет Шинн, «Грін парк в Лондоні», 1908), то безглуздя боксерів (Джордж Беллоуз. «Бийтесь об заклад у Шаркі !», 1917) чи запеклу бійку п'яниць — відвідувачів бару (Антон Отто Фішер, 1882—1962, «Бійка в барі», 1912).
Відсутність значних ідей в мистецтві просуває побутові сцени і в монументальне мистецтво (Худ. Кіндред Маклер, «Поштові операції», 1937 р., художниця Меріон Грінвуд, стінопис «Розвантаження овочів і фруктів», Арнаутов Віктор Михайлович, «Обробка бавовнику»).

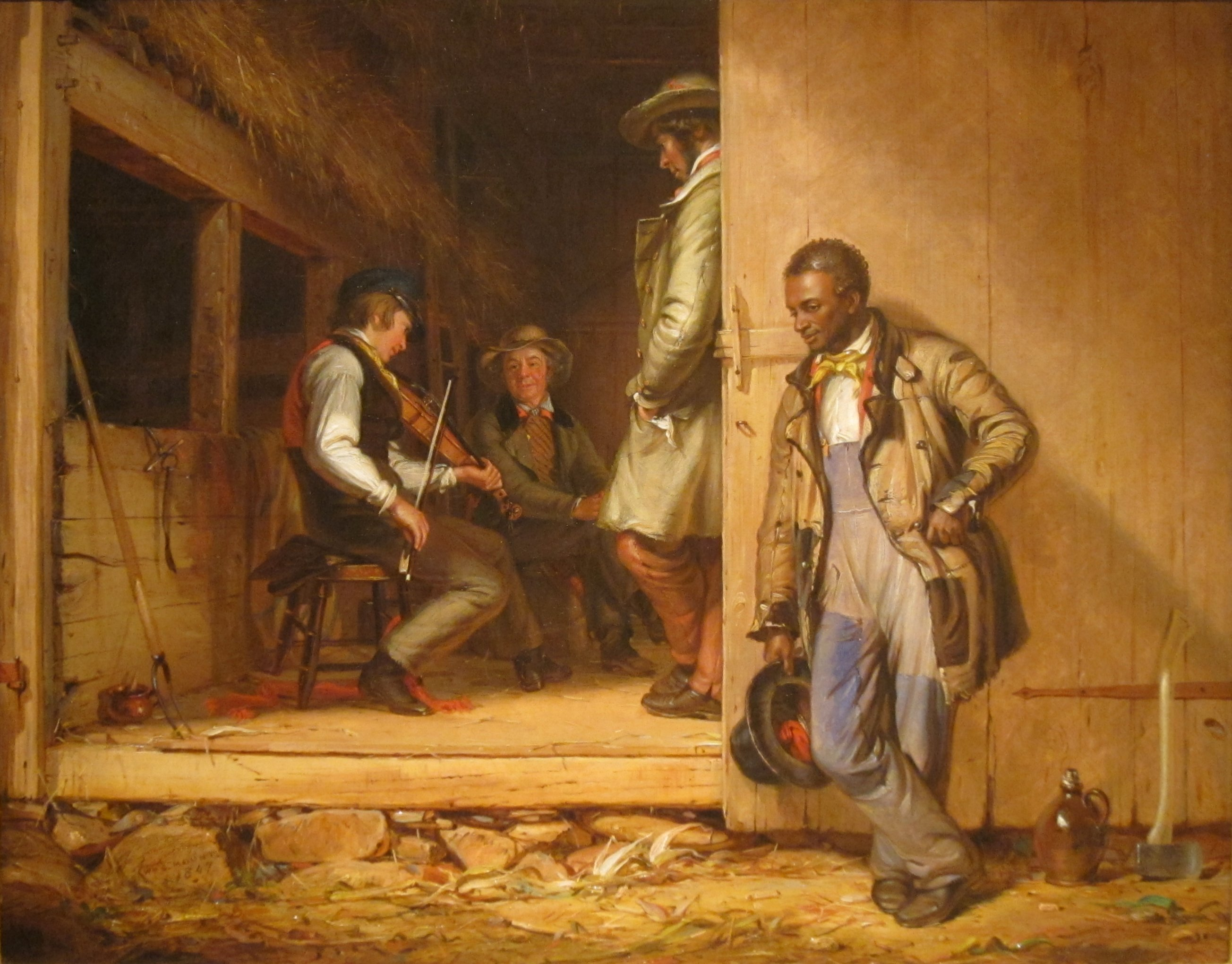
Вільям Сідней Маунт. «Необорна міць музики», 1847
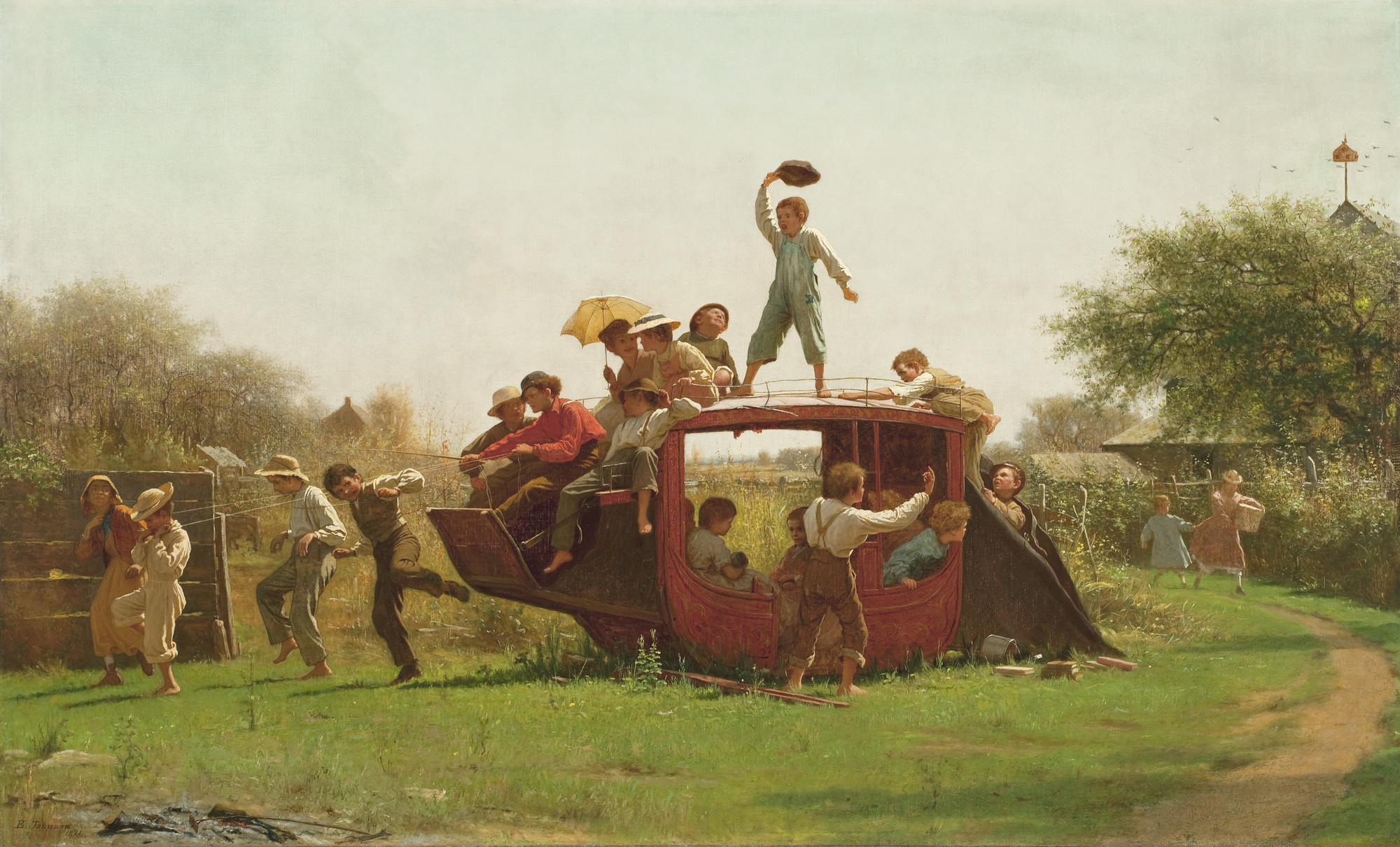
Істмен Джонсон. «Щастя покинутого диліжанса», 1871
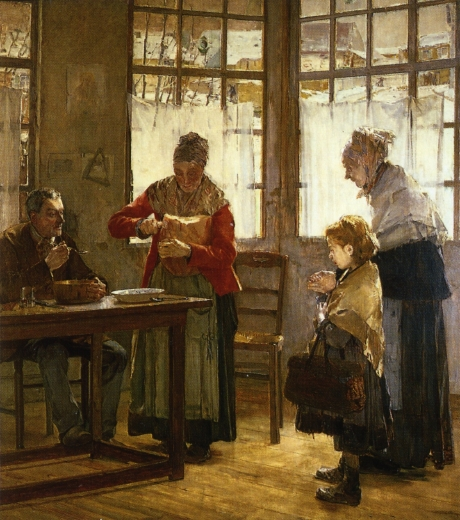
Волтер Гай, «Милосердя», 1889
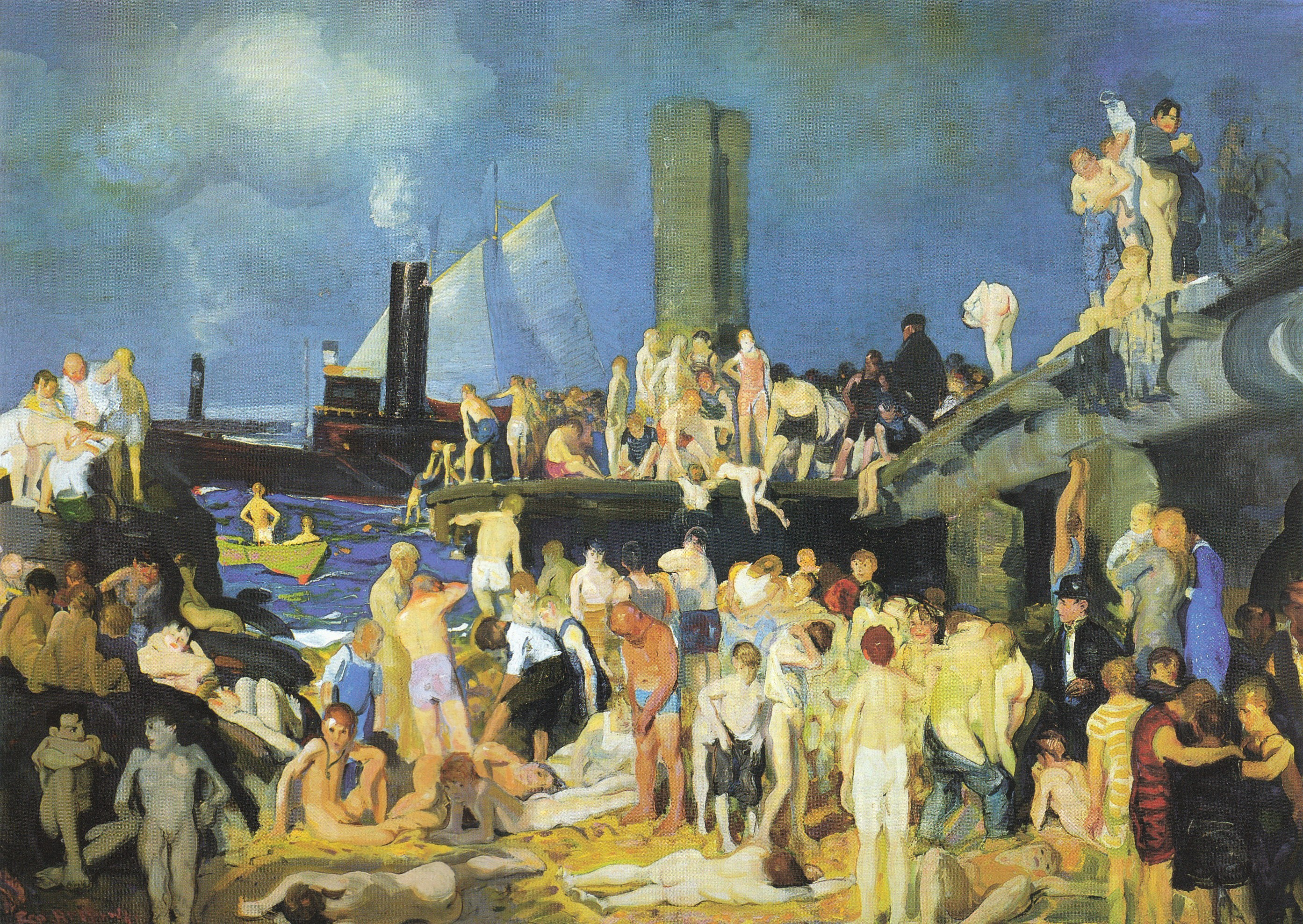
Джордж Беллоуз. «Надбережжя № 1», 1915
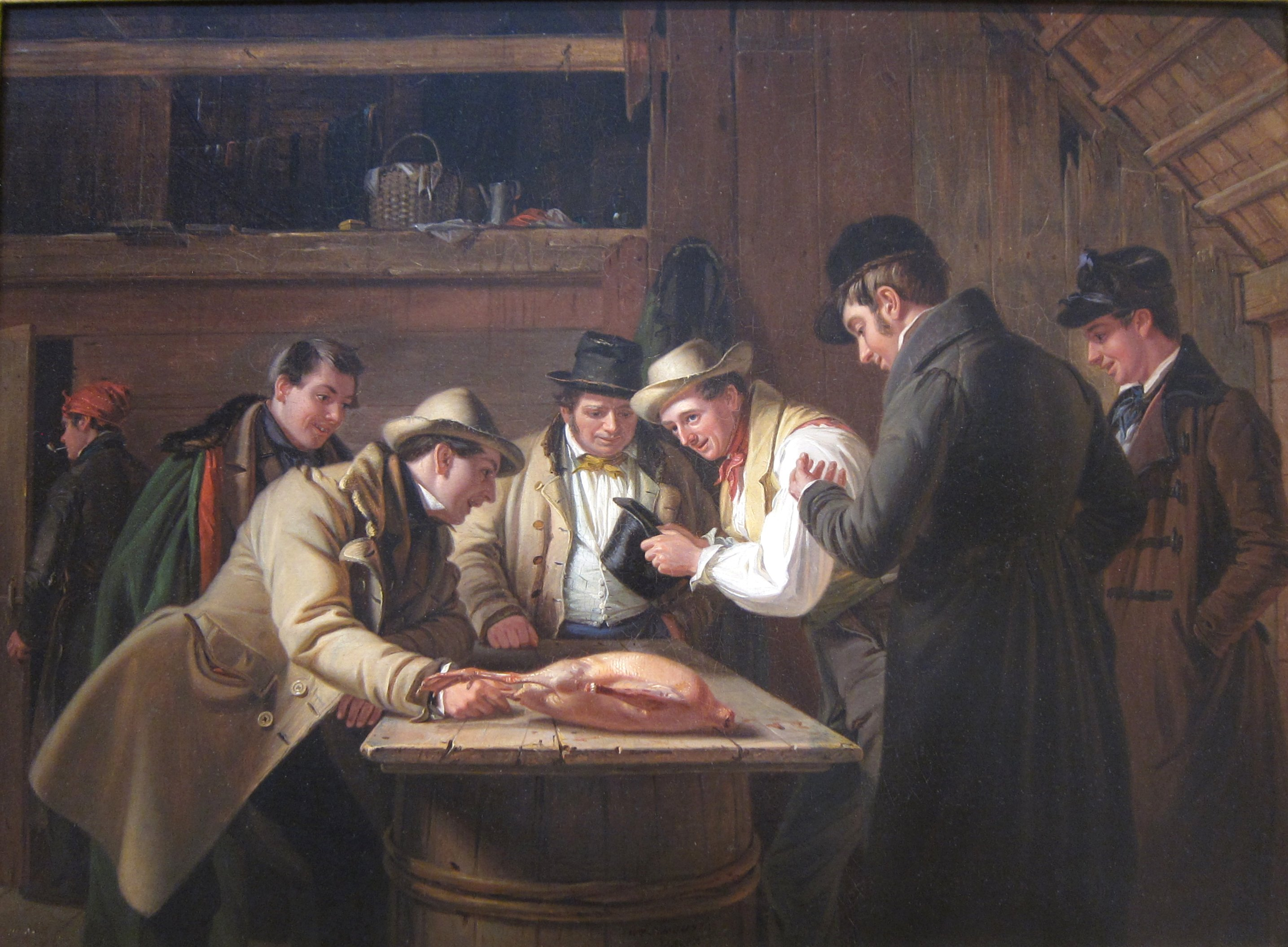
Вільям Сідней Маунт. «Розігрують гусака», 1837
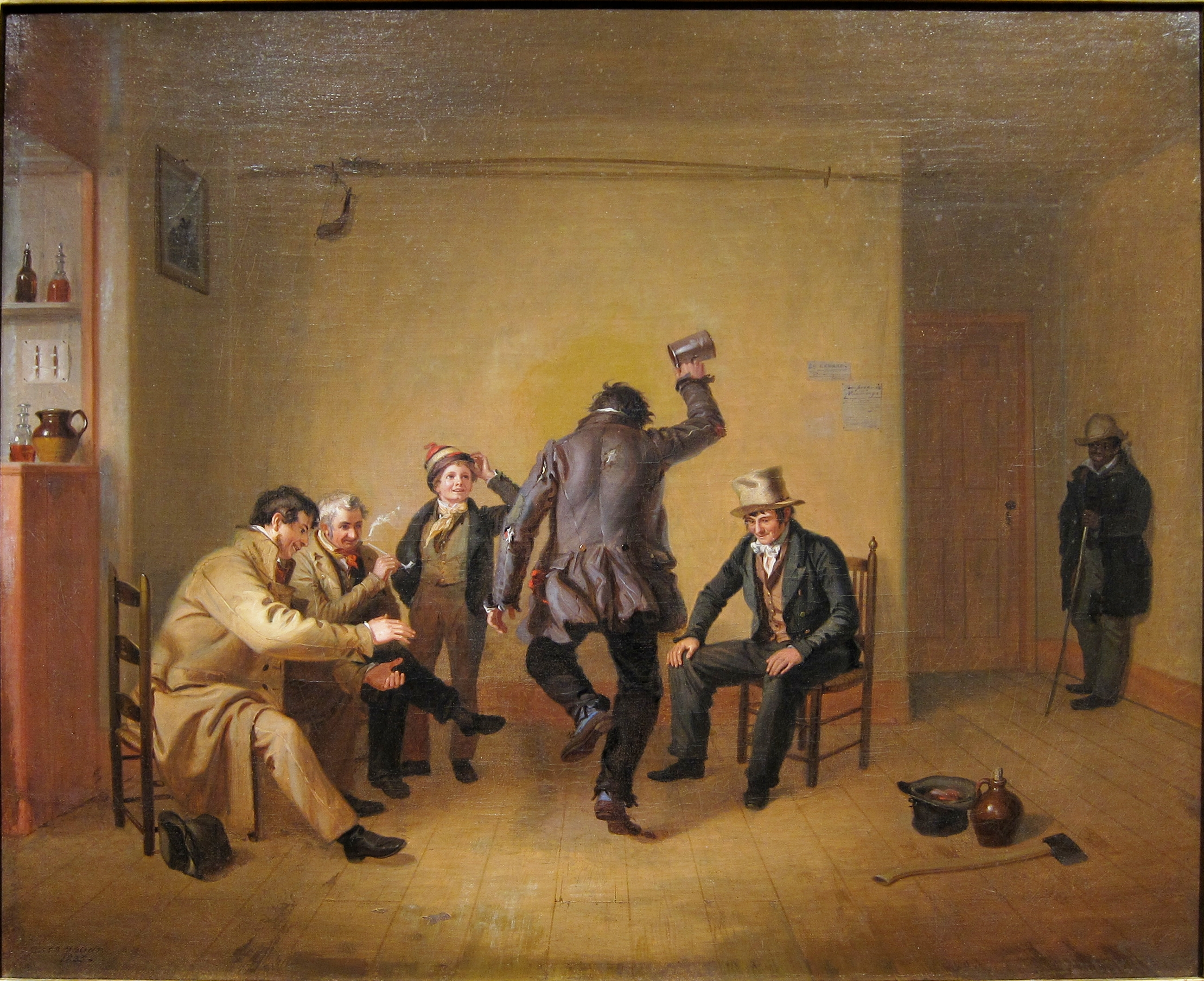
Вільям Сідней Маунт. «Танцюрист у барі», 1835
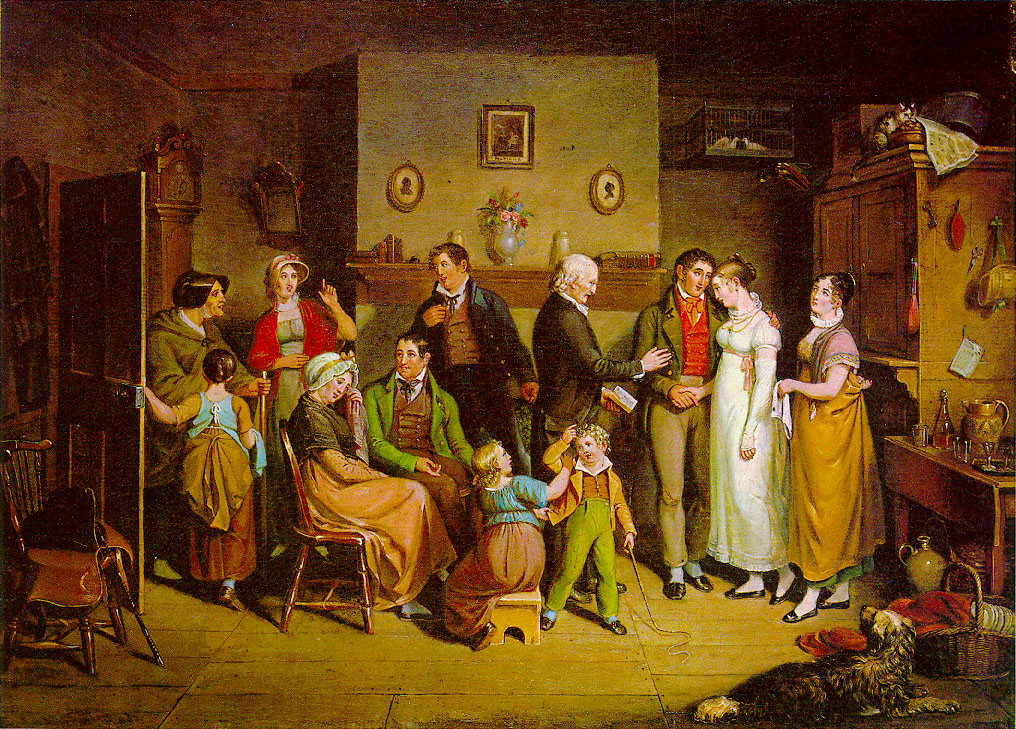
Джон Люіс Кріммель. «Сільське весілля в Пенсильванії», 1820
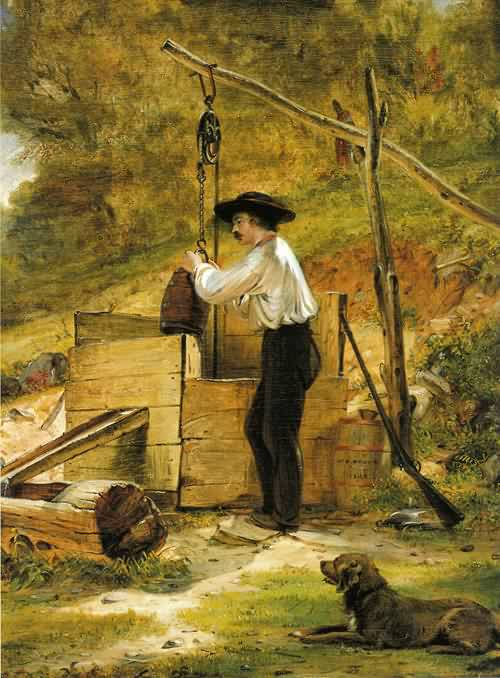
Вільям Сідней Маунт. «Біля колодязя», 1848
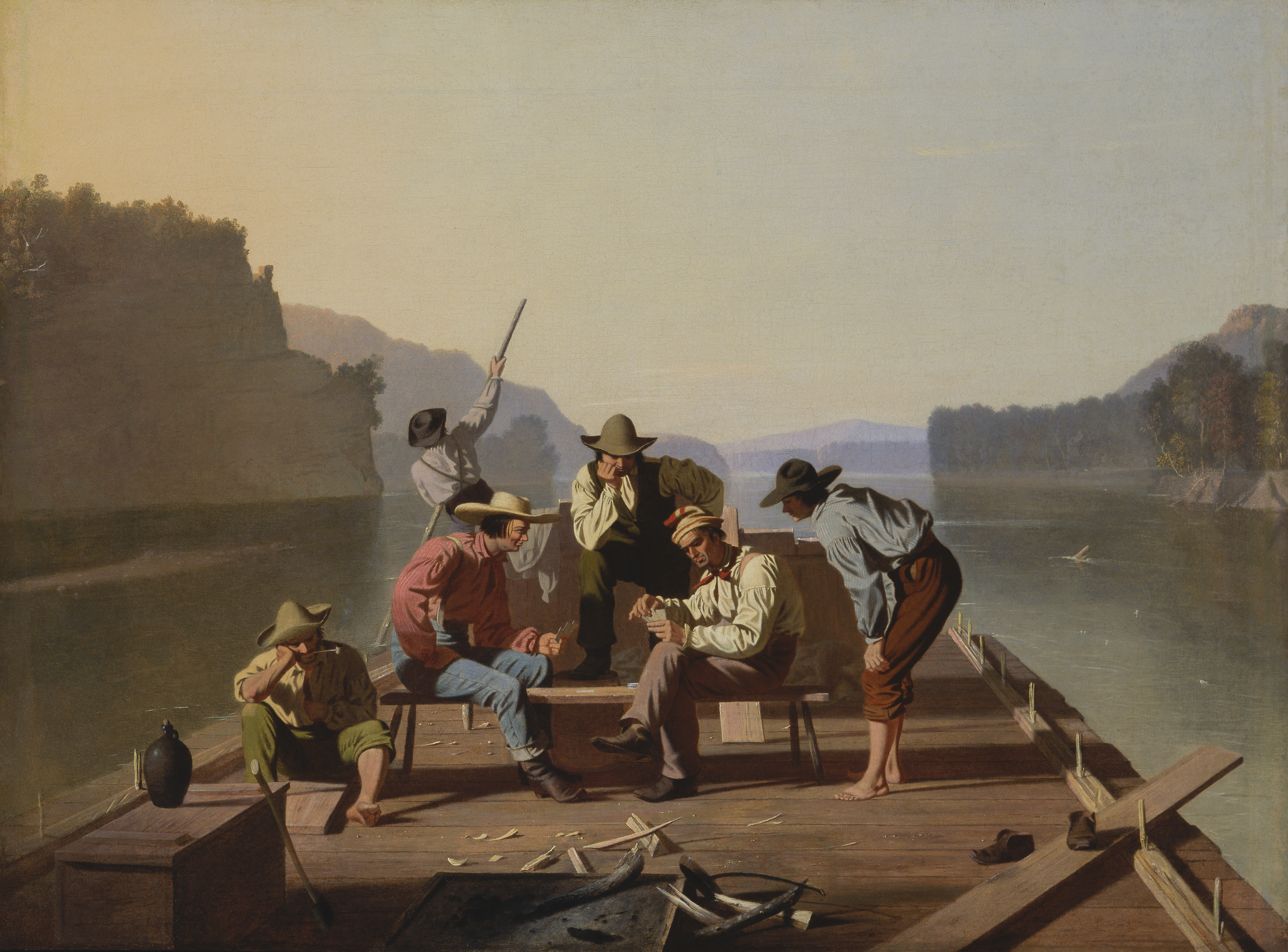
Джордж Калеб Бінгем. «Плотогони грають в карти», 1847
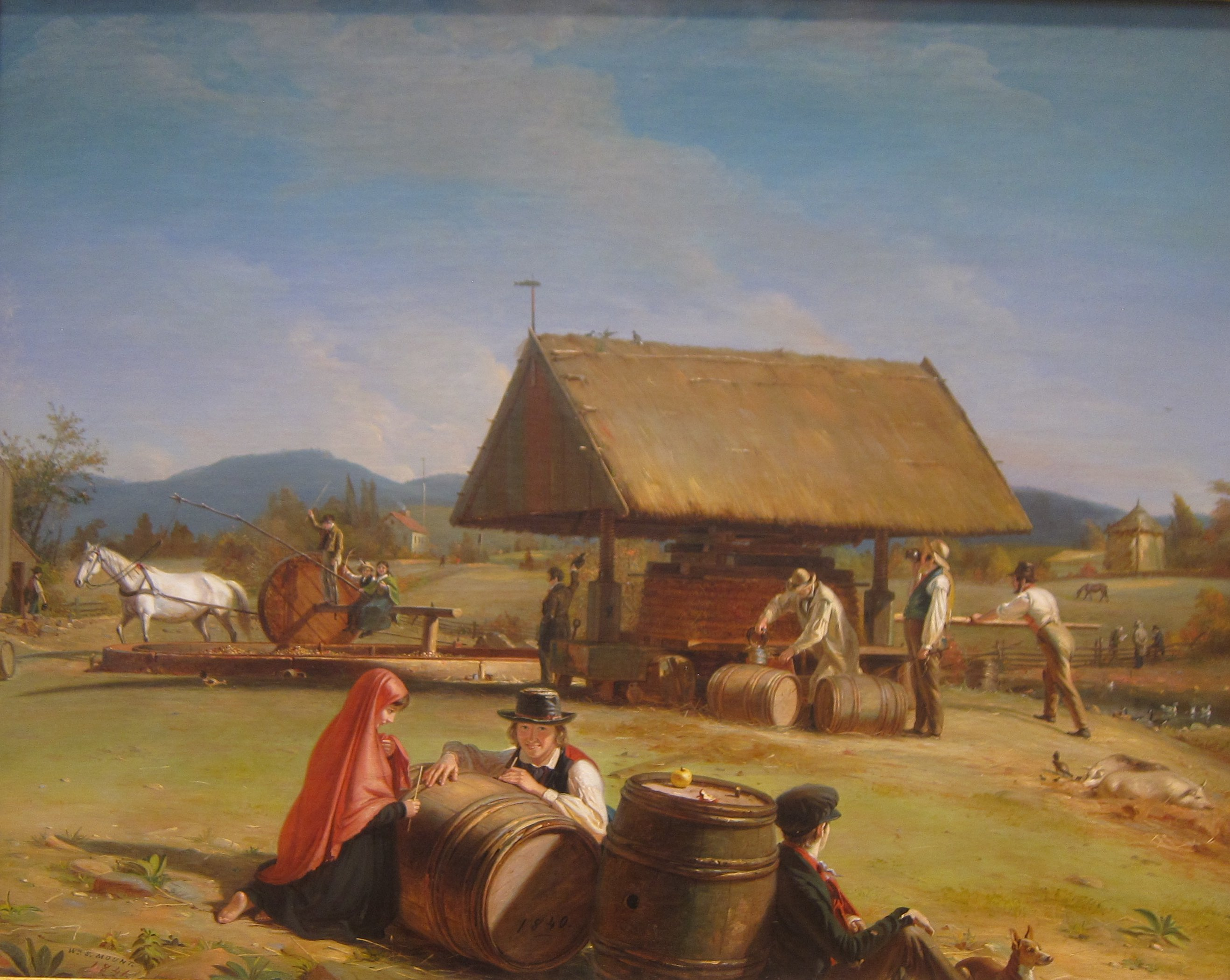
Вільям Сідней Маунт. «Виробництво сидру», 1841
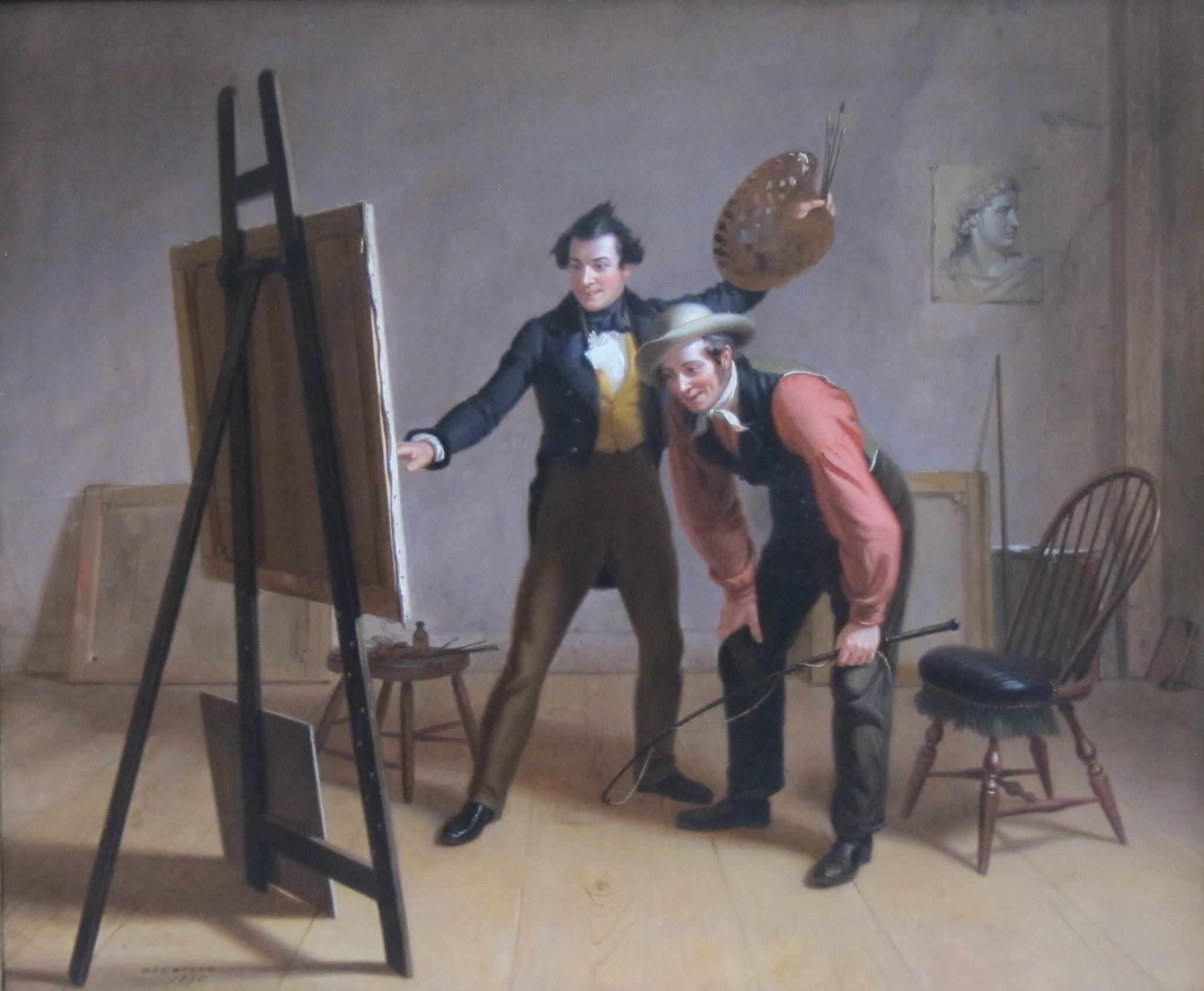
Вільям Сідней Маунт. «Вище досягнення художника», 1838, Пенсильванська академія образотворчих мистецтв
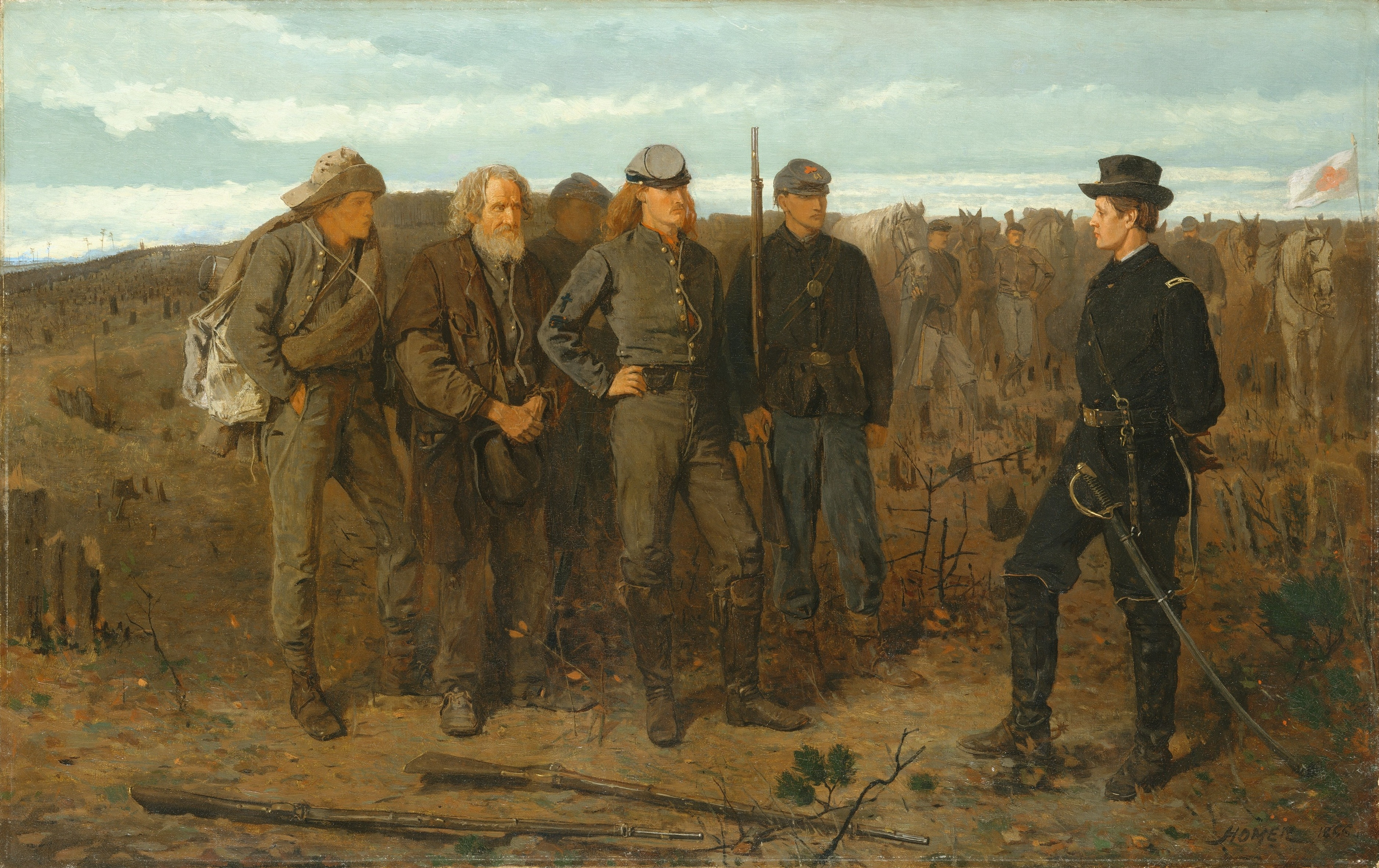
Вінслов Гомер. Полонені на фронті, 1866
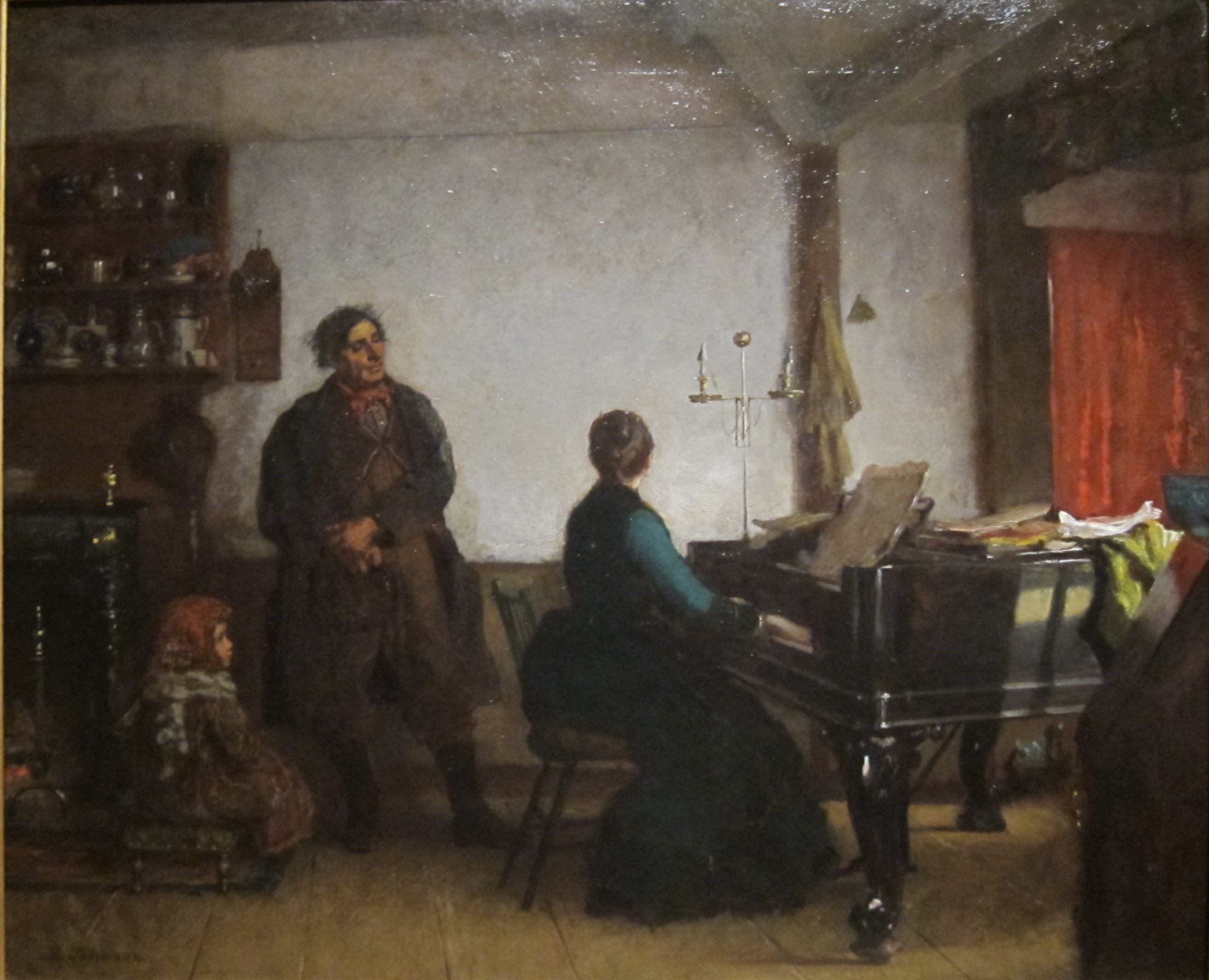
Істмен Джонсон. «Зіграй мені», 1880, Художній музей Цинциннаті
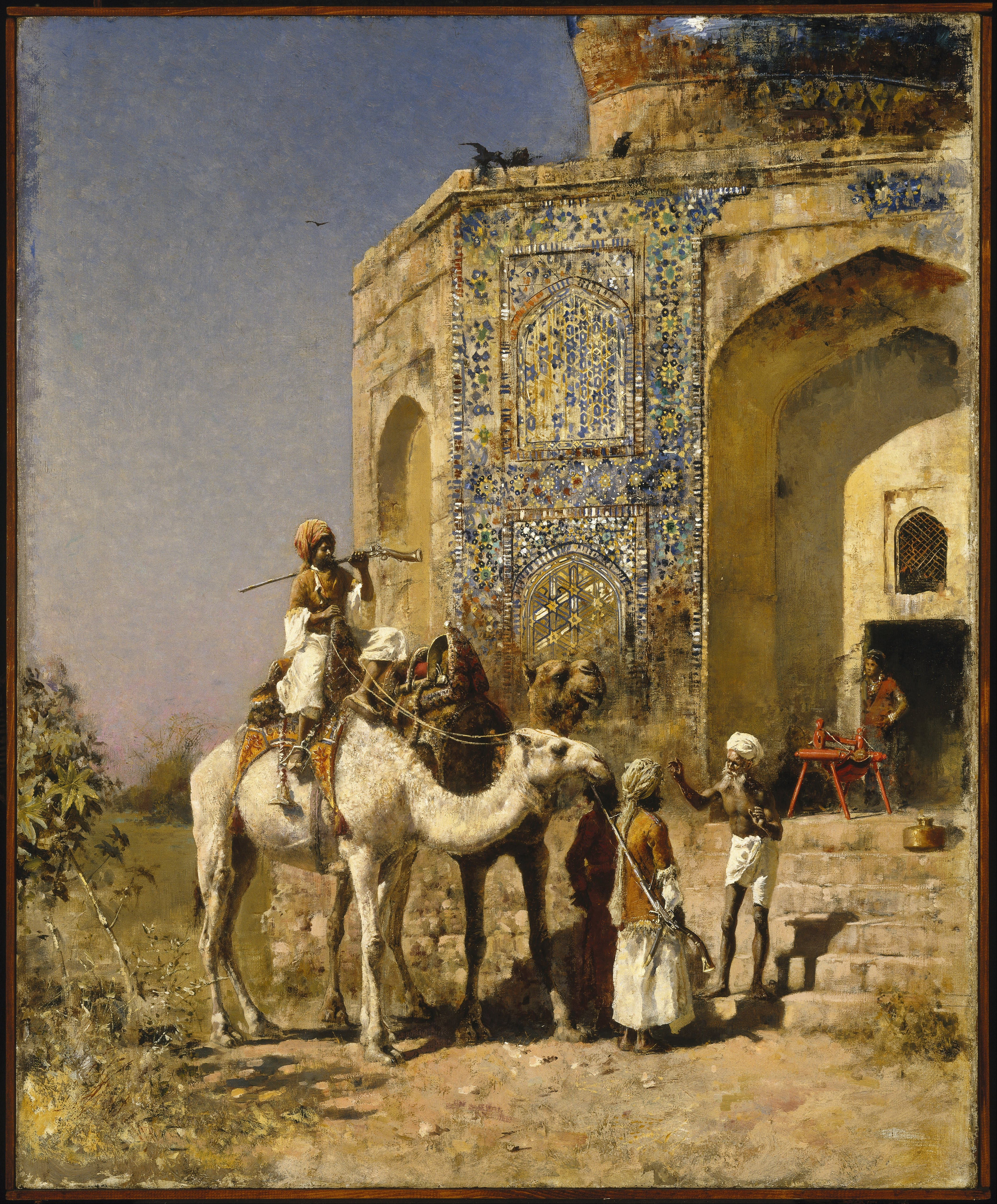
Едвін Лорд Вікз. «Стара мечеть у передмісті Делі, Індія», бл. 1885, Бруклінський музей
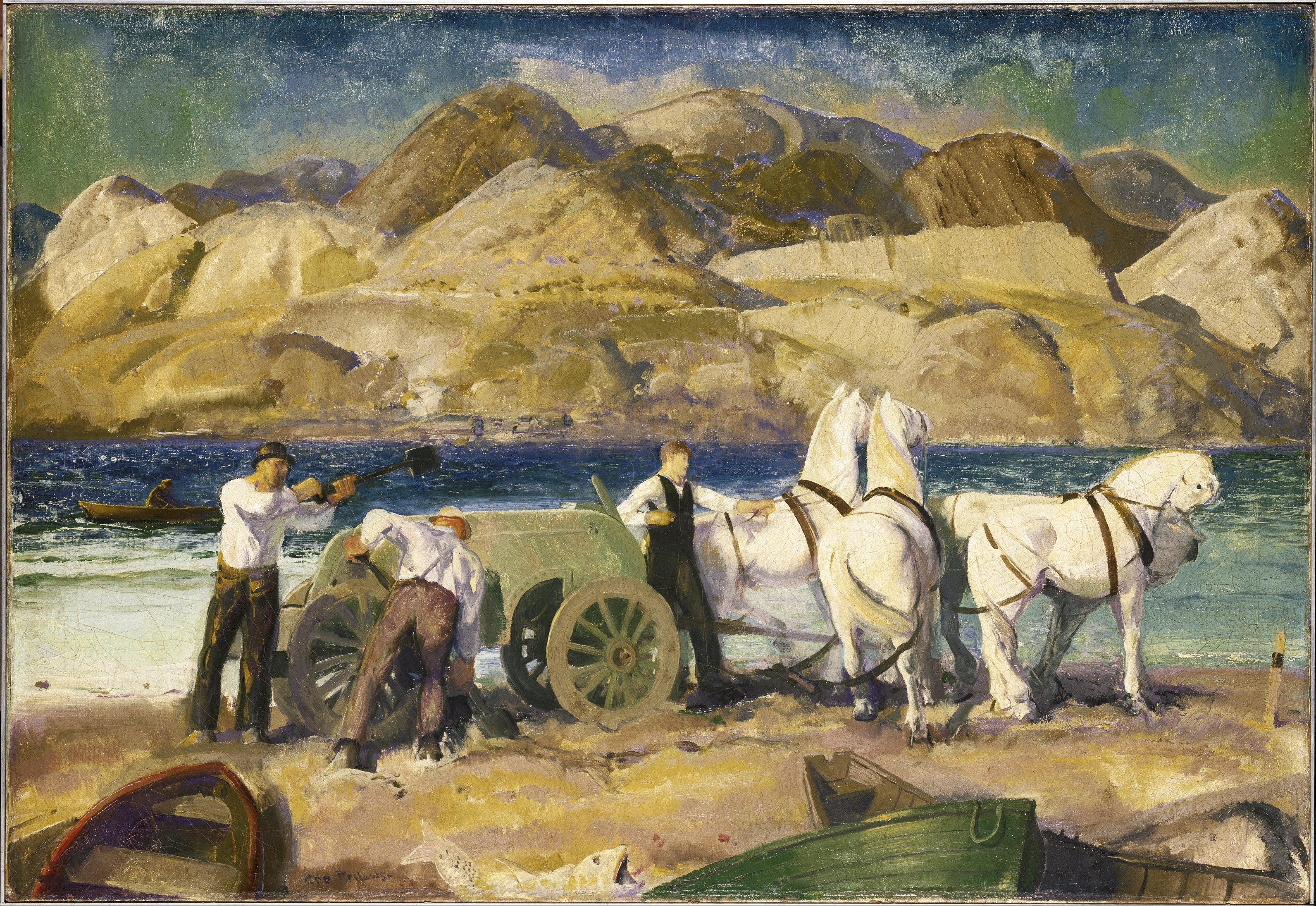
Джордж Беллоуз. «Завантаження піску», 1917

## Художники школи річки Гудзон

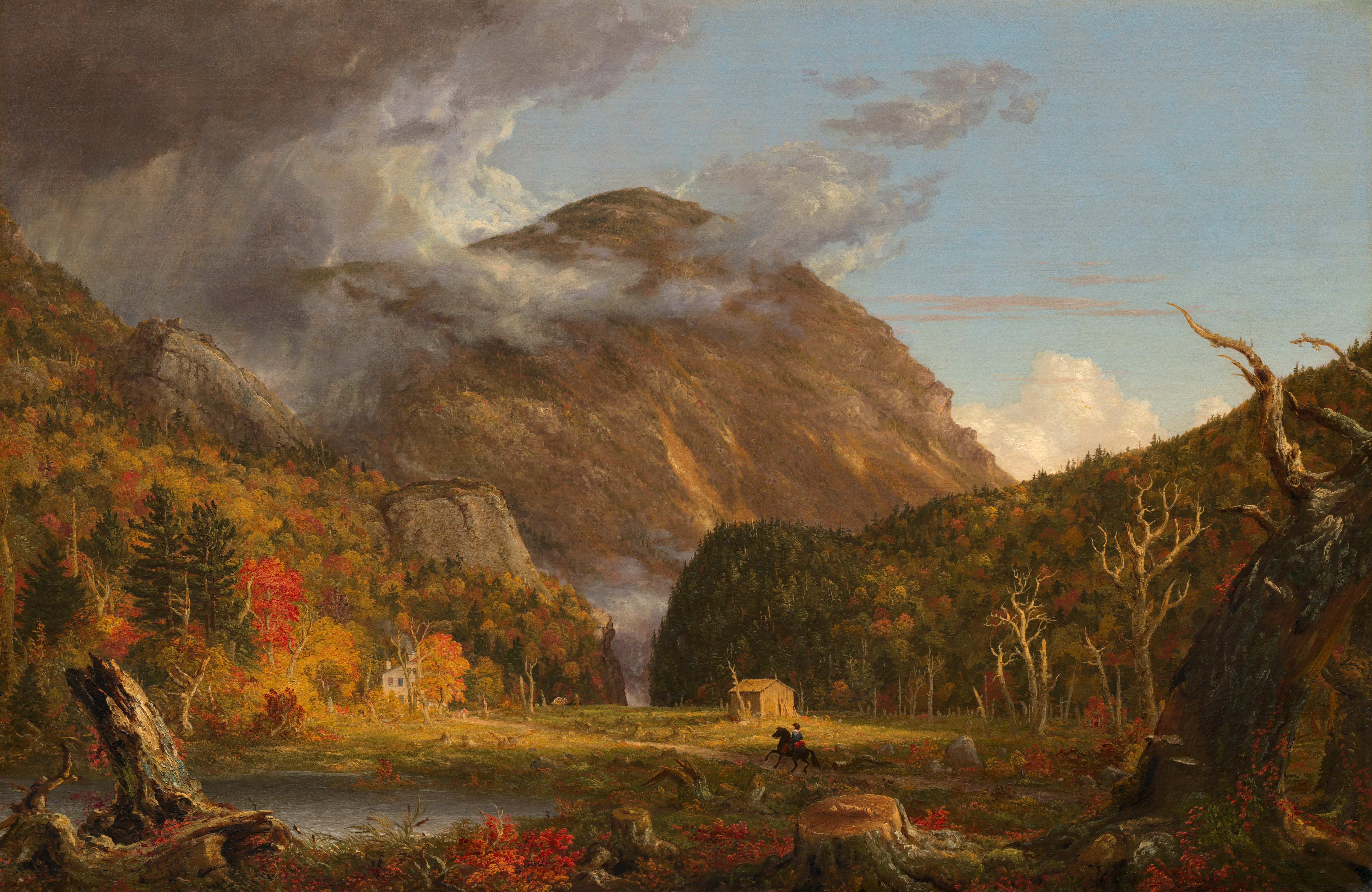
Томас Коул. Вигляд перевалу Нотч від Білої гори. 1839

Складовою частиною раннього романтизму в Сполучених Штатах був «нативізм», зміст якого складало художнє, філософське підкорення країни, її природи, її громадських інститутів. Дослідник Ю. В. Ковальов писав: 
| В нативізмі зародився літературно-філософський феномен, котрий вже в 20 столітті критики позначили як «Величну американську подорож»[4] |.
Головні персонажі американської літератури в 19 ст. — мандрівники, мисливці, чесні і не дуже авантюристи, підкорювачі дикої природи, що мандрують на захід, їдуть кіньми, пливуть човнами (і постійно стріляють у все підозріле).
Хижацьке ставлення до природи дивним чином збігалось з пильними спостереженнями за нею, притаманне ще англійській культурі з її культом приватного життя і пейзажними парками. Сімнадцятирічним хлопцем у США потрапив Томас Коул (його батьки емігрували 1818 р. з Британії і оселились в місті Стьюбенвілл. Огайо.) Юнак почав вивчати художні техніки у мандрівного майстра-портретиста Стейна. Його ставлення до дикої природи краю відрізнялось захопленням та навіть обожненням. Він вбачав в ній велич і мудрість Бога-Творця. Портрети не дуже вдавались Коулу і він перейшов до зображень краєвидів. 1825 року він прибув в долину річки Гудзон, у Вест-Поінт та Катскілл, де створив перші зображення тамтешньої природи. Перші нариси про його твори з'явились в Нью-Йорк Івнинг Пост 22 листопада 1825 р.
Згодом виник цілий напрям в місцевому живопису, котрий отримав назву школа річки Гудзон. Бо художники зосередились на фіксації краєвидів берегів Гудзона, штатів Нью-йорк та Пенсильванія, все в Новій Англії на сході Північної Америки.
Томас Коул рано помер у 1848 році. І на зміну йому прийшла друга генерація митців школи річки Гудзон, а географія пейзажів помітно розширилась. В нову генерацію увійшли також і безпосередні учні Коула, серед яких — Ашер Браун Дюран, Фредерік Едвін Чорч, Сенфорд Робінсон Гіффорд, Джон Фредерік Кенсетт. Твори художників нової генерації часто описують як приналежні течії люмінізм (через увагу до ефектів атмосферного освітлення). На деякий час пейзажі почали головувати в живопису країни.

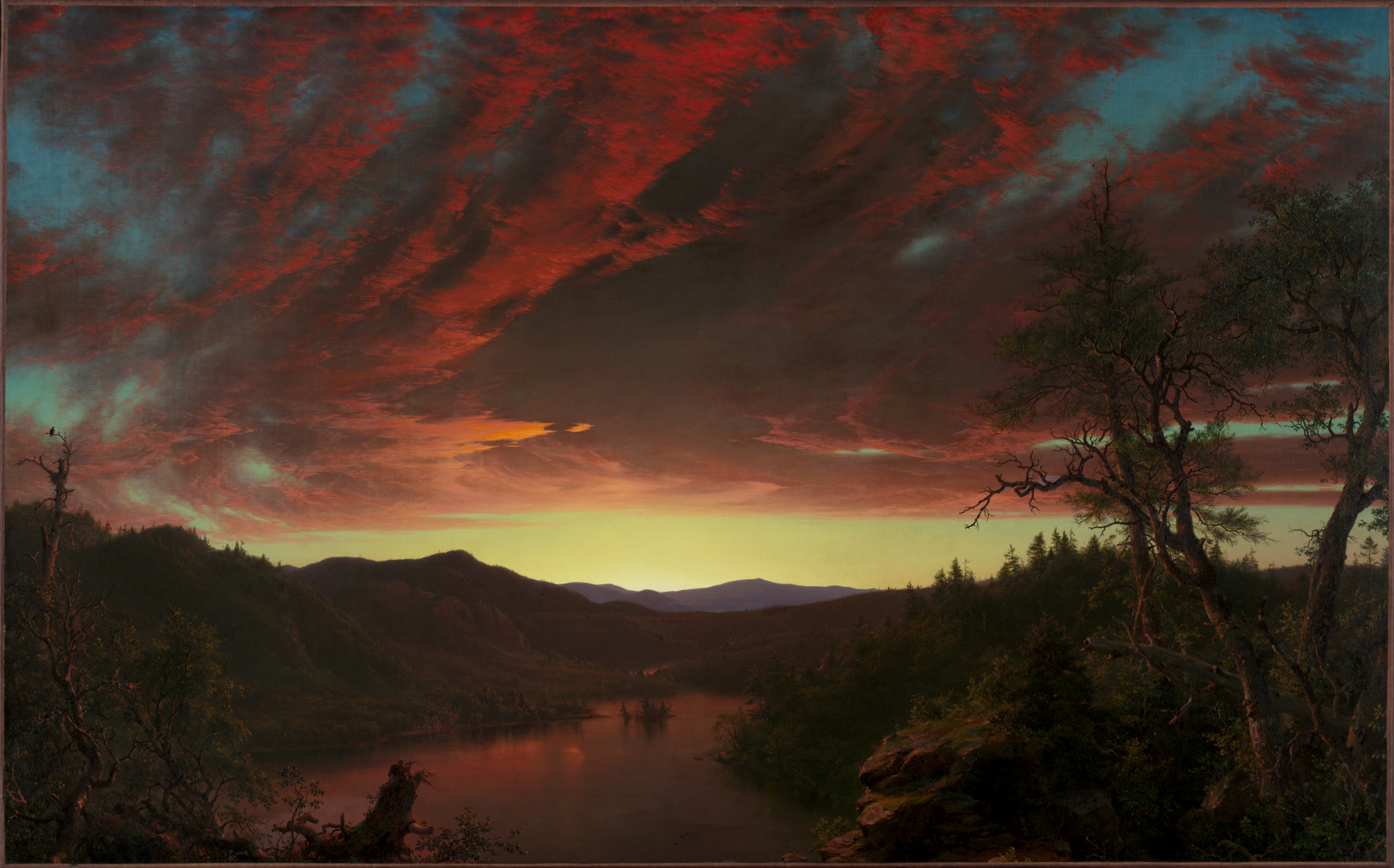
Фредерік Едвин Чорч. Присмерки в дикому краї. 1872
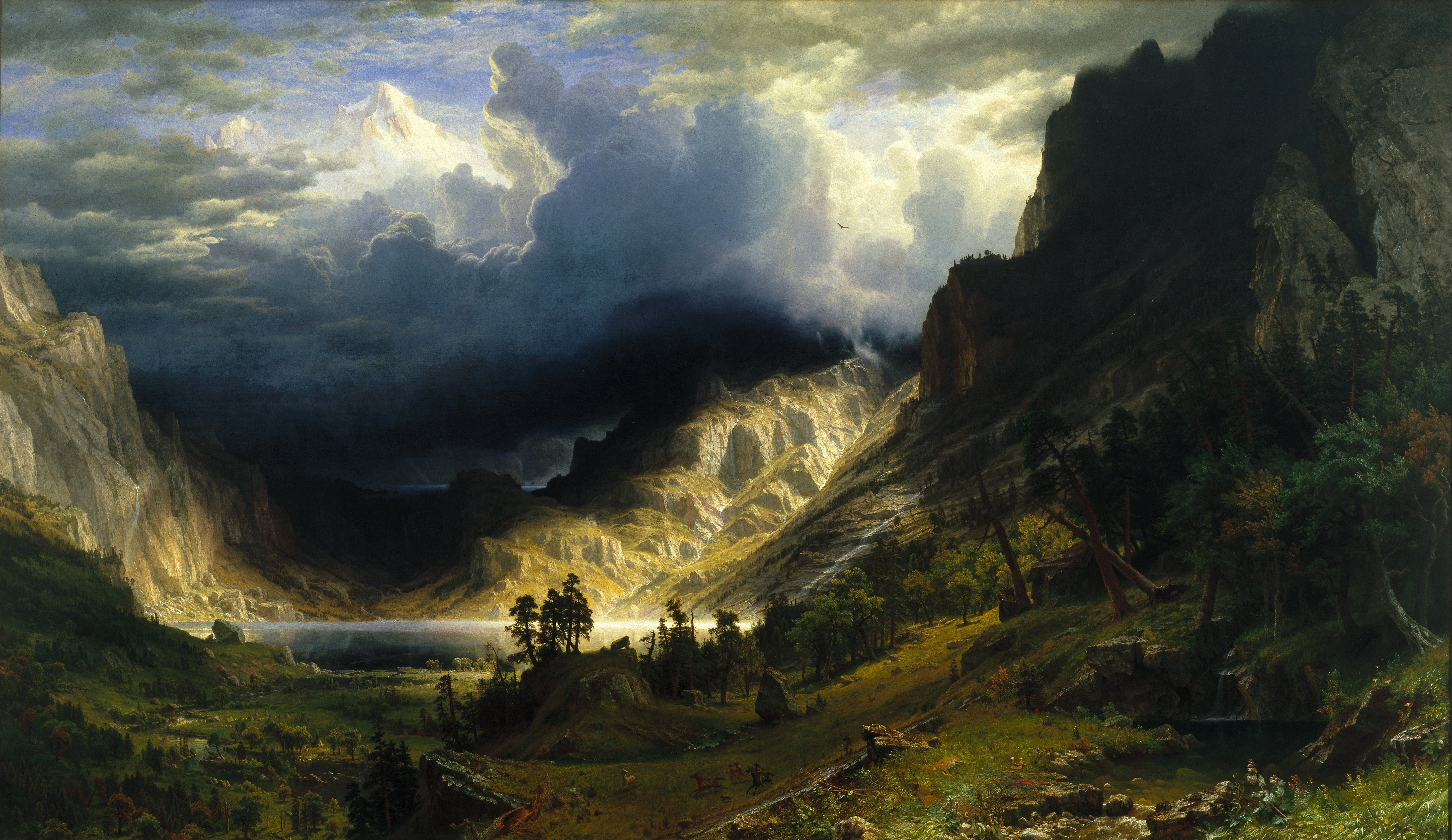
Альберт Бірштадт. Буря в Скельних горах. 1866
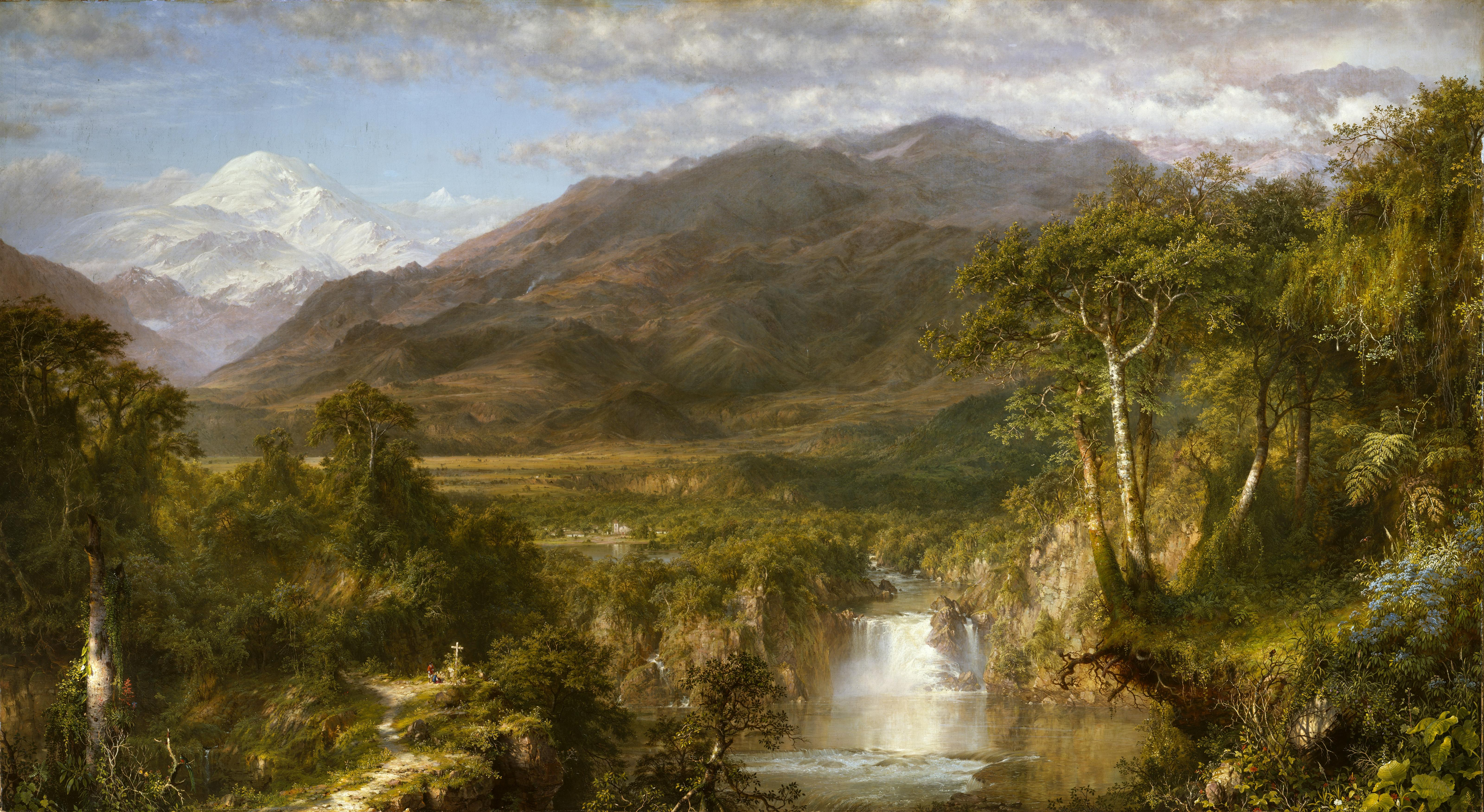
Фредерік Едвин Чорч. Серце Анд. 1859
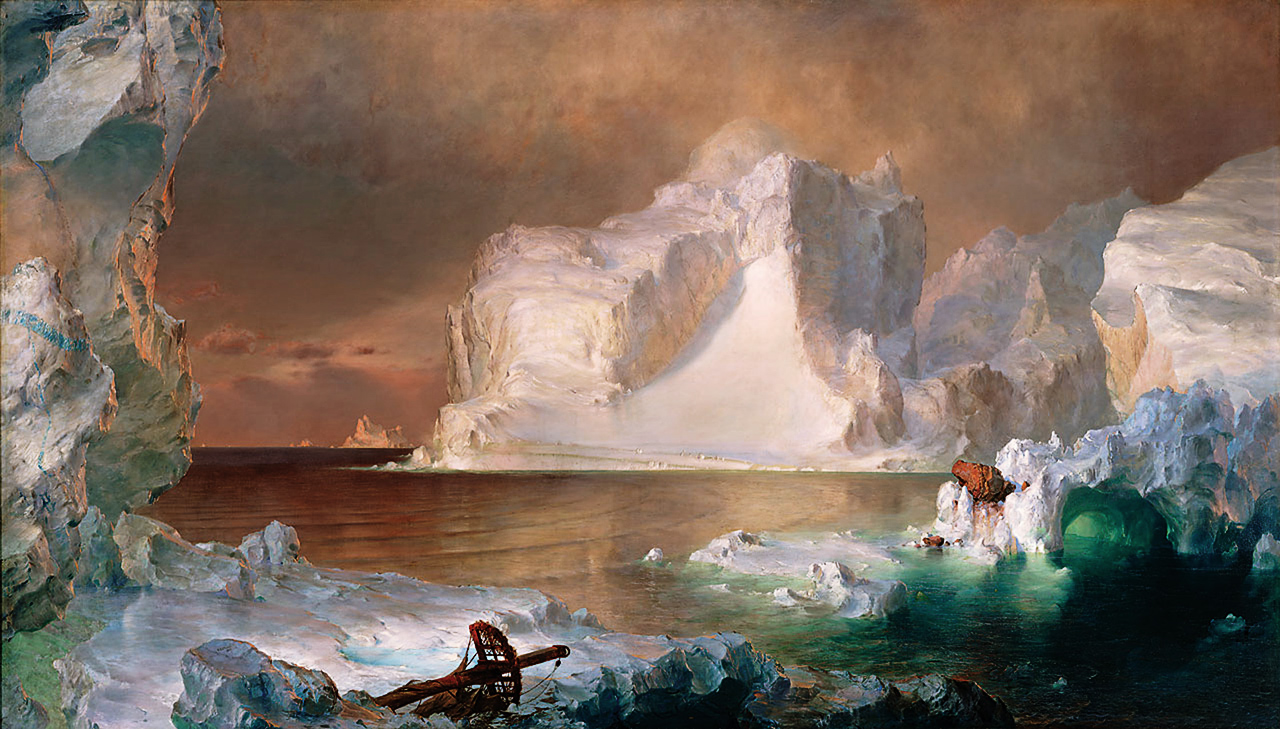
Фредерік Едвин Чорч. Айсберги. 1861

## Стан в живопису в 19 ст

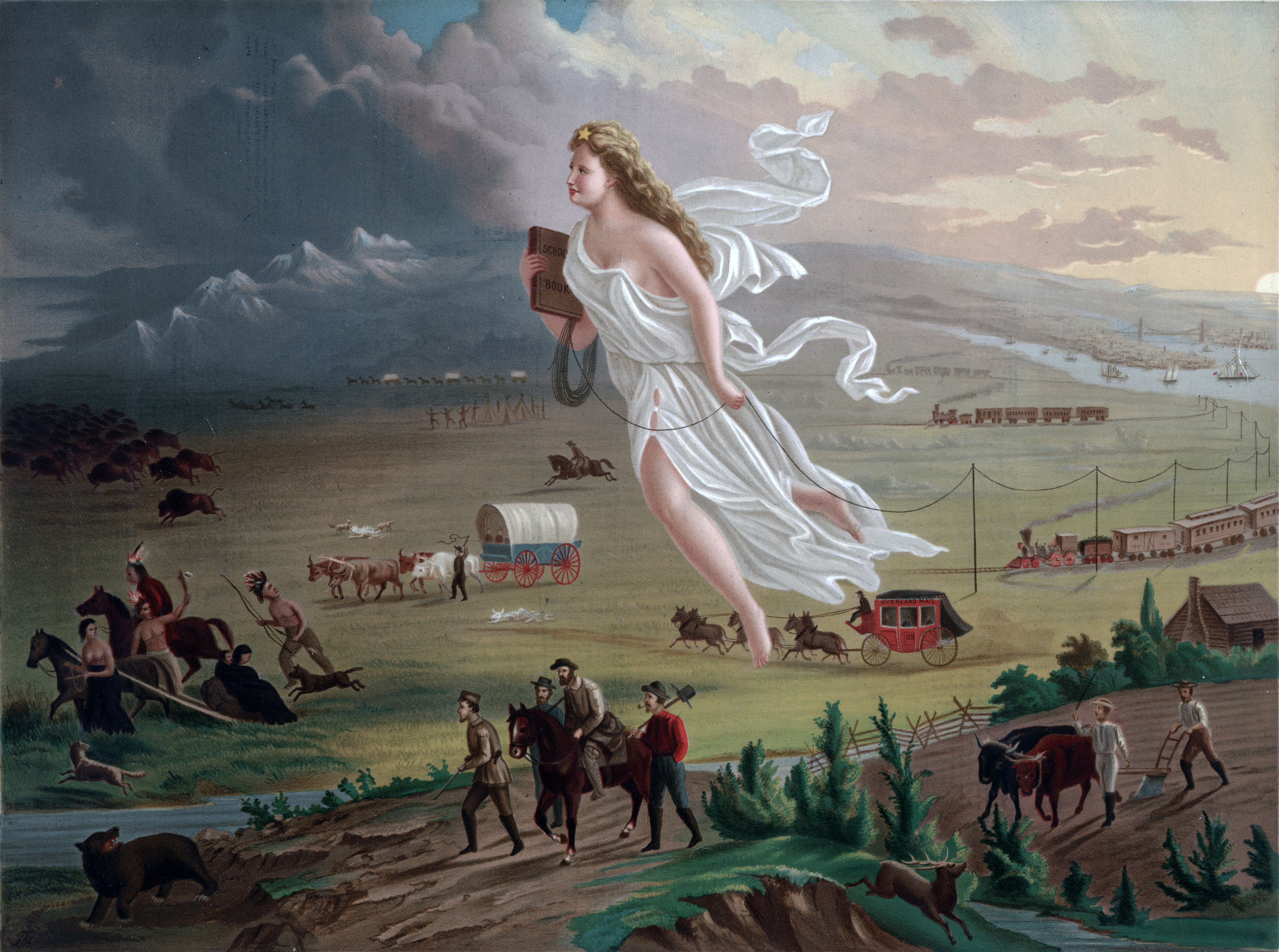
Картина (біля 1872) Джона Гаста, названа «Американський прогрес» — алегоричне відображення «Явного призначення». Тут Колумбія, персоніфікація США, веде цивілізацію на захід разом з американськими переселенцями, дорогою протягаючи телеграфну лінію. Вона тримає в руках підручник. Різні види економічної діяльності піонерів зображені на картині, особливо зміна форм транспорту. Індіанці та дикі тварини зображені втікаючими від переселенців.

У 1803 Наполеон Бонапарт, відчуваючи гостру потребу в грошах на ведення війн в Європі, настояв на продажу Луїзіани уряду Сполучених Штатів. Територіальне придбання відбулося, що збільшило територію країни вдвічі. Незалежність нової республіки викликала ентузіазм місцевих мешканців, що відбилось в розповсюдженні стилів класицизм та академізм. Класицизм був офіційно підтриманий урядом країни і мав значне розповсюдження в побудові офіційних закладів (тобто в архітектурі) В живопису США класицизм відбився мало, хоча декілька майстрів, що навчались в Європі, активно використовували цю стилістику (Бенджамін Вест, Джон Вандерлін). Американець Джон Вандерлін обрав замість традиційного для навчання Лондона — Париж, де стажувався п'ять років в майстерні Жака-Луї Давіда, тому стилістика пізнього класицизму особливо відчутна в його портретах і міфологічних творах («Маріус на руїнаї переможеного Карфагена», «Оголена Аріадна в Наскосі»).
Підпорядкування нових територій, долини річки Міссісіпі та місцевих племен викликало зацікавлення як і першопрохідців, і науковців, і мандрівників, так і у художників. Не дивно, що пейзажний живопис посів таке значне місце в художньому житті США 19 ст. і породив такі місцеві школи як Школа річки Гудзон (з 1820 року) та тоналізм з 1880-х. Піднесення місцевої економіки сприяло скасуванню економічної залежності від Британії. В США бурхливо розвивалось друкарство і виникає низка газет, що стимулює працю репортерів, журналістів і художників-ілюстраторів.
Романтизм в живопису Сполучених Штатів мав специфічно національний характер і мав витоками здебільшого академічні і романтичні твори Німеччини. Так, в Дюссельдорфі навчалась і працювала ціла колонія художників Сполучених Штатів (Вільям Холбрук Бірд, Еммануель Лойце, Джордж Калеб Бінгем). З рідкісними навіть в Європі сюжетами працював Вільям Бірд, що уславився картинами-байками з тваринами, котрі розігрували перед глядачами різноманітні людські ситуації («Мавпи-алкоголіки», «Мавпи-науковці», «Ведмеді вполювали мисливця»).
Зрушеннями в художньому житті держави були заснування художніх закладів, це —
- Пенсильванська академія образотворчих мистецтв у місті Філадельфія (1805)
- Національна академія дизайну в Нью-Йорку (1826).

По смерті художника Томаса Коула керівництво Національною академією дизайну перейшло до Ашера Брауна Дюрана. Він же дав теоретичне підґрунтя американського пейзажного живопису в «Листах про пейзажний живопис».

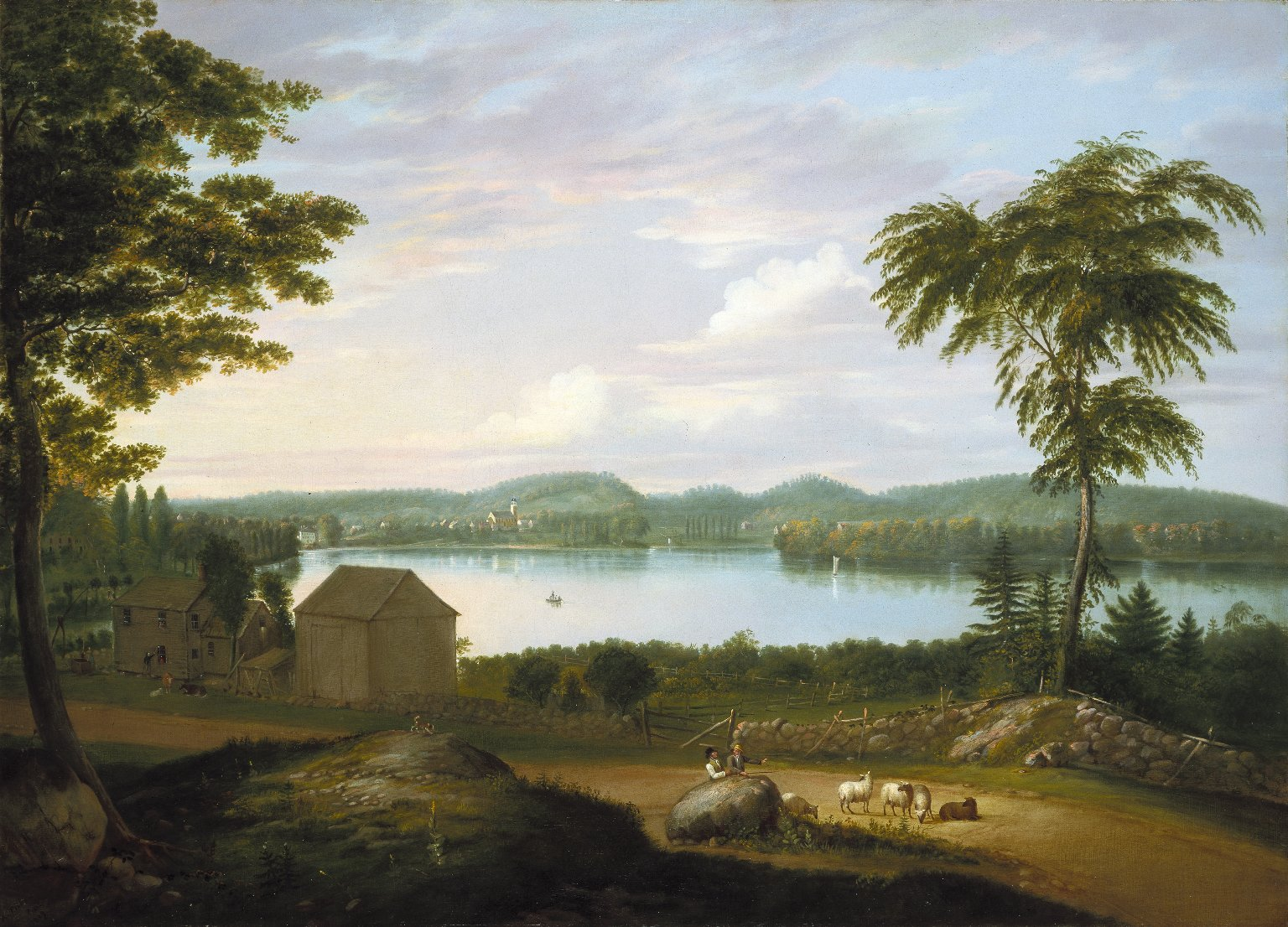
Алан Фішер. «Поселення Спрінгфілд біля річки Коннектикут», 1819
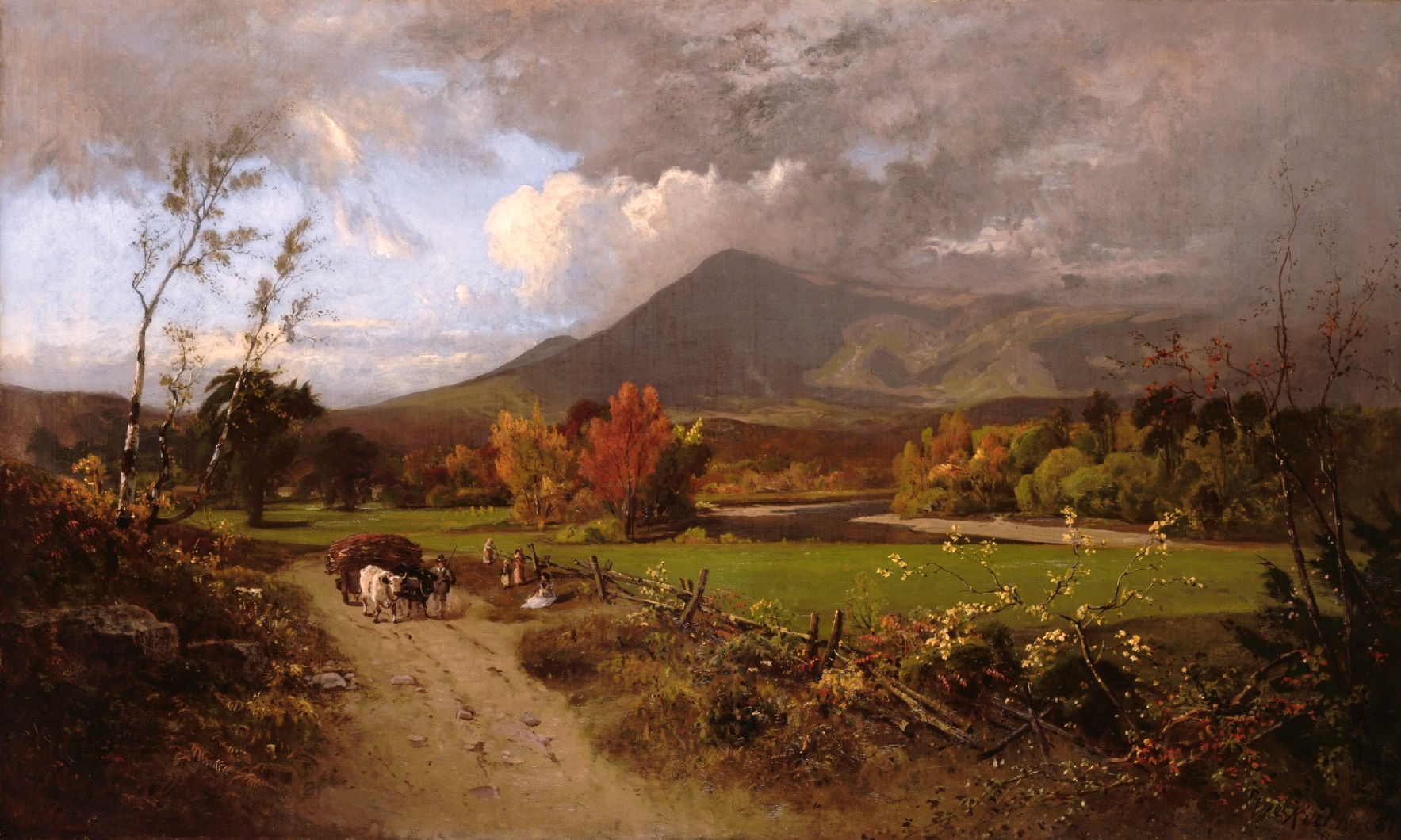
Вільям Кейт. «Білі гори та луки Конвей. Нью-Гемпшир«», 1881
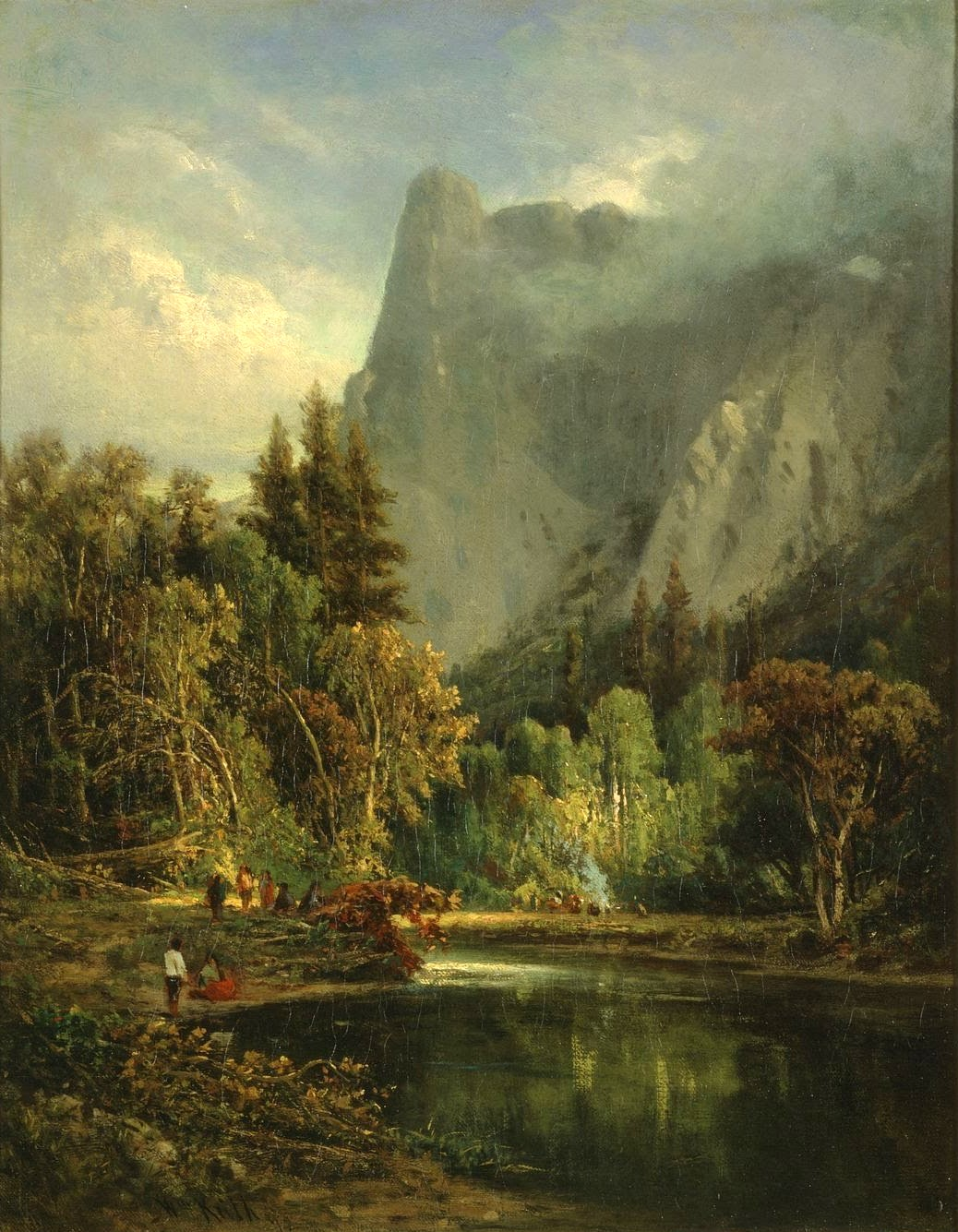
Вільям Кейт. «Скеля Вартовий, Йосеміті», 1872
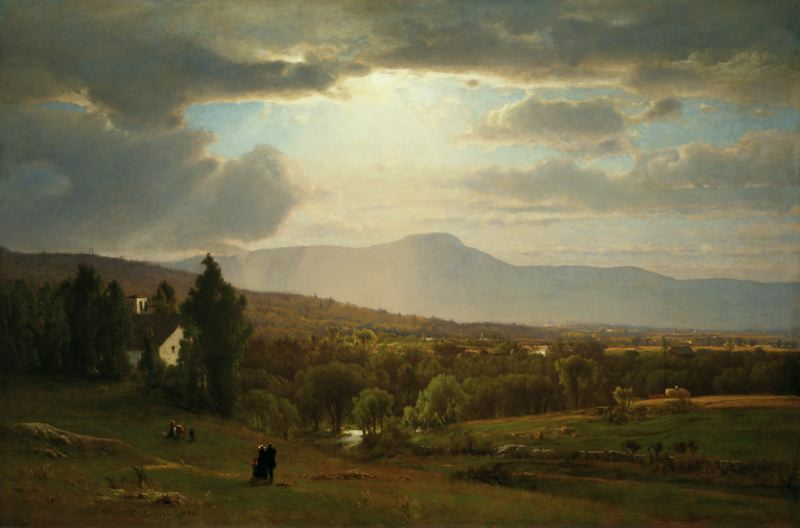
Джордж Іннес. «Гори Кетскілл», 1870
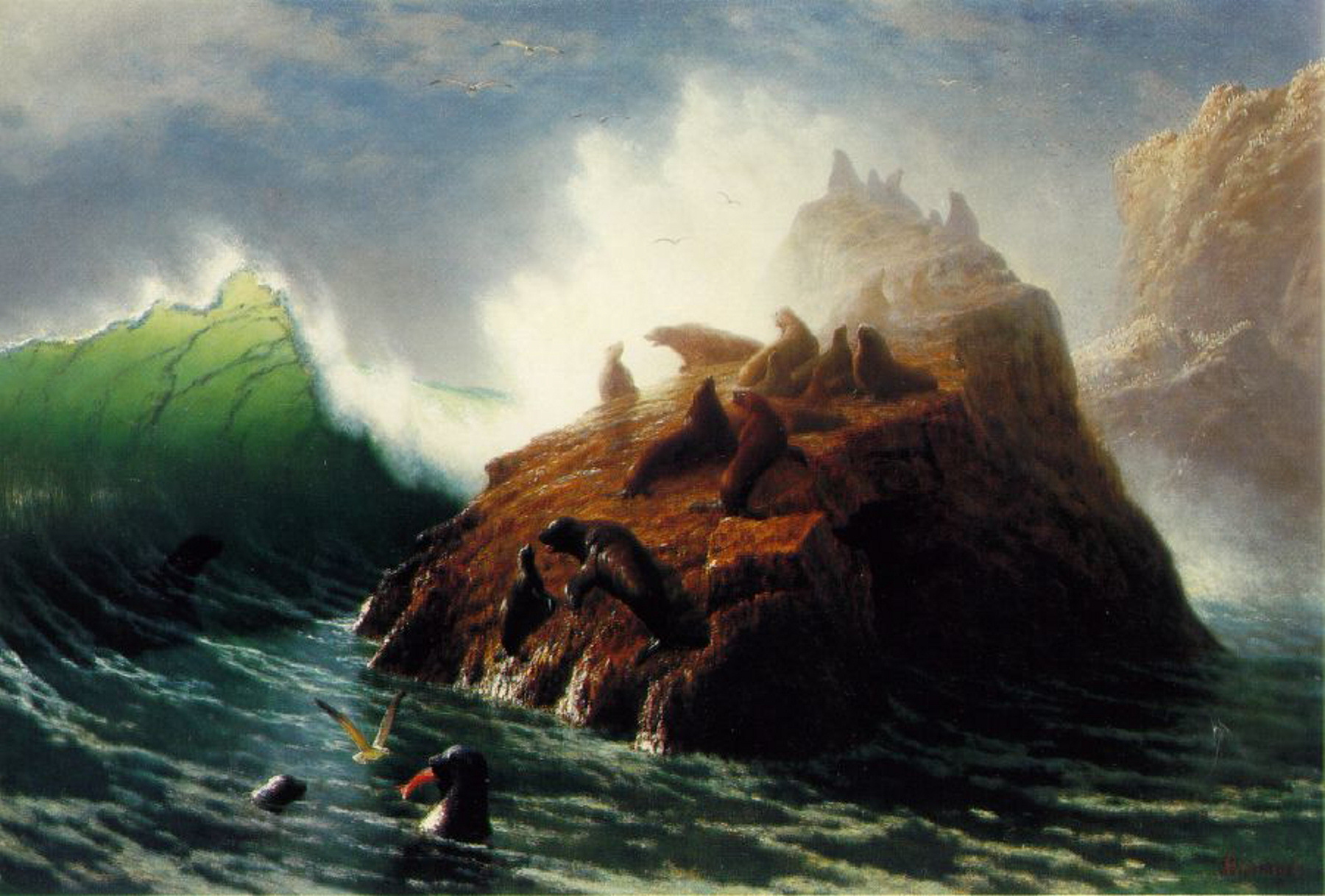
Альберт Бірштадт. «Морська скеля», 1872
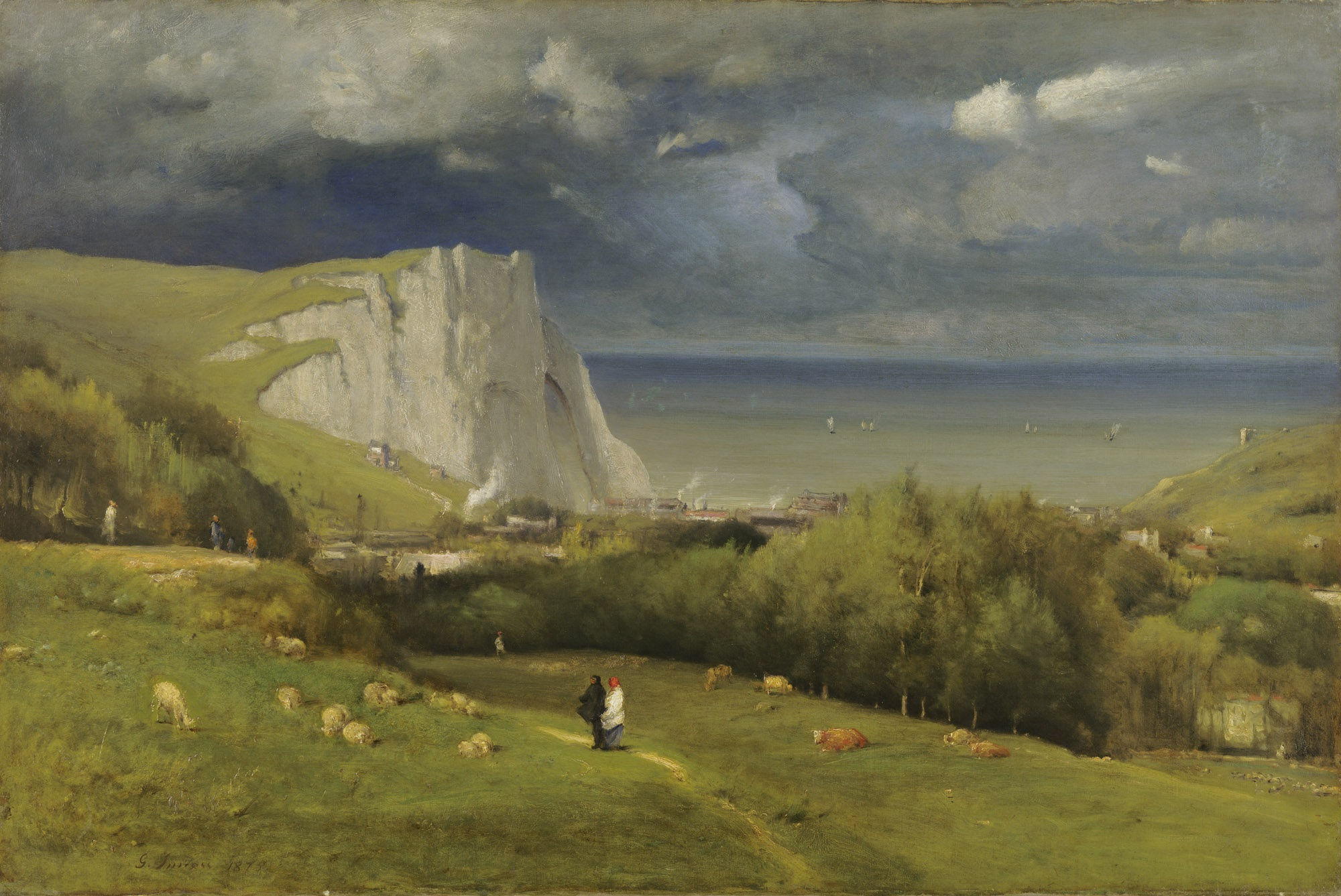
Джордж Іннес. «Скеля в Етрета, Франція», 1875
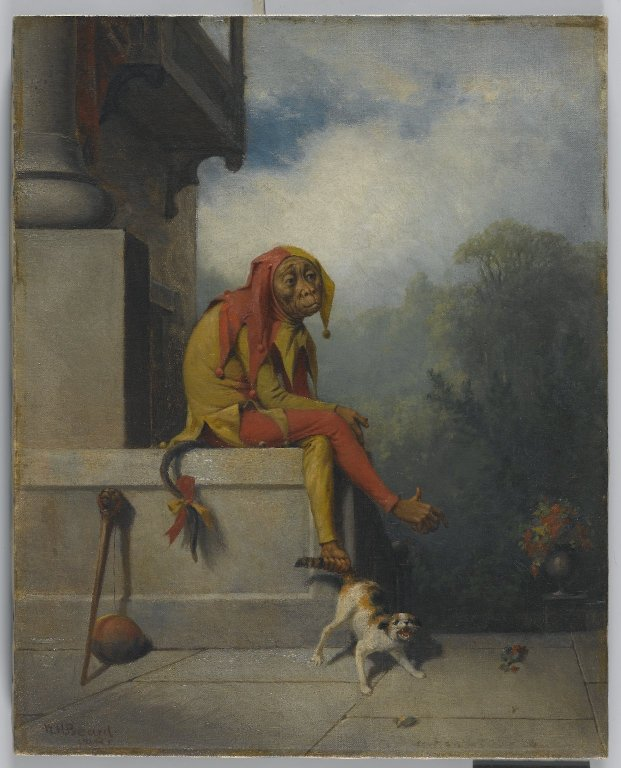
Вільям Холбрук Бірд. «Мавпа-блазень», бл. 1886, Бруклінський музей
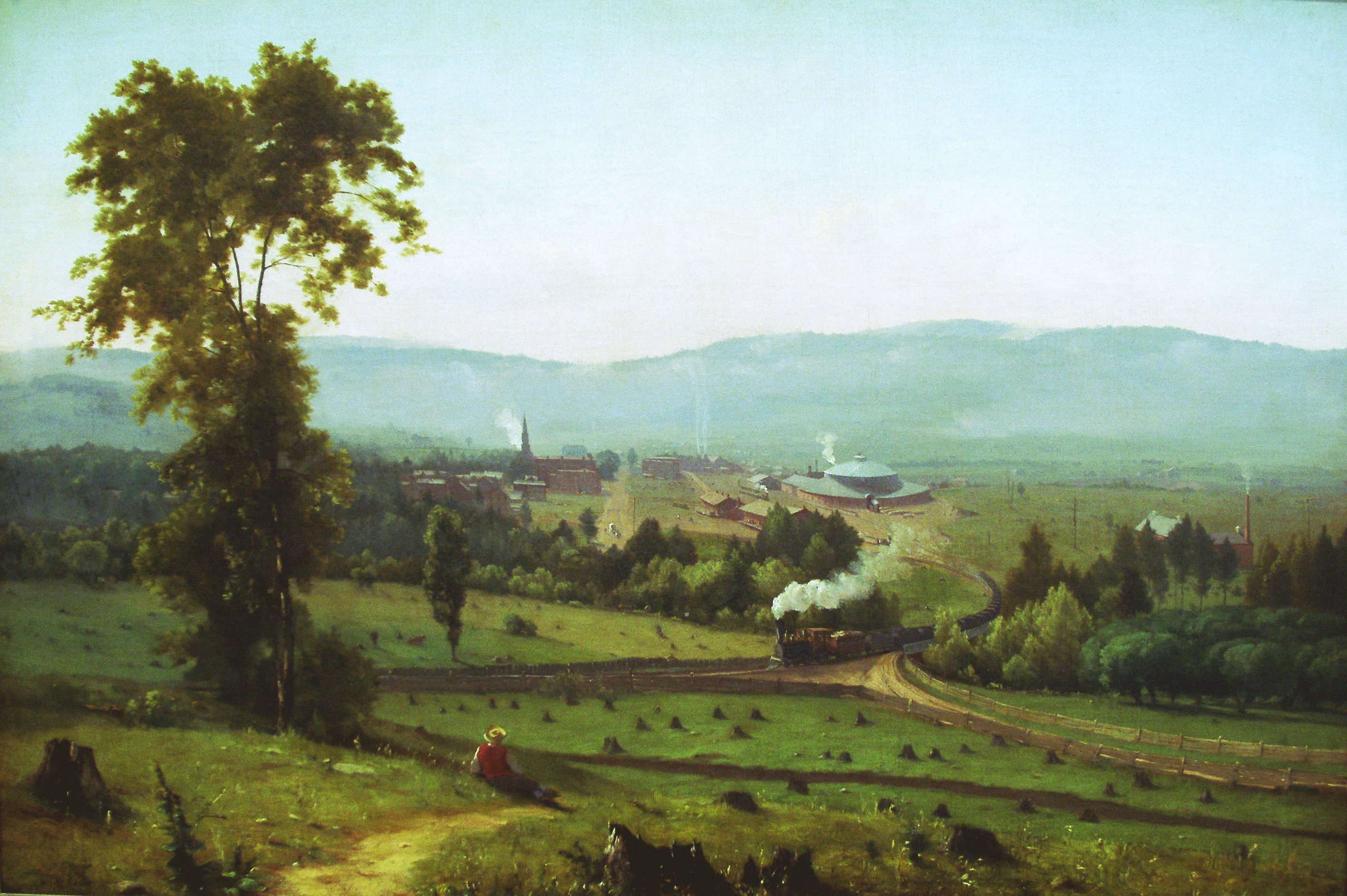
Джордж Іннес. «Потяг в долині Лакаванна», 1855
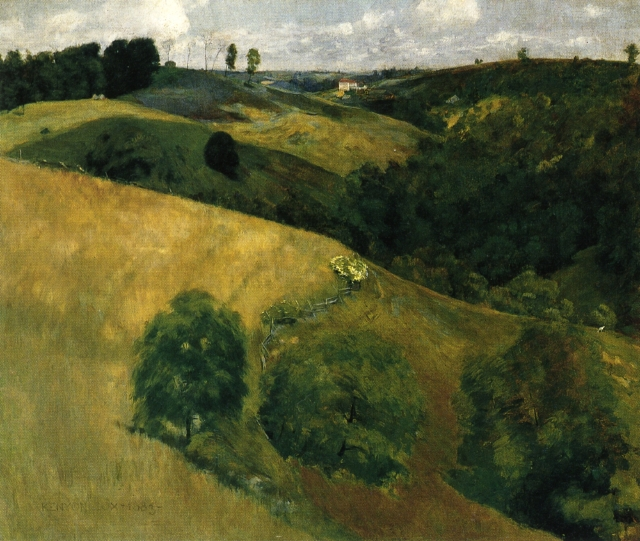
Кеньйон Кокс. «Легкі тіні», 1883

## Стінописи в Капітолії, Вашингтон

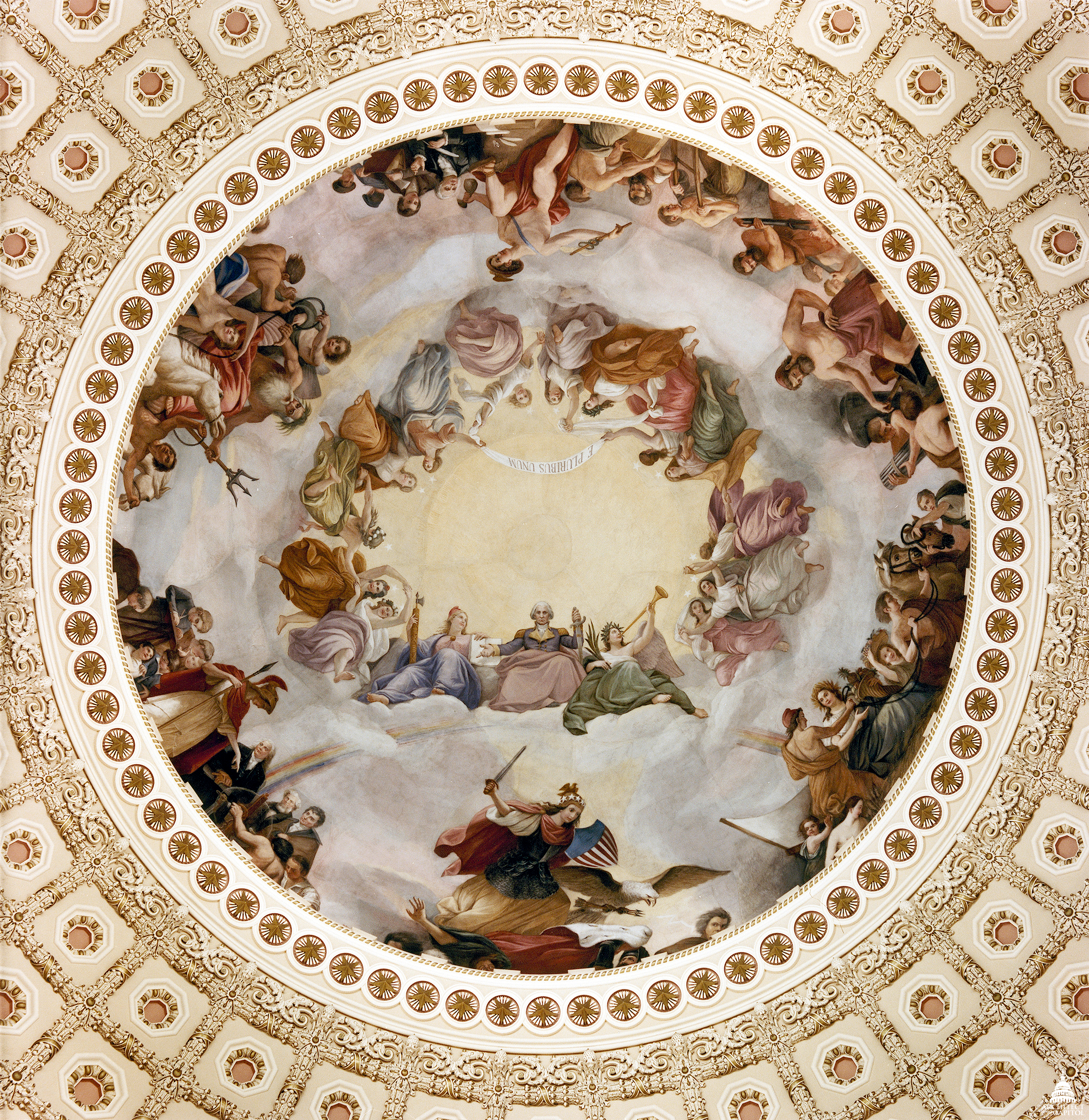
Константин Бруміді. Загальний вигляд розписів у Ротонді, 1870-і рр.

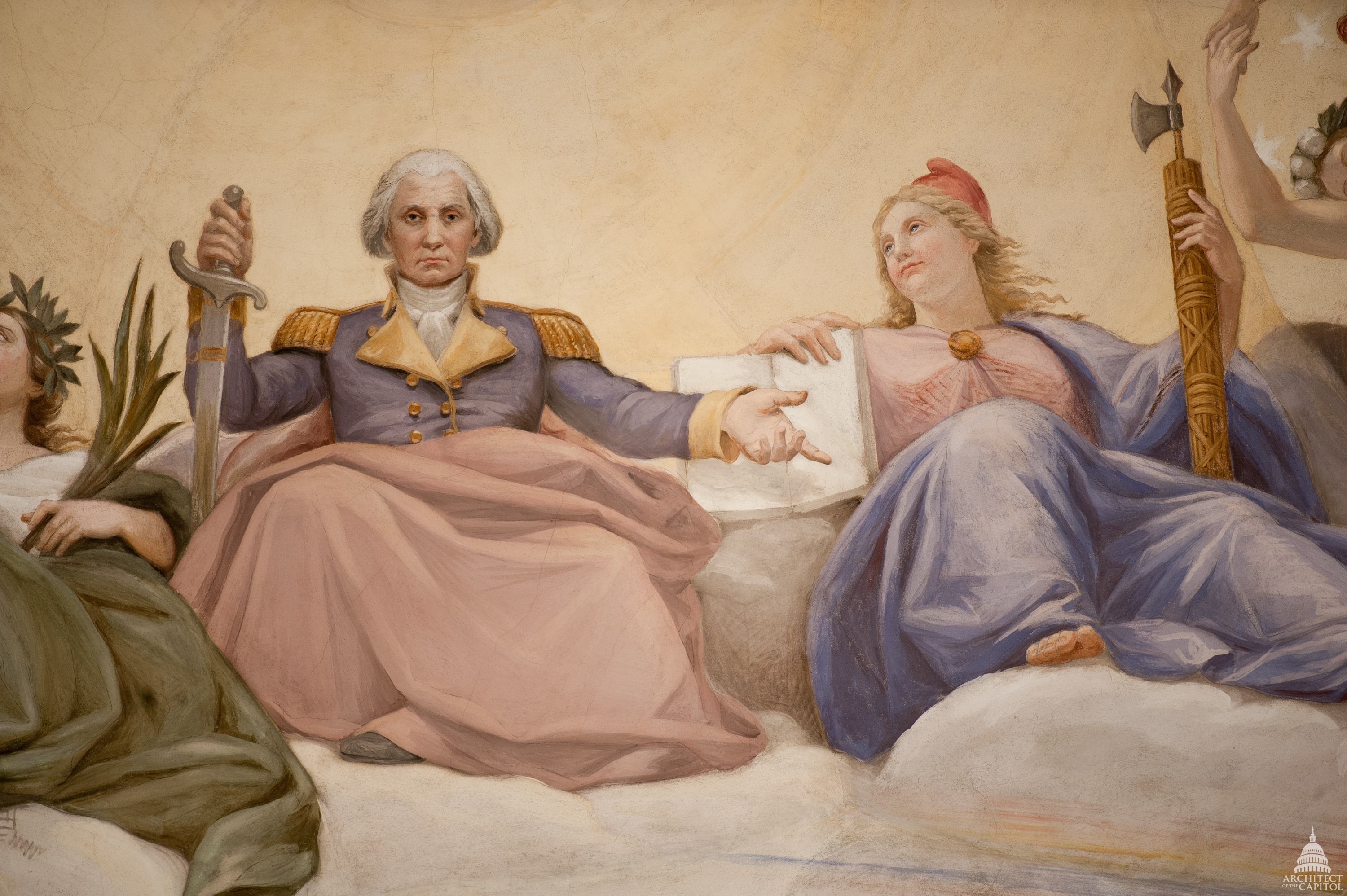
Константин Бруміді. Джордж Вашингтон серед уособлень майбутніх штатів країни.
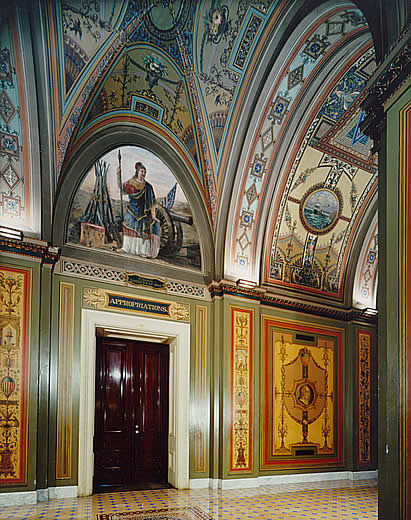
Константин Бруміді. Стінописи в коридорі Капітолія
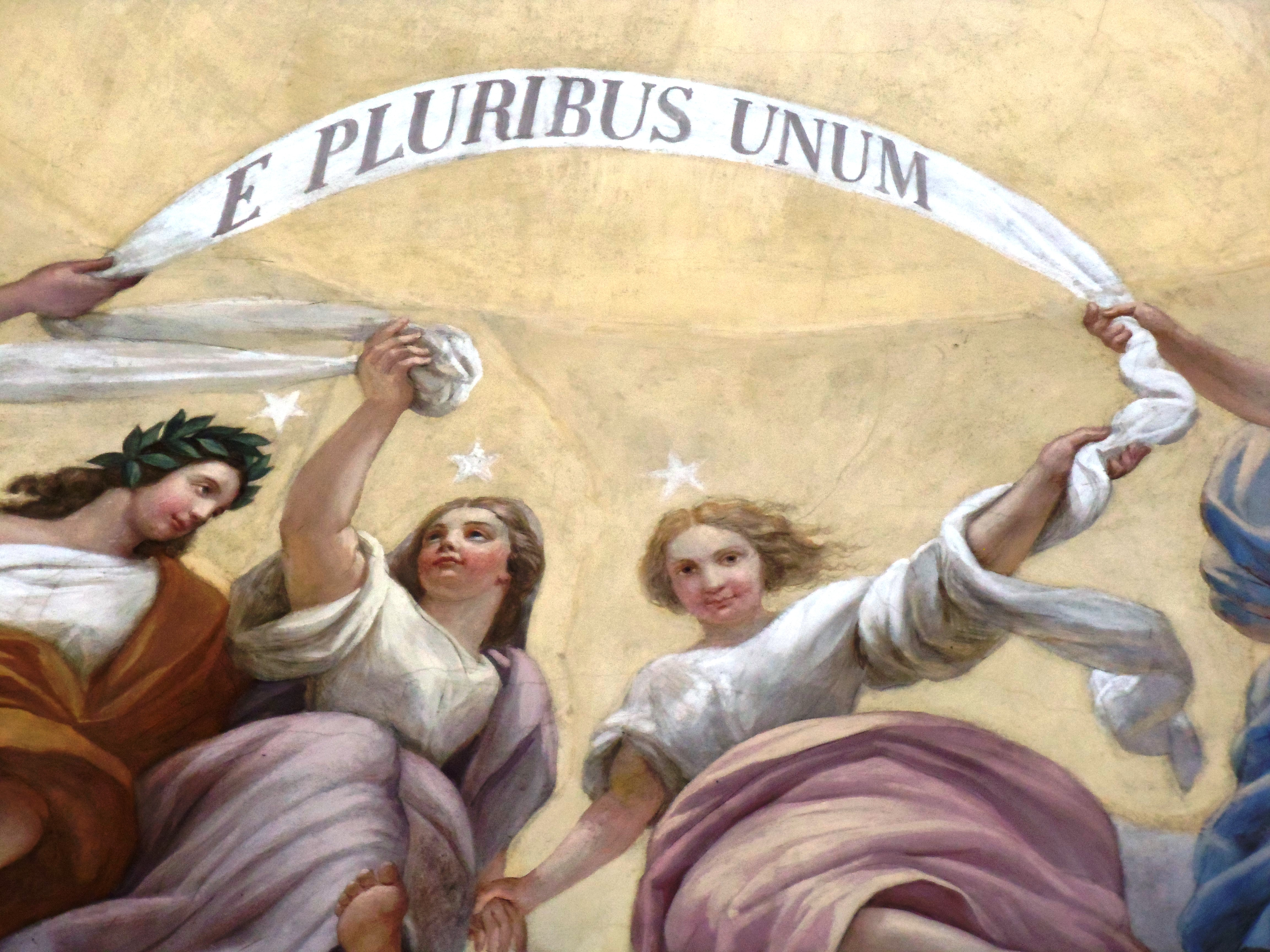
Константин Бруміді. Жінки-алегорії
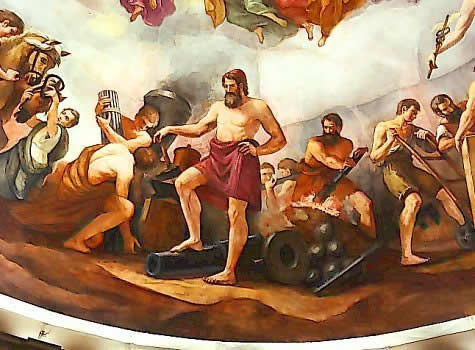
Константин Бруміді. Зразок стінопису в Капітолії

## Індіанці в живописі США

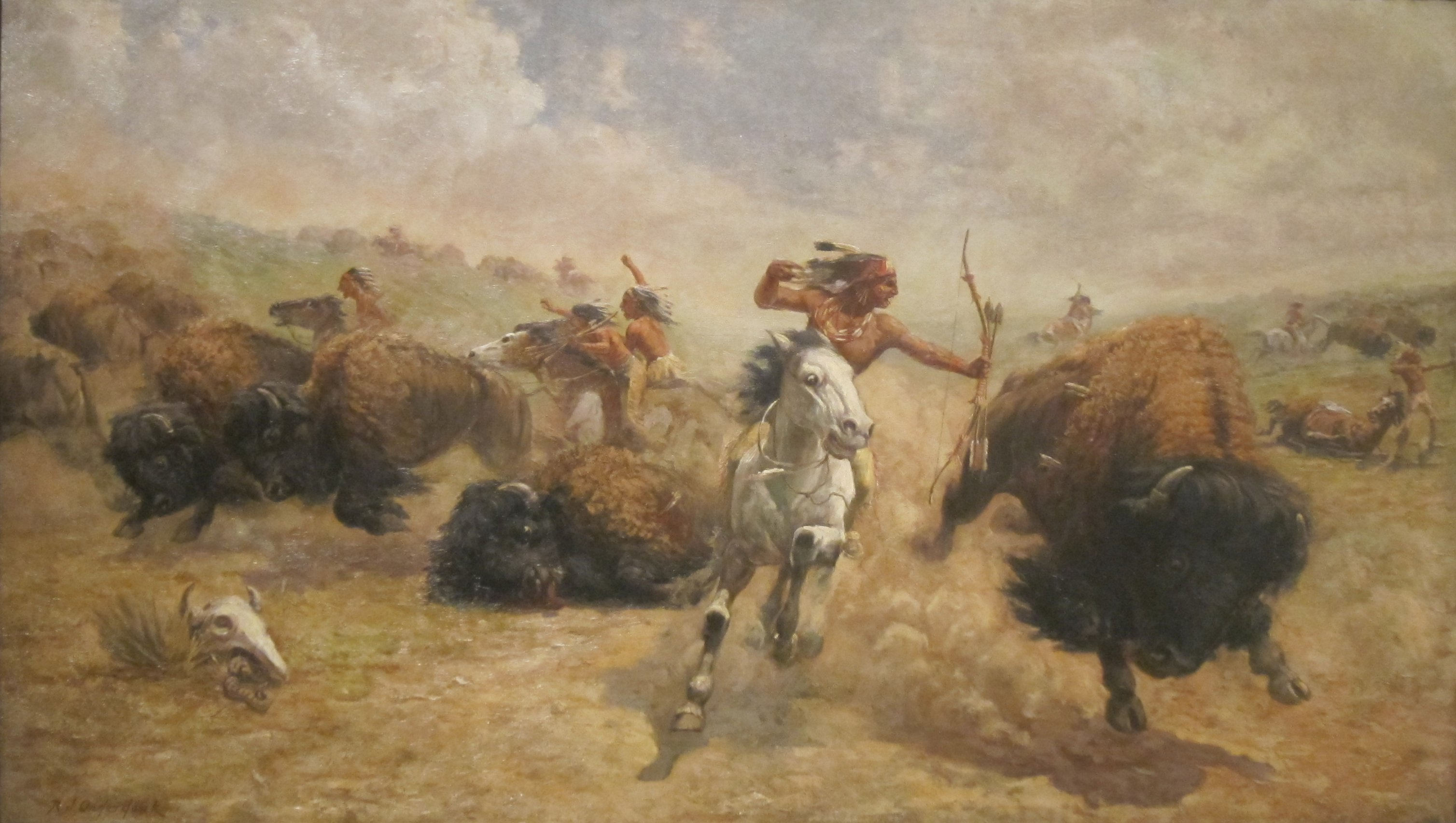
Роберт Дженкінз Ондердонк. «Полювання індіанців на бізонів», 1898, Художній музей Ель Пасо, Техас, США

Специфічно місцевою темою живопису США стали місцеві індіанці. Емігранти і мешканці колоній пильно вдивлялись в побут місцевих індіанців і багато чого запозичили з нього в перший скрутний період еміграції. Перші нечасті зображення індіанців вже присутні на картинах 18 ст. (Густав Гасселіус. «Індіанець делавер», 1735 р., Бенджамін Вест, «Портрет полковника Гая Джонсона з індіанцем», 1776 р.)
Стан стосунків десятиліттями не покращувався, бо місцеві мешканці надто відрізнялись від переселенців, не знали колеса, не мали кам'яної архітектури, тяглової худоби і коней, мали примітивну зброю і реманент. Кочівники-скотарі ще не перейшли до осілого способу життя. Малообдарований художник Джордж Кетлін, мандрівник і письменник, дав перші наукові зображення і етнографічні описи індіанців — сміливих, закутаних в покривала, з нестриженим волоссям до землі, зі списами і луками в руках. Зіткнення двох цивілізацій було не на користь місцевих мешканців, хоча ті запозичили дещо і у переселенців, згодом пересіли на коней та озброїлись рушницями. Але ставлення до індіанців було дещо кращим, ніж до американських рабів. Входження індіанців в нову для них цивілізацію розтяглось на століття і мало чимало трагічних сторінок. Адже їх розглядали як загрозу і перепону курсу на Захід та на підкорення земель за Міссісіпі.
Серед тих, хто розробляв індіанську тему в живопису та акварелях — Джон Веслі Джарвіс, Альфред Джейкоб Міллер, на початку 20 ст. — художник Фредерік Ремінгтон.

Густав Гасселіус. «Індіанець делавер», 1735
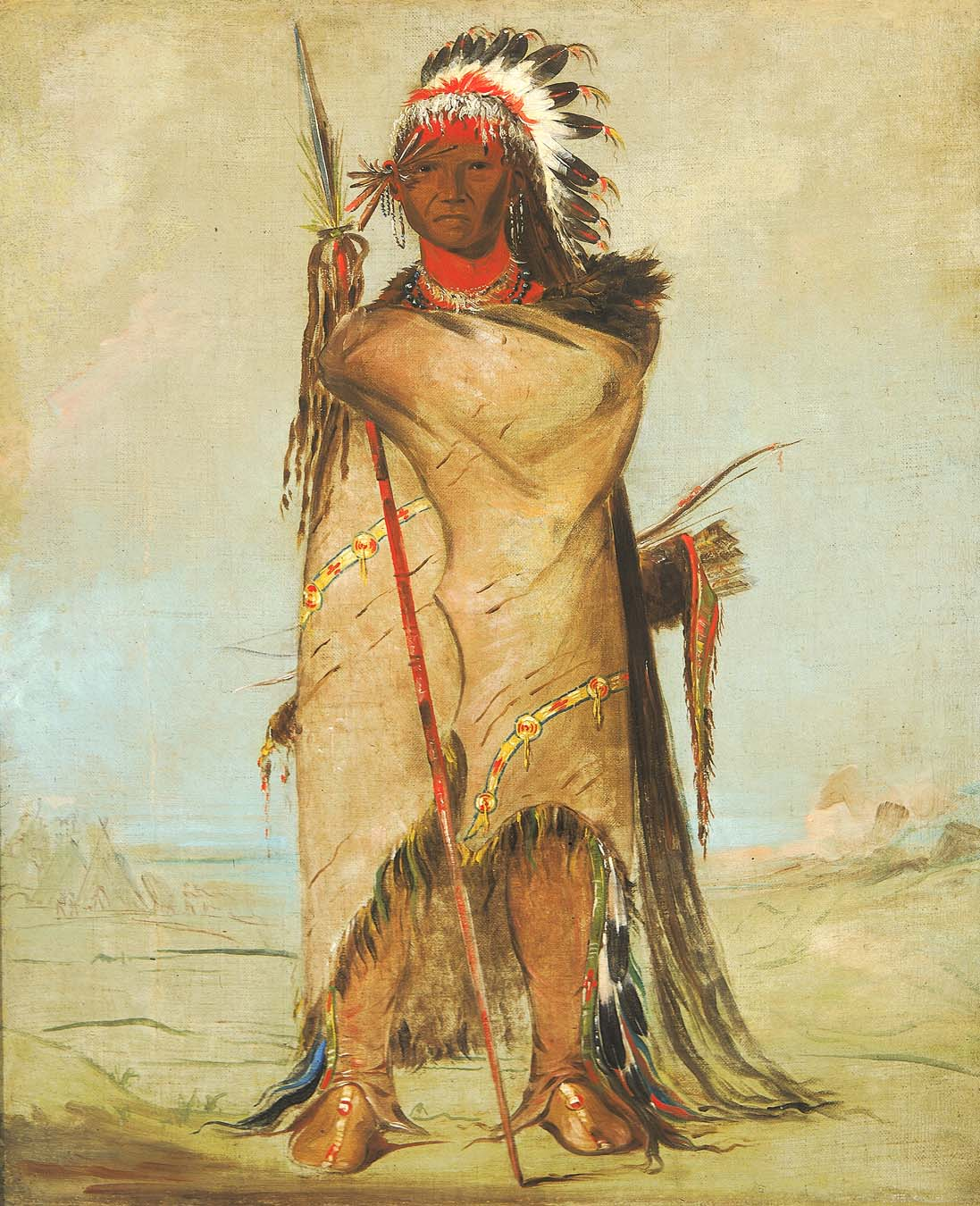
Джордж Кетлін, «Хоратоа Хоробрий», 1832
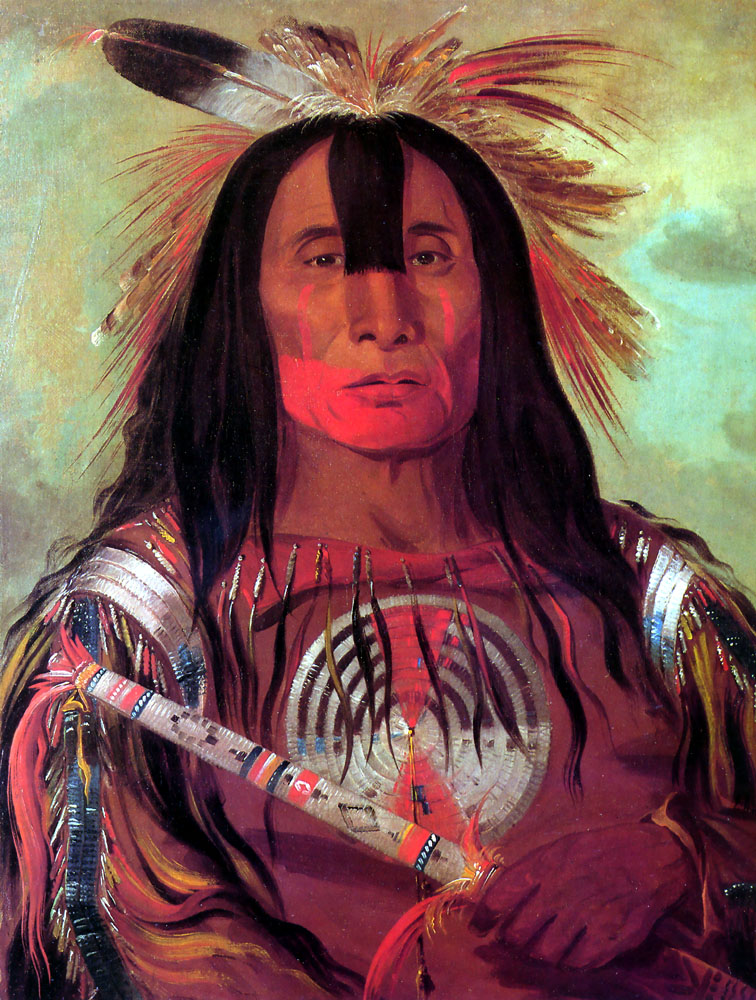
Джордж Кетлін. «Вождь племені чорноногих», 1832
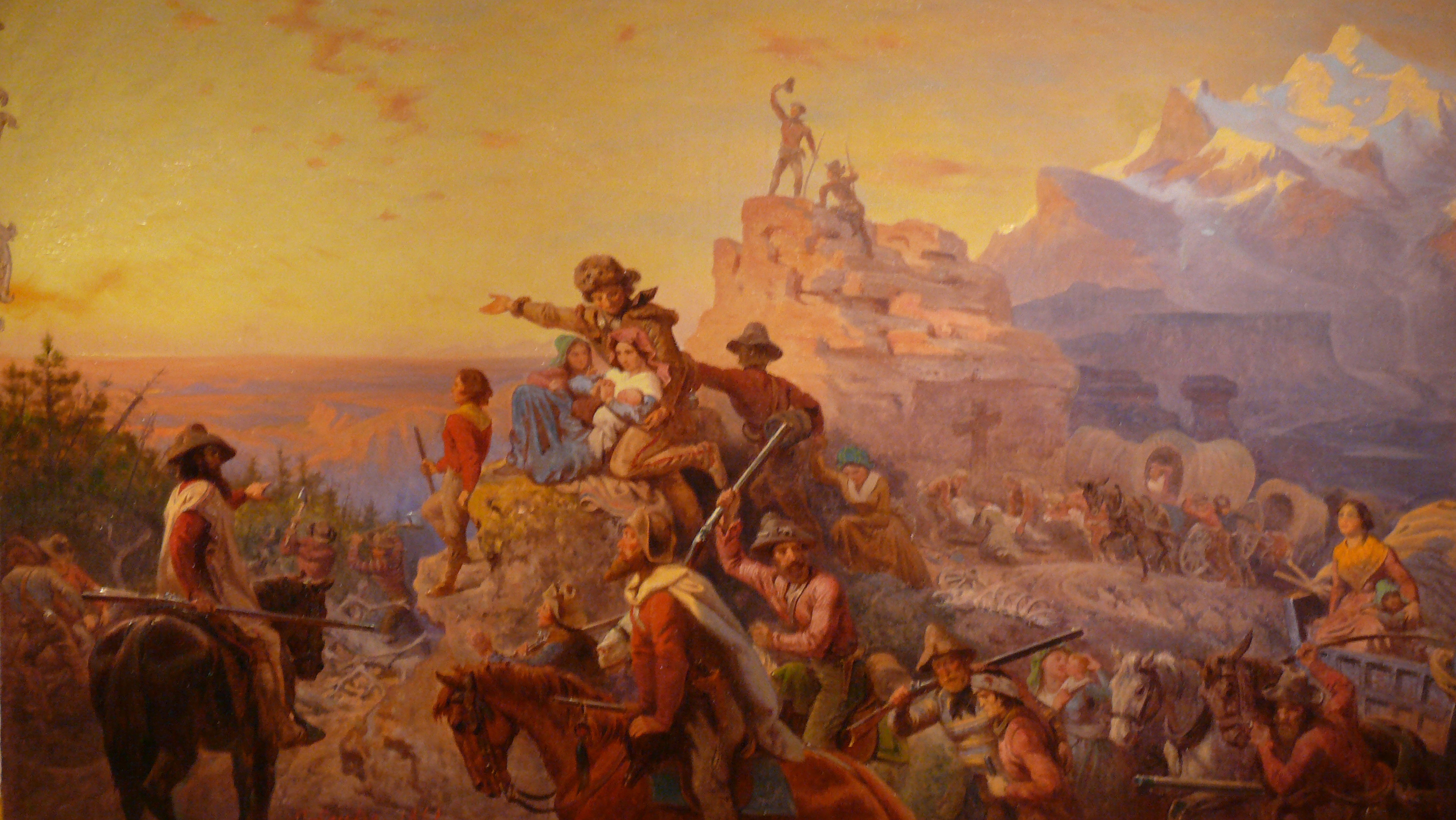
Емануель Лутц. «Курс на Захід», 1860
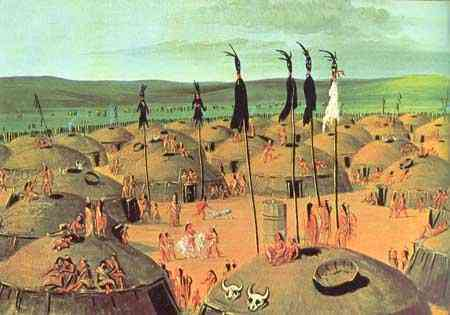
Джордж Кетлін. «Табір племені Мендан», 1833
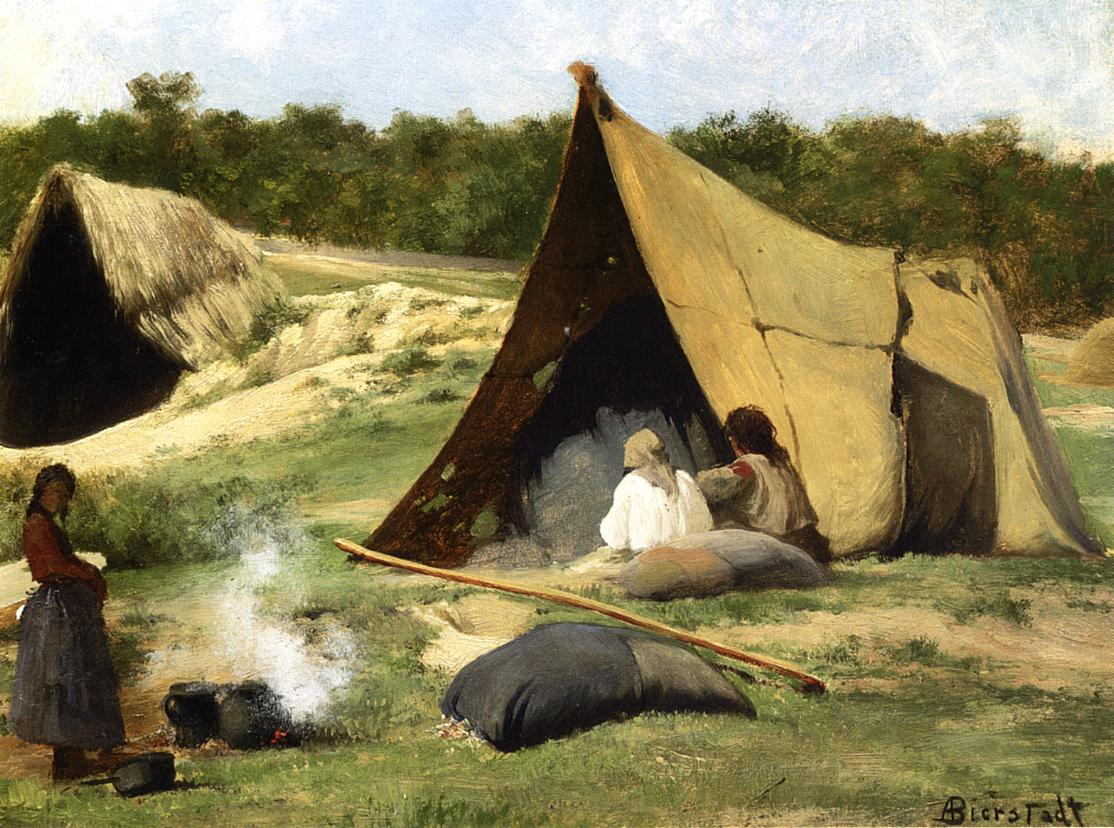
Альберт Бірштадт, «Індіанський табір», 1858-1859
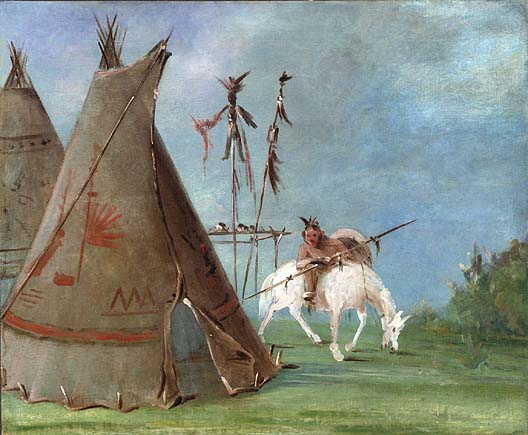
Джордж Кетлін. «Вояк з племені каманчів», 1835
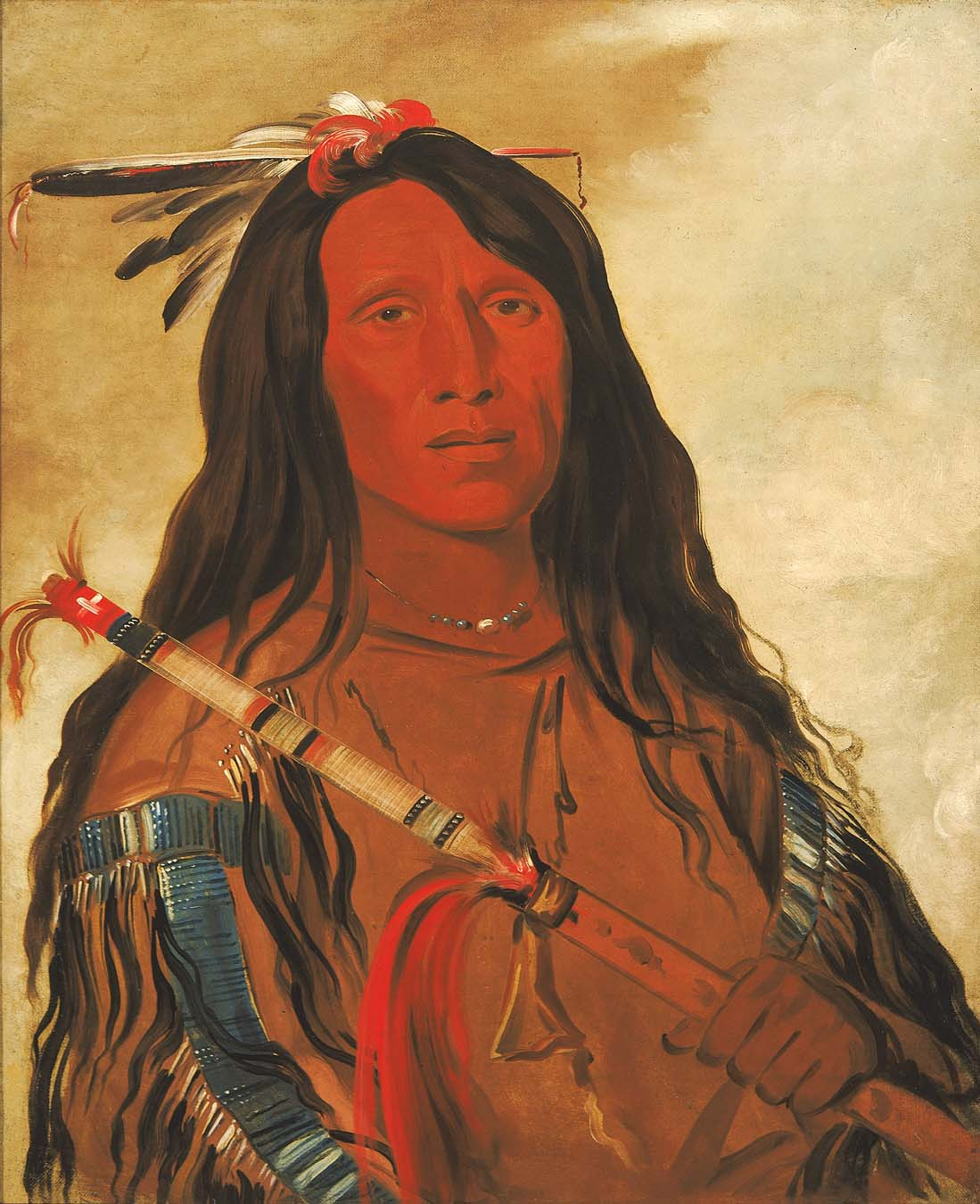
Джордж Кетлін. «Індіанець чейєн», 1845
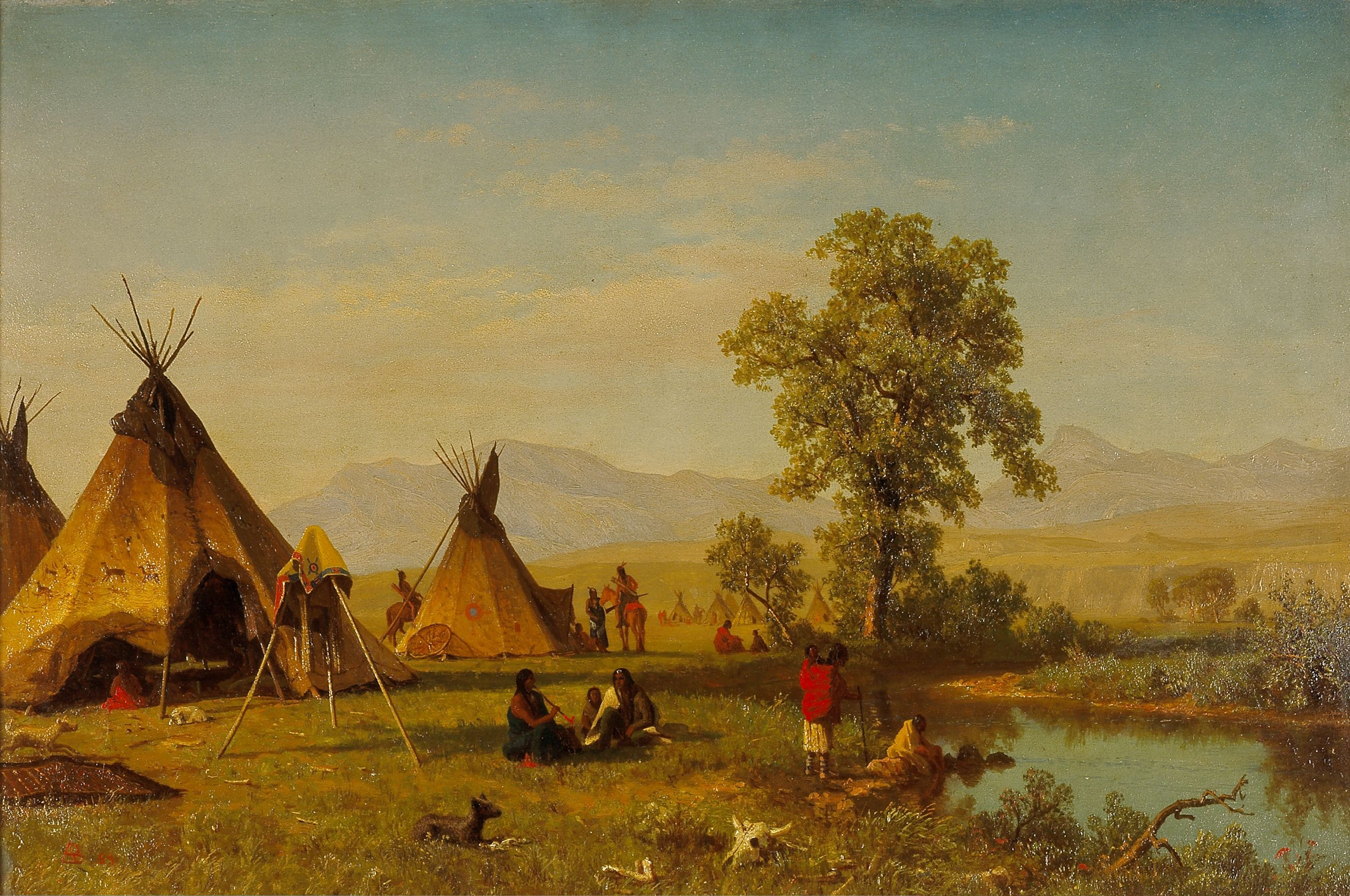
Альберт Бірштадт. «Табір індіанців сіу біля форту Леремьє», 1859
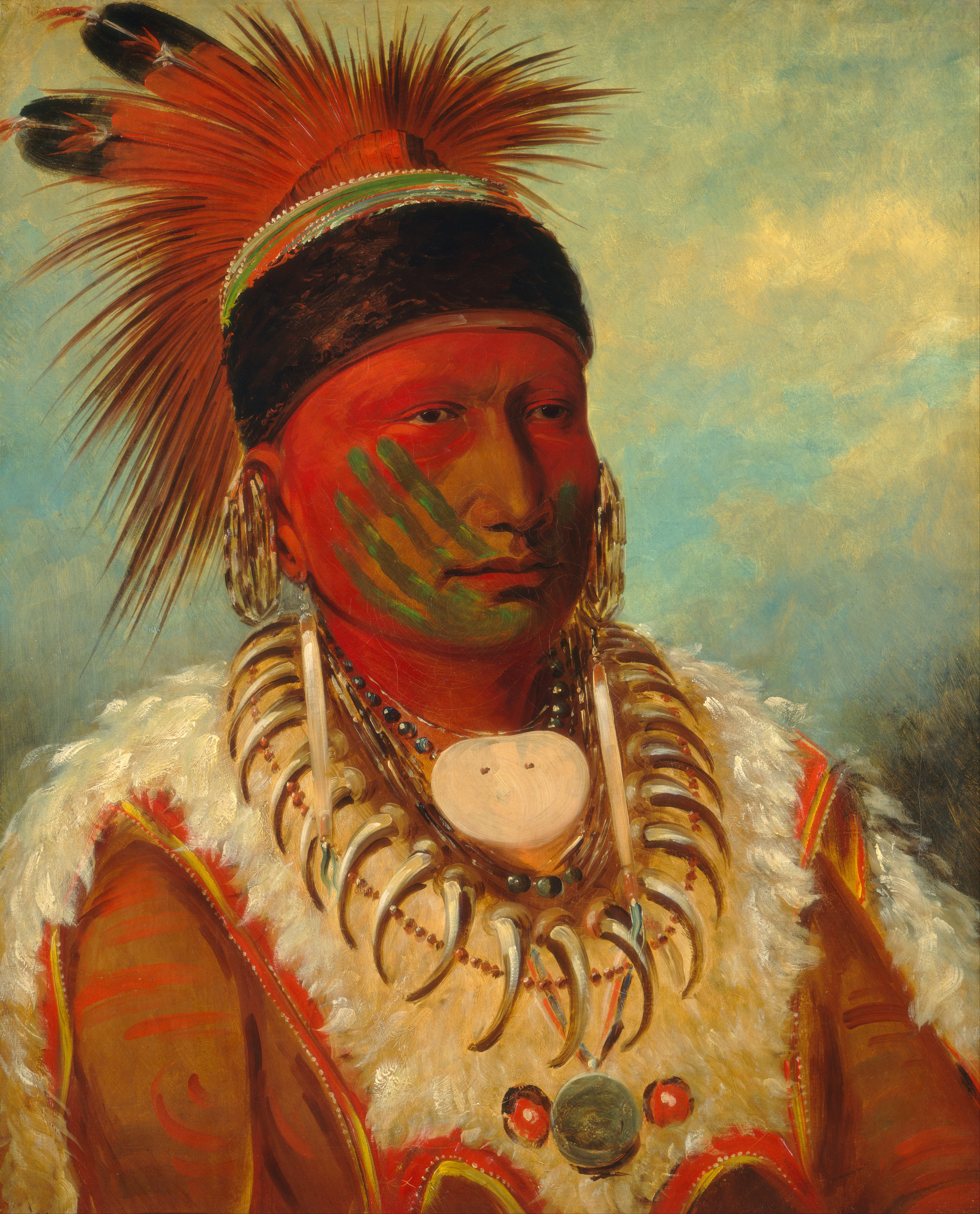
Джордж Кетлін. «Вождь Біла Хмара», 1845

## Тоналізм
Своєрідний національний характер мав напрямок тоналізм. Хронологічно він збігався з наслідками барбізонської школи та французьким символізмом і охопив період з 1880-х до 1910-х. У живописі Сполучених Штатів тоналізм відбився в сільському пейзажі та в краєвидах міст. Він співіснував з американським імпресіонізмом і згодом поступився йому. Значні узагальнення форм та неяскраві фарби в картинах тоналістів та ефекти освітлення і туманів навіть дали підстави художнім критикам називати тоналізм попередником абстракціонізму 20 століття, хоча це перебільшення. В тоналізмі форми цілком пізнавані. Точнішими були вказівки на спорідненість тоналізму з пізнім американським академізмом.

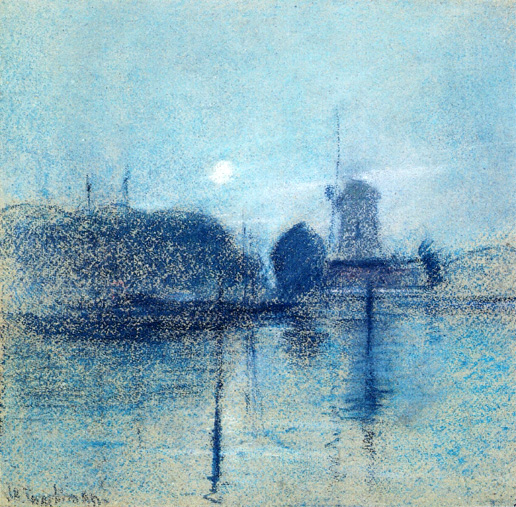
Джон Генрі Твахтман. «Пейзаж в Голландії», пастель, 1885
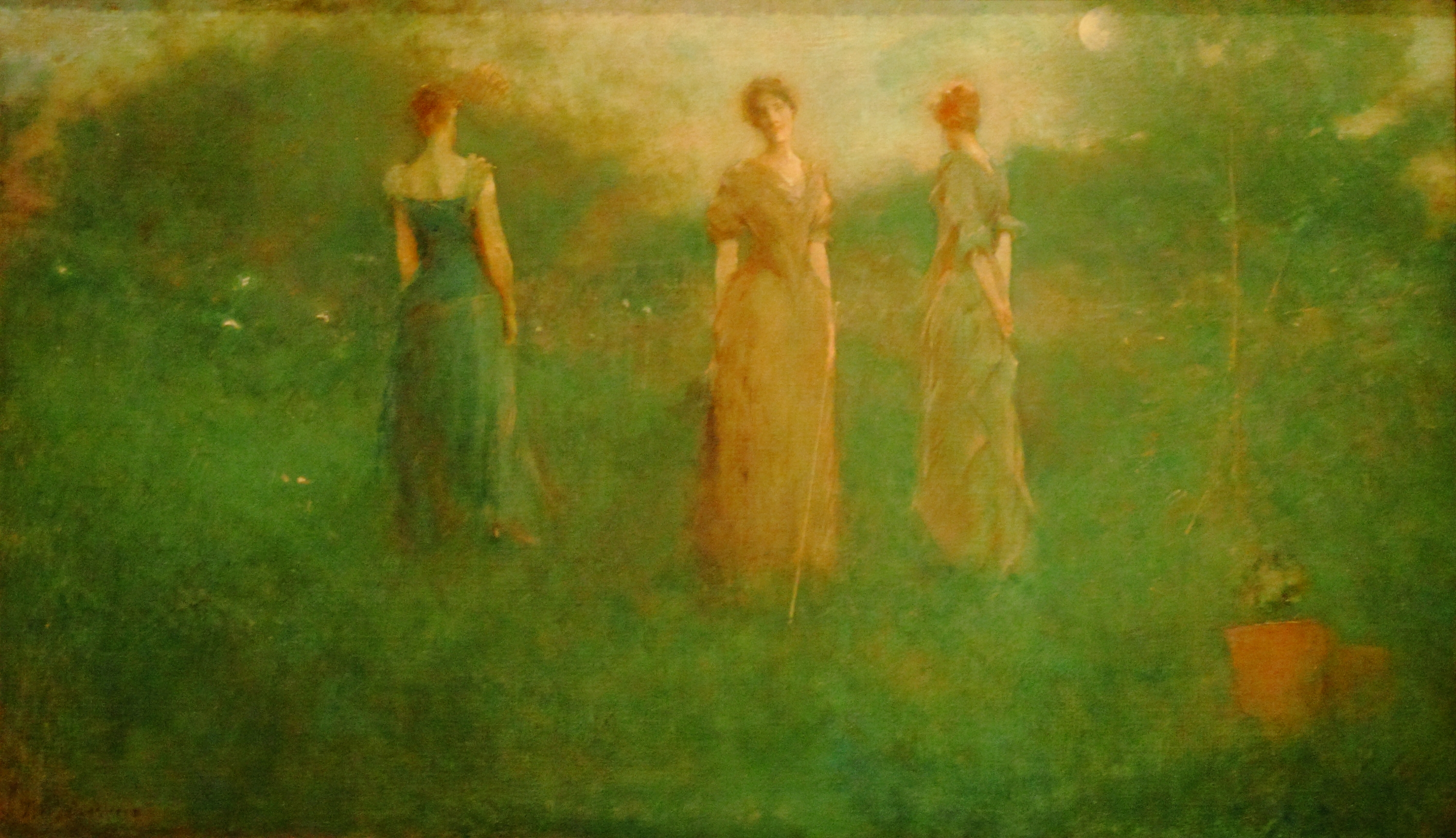
Томас Девін. «В саду», до 1894
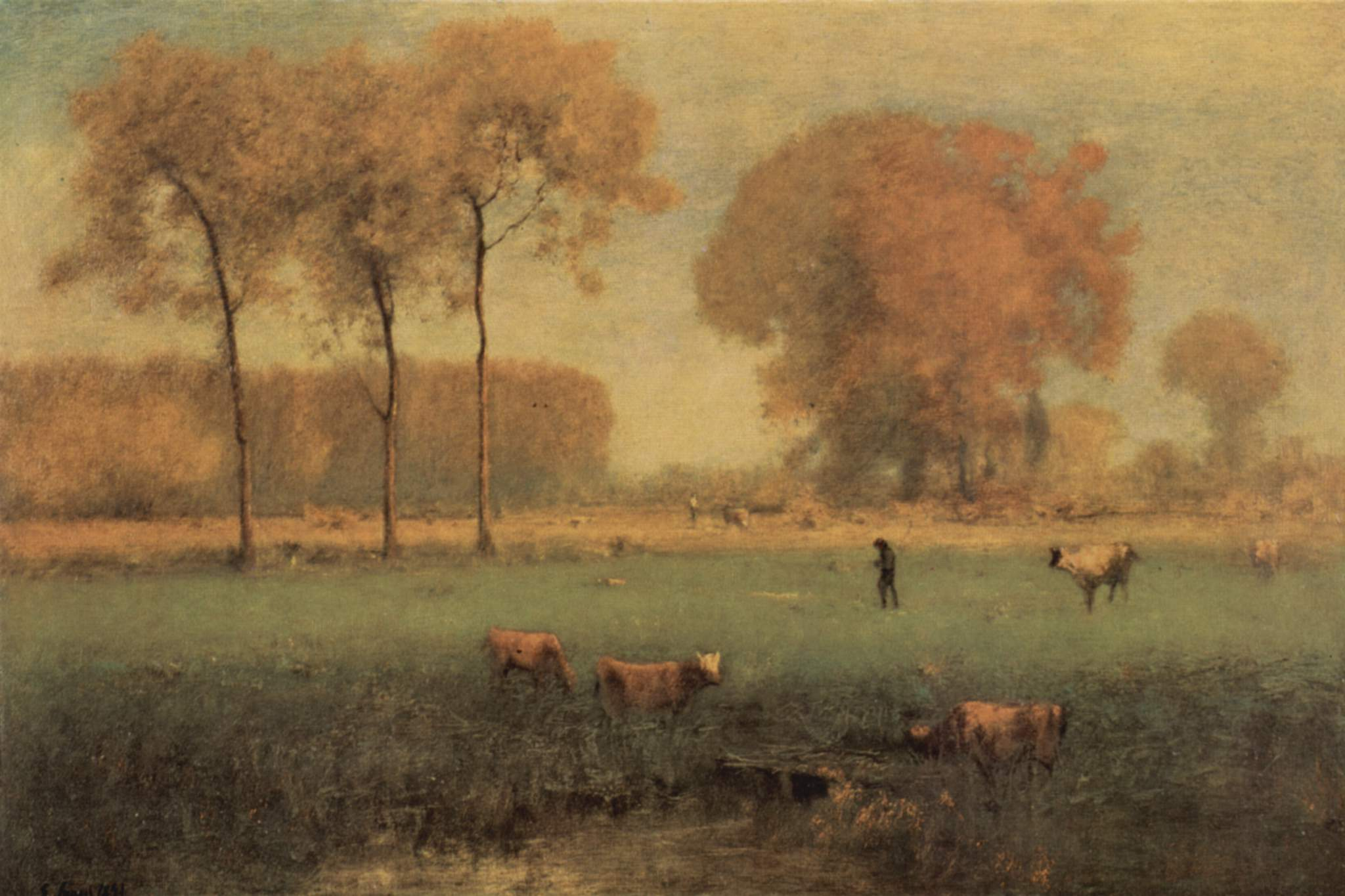
Джордж Іннес. «Вересень», 1894
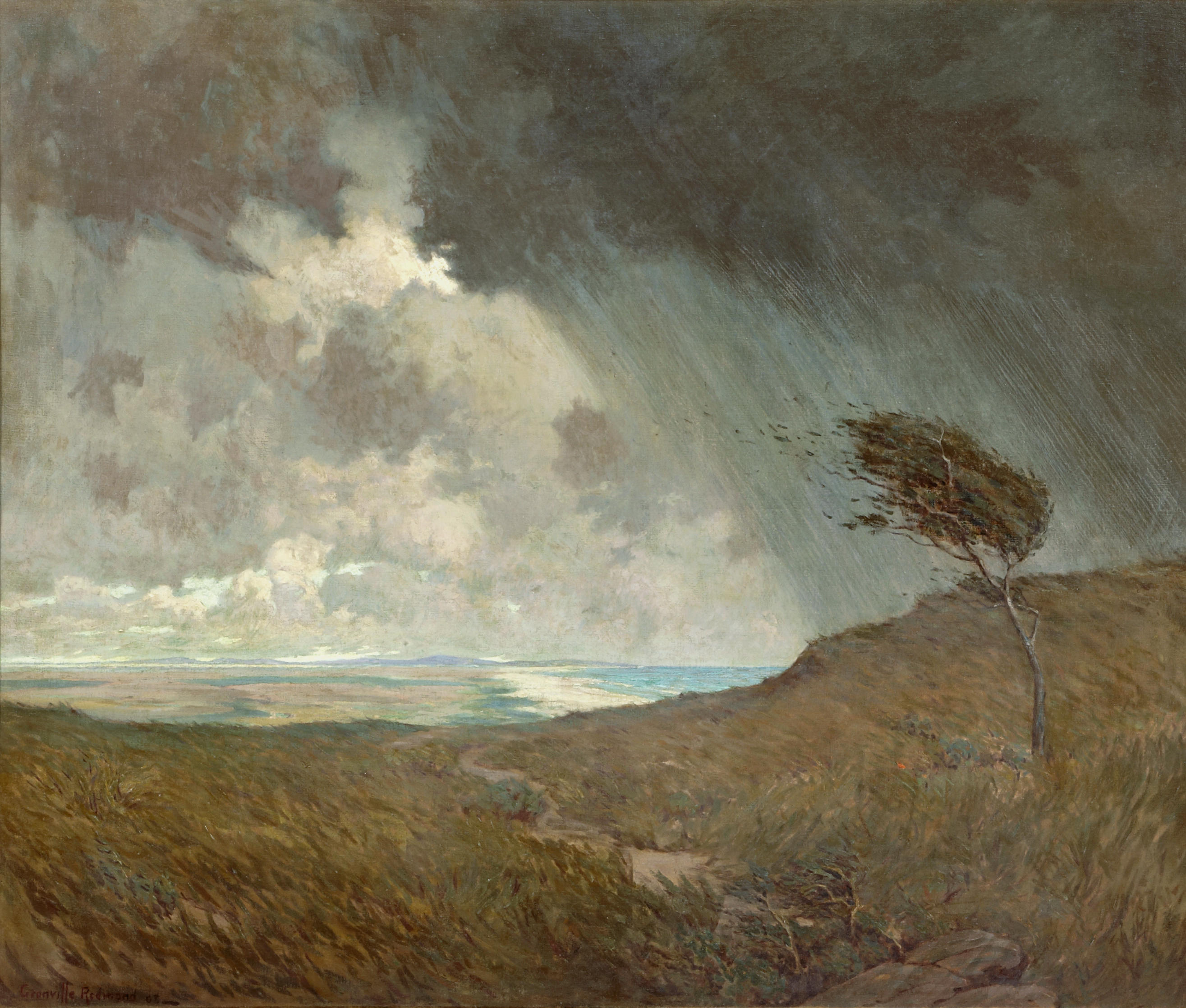
Гренвілл Редмонд. «Буря на узбережжі», 1905
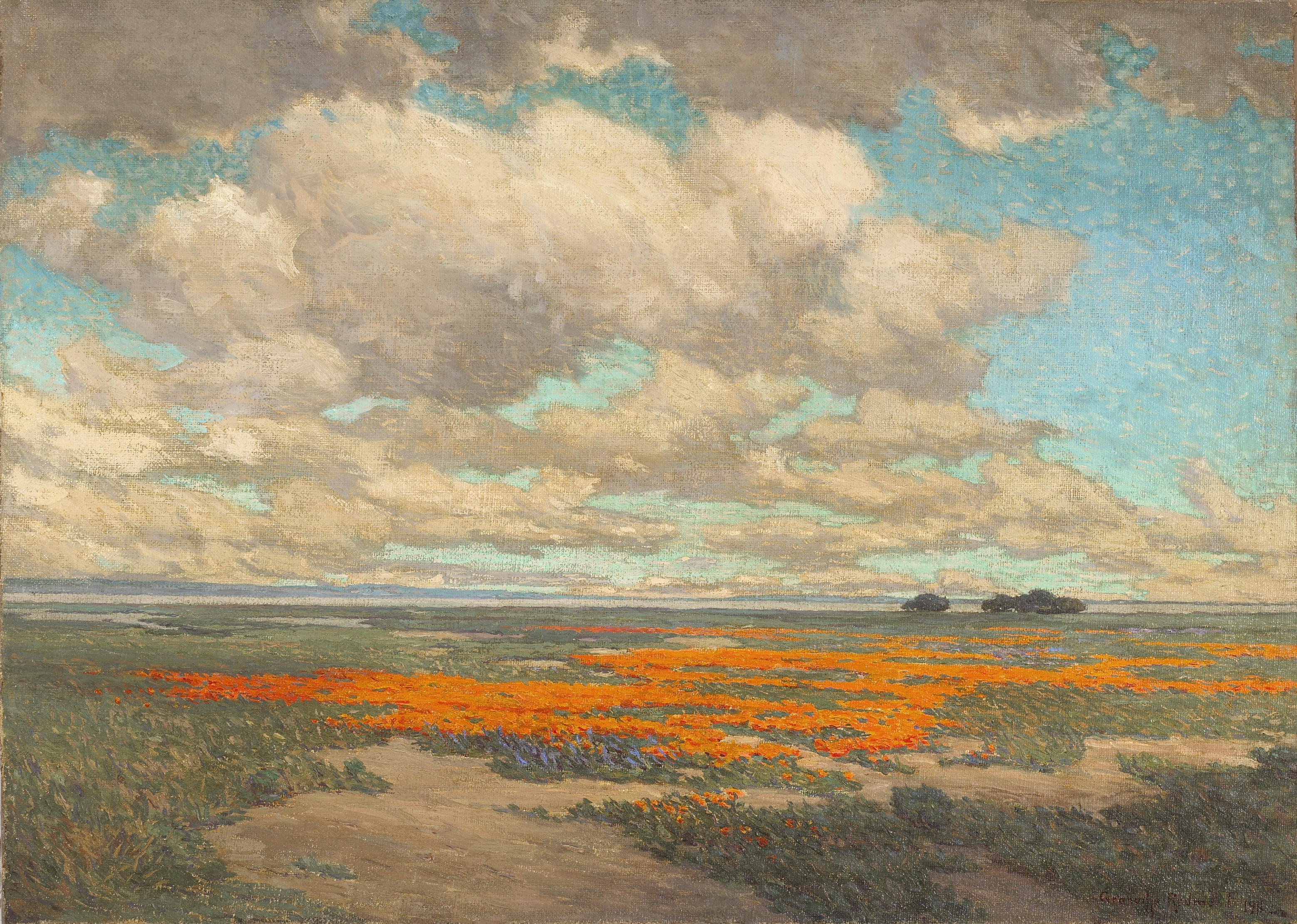
Гренвілл Редмонд. «Поле з жовтими каліфорнійськими маками», 1911
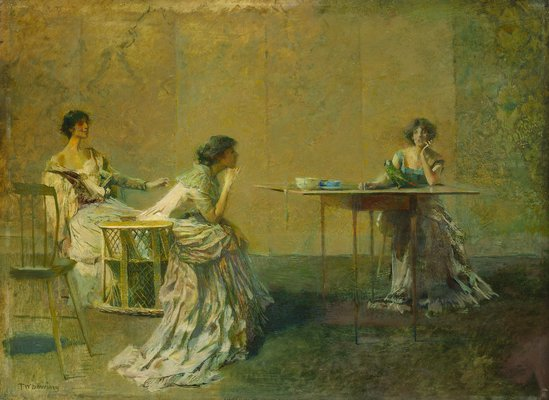
Томас Девін. «Спілкування», 1900
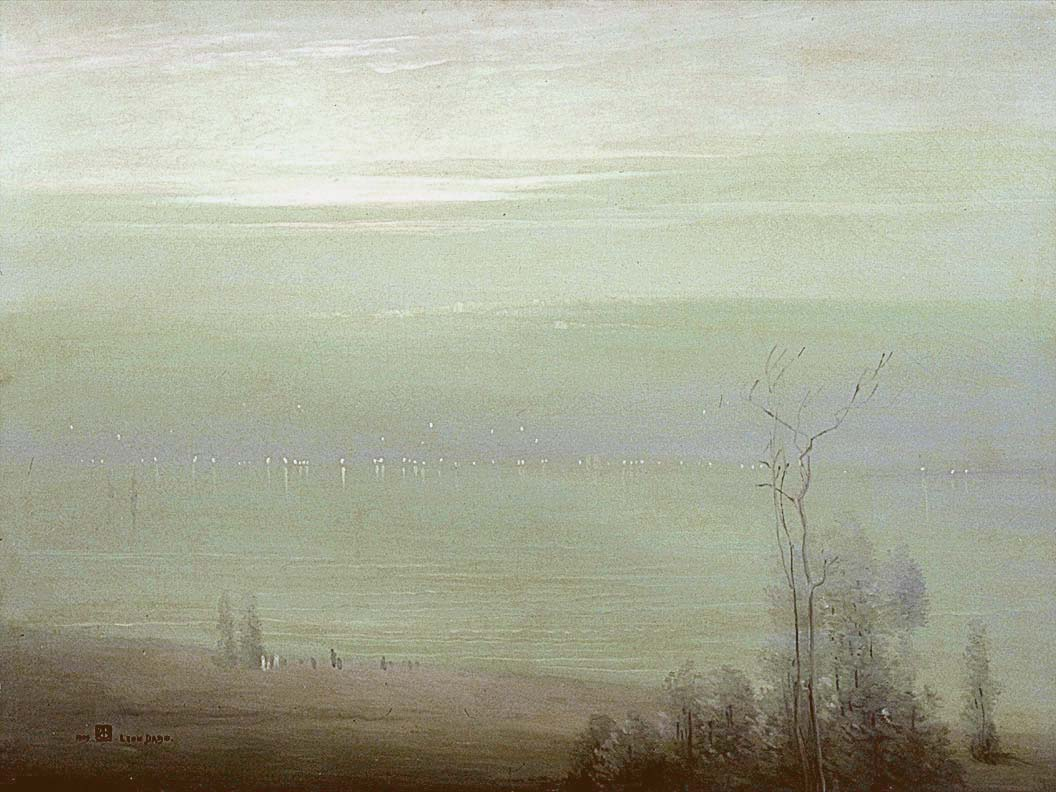
Леон Дабо, «Річка Гудзон в сутінках», 1911
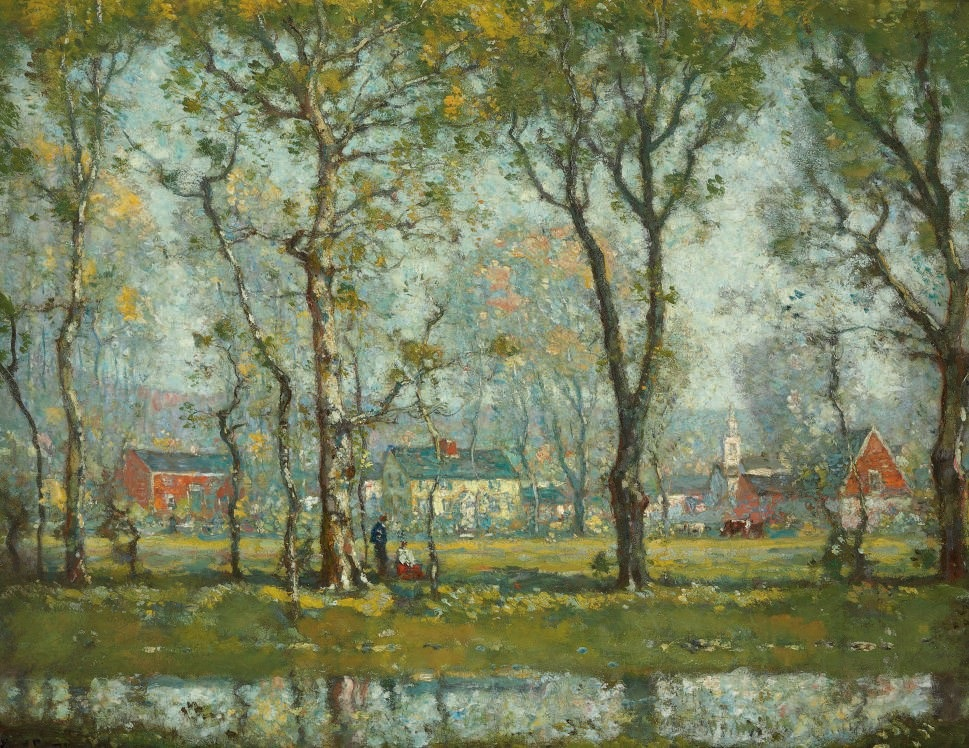
Генрі Ворд Рейнджер. «Селище в новій Англії», США
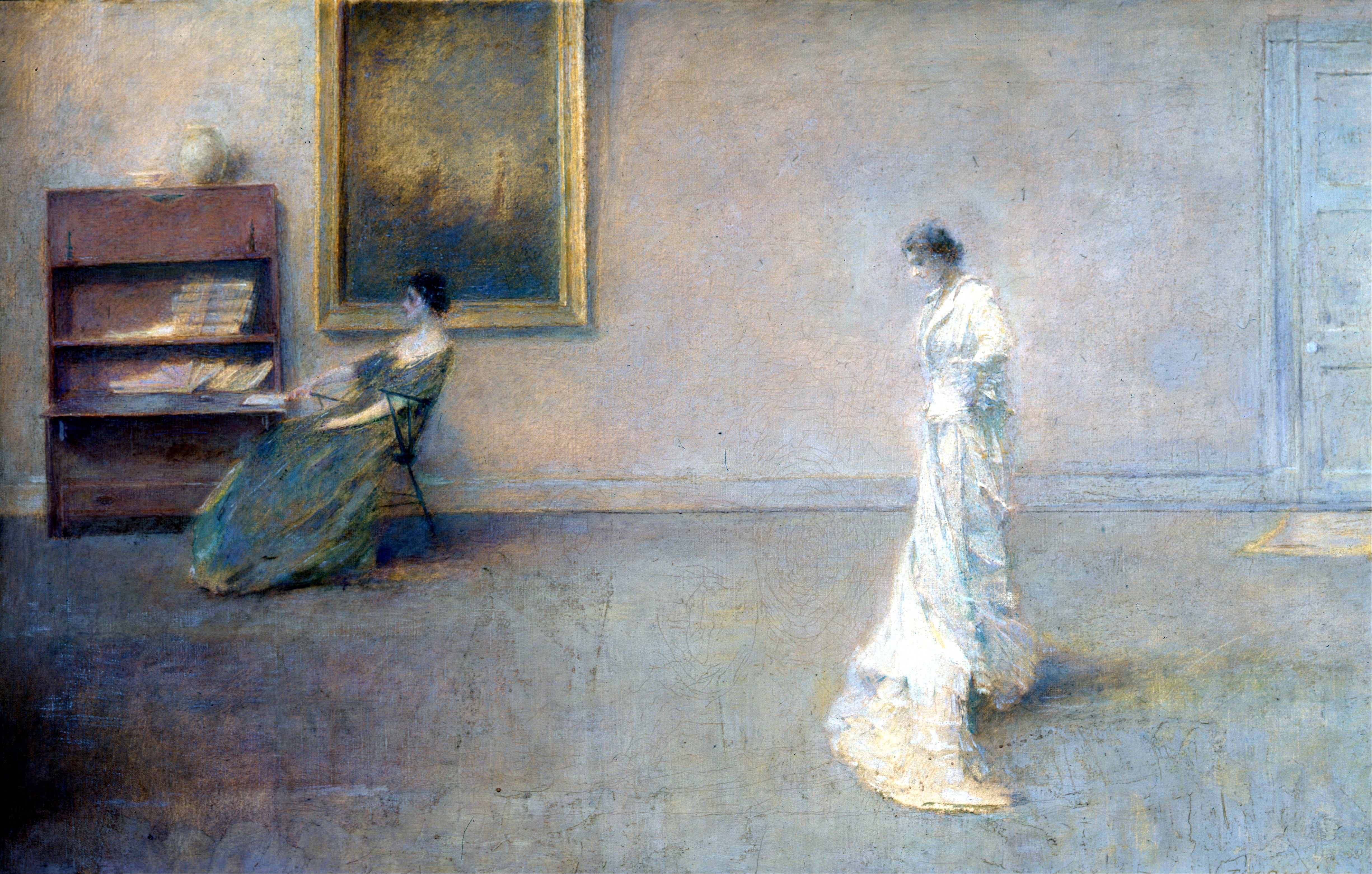
Томас Девін. «Біла сукня», 1901
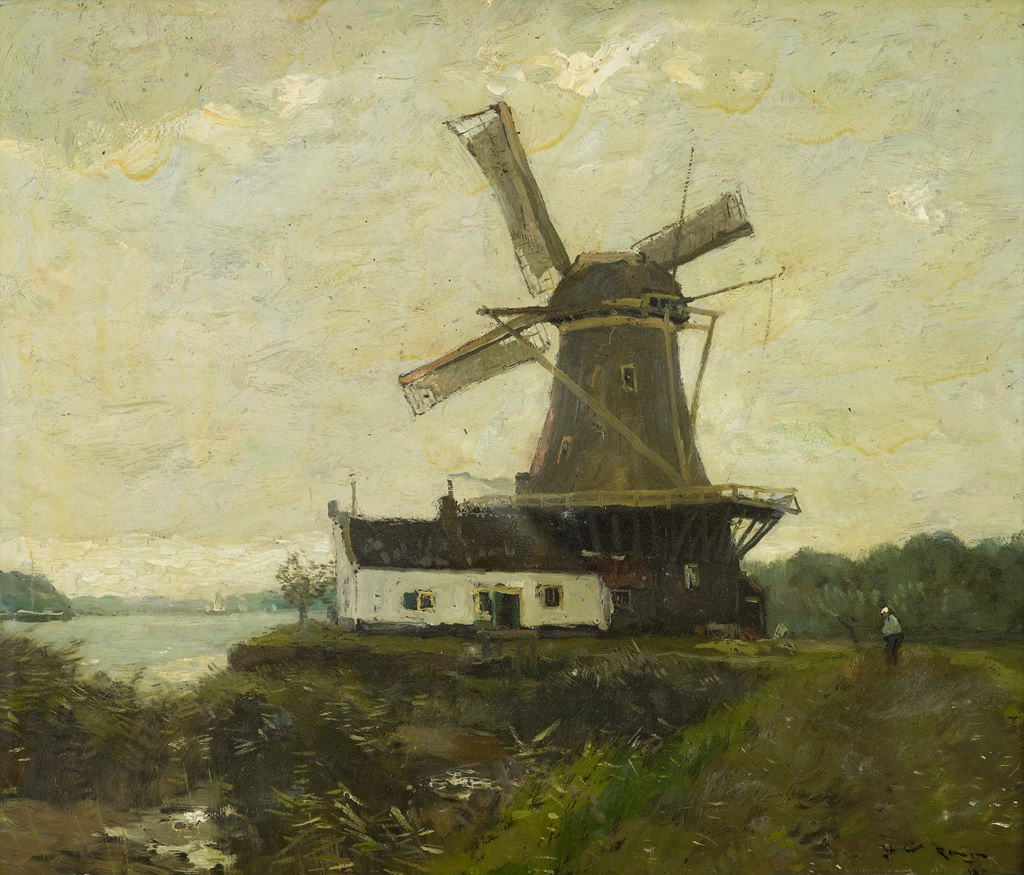
Генрі Ворд Рейнджер . «Вітряк», до 1915

## Портрет 19 століття

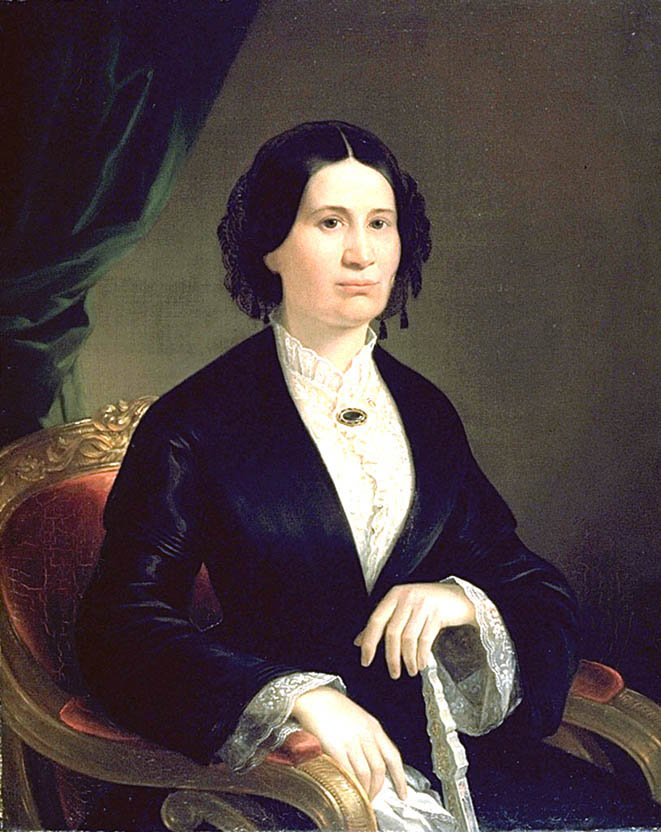
Константин Бруміді. Портрет Сусанни Пікерін Беміс, бл. 1852, Смітсоніанський музей американського мистецтва
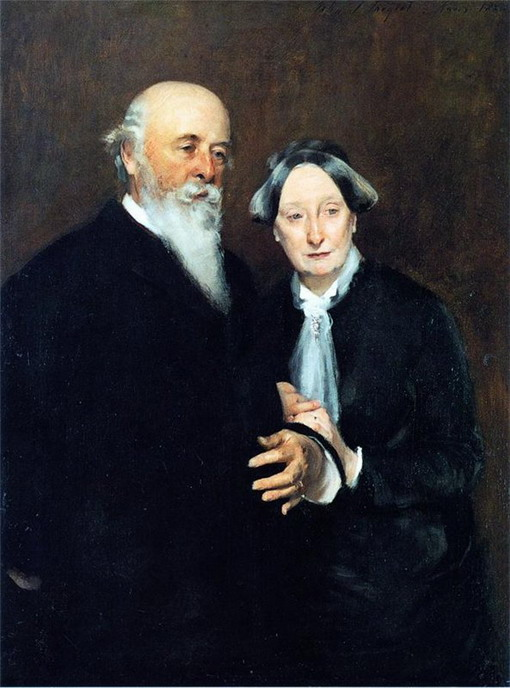
Джон Сінгер Сарджент, «Подружжя Джон В. Філд», 1882
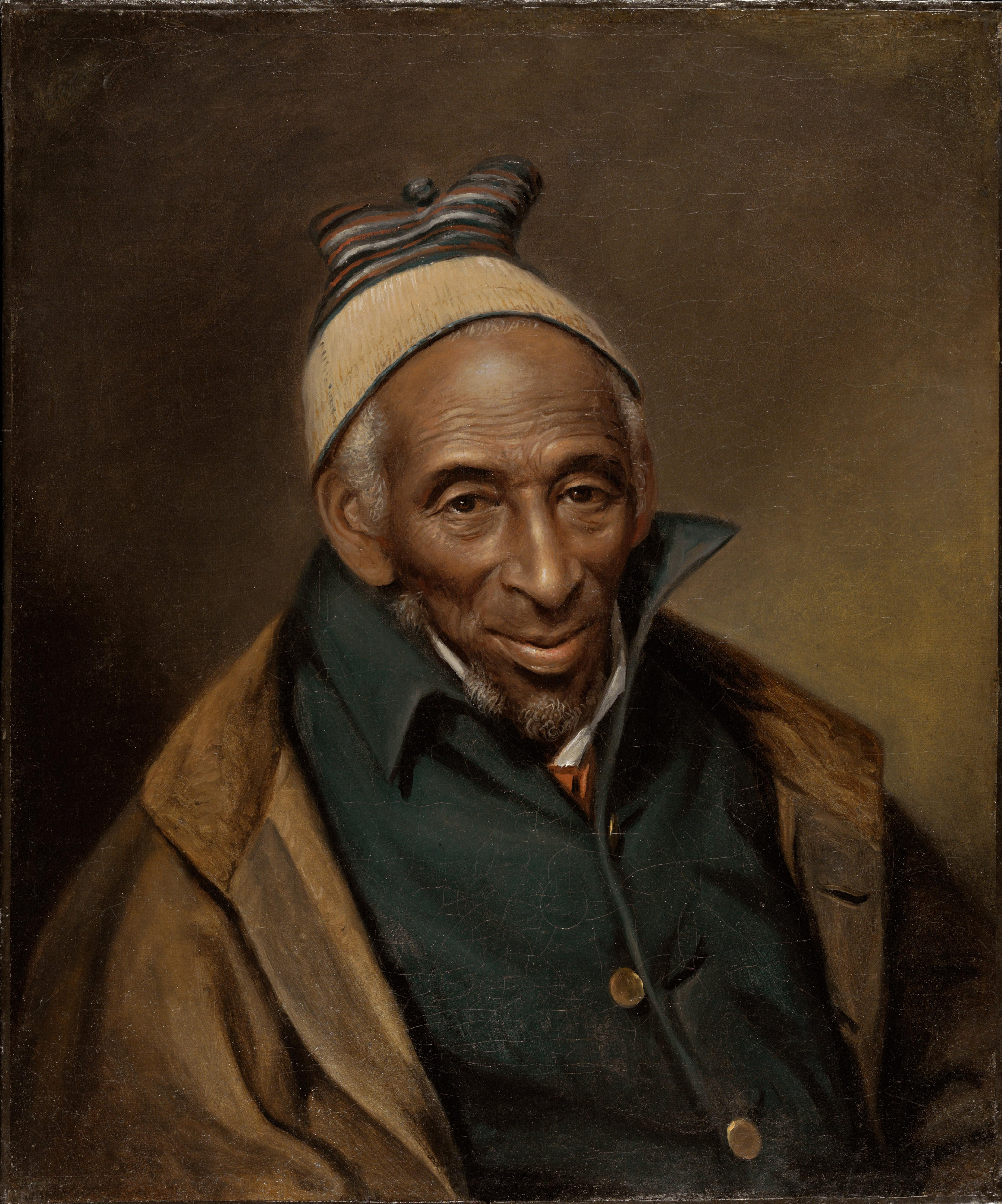
Чарльз В. Піл. «Яров Мамаут», 1819
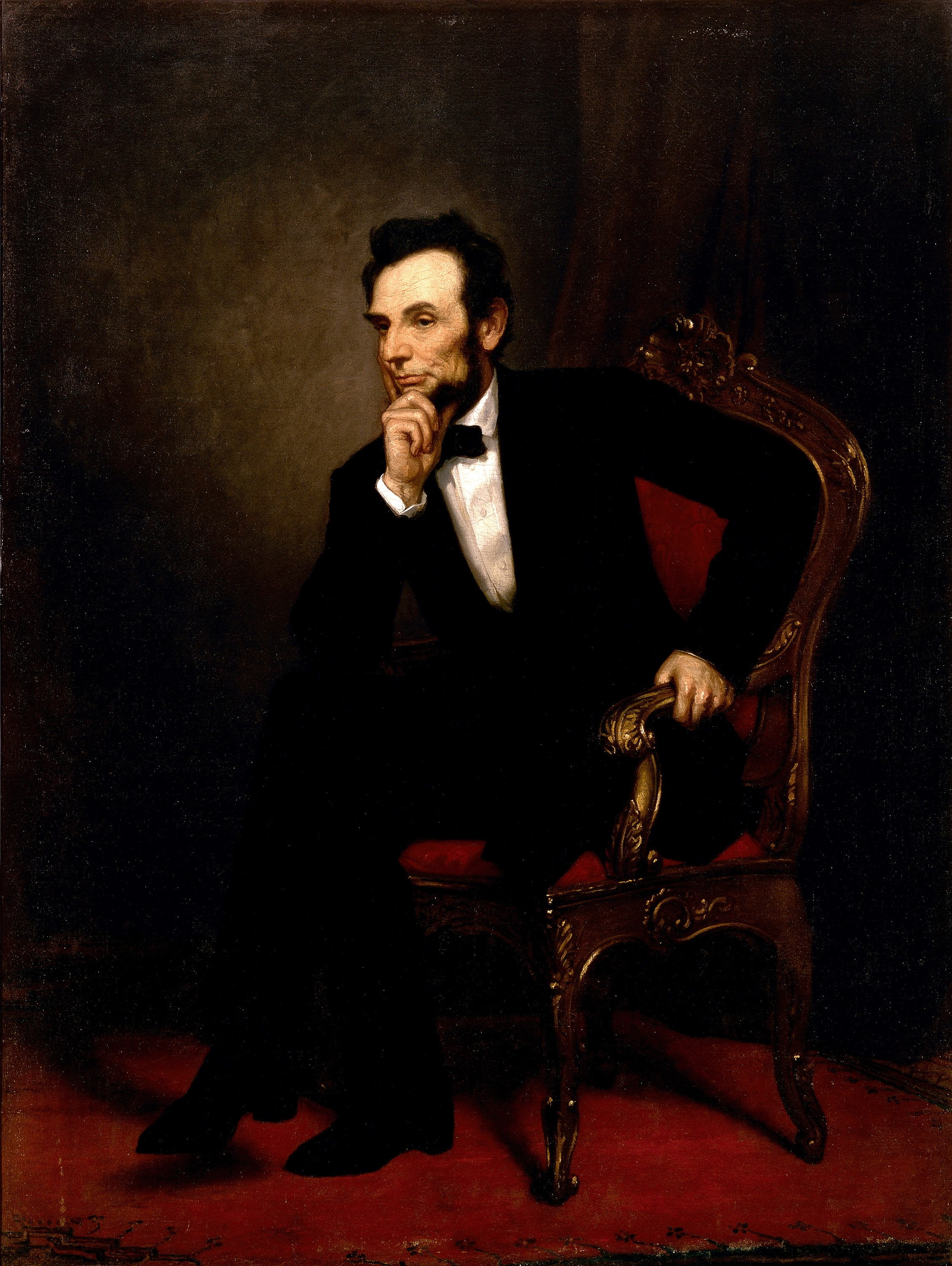
Джорж Хейлі. «Авраам Лінкольн, 16-й президент США», 1869
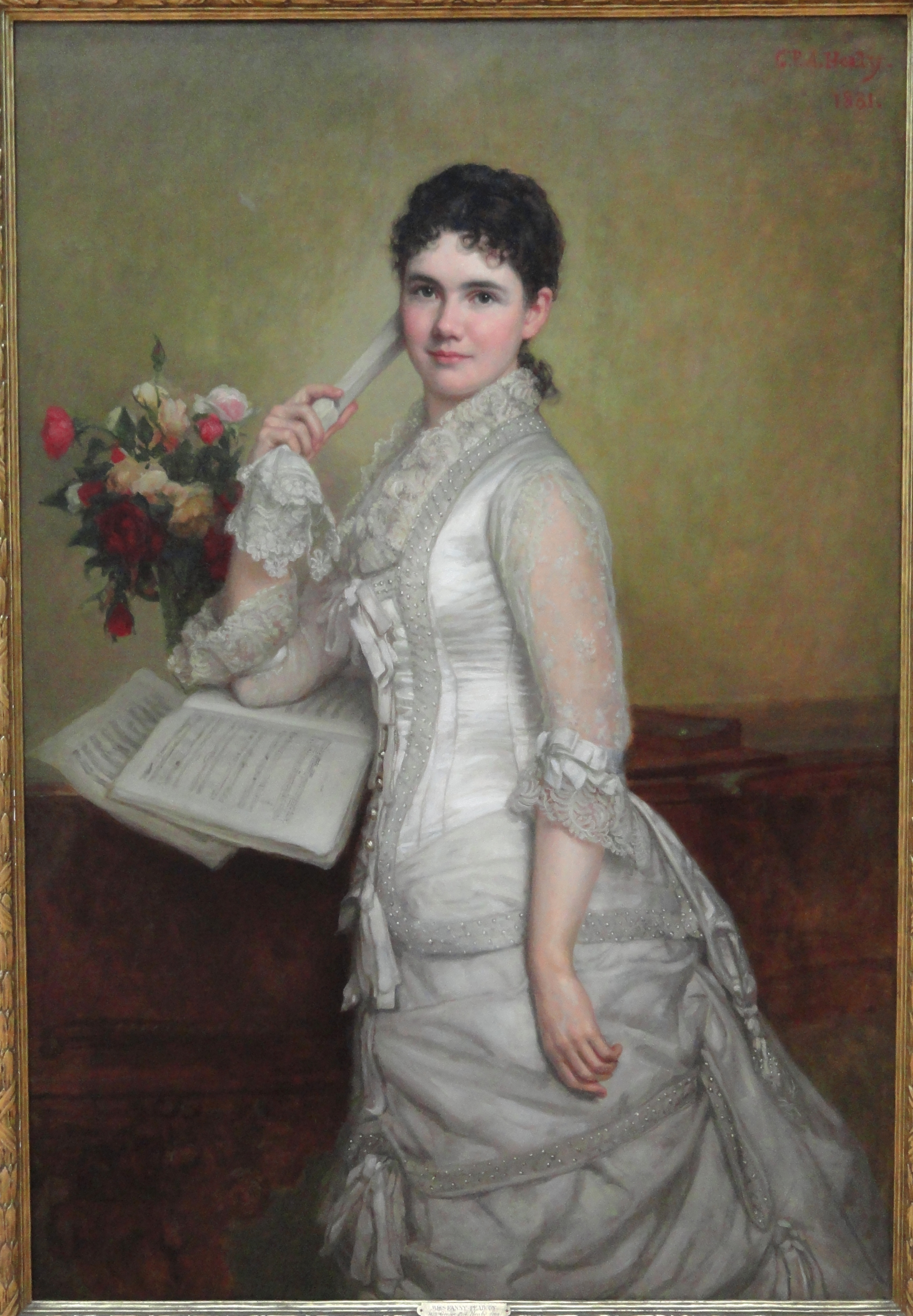
Джордж Пітер Хейлі. «Місс Фанні Пеабоді», 1881, Музей красних мистецтв, Спрінгфілд, Массачусетс
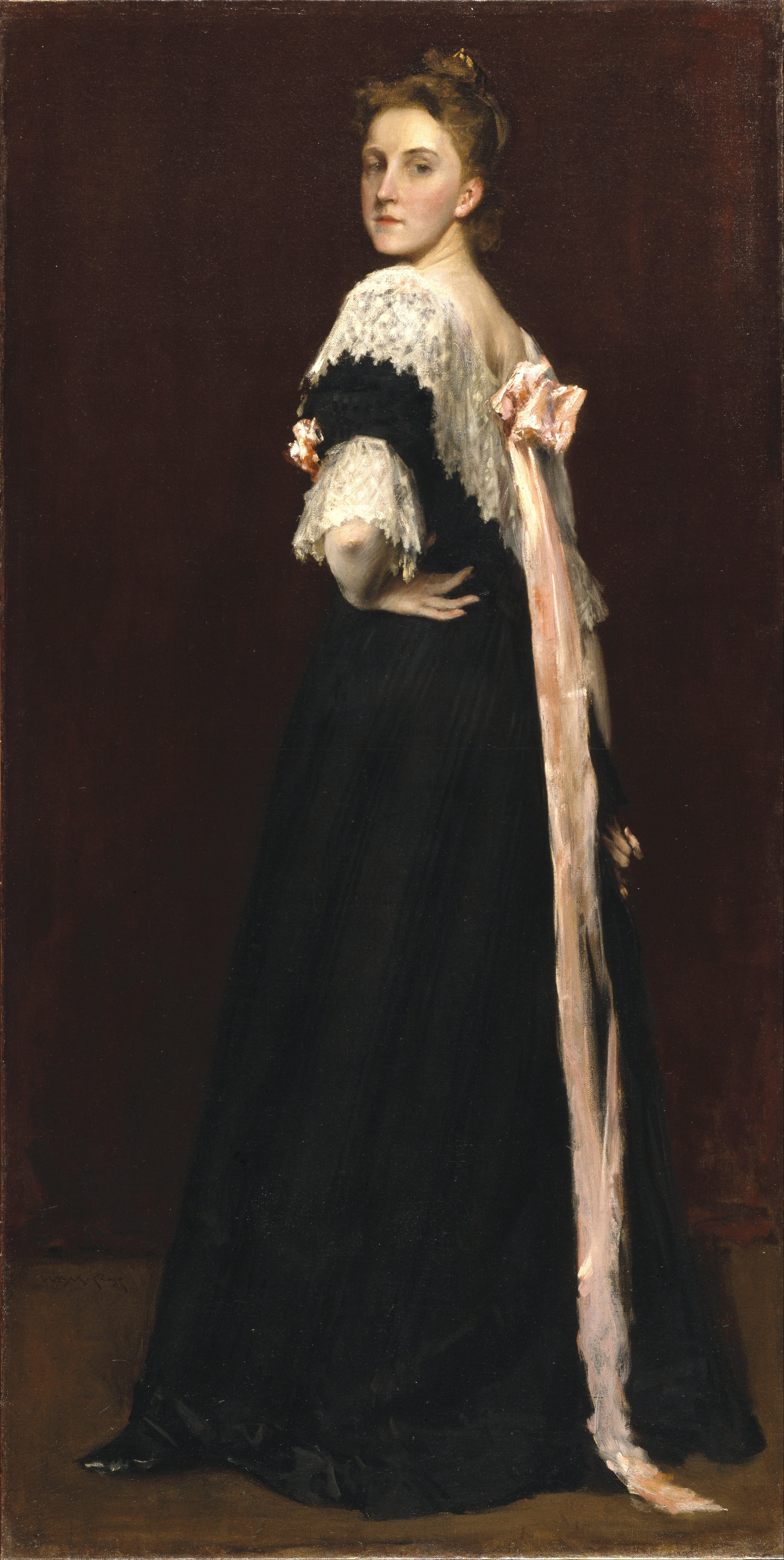
Вільям Мерріт Чейз. «Портрет Лідії Філд Емме», 1892,  Бруклінський музей
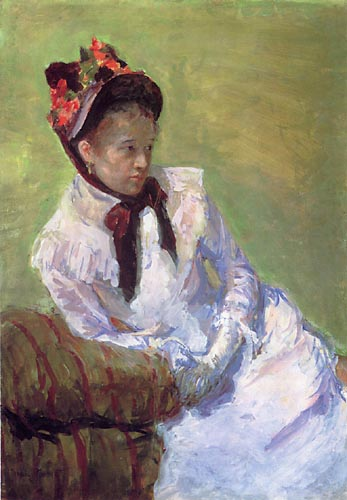
Мері Кассат, «Автопортрет», 1878, Музей мистецтва Метрополітен, Нью-Йорк

## Імпресіонізм митців Сполучених Штатів

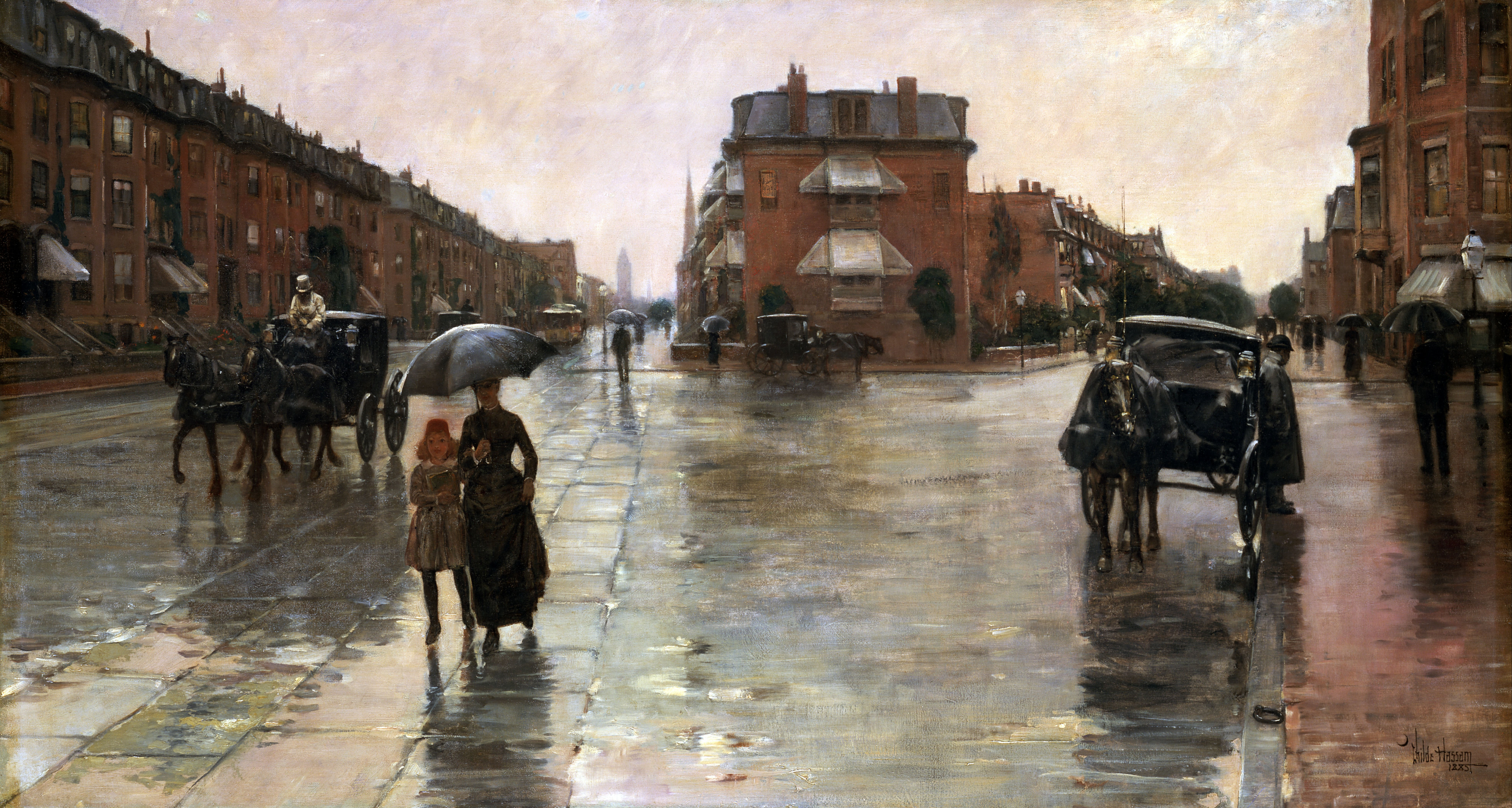
Чайлд Хассам. «Дощовий день у Бостоні», 1885

Ще в 19 столітті в культурі Сполучених Штатів розпочалися важливі зрушення: з одного боку ретельно вивчались мистецькі течії та знахідки художників Британії і особливо Франції, з другого — почалось активне формування великих бібліотек і музейних збірок. Американські багатії скуповують картини в Британії як власних предків і попередників, а також некритично — всі модні картини митців Франції, ганяючись за престижними зразками Паризьких Салонів. В Сполучені Штати рано приїздять маршани, що торгують картинами паризьких художників, котрі поки що не уславились (але згодом стануть корифеями європейського мистецтва — Каміль Коро, Клод Моне та інші). В збірках США рано осідають картини представника барбізонської школи Франсуа Мілле, Едуара Мане, головних представників французького імпресіонізму від Клода Моне, Каміля Піссарро до П'єра-Огюста Ренуара. І це підживлює американський імпресіонізм. Наприкінці 19 ст. в країні фінансово найуспішнішими стануть академічний реалізм та місцевий імпресіонізм. Представником бездумного і декоративного американського імпресіонізму був Роберт Лівайс Рід (1862—1929).
Досить повно імпресіонізм французького зразка відбився в творчості американки Мері Кассат. Фінансово незалежна, вона роками мешкала і працювала в Парижі, де водила знайомство з сином банкіра Едгаром Дега. Останній давав їй поради в живопису і запросив до участі у виставках імпресіоністів. Мері Кассат брала участь у чотирьох з них, хоча вона зупинялась на поверхневому відтворенні баченого і не ставила завдань розкриття психології персонажів. Художник Теодор Робінсон відвідав Францію і Париж і заприятелював з Клодом Моне. Його і вважають першим американським імпресіоністом. Цей напрямок був продемонстрований 1880 року в містах Бостон та Нью-Йорк.
Більш авторитетним наприкінці 19 ст. завдяки власній творчості був Джеймс Вістлер, здатний до узагальнень і пошуків в різних колористичних гамах. Ретельний аналіз його творчості і художньої техніки доводить, що він виробив досить оригінальну манеру, що не дуже збігалась з настановами імпресіонізму. Власне місце в мистецтві Західної Європи і Сполучених Штатів посів і Джон Сінгер Сарджент, практично апатрид. Він багато і плідно працював портретистом багатіїв, але цим він часто заробляв на життя. Більш сміливим, імпресіоністичним і творчим він поставав у численних замальовках і акварелях.
Первісний етап зацікавленості в імпресіонізмі закінчився у Сполучених Штатах в 1913 році після виставки сучасного на той час мистецтва в Нью-Йорку. Але окремі провінційні школи працювали в стилістиці імпресіонізму до 1920 року, поки він не зійшов нанівець і не поступився офіційно підтриманому абстракціонізму.
Новий етап американського імпресіонізму розпочався у 1950-ті роки після декількох виставок французьких і американських імпресіоністів, котрі організувала низка великих музеїв Сполучених Штатів. На ту пору імпресіоністи Франції були переведені в корифеї європейського мистецтва, а їх твори перетнули мільйонні кордони на мистецьких аукціонах. Головними покупцями на цих аукціонах-розпродажах стають мільйонери Японії та Сполучених Штатів. Музейні збірки США поповнюють практично всіма представниками напрямку, чому сприяли закони держави про пільгові привілеї дарувальникам коштовних творів мистецтва (меценати-дарувальники в США отримали право не сплачувати податки на суму, витрачену за твір мистецтва, якою б значною вона не була).
Стилістику імпресіонізму підтримувала і декотра кількість жінок-художниць Сполучених Штатів. У 20 ст. це Ліліан Весткотт Хейл (1880—1963), Гретхен Роджерс (Gretchen Woodman Rogers 1881—1967), Елізабет Пакстон (Elizabeth Okie Paxton 1877—1971), Кетрін Лейн. Вони працювали перебільшено у такому мистецькому центрі США, як Бостон. Їх картини зазвичай безсюжетні — портрети, побутові сценки, пейзажі. Жінки-художниці (що орієнтувались на імпресіонізм) скуті умовностями тогочасного суспільства і добропорядністю суспільних смаків, бажанням подобатись глядачам і художнім критикам, від котрих залежала і їх художня доля, і право на фахове визнання. Лише з роками гострота проблем невизнання жінок-художниць Сполучених Штатів почала зменшуватись.

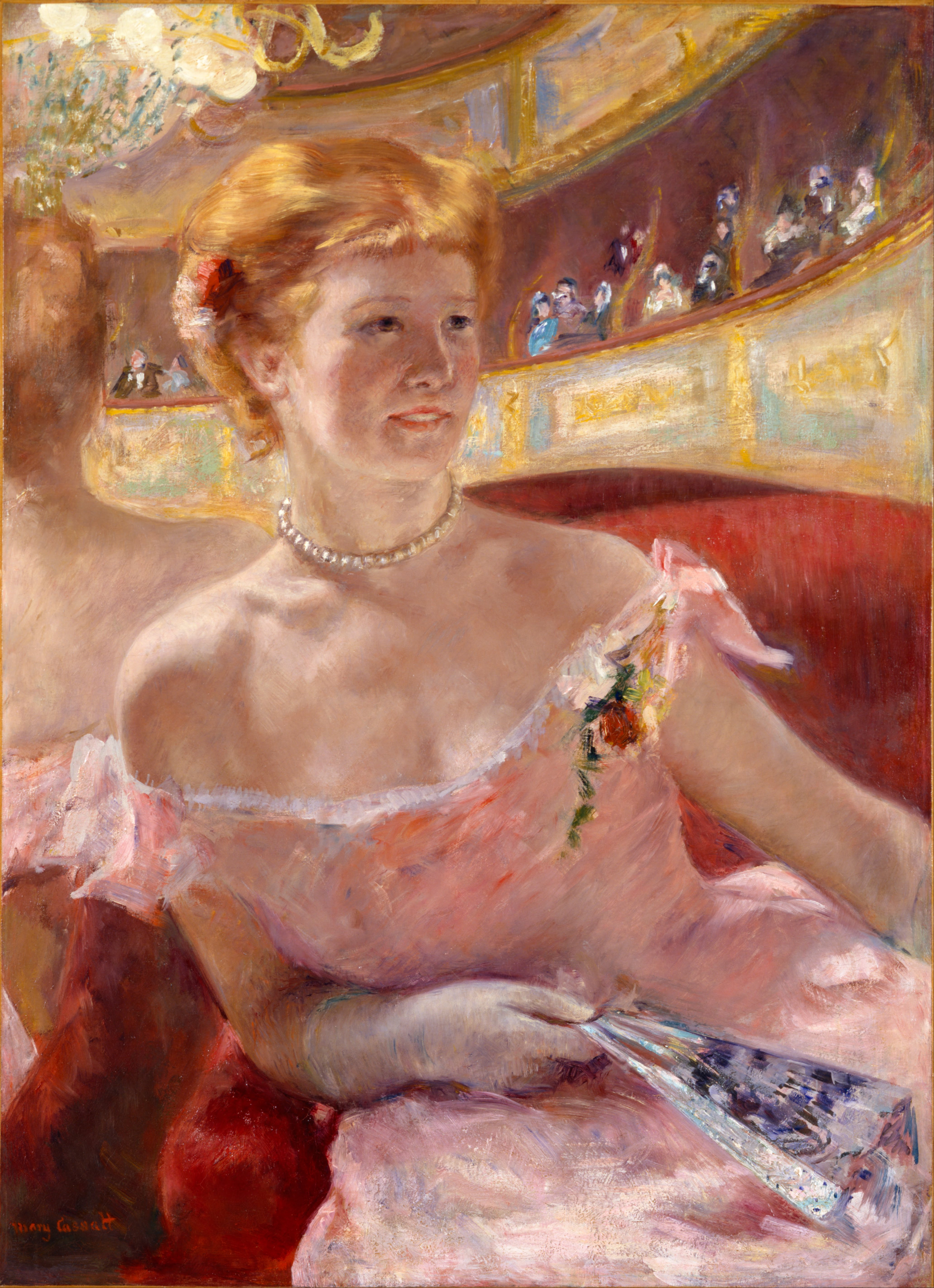
Мері Кассат. «Пані в театральній ложі», 1879
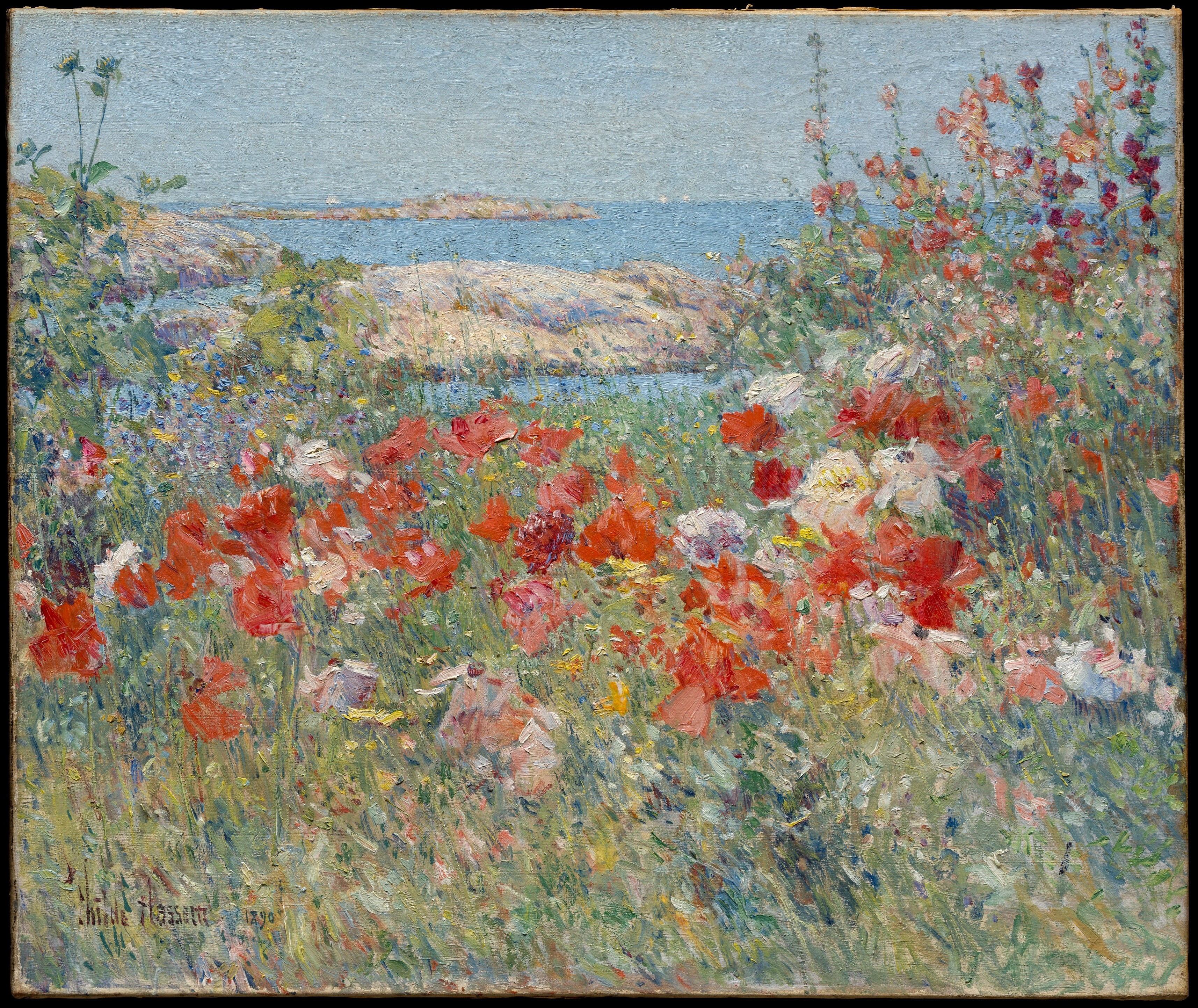
Чайлд Хассам. «Сад Селія Такстера, острів Мен», 1890, Музей мистецтва Метрополітен
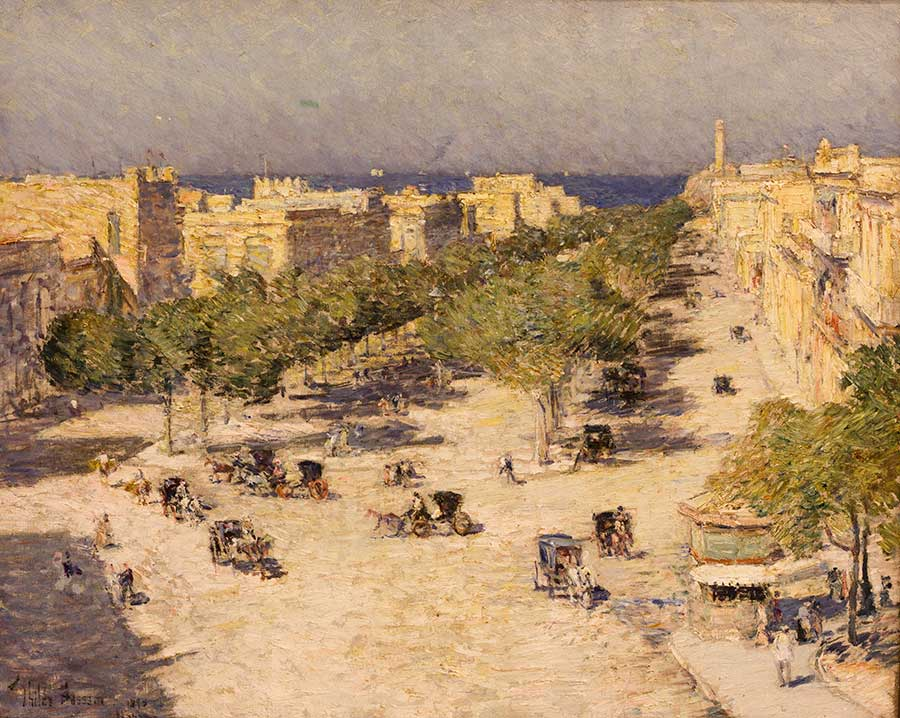
Чайлд Хассам. «Бульвар Прадо», 1895
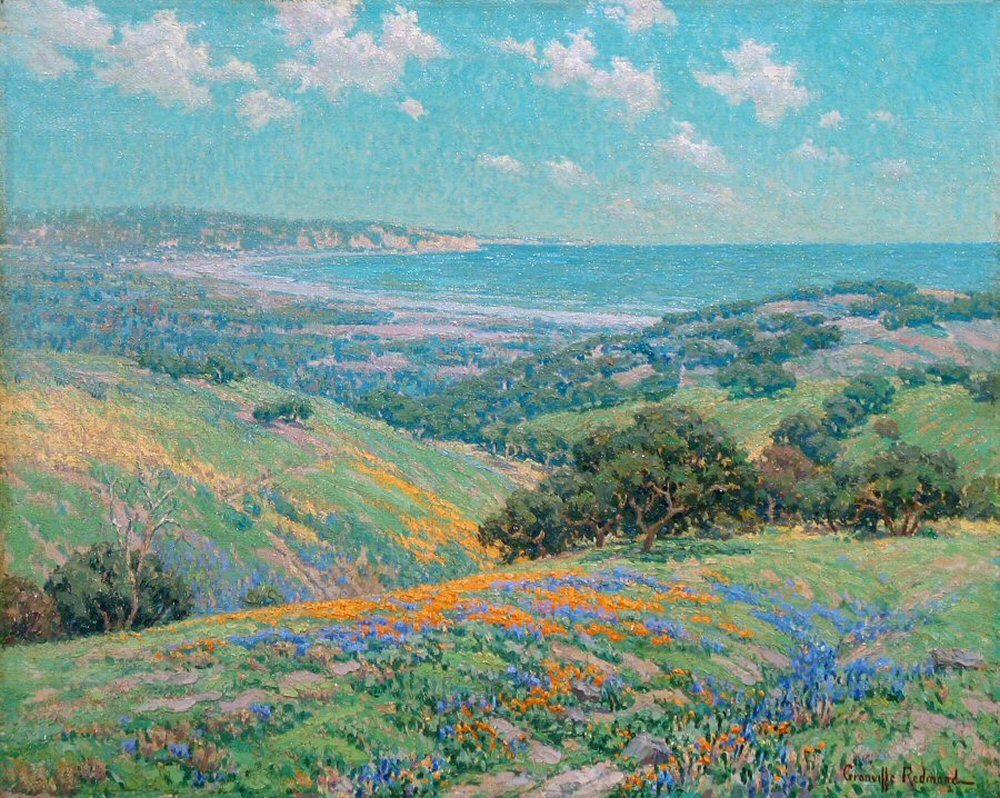
Редмонд Гренвіл. «Весна на узбережжі Малібу», 1929
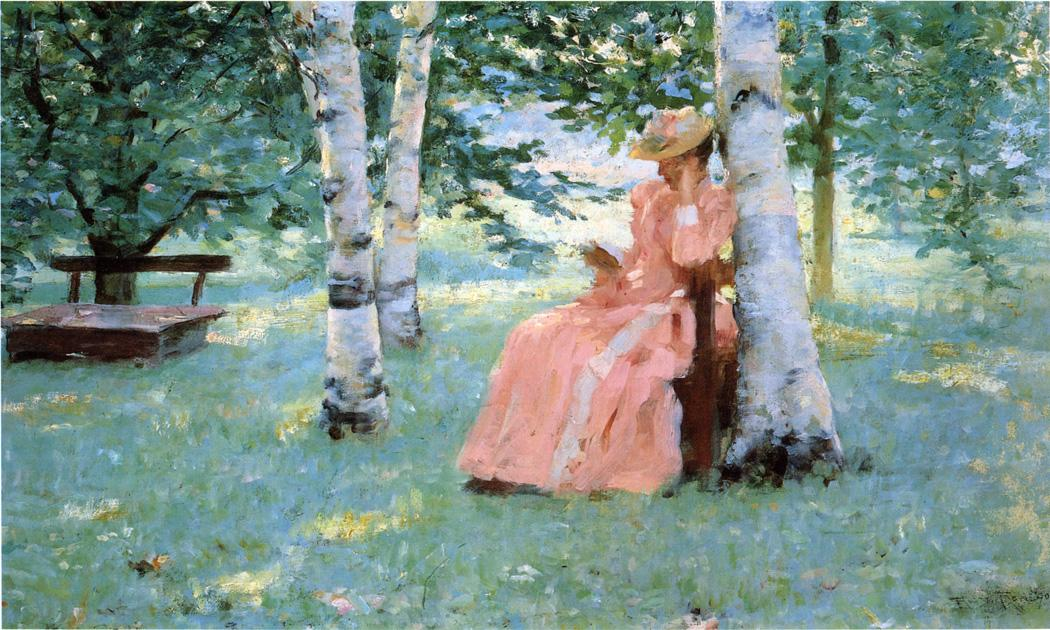
Роберт Лівайс Рід. «Рів'єра»
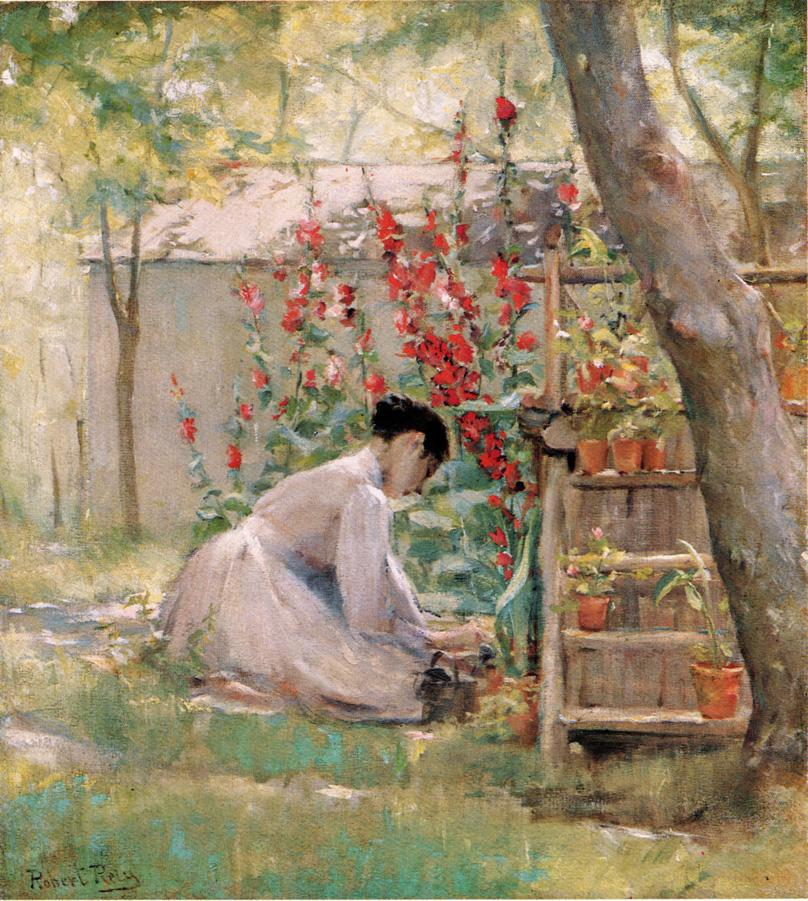
Роберт Лівайс Рід. «Праця в саду»
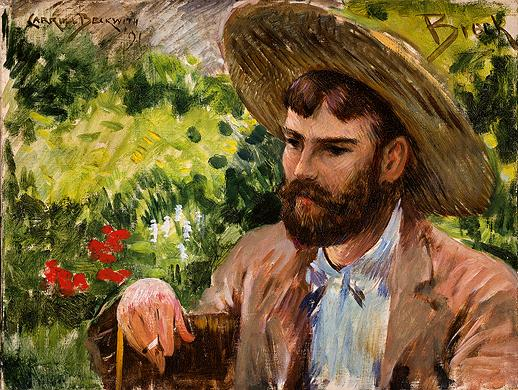
Керрол Беквіт, «Художник Джон Леслі Брік», 1891
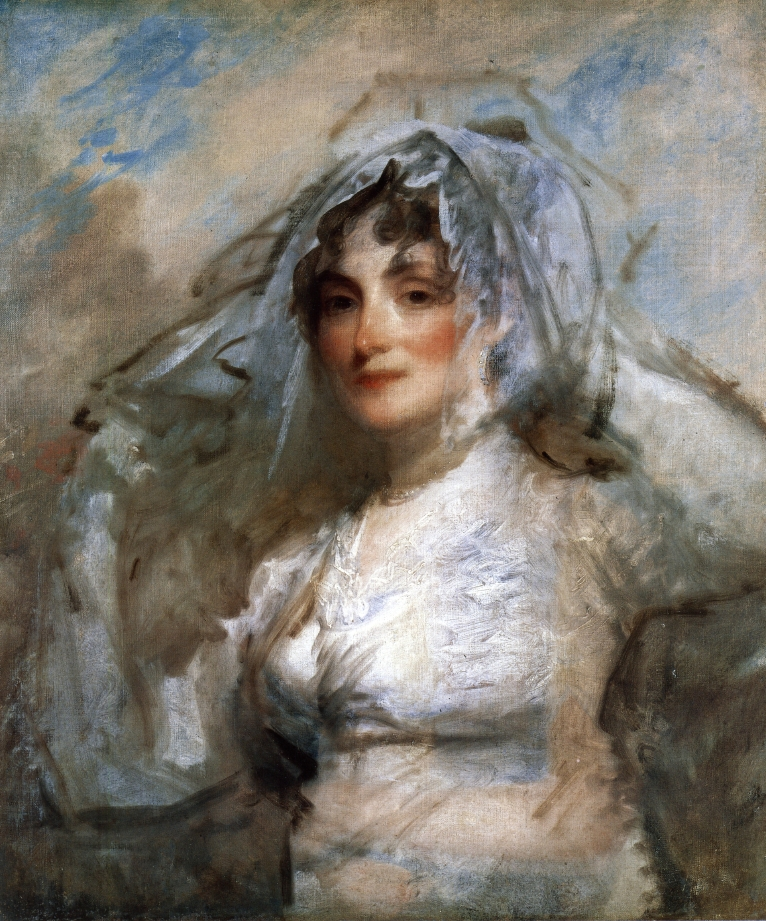
Гілберт Стюарт. «Сара Вентворт Апторп Мортон». ескіз, 1802, Вустерський художній музей, Массачусетс
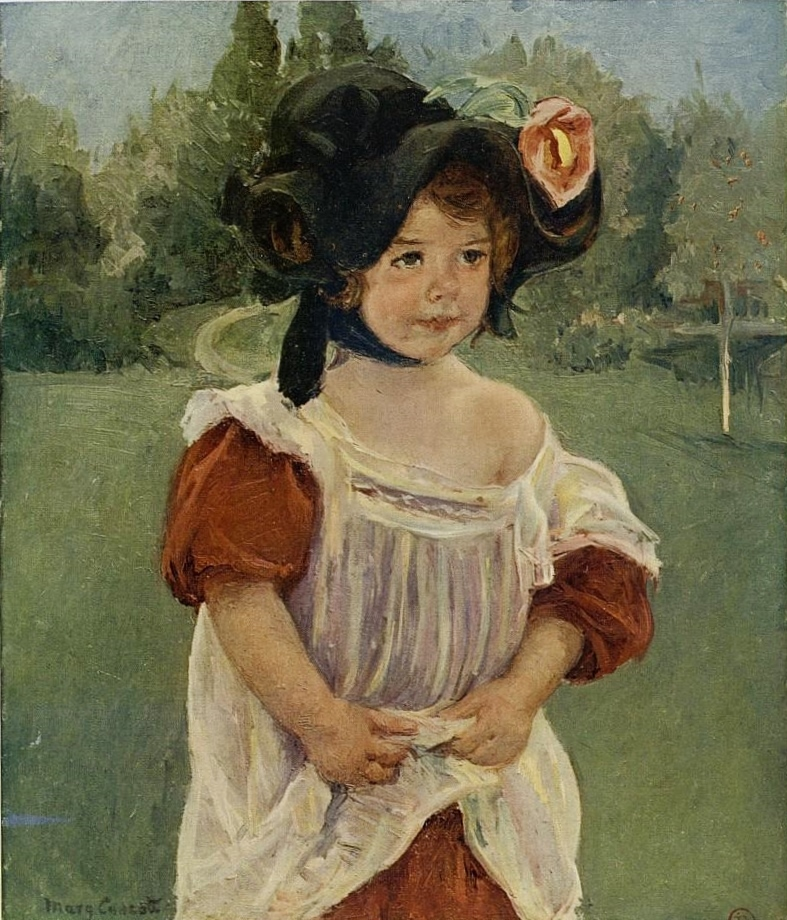
Мері Кассат. «Портрет дівчинки»
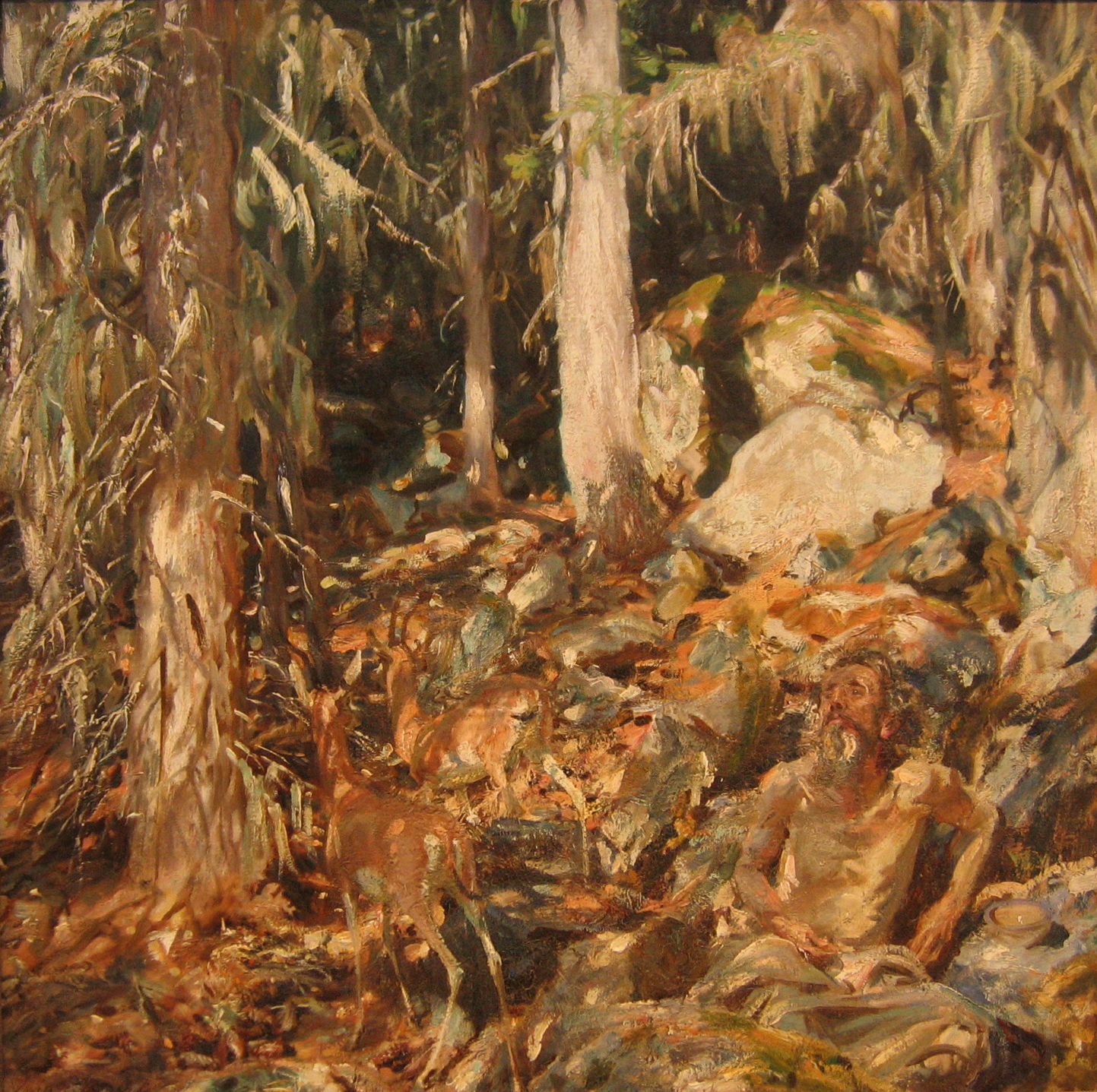
Джон Сінгер Сарджент, «Відлюдник», 1908, Музей мистецтва Метрополітен, Нью-Йорк
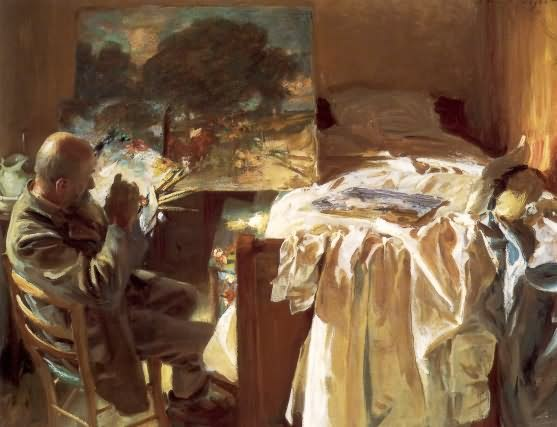
Джон Сінгер Сарджент, «В майстерні художника», 1904
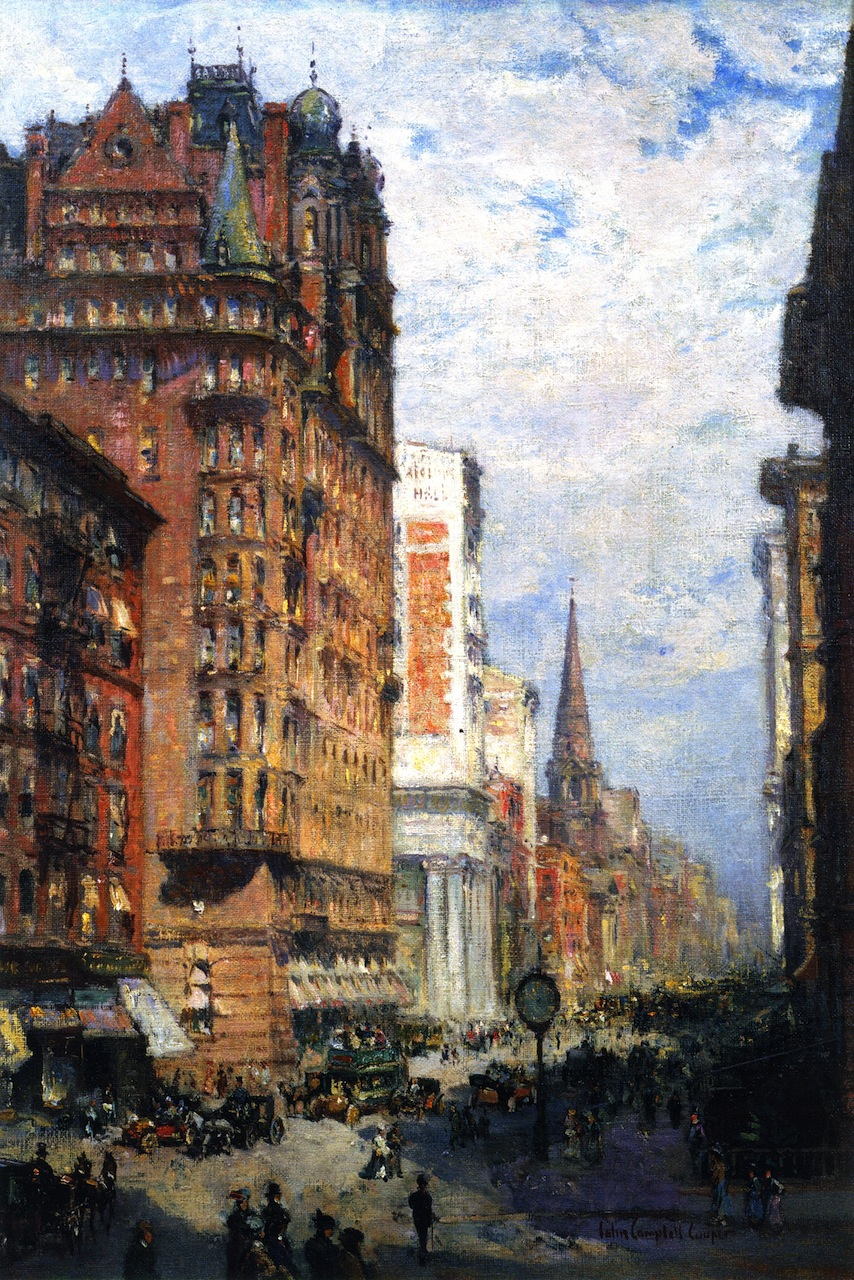
Купер Калін Кемпбел, «П'ята авеню, Нью-Йорк», 1906
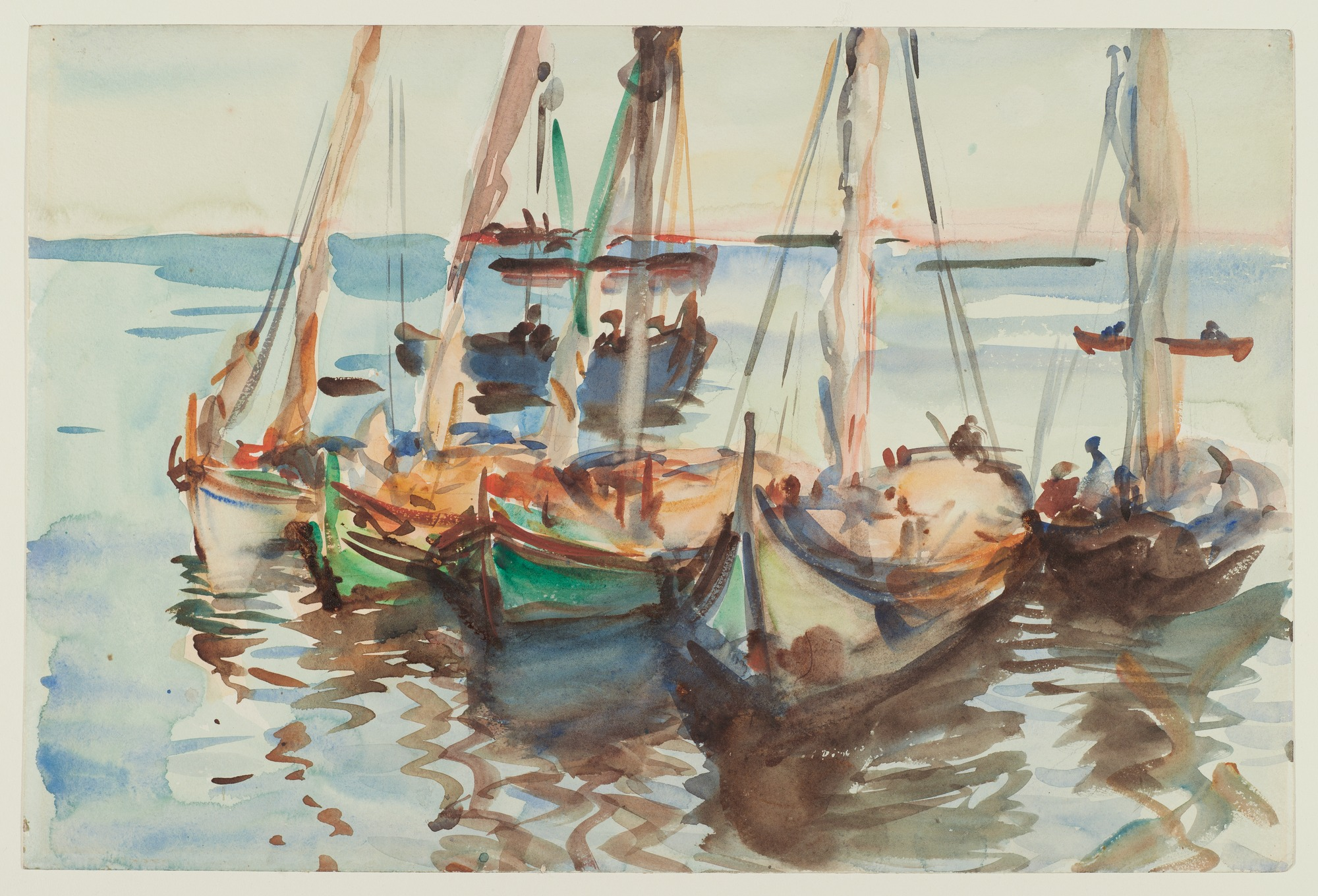
Джон Сінгер Сарджент, «Португальські човни», Бруклінський музей.
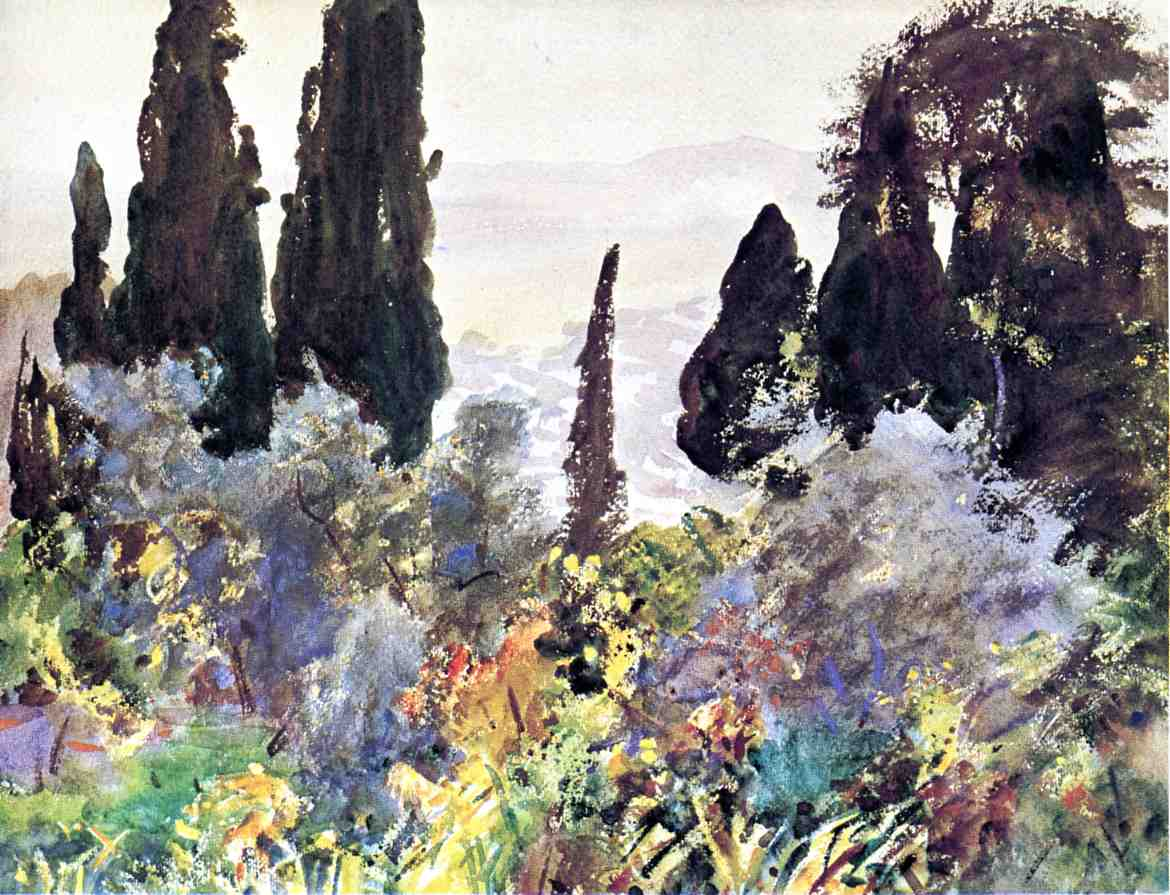
Джон Сінгер Сарджент, «Гранада, садок», 1912
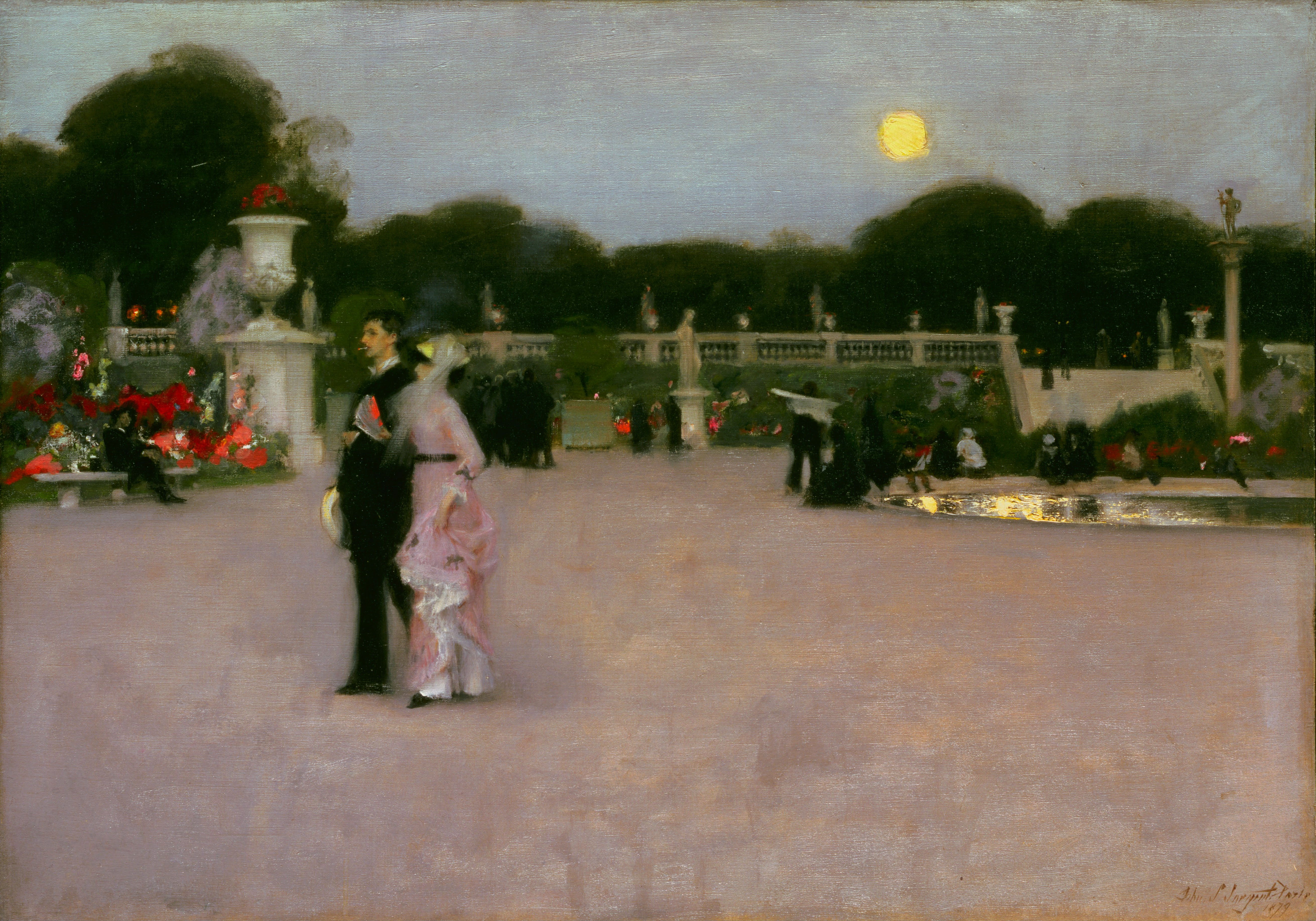
Джон Сінгер Сарджент, «Люксембурзький сад. Париж», 1879, Музей мистецтв Філадельфії
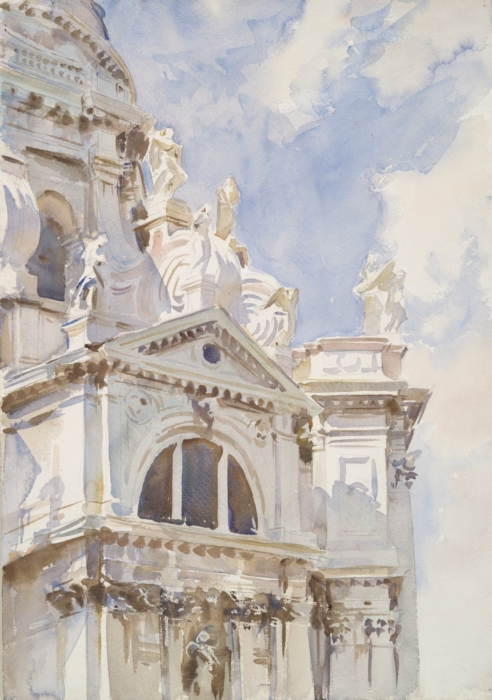
Джон Сінгер Сарджент, «Церква Санта Марія делла Салюте», до 1907
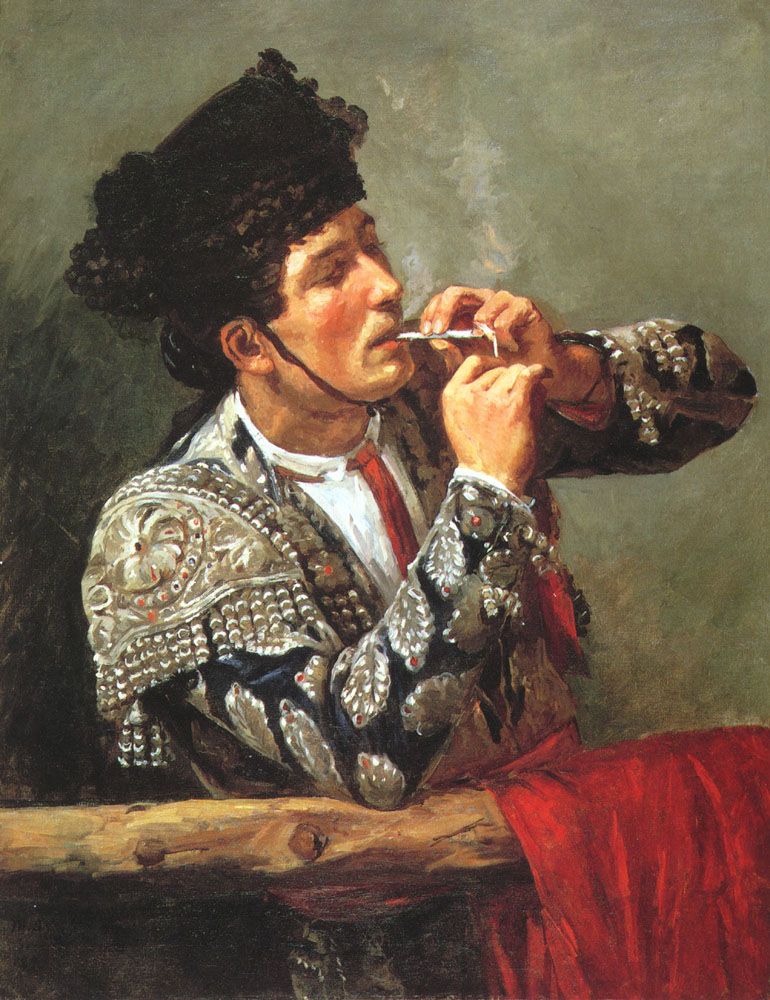
Мері Кассат. «Тореадор», 1873
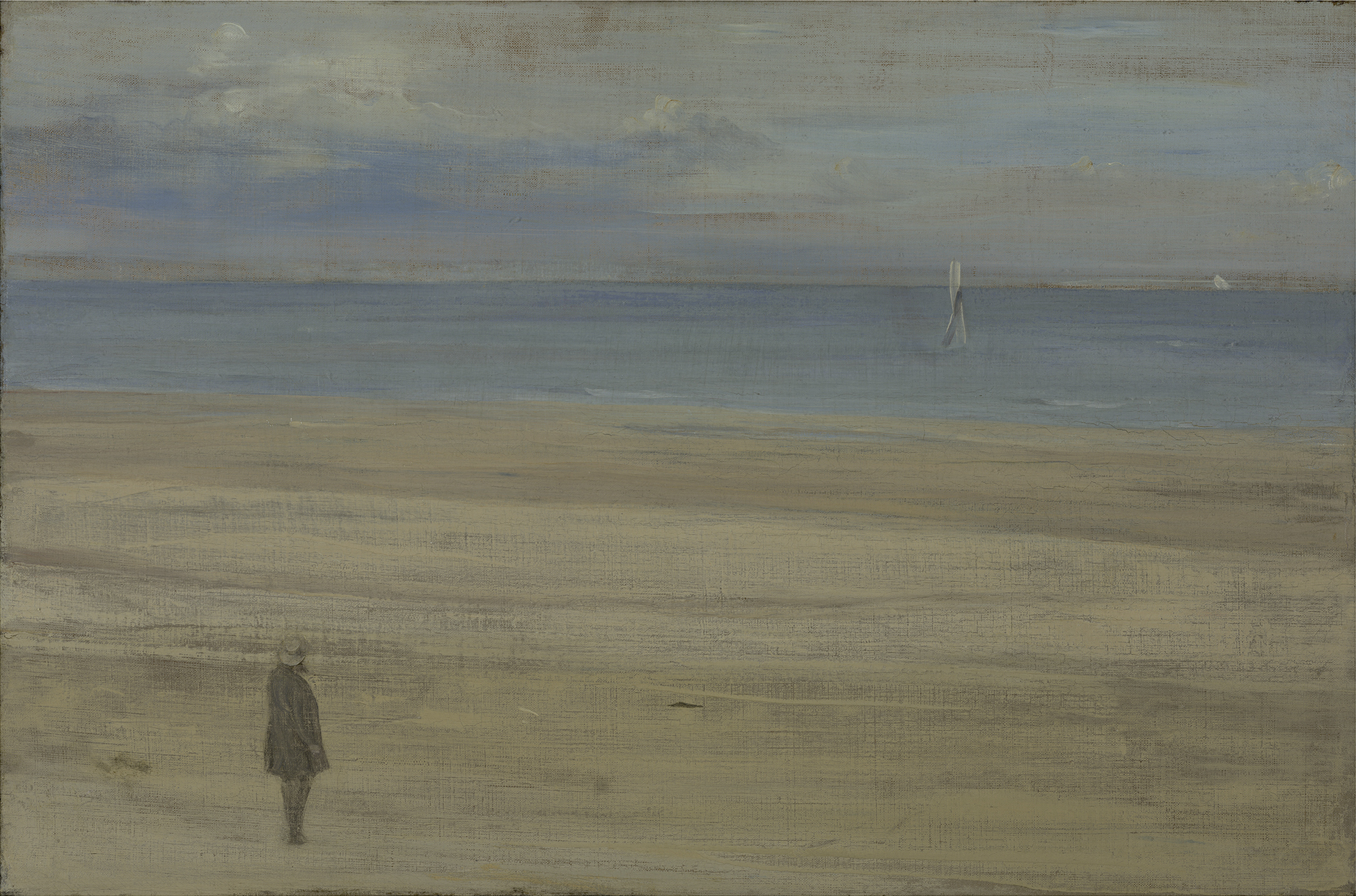
Джеймс Вістлер. «Гармонія в блакитному та срібному». 1865
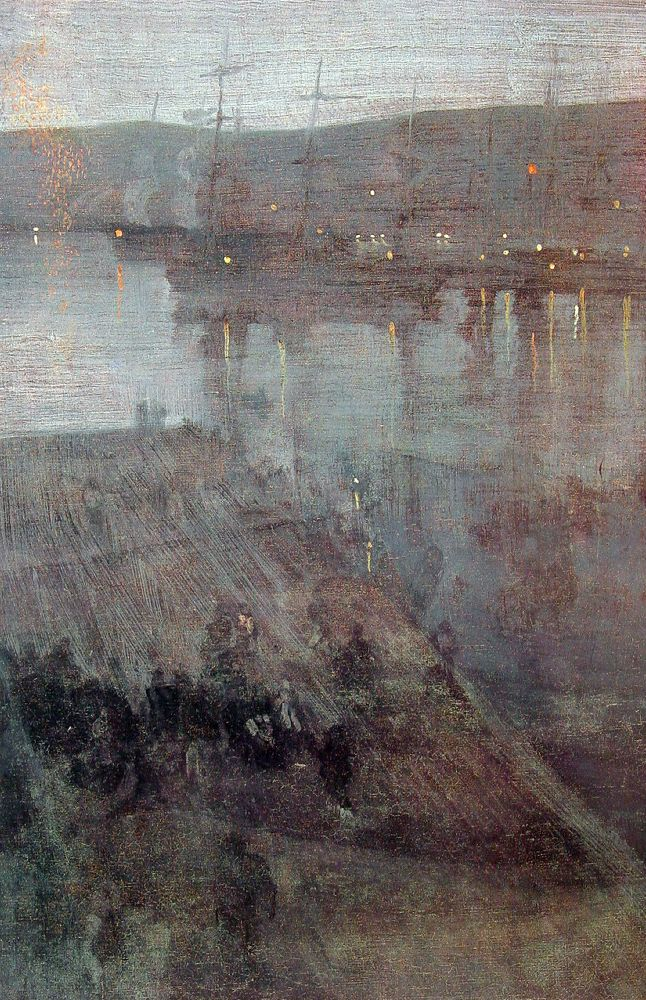
Джеймс Вістлер. «Ноктюрн в блакитному і золотому», 1866

## Пастелі митців Сполучених Штатів

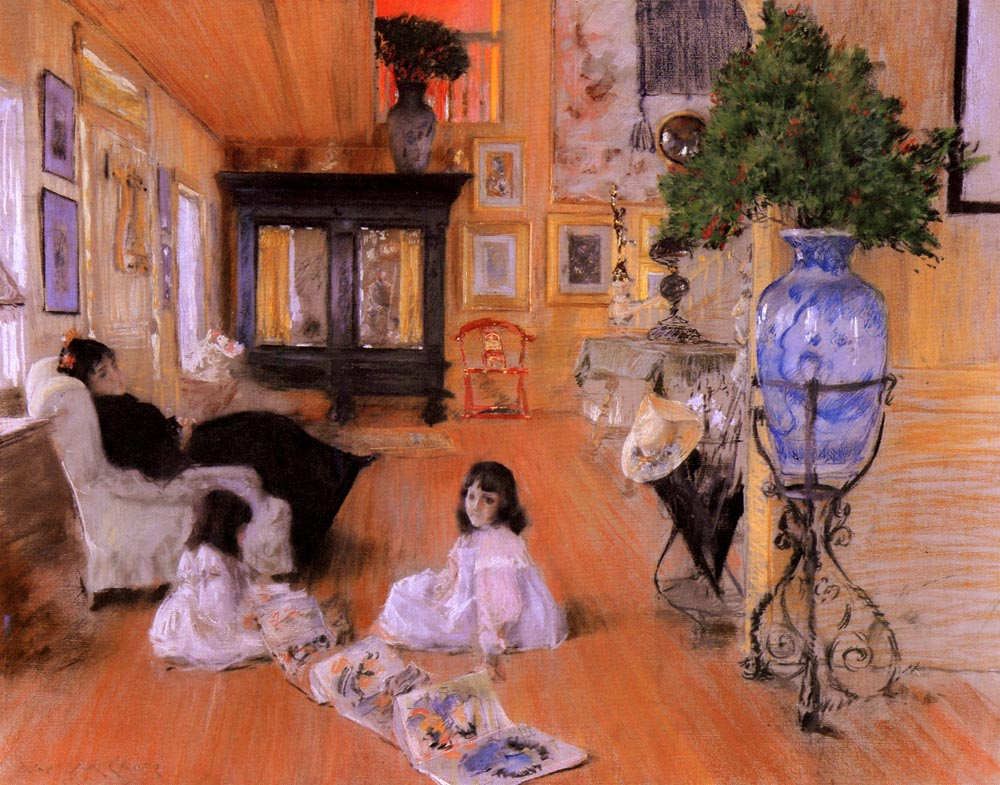
Вільям Мерріт Чейз. «Шайнкок, інтер'єр», 1893
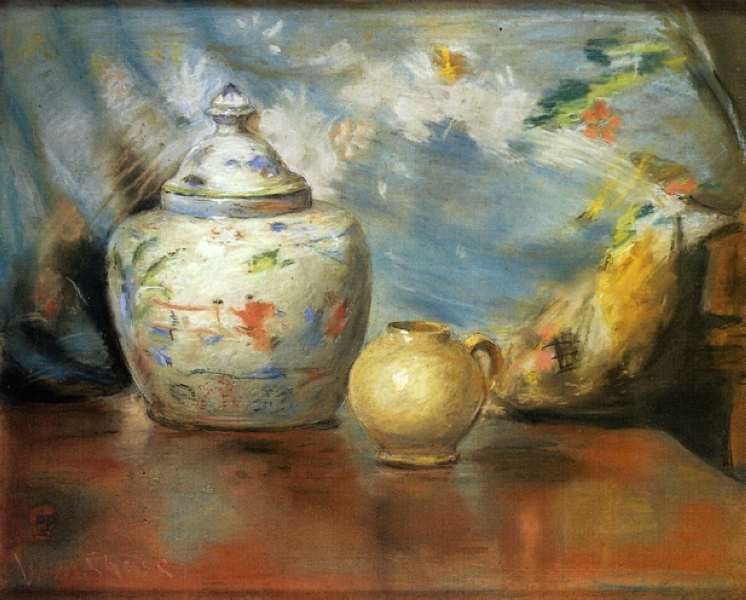
Вільям Мерріт Чейз. «Натюрморт з посудом», 1883
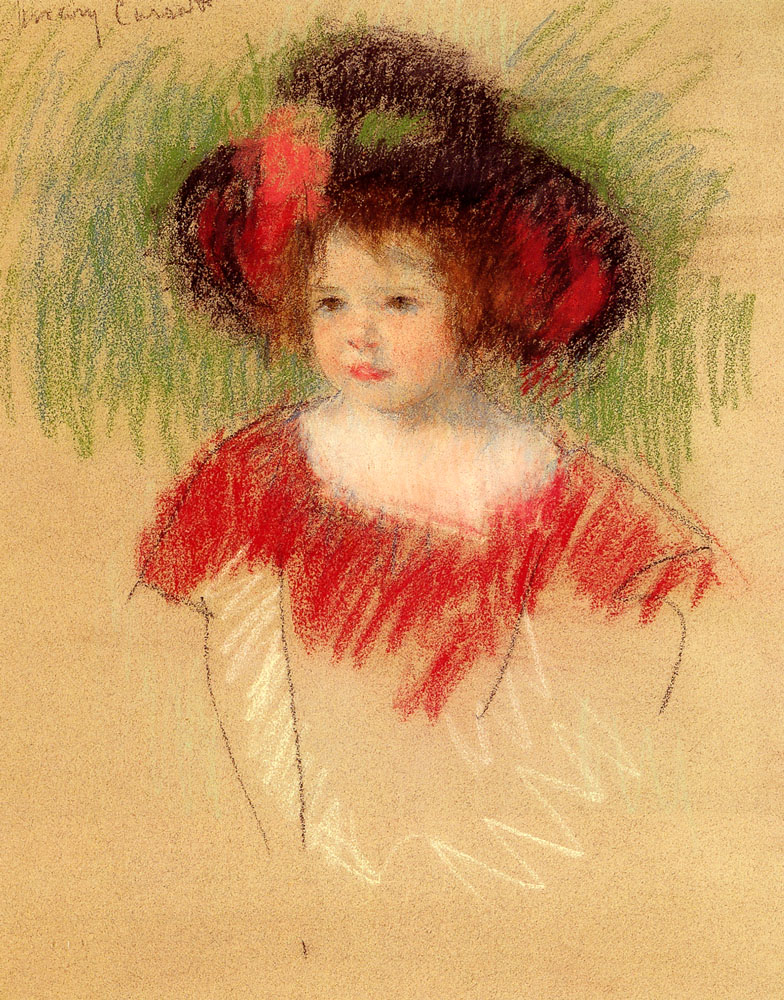
Мері Кассат. «Марго в червоному», без датування
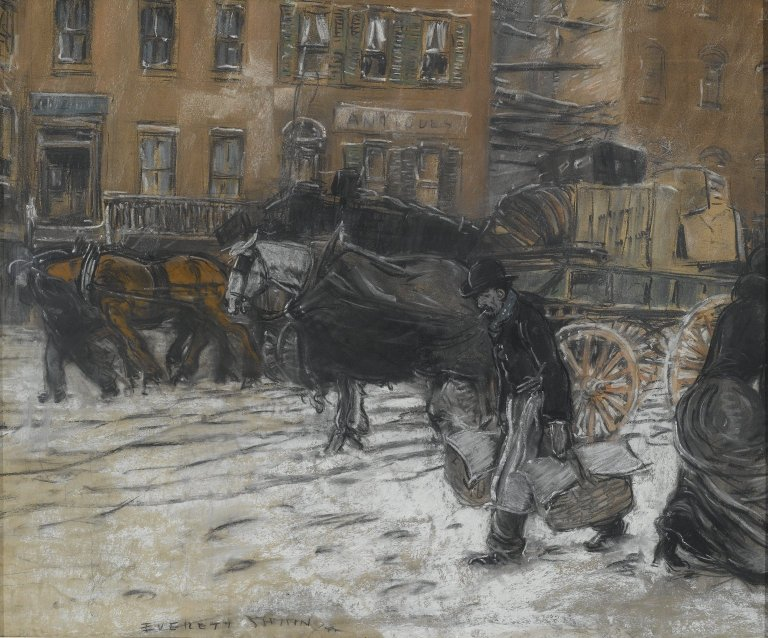
Еверет Шинн. «21-ша вулиця в Нью-Йорку взимку», бл. 1889, Бруклінський музей
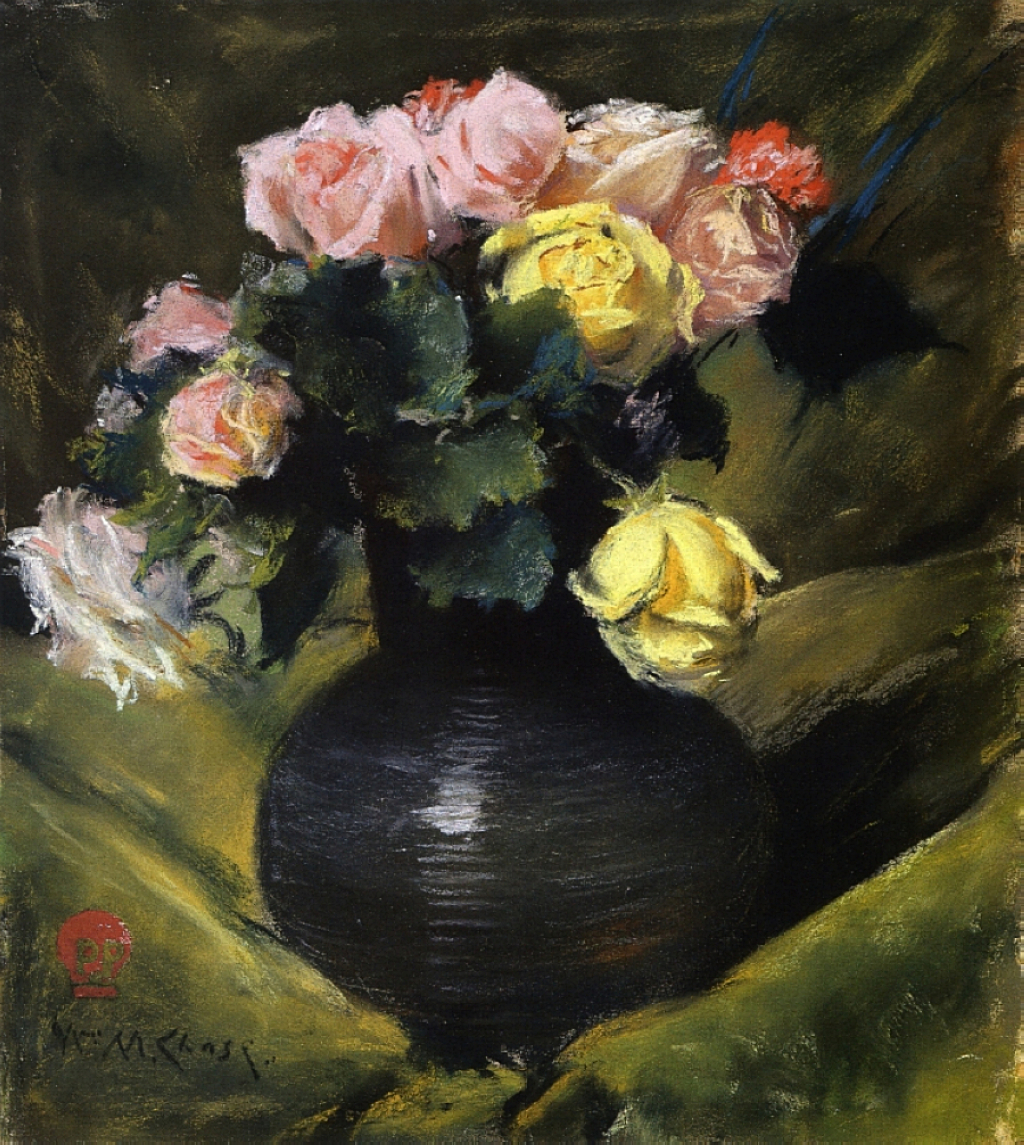
Вільям Мерріт Чейз. «Троянди в чорній вазі», до 1888
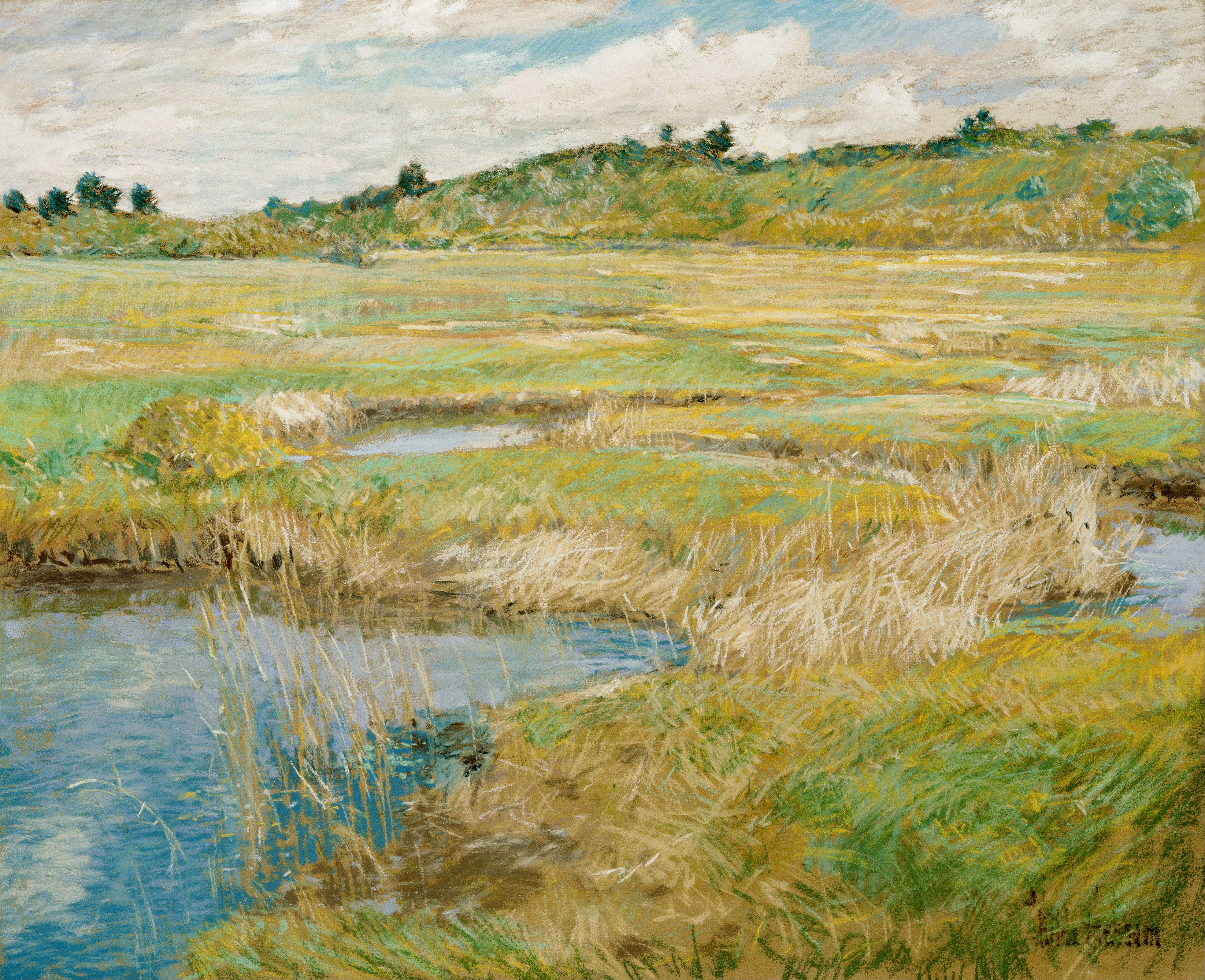
Чайлд Хассам. «Конкорд Мідуей», бл. 1891, Нельсон Аткінс музей
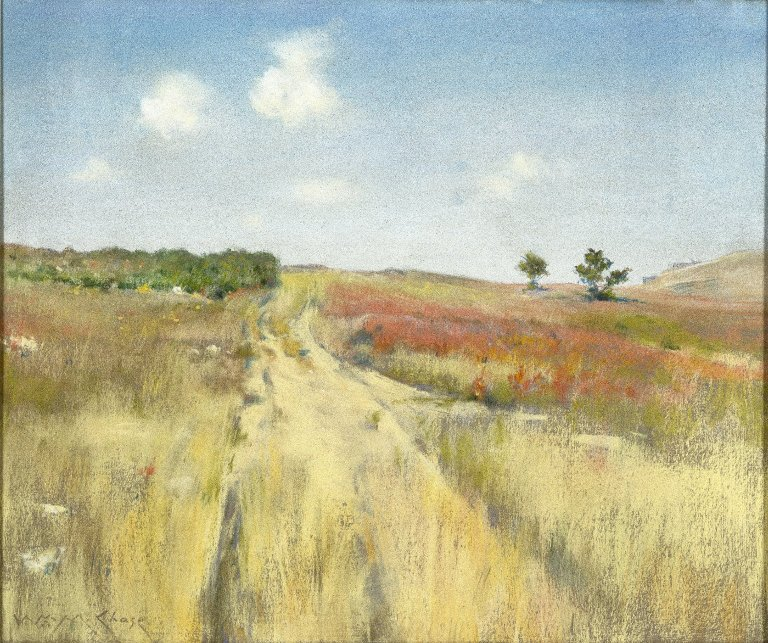
Вільям Мерріт Чейз. «Пагорби Шайнкок біля Нью-Йорку», бл. 1895, Бруклінський музей
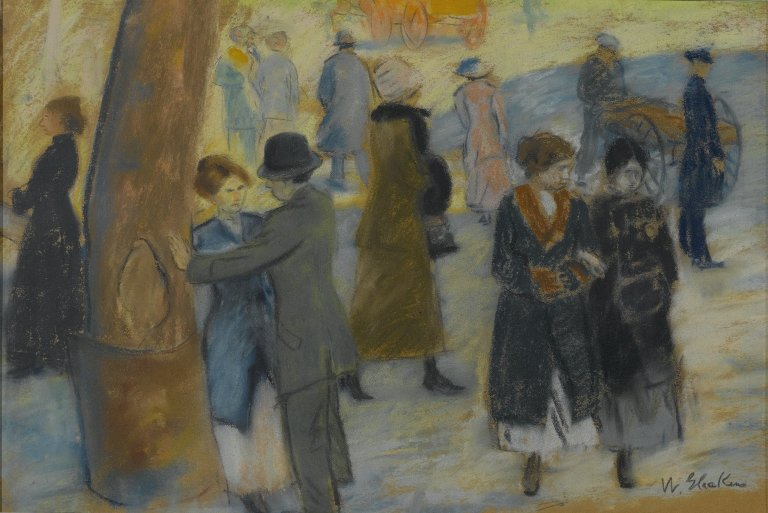
Вільям Глакенс. «Сцена в місті», бл. 1910, Бруклінський музей
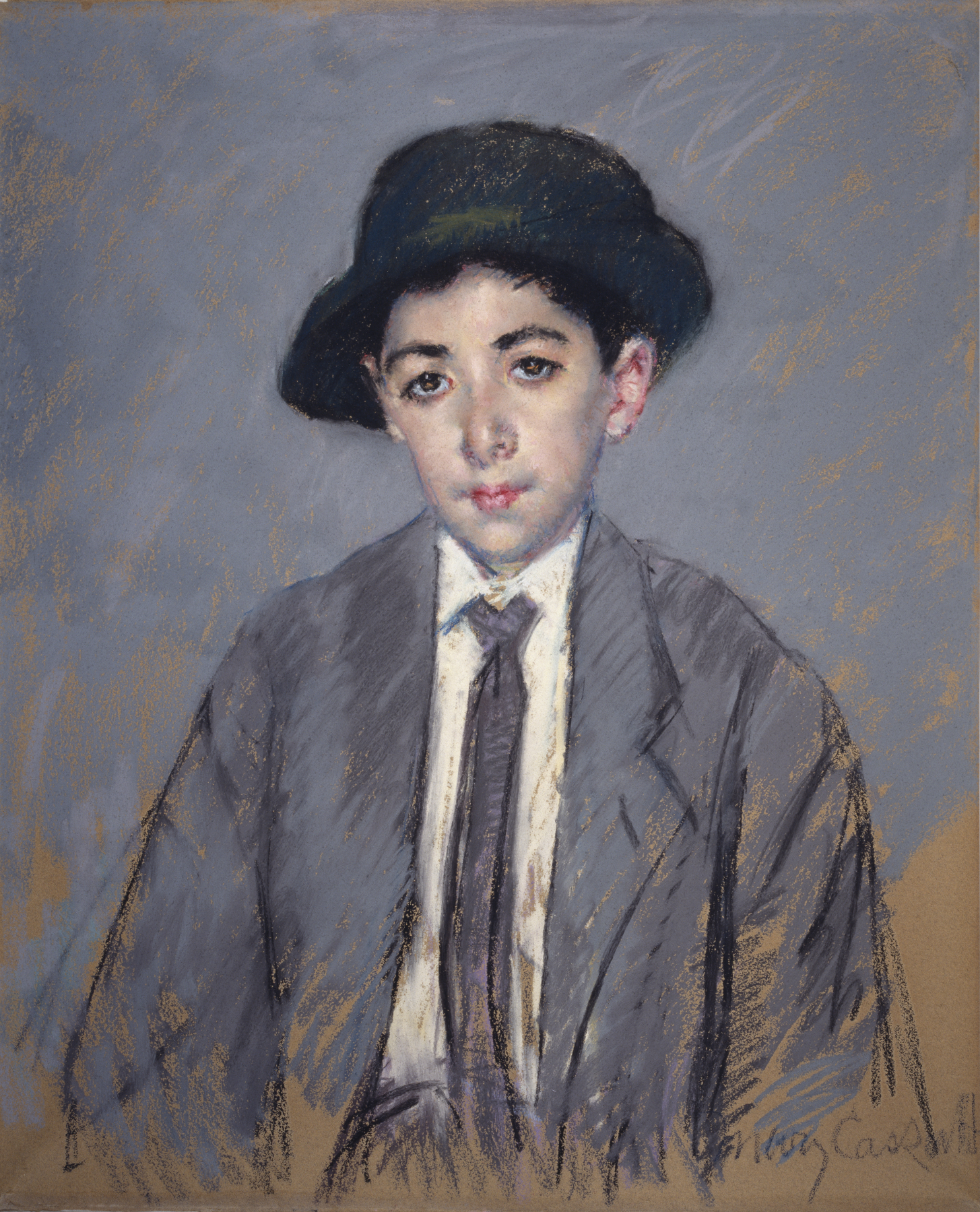
Мері Кассат. «Шарль Келикян у віці 12 років», 1910, Художній музей Волтерс

## Зразки релігійного живопису у збірках США
Протестантизм і різні його напрямки у США не культивували релігійного живопису. Окремим винятком були нечислені католицькі громади та французькі колоністи. До релігійних сюжетів у живопису звертались також художники, що працювали в Парижі, у Франції, що формально залишалась у межах католицького віросповідування. Але це були одинаки.
Картини на біблійні сюжети також почали купувати у період створення низки художніх музеїв у Сполучених Штатах та продавати на численних мистецьких аукціонах в 20 ст.

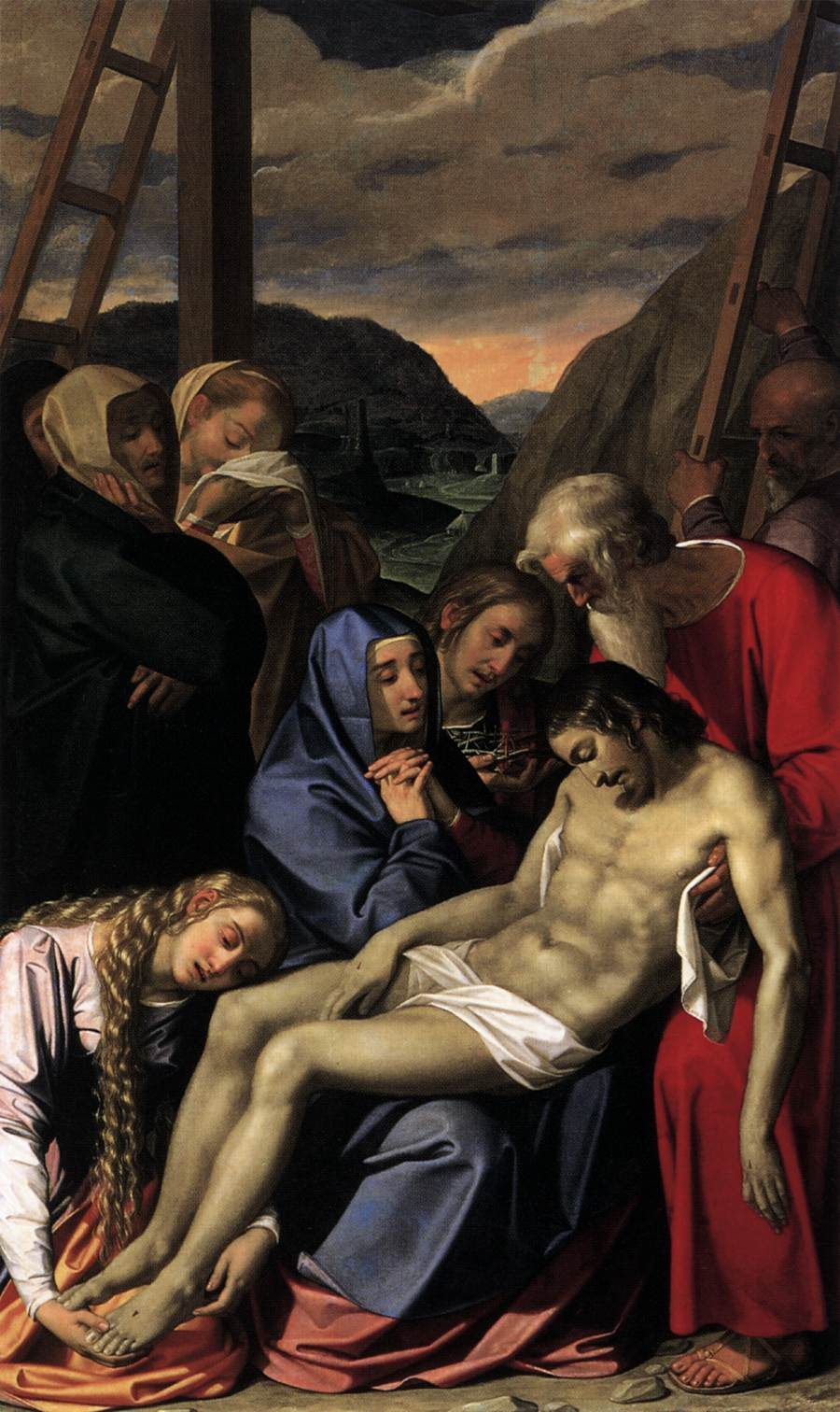
Шипіоне Пульцоне, «П'єта», 1591, Музей мистецтва Метрополітен, Нью-Йорк
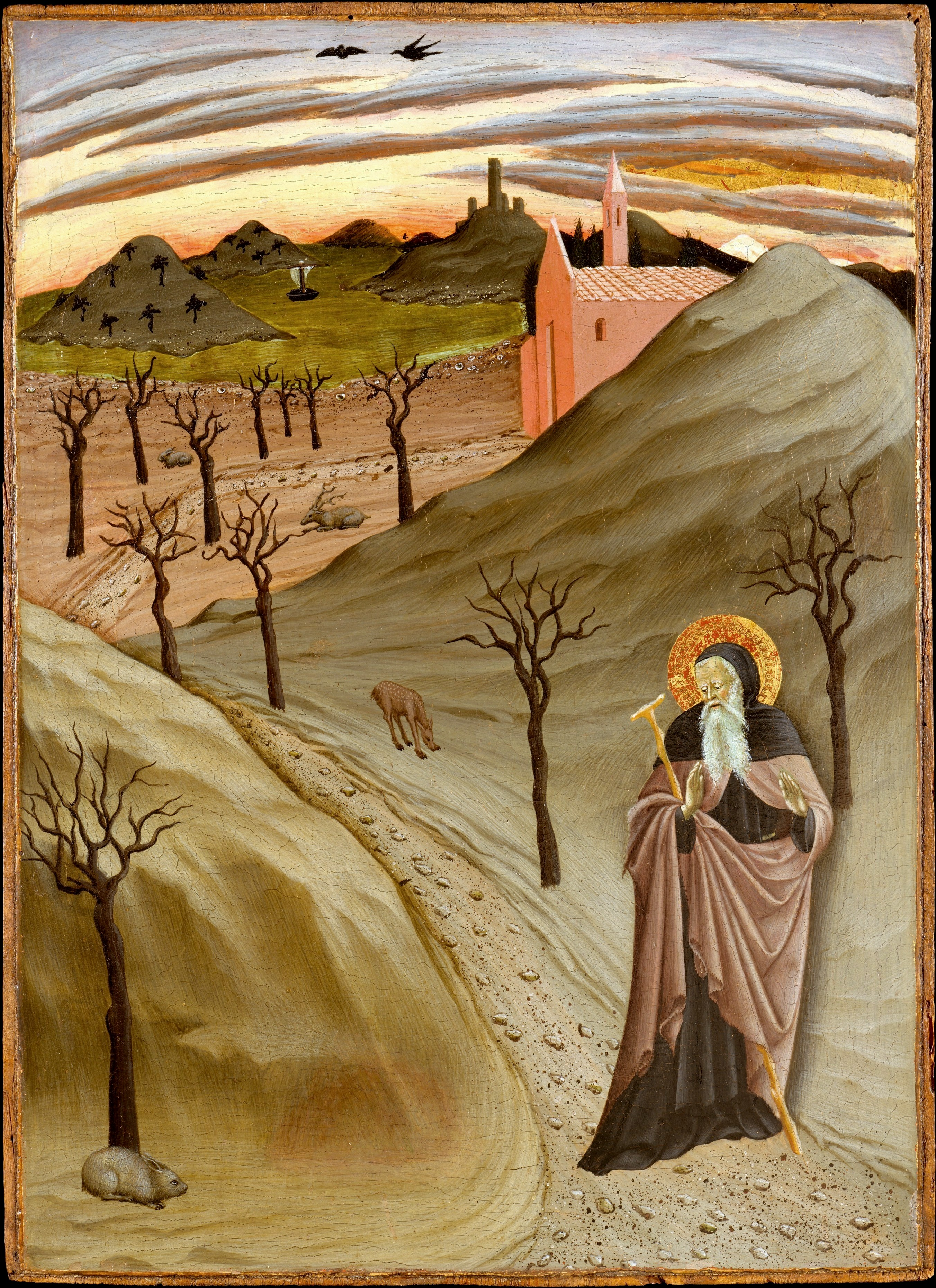
Маестро дель Оссерванца. «Диявол спокушає Антонія Абата видінням золота на дорозі», бл. 1435, Музей мистецтва Метрополітен, Нью-Йорк
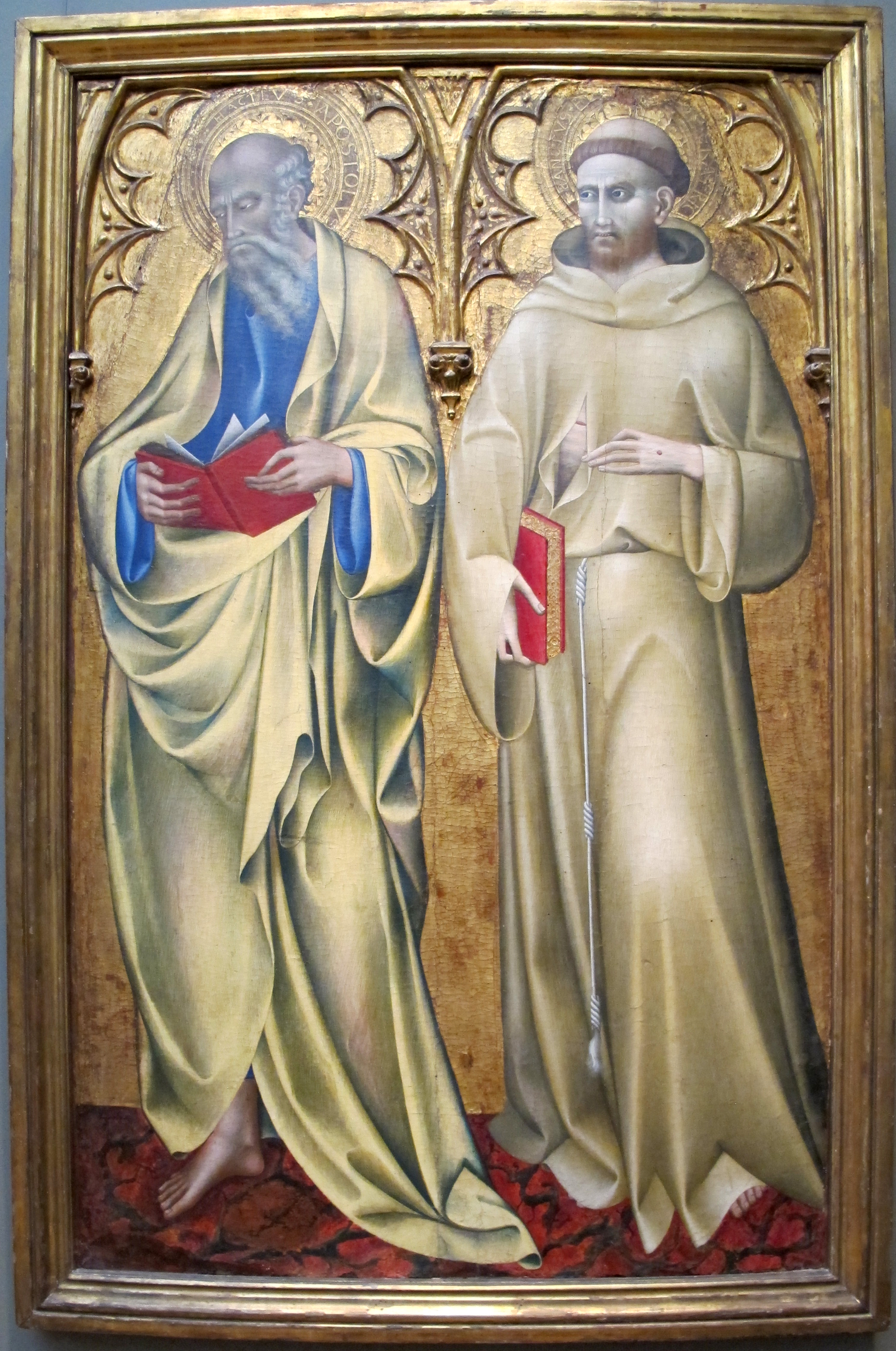
Джованні ді Паоло (1403-1482). «Євангеліст Матвій і Св. Франциск Ассізький», 1435, Музей мистецтва Метрополітен, Нью-Йорк
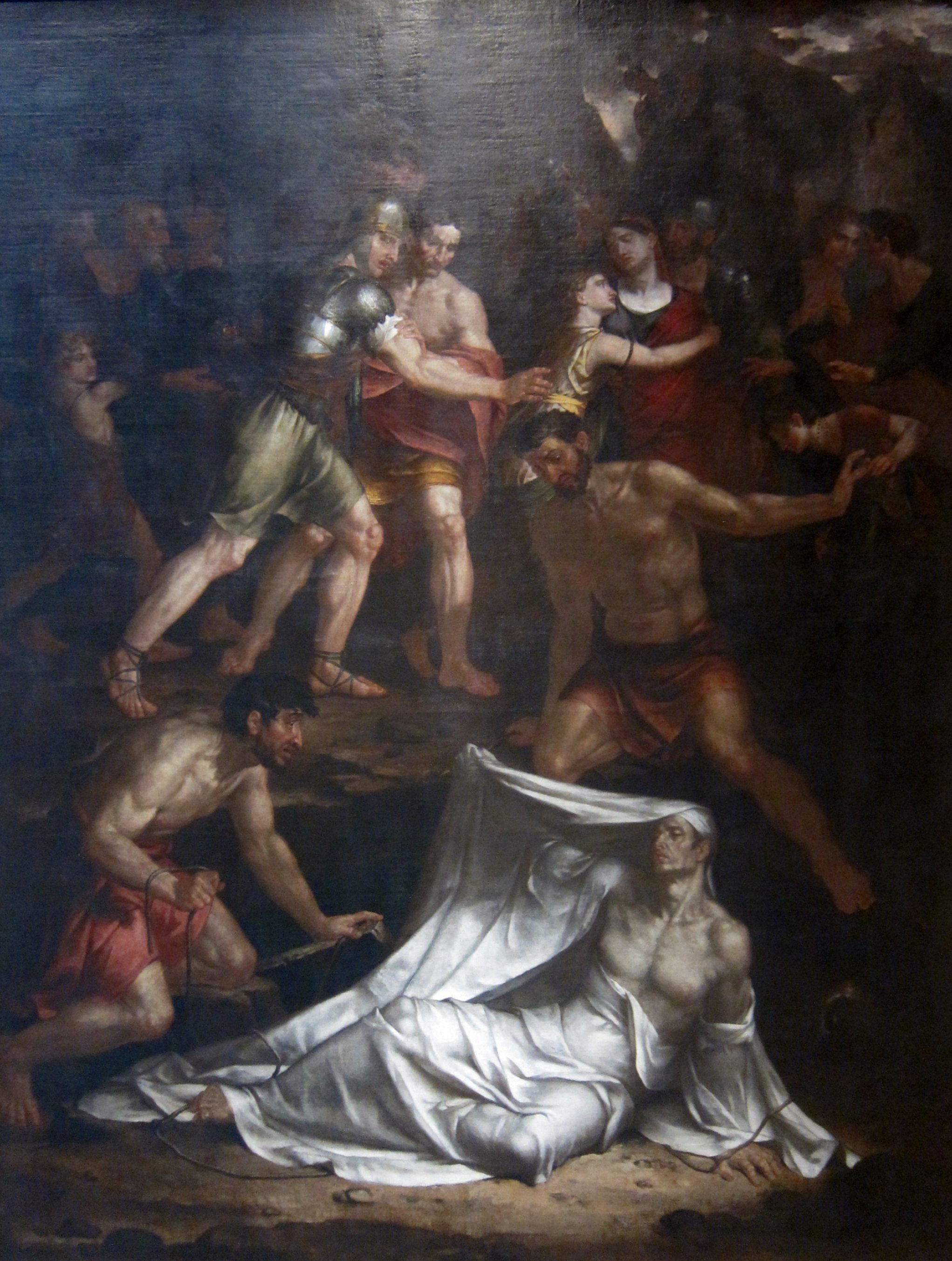
Худ. Вашингтон Олстон. «Повернення до життя померлого від дотику реліквії - кістки пророка Єлисея», 1813, академізм
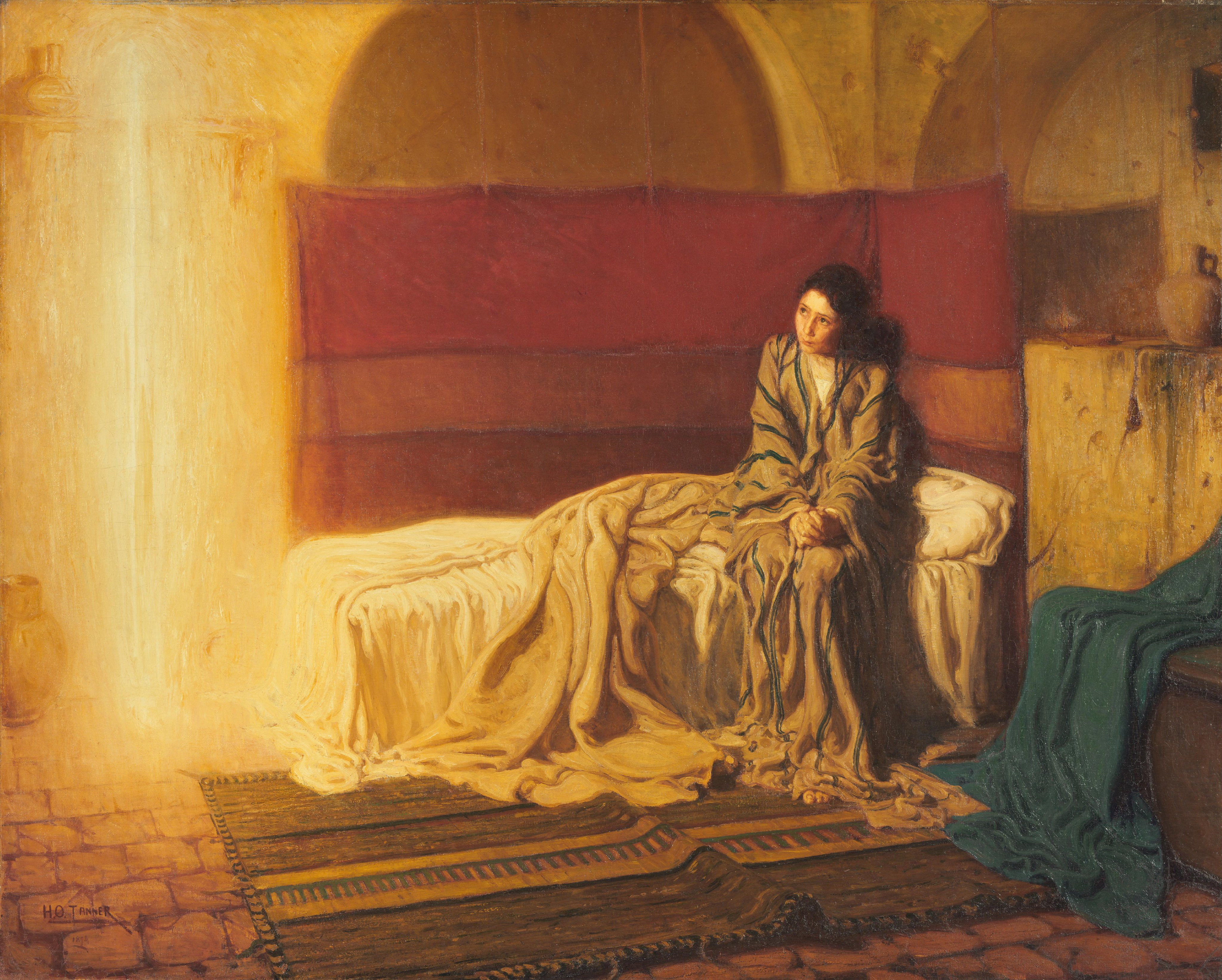
Генрі Оссава Таннер, «Благовіщення», 1898
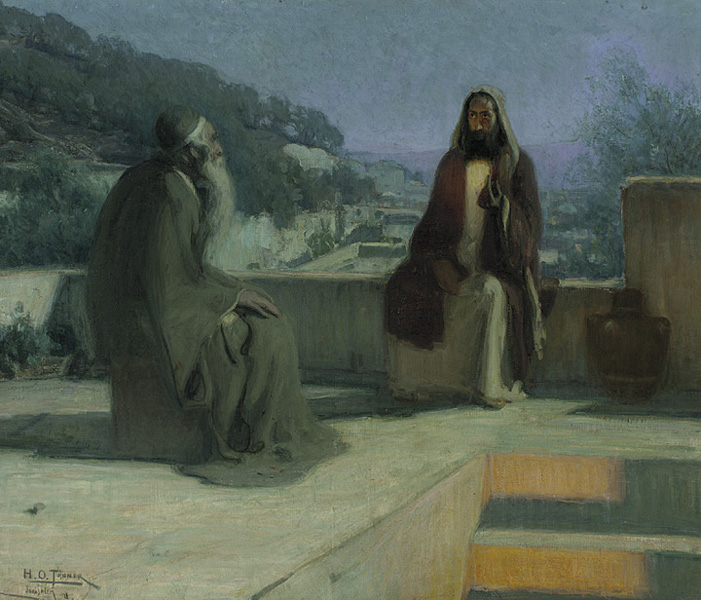
Генрі Оссава Таннер, «Христос і Нікодим», 1899, Пенсильванська академія образотворчих мистецтв

## Художники школи «Кошик для сміття»
Школа «Кошик для сміття» — з несподіваною назвою не була суто організованим товариством, не випускала демонстративного маніфесту чи теоретичної платформи, в роки праці не вбачала себе єдиним товариством і не була пов'язана єдиними смаками чи кар'єрою. Художники помітно розрізнялись політичними уподобаннями: одні були аполітичні, інші — завзято цікавились політикою і намагались в неї втручатись. Частка зустрілась в Академії красних мистецтв в місті Філадельфія, де працював відомий в Сполучених Штатах художник Томас Аншуц, представник реалізму. Інші працювали ілюстраторами в редакціях газет у місті Філадельфія. Ні походження, ні виховання учасників напрямку не сприяли залученню їх до стилю академізм з його помертвілими на той час формулами композицій та античними сюжетами.
Сутність пошуків і сюжетів школи практично сформував Роберт Генрі, котрий оголосив про створення «мистецтва як журналістики (чи навіть репортерства), бажав бачити фарби реальні як вуличний бруд, як гній після коней чи лід в калюжах на Бродвеї». Він закликав до цієї платформи молодих учнів і приятелів і вважав, що побут і діяльність бідноти, пролетаріату і середнього класу варті відтворення в живопису і нічим не образять добропорядність чи шляхетність смаків сучасників.

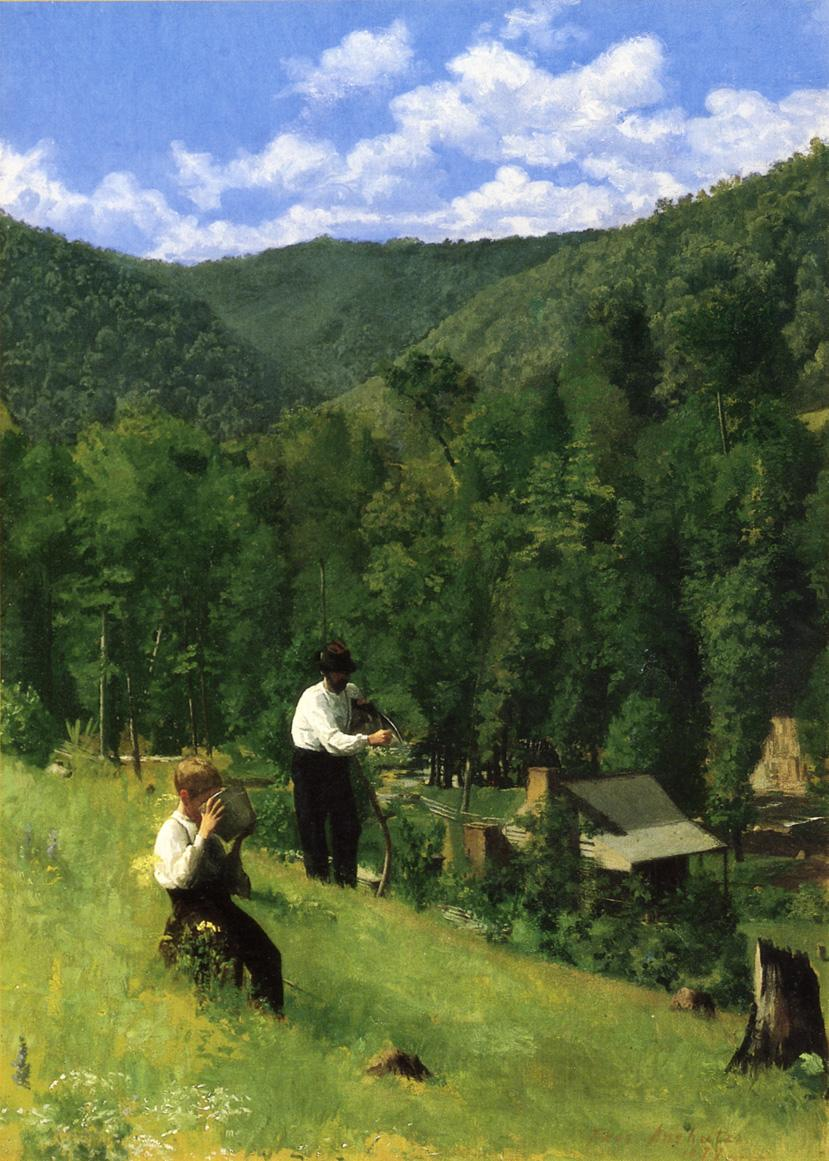
Томас Поллок Аншуц. «Фермер та його син на косовиці», 1879
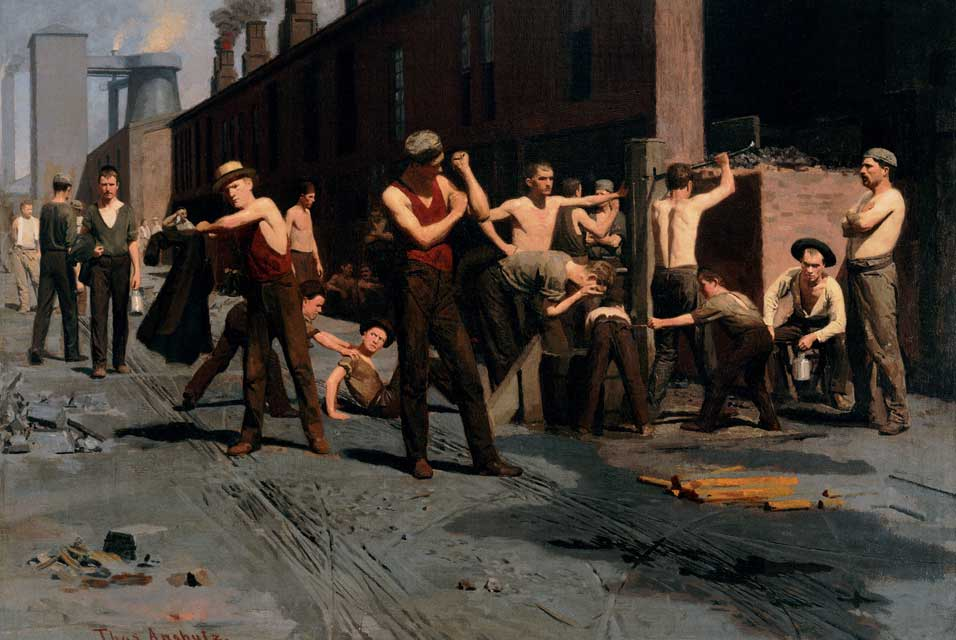
Томас Поллок Аншуц. «Кузня опівдні». 1880
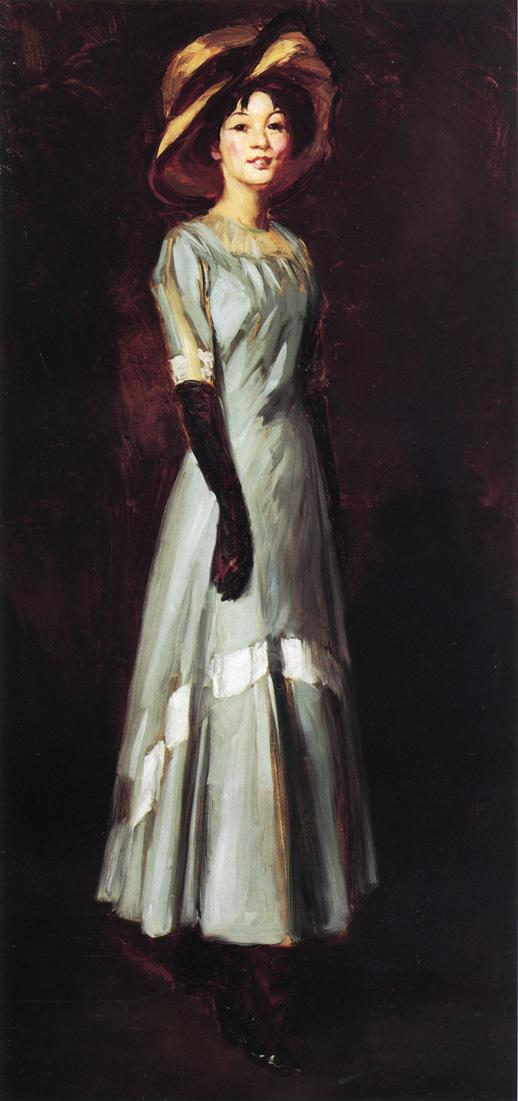
Роберт Генрі. «Місс Каі Вакі», 1902
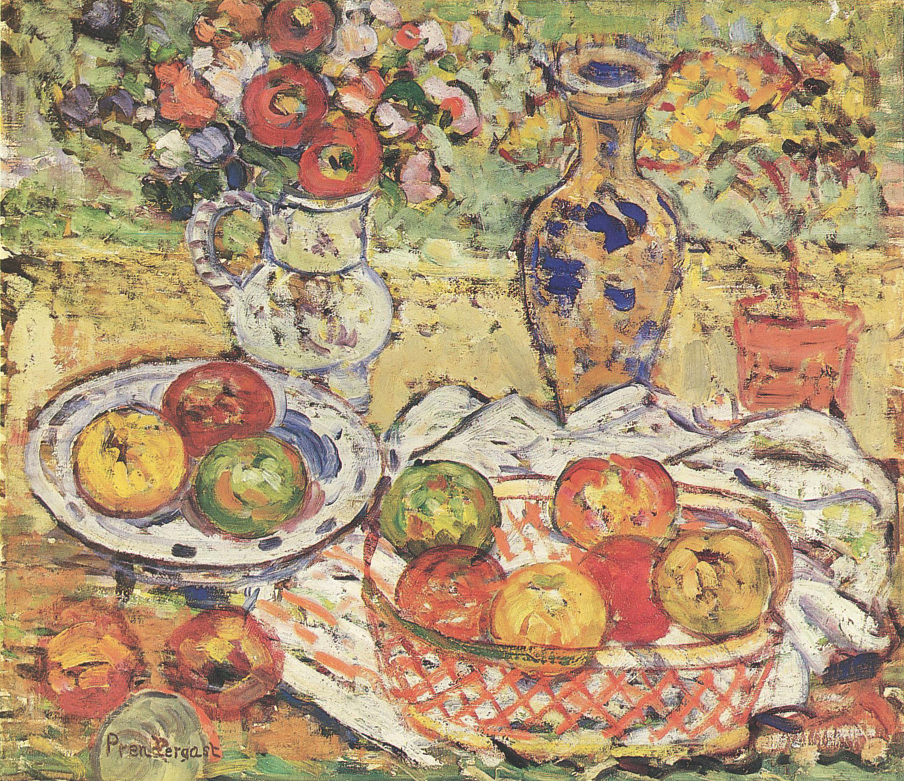
Моріс Прендергаст. «Натюрморт з яблуками і квітами», 1913-1915
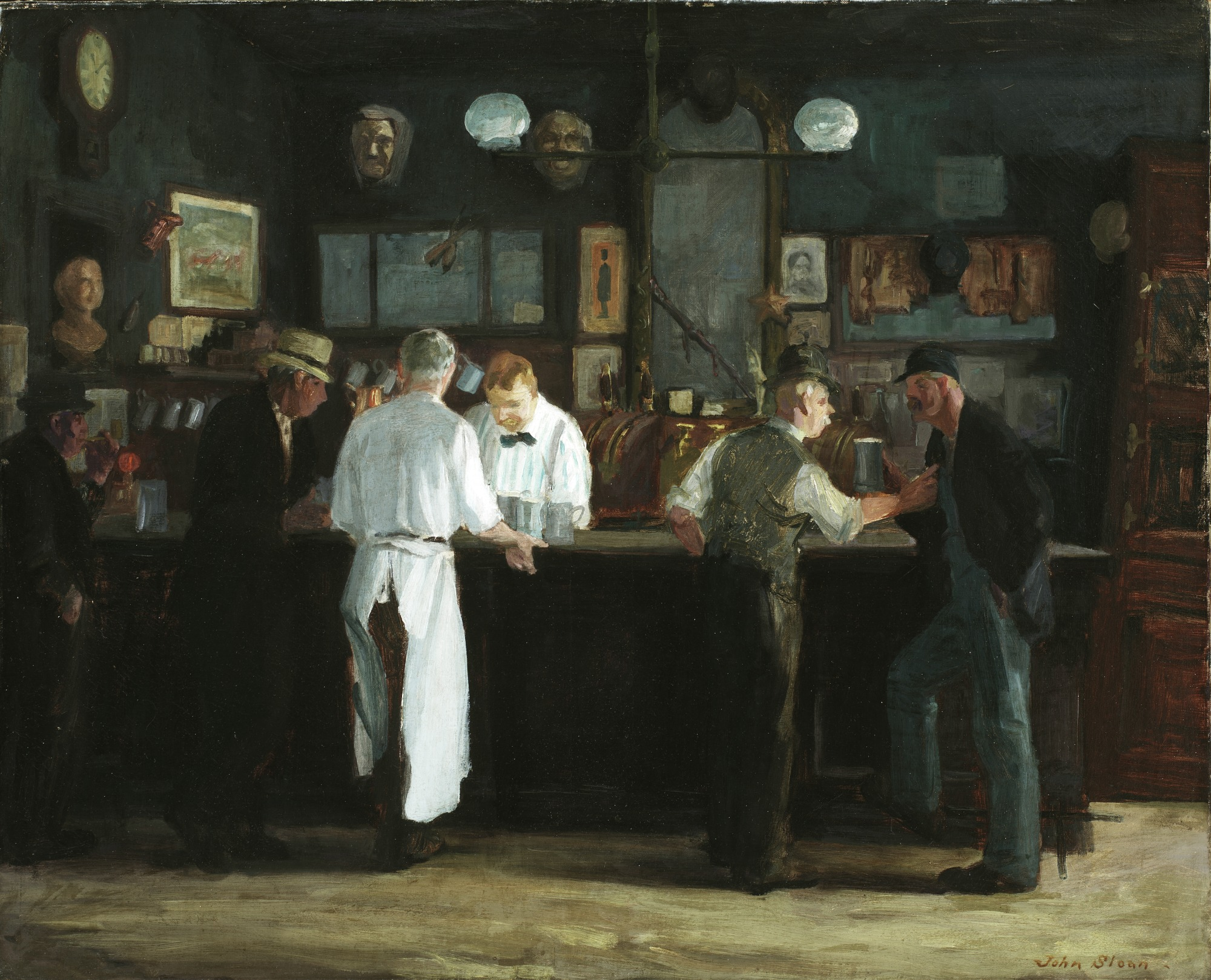
Джон Слоан, «Бар Максорлі», 1912, Інститут мистецтв Детройта
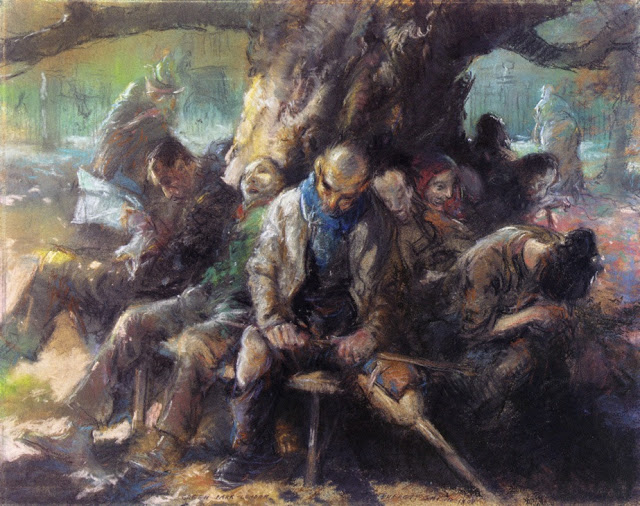
Еверет Шинн, «Грін парк в Лондоні», 1908
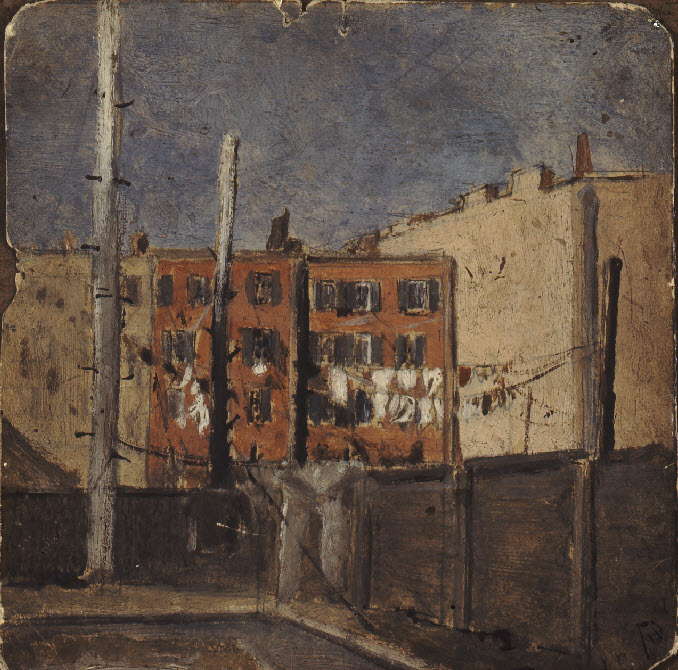
Жером Мейєрс. «Задній двір», 1887
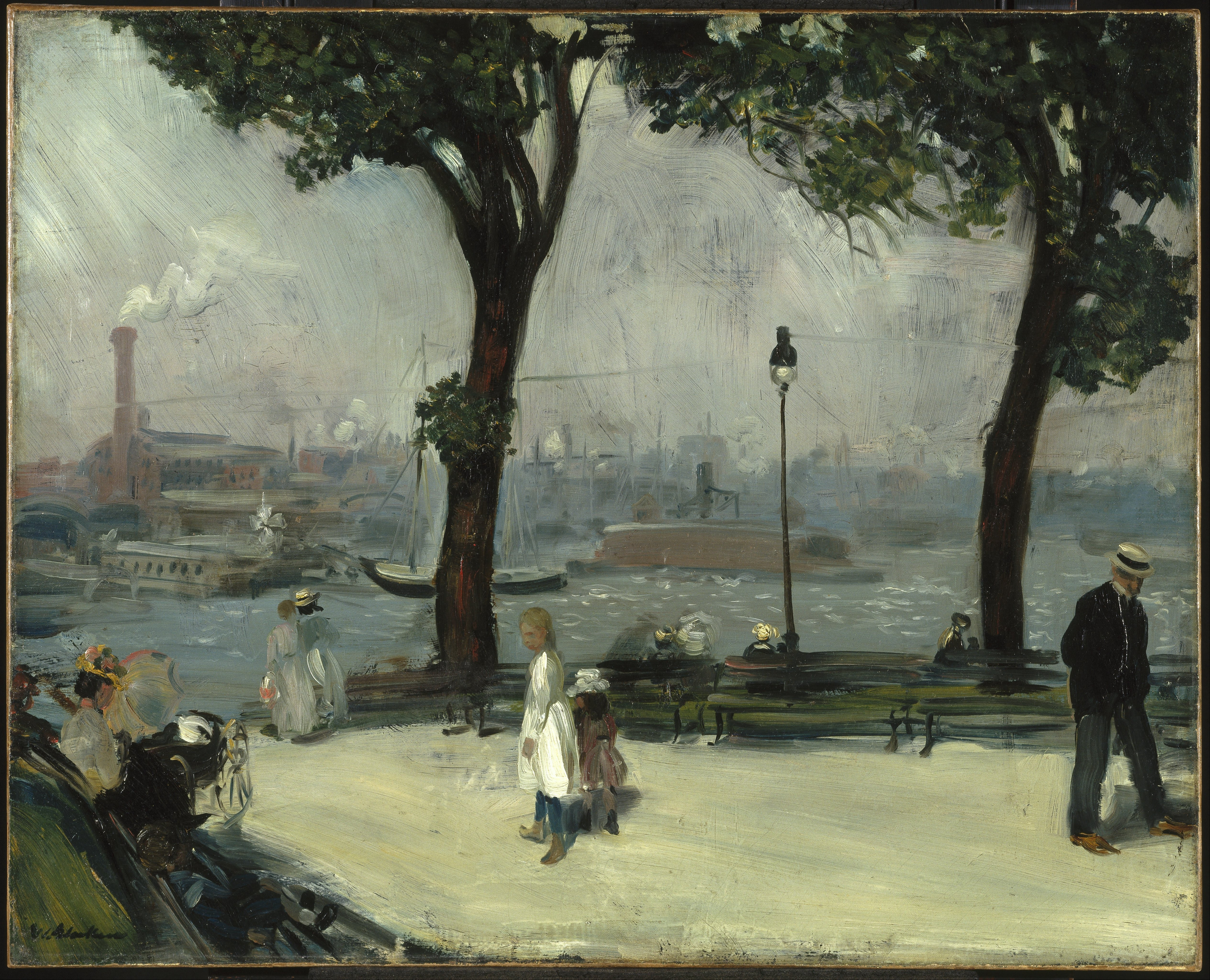
Вільям Глакенс. «Іст Рівер парк», 1902, Бруклінський музей.
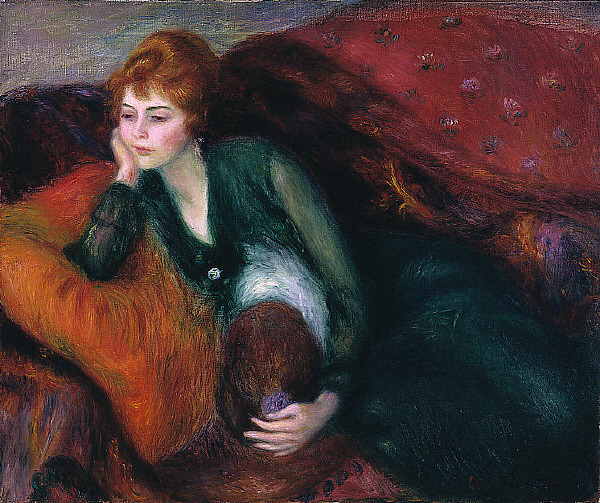
Вільям Глакенс. «Молода жінка в зеленому», 1915, Художній музей Сент Луїс
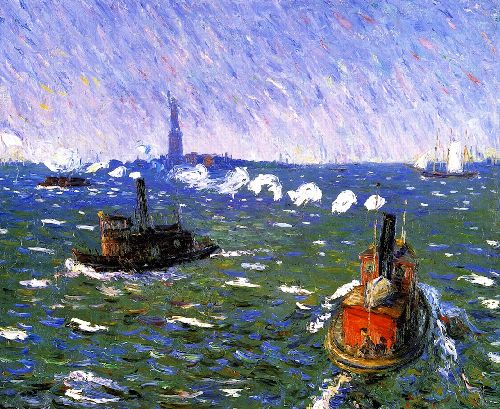
Вільям Глакенс. «Буксири в затоці Нью-Йорку», 1910
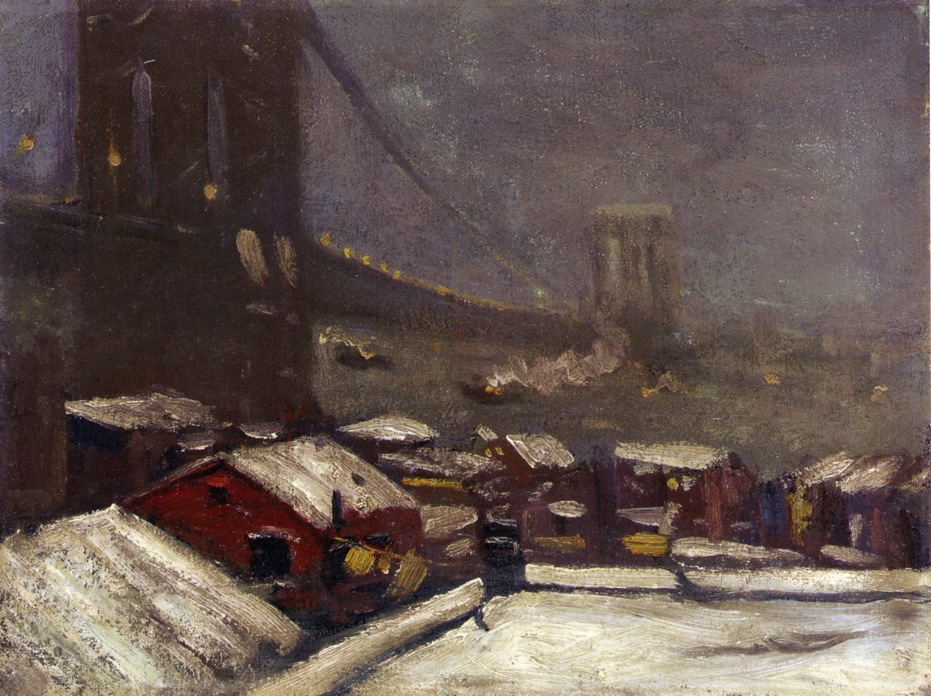
Джордж Бенджамін Лукз. «Бруклінський міст», 1916
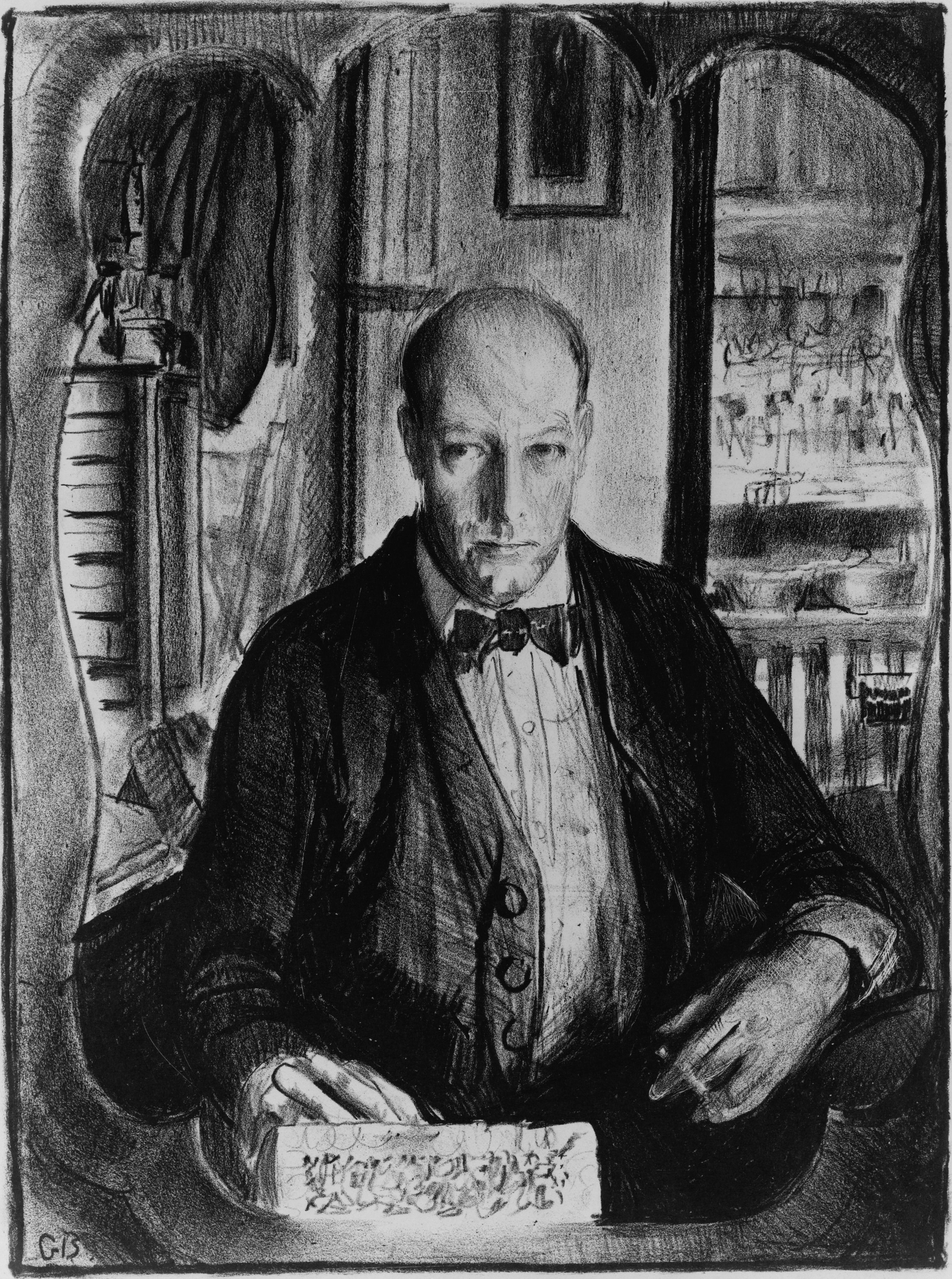
Джордж Беллоуз. «Автопортрет», 1921, літографія
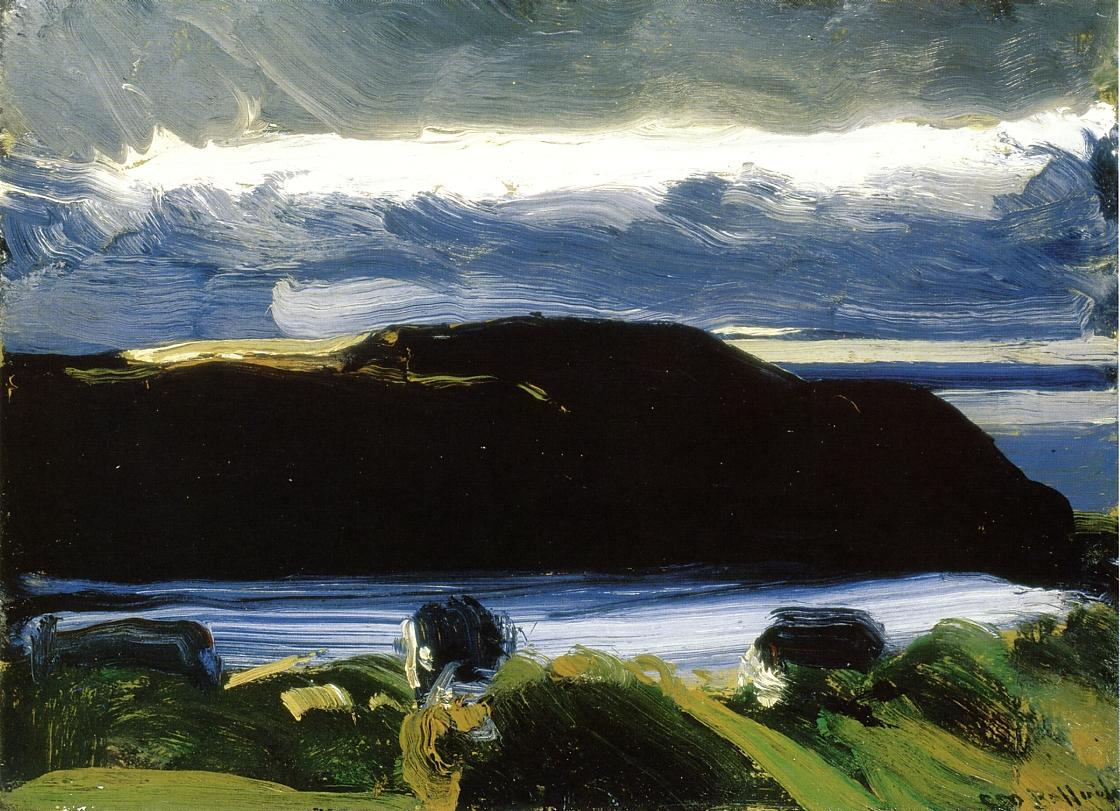
Джордж Беллоуз. «Похмуре небо. Острів Монхеган», 1916
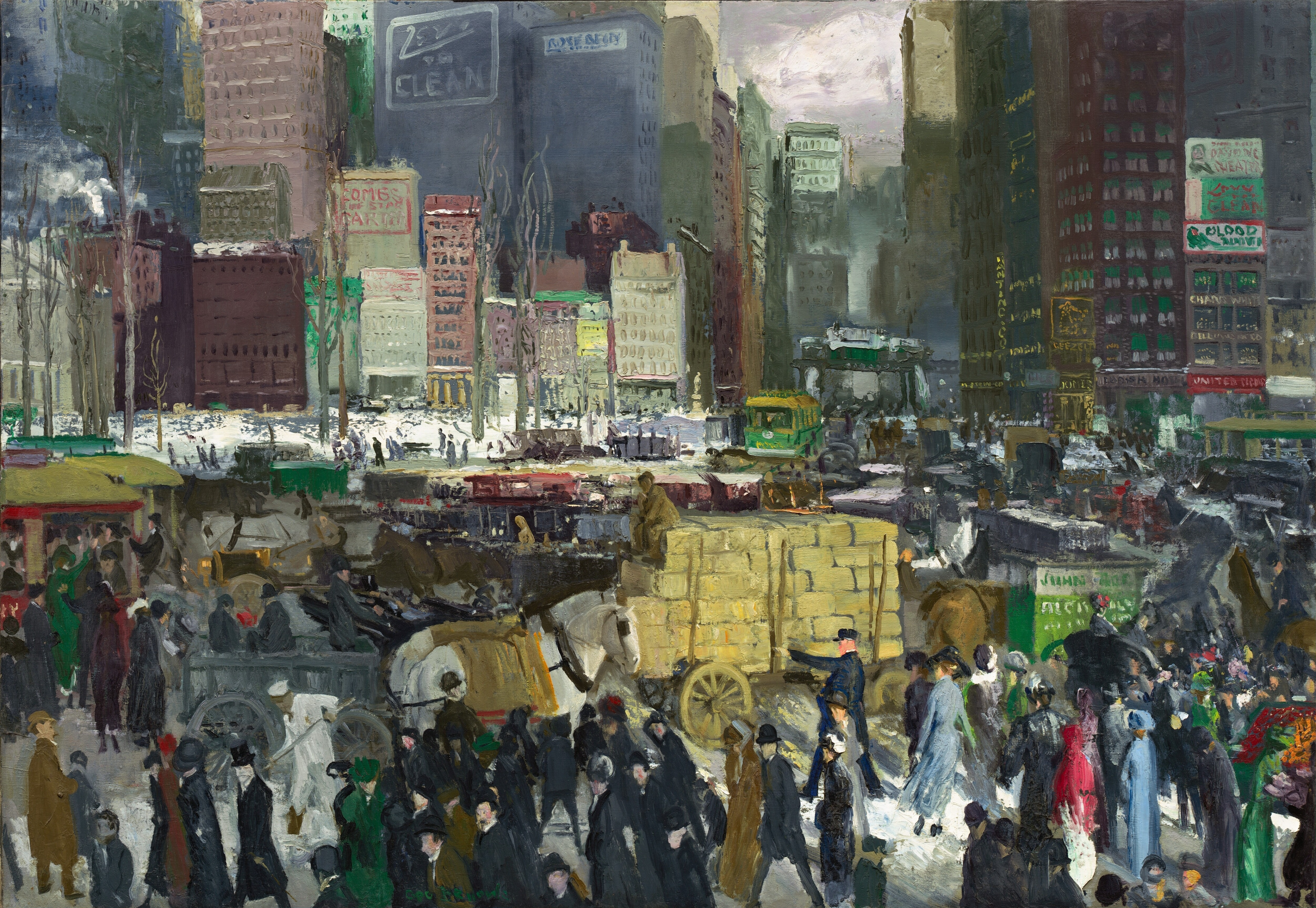
Джордж Беллоуз. «Нью-Йорк», 1911
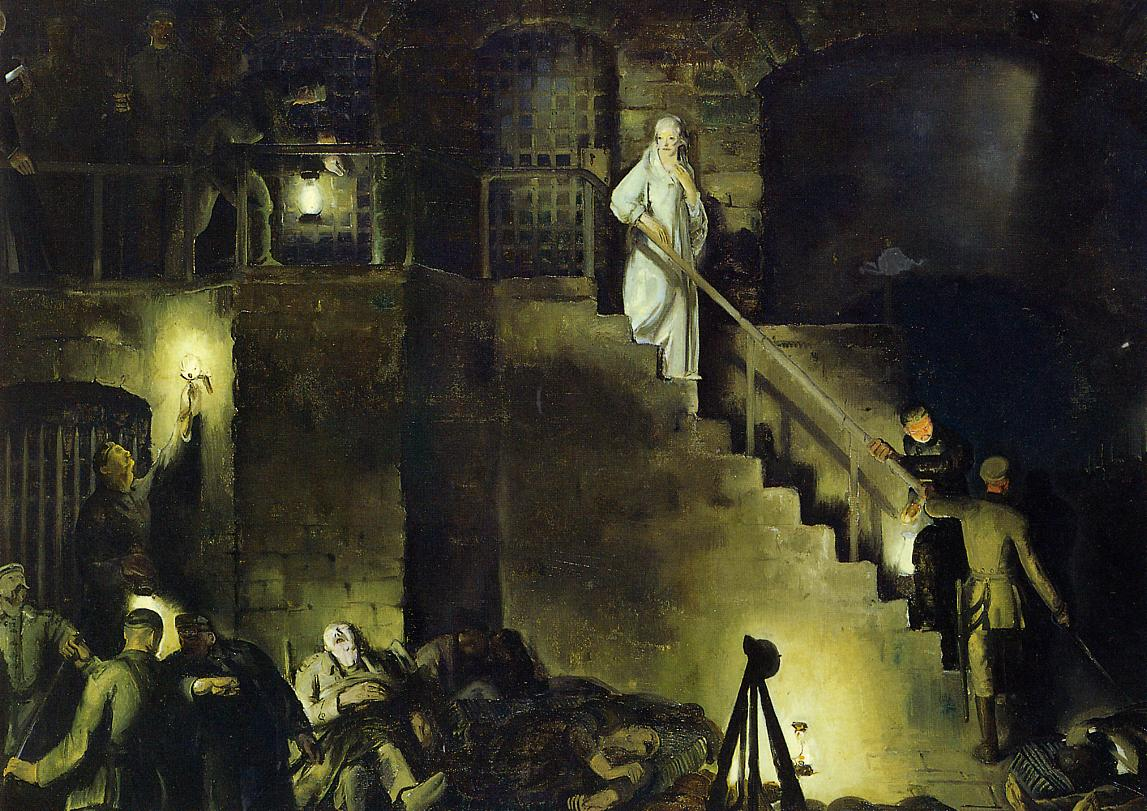
Джордж Беллоуз. Поміч медсестри Едіт Кавелл, 1918
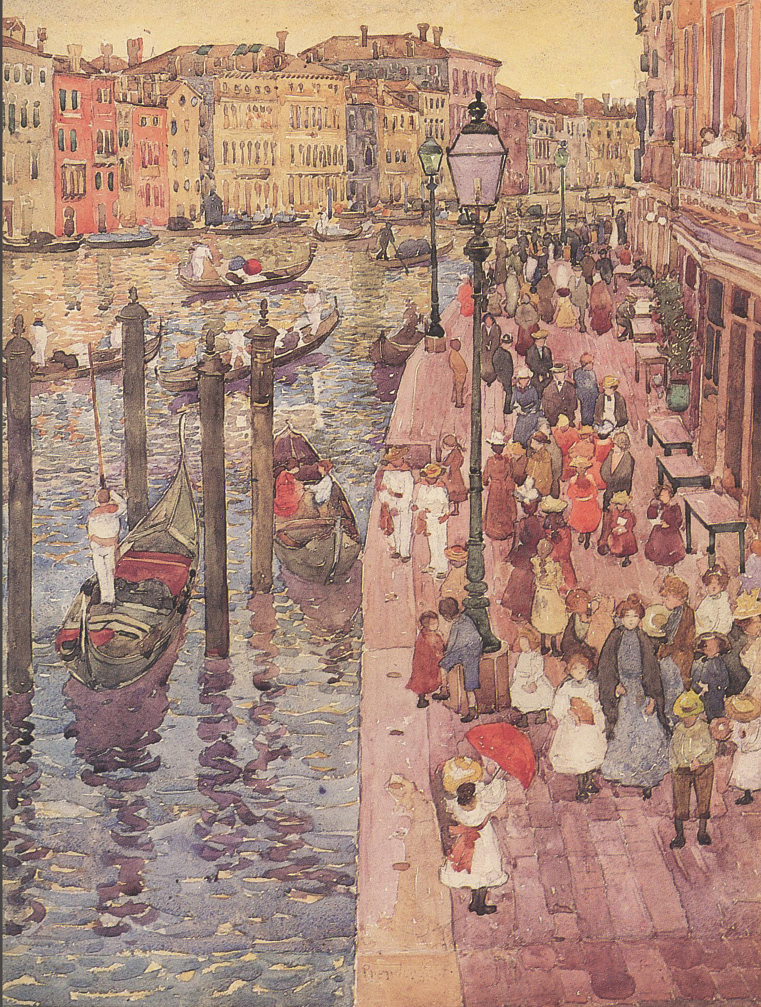
Моріс Прендергаст. «Гранд канал. Венеція», 1889
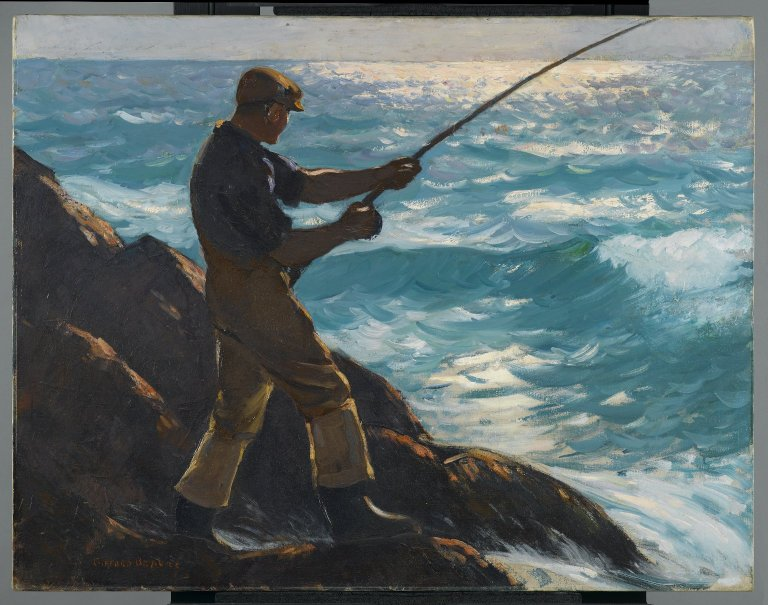
Джифорд Бел. «Рибалка». 1922, Бруклінський музей.
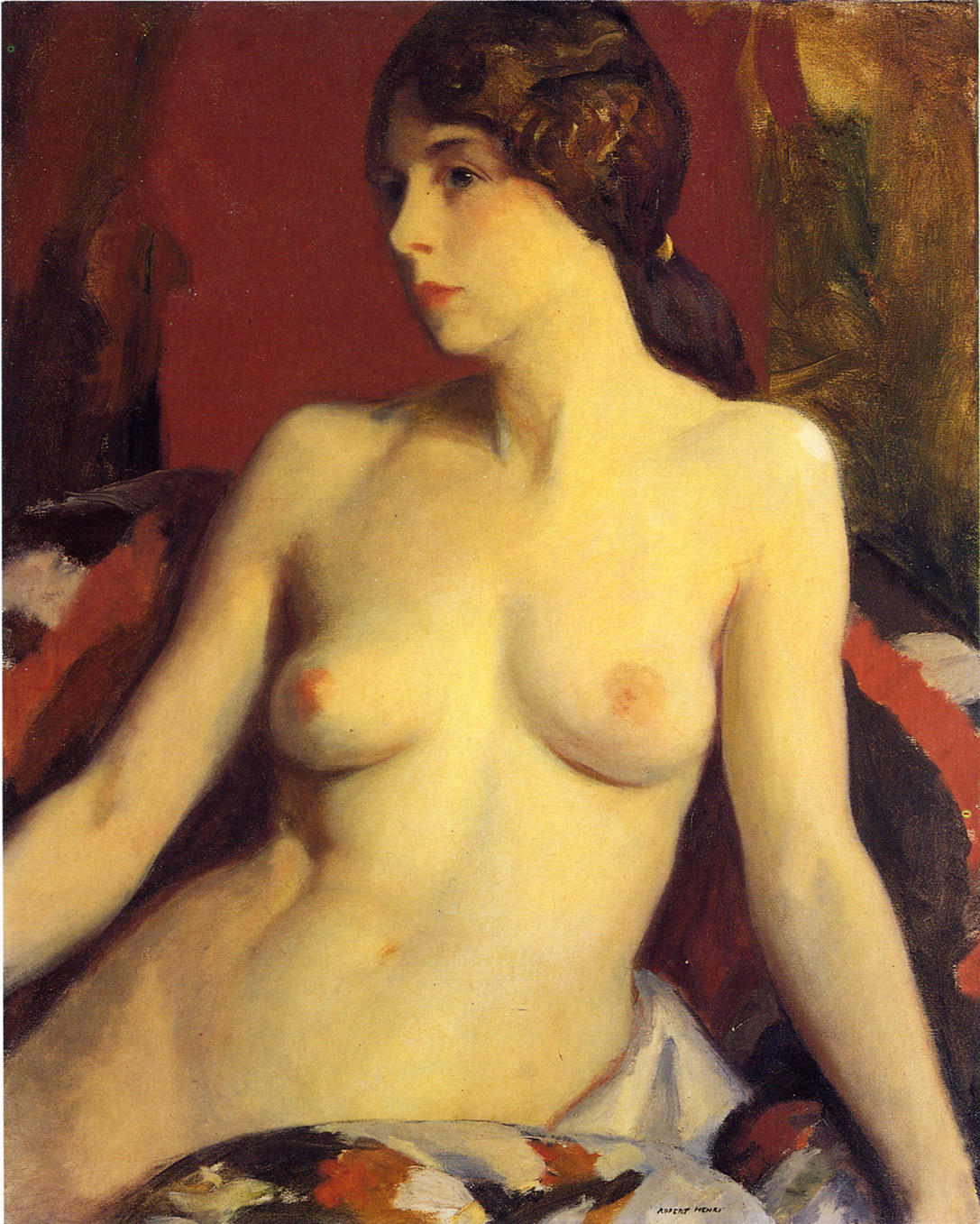
Роберт Генрі. «Ню. Мата Моана». 1920

## Натюрморти

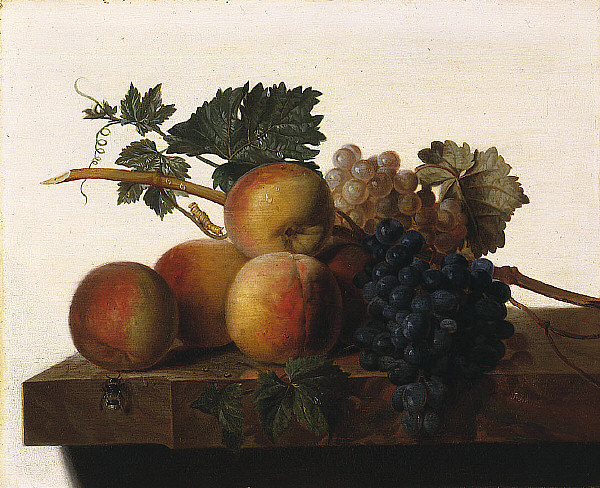
Джон Джонстон. «Натюрморт з фруктами», 1810
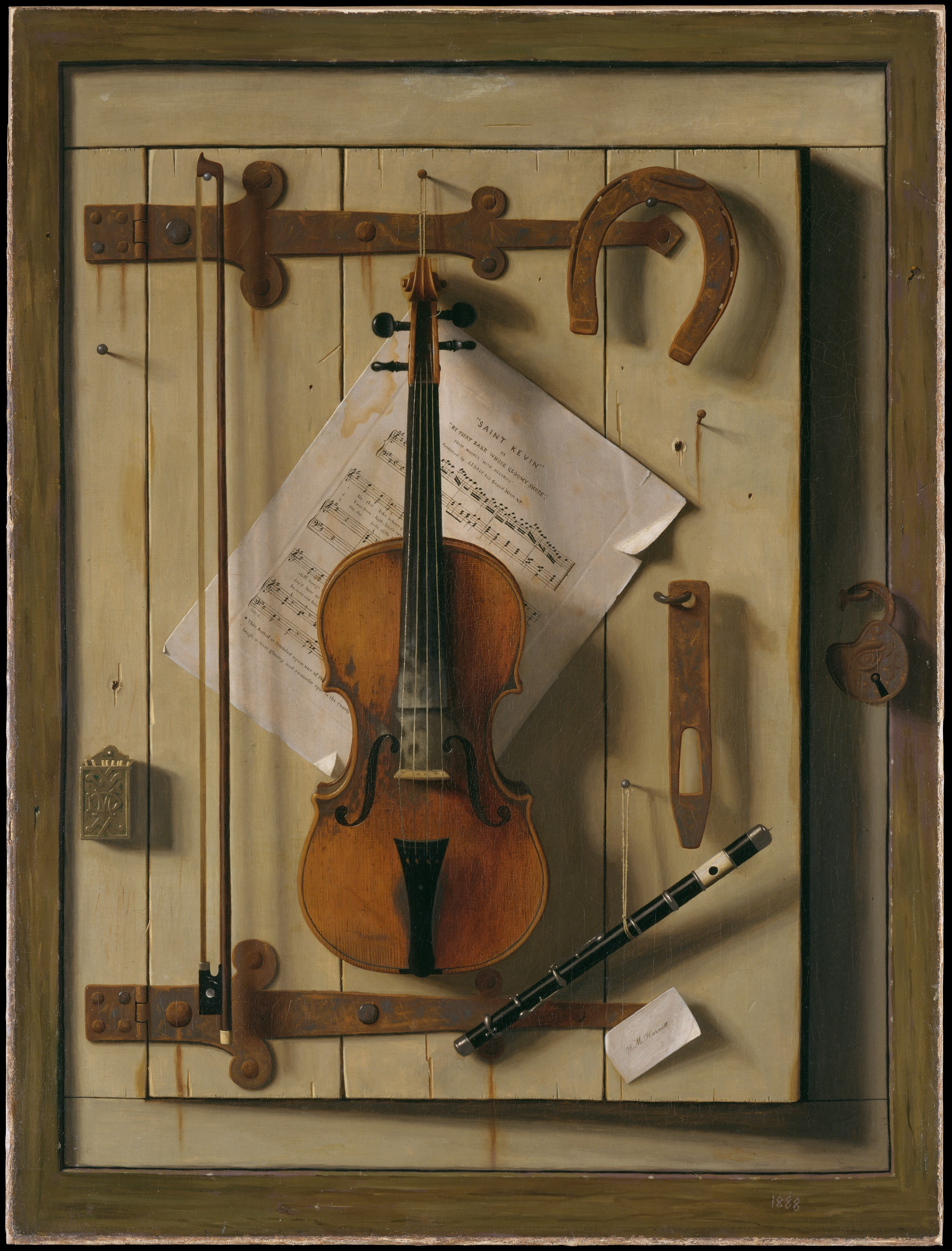
Вільям Гарнет. «Натюрморт зі скрипкою», 1888
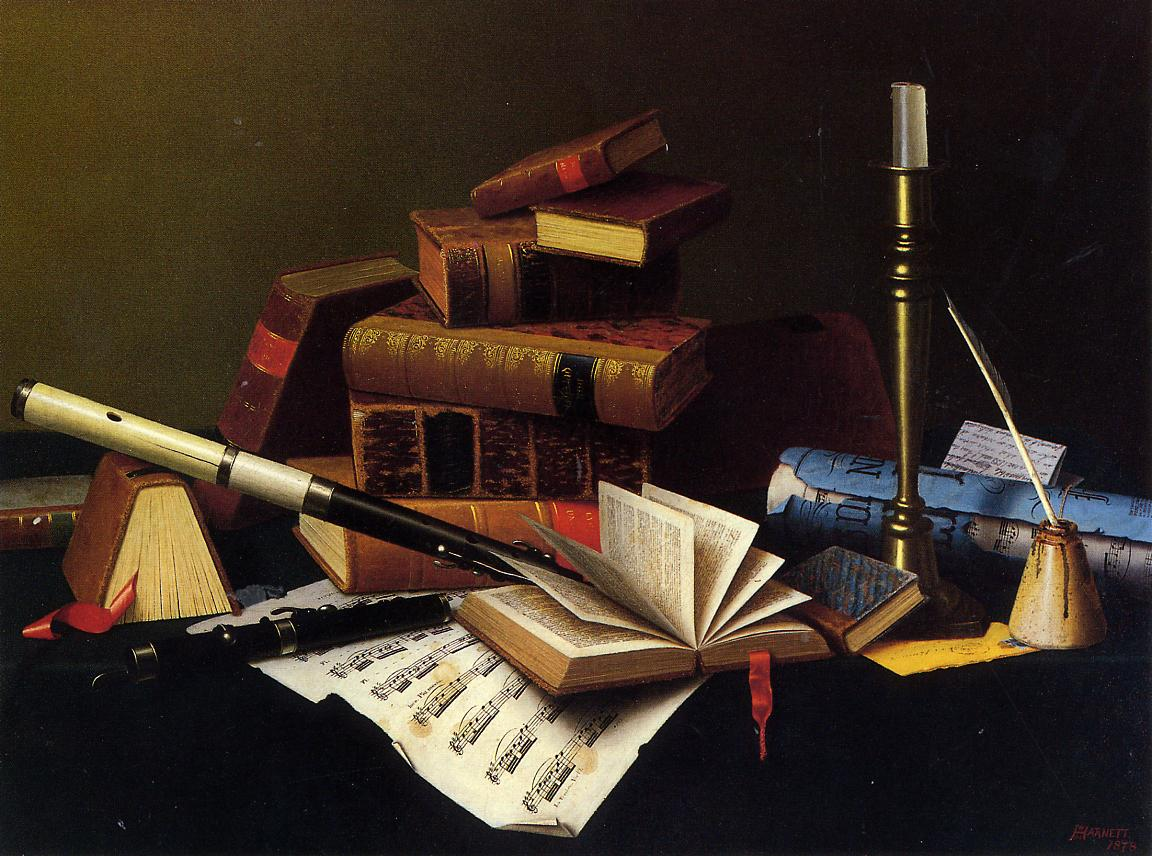
Вільям Гарнет. «Музика і література», 1878
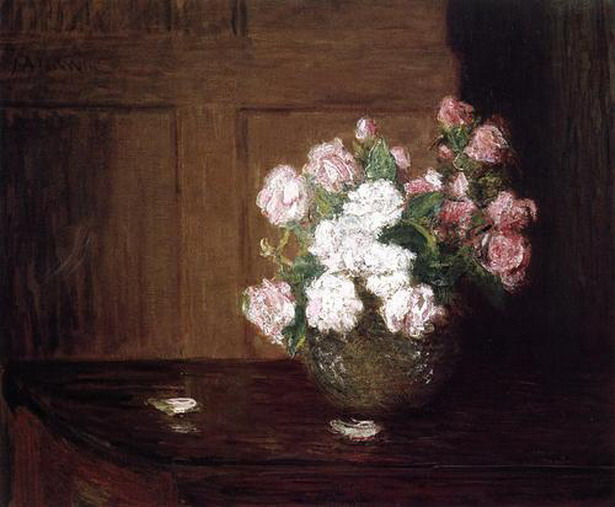
Джуліан Олден Вейр. «Троянди в срібній вазі на столику», 1890
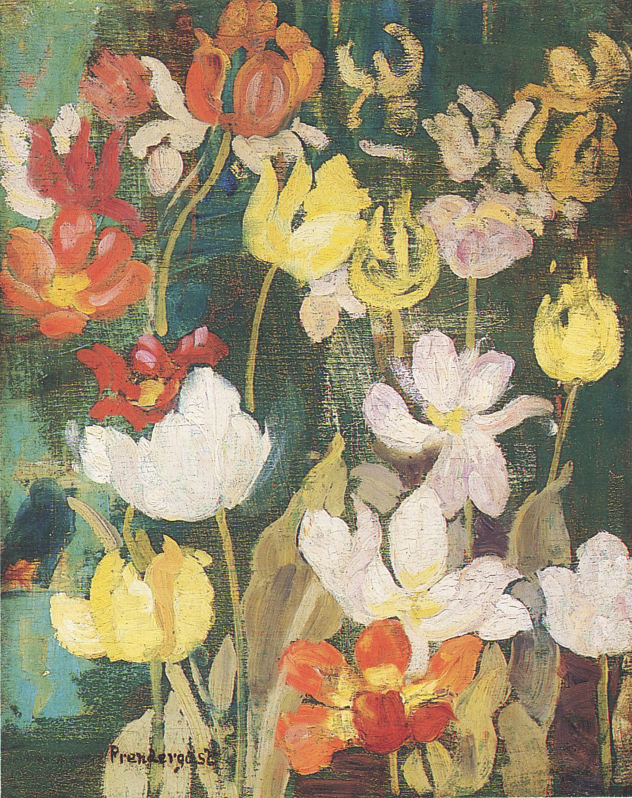
Моріс Прендергаст. «Весняні квіти», 1904
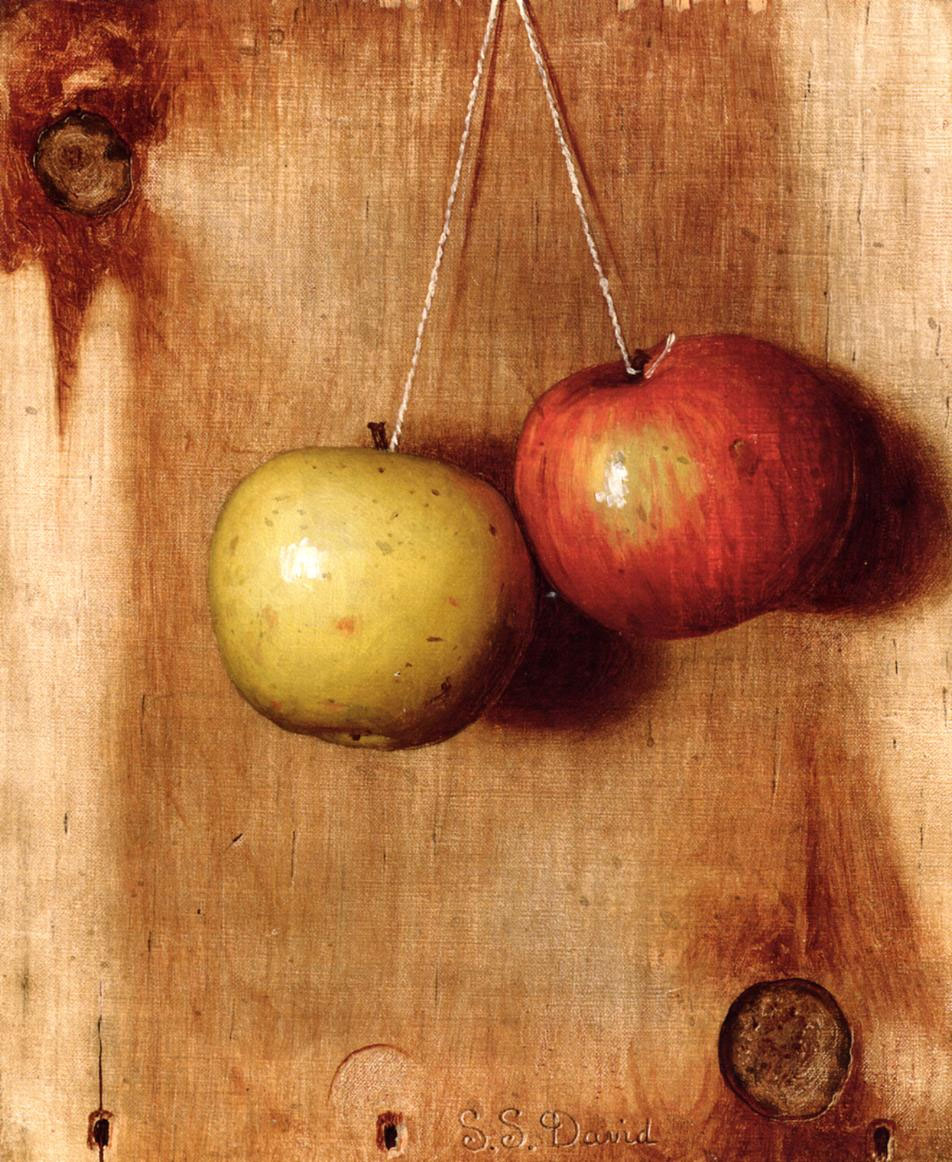
Худ. Ле Скотт Еванс. «Яблука на мотузках», 1891
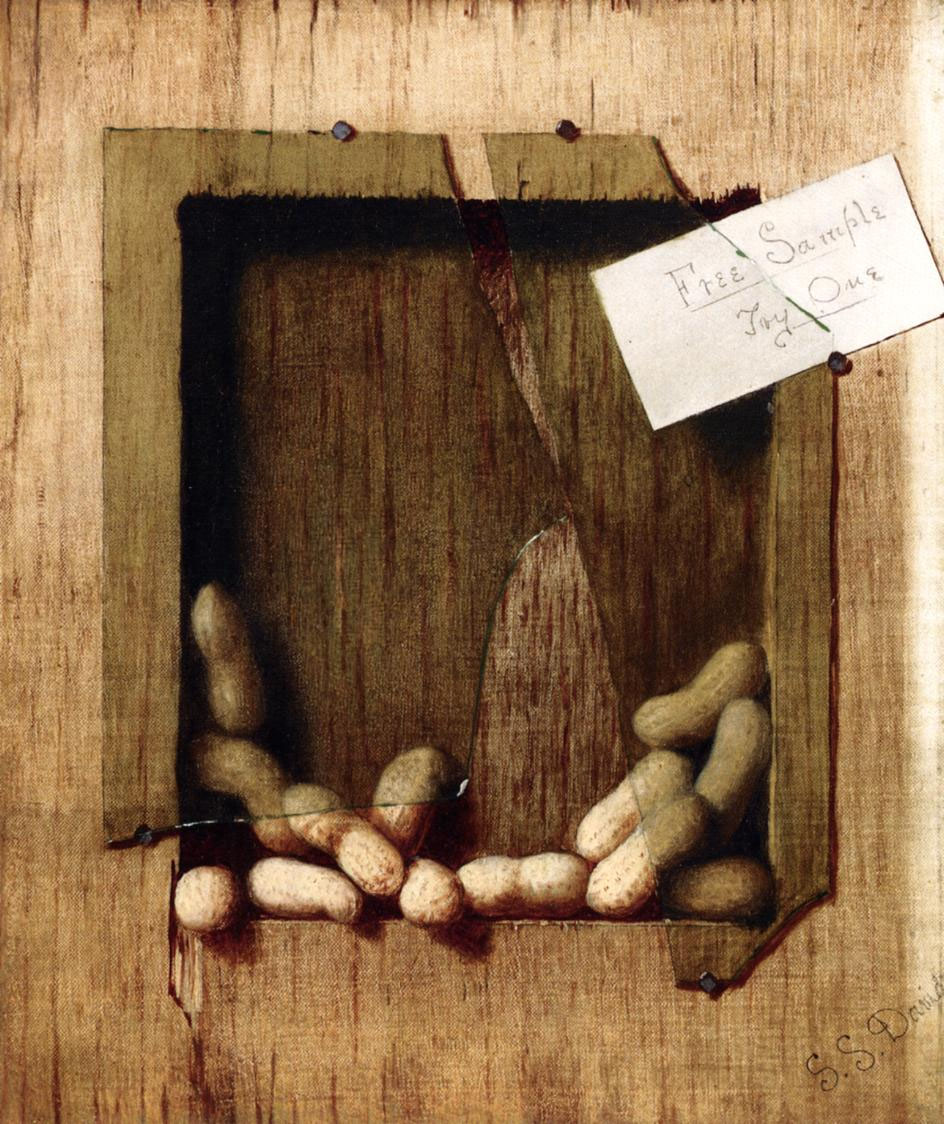
Худ. Ле Скотт Еванс. «Арахіс в ніші», бл. 1890
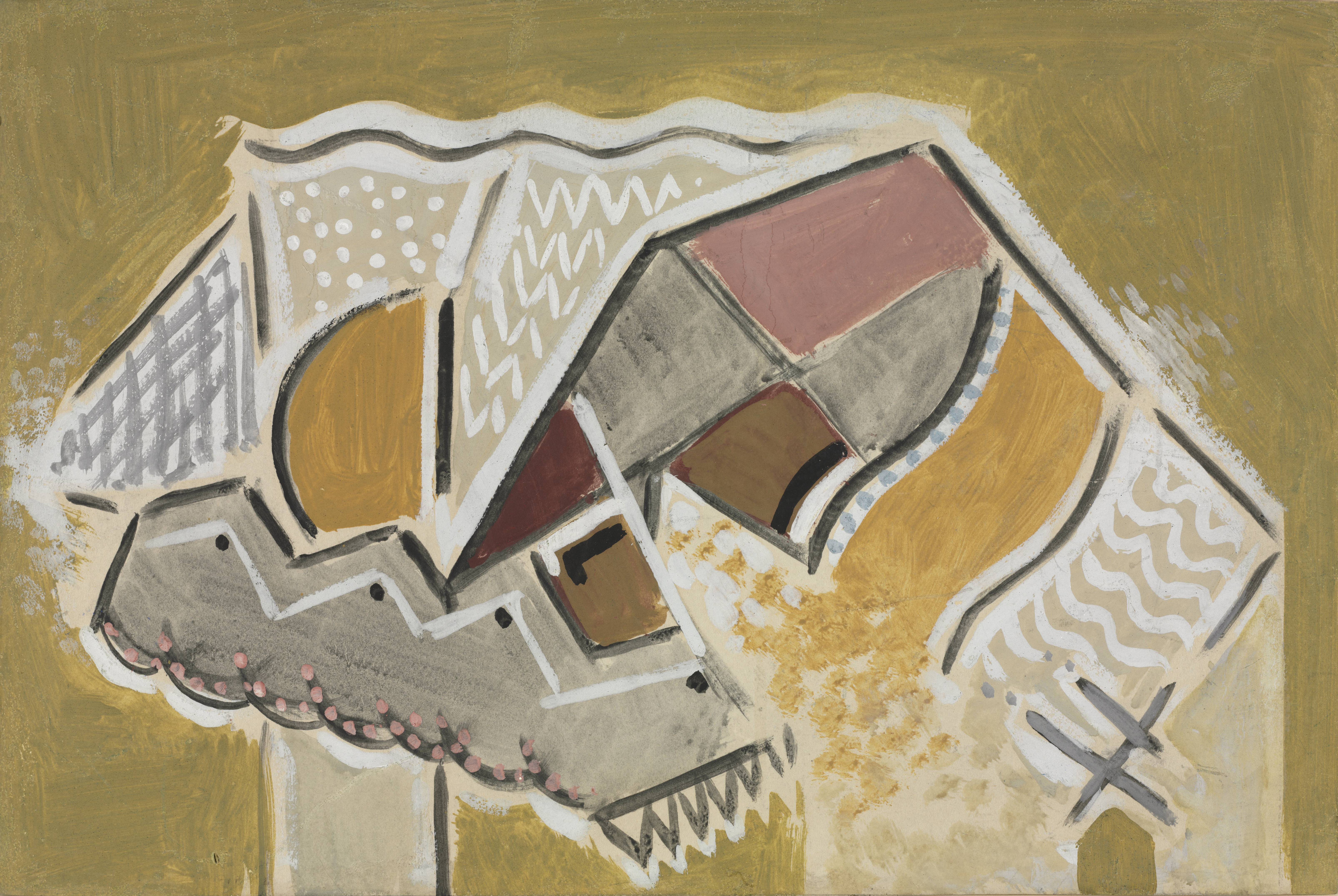
Альфред Генрі Морер. «Абстрактний натюрморт», 1932

## Пейзажисти в 20 ст
Пильні спостереження за природою, за її суверенним існуванням притаманні вже художникам школи річки Гудзон. Але вони ще дивляться на природу крізь окуляри романтичних настанов, відтворюють її або ідилічною на манер класичних пейзажів 17-18 ст., або захоплюються ефектами освітлення та перспективи.
Чимало пейзажів чи зображень підкорення дикої природи людиною на початку 20 ст. створили майстри школи «Кошик для сміття». Темпераментна і неохайна техніка живопису лише підкреслила драматизм ситуацій і неповноту перемоги людей над природним оточенням.
Гострий погляд, позбавлений романтичних настанов на природу, мав вже Вінслов Гомер (1836—1910). Відсутність фахового художнього навчання примусила його навчатися у художників Фредеріка Рондела і Томаса Сіра Каммінгса та займатися самоосвітою. Його наміри поїхати на навчання і стажування в Західну Європу не здійснилися через фінансову неспроможність. Це, однак, уберегло художника від зайвих впливів і теорій. Він виробився у самостійного майстра, що роздивився в навколишній природі США велич і жах водночас.
Американське суспільство часів Вінслова пережило промислову революцію і перехід до швидкої і незграбної урбанізації. Значно збільшилось коло важких і небезпечних для людини професій. Вінслов Гомер гостро відчув ці зміни і зробив їх темою власної творчості, також і пейзажної. Низка картин і, особливо, акварелей митця на межі жанрів. Це водночас і пейзажі зі стафажем, і побутові сцени («Тривожний сигнал про туман», «Рибальство на озері», «Адірондак. Олень пливе озером», «Давні мешканці»).
В англійській і американській художній традиції — акварель використовували для спокійних, майже ідилічних пейзажів. Робив подібні і Гомер — з зображенням осені, дітей, молодих дівчат. Тим несподіванішим було його звертання в акварелі до трагічних подій.
Справжня, узята з реальності трагедія присутня на акварелі «Торнадо убивця (Після торнадо)». Суворе море щойно заспокоїлося. Але страшна подія вже відбулася. Хвилі викинули на узбережжя уламки рибальського човна і труп негра-рибалки. Все просто і страхітливо, ніяких поступок шляхетним забобонам про некрасиву тему, неможливість подібного твору вивісити в вітальні чи кабінеті заможної оселі. Акварель «Торнадо-вбивця» Гомера — з ряду величних трагедій гуманістичного спрямування. Художник гостро відчуває чужу біду і застерігає власним твором від небезпеки. Адже слабким і необережним не місце в морі.
Джордж Беллоуз в пейзажах розробляв різну тематику — від ідилічного «Синього снігу» до майже потворного, індустріального пейзажу, що породив хижацький світ дикого капіталізму в Америці («Пенсильванія. Котлован»).
Наступ на дику природу США був таким потужним і руйнівним, що це стало впадати у око навіть байдужому суспільству. Засвоєння західних земель супроводжувалося агресією до місцевих індіанців, стріляниною, пияцтвом і винищенням диких птахів і тварин. Так, лише за одну зиму 1877 р. було вбито 100.000 бізонів. Залізничні компанії США наймали професійних стрільців, що винищували бізонів і постачали безкоштовне м'ясо. До початку 1890-х рр. бізон як дикий різновид в країні — пощез. Залишилися лише екземпляри в приватних зоопарках та фермах. Уряд лише на початку 20 ст. розробив спецпроєкт і почав викуповувати бізонів у приватних власників, бізонів розмістили в національних парках. Свідком цих подій був і художник, що бачив велич північної природи, частково вже сплюндрованої і спотвореної пересічними американцями («Північна річка», «Докери великого міста», «Вивіз снігу з міста»).
Малює він і пейзажі Нью-Йорку, що швидко перетворився на мегаполіс без природи, де зникала людська особистість.
Всі найкращі якості живопису і акварелей Вінслова Гомера притаманні пейзажному живопису Роквела Кента. Хоча він навчався не у Вінслова (що помер 1910 р.), а у Роберта Генрі, у Кеннета Міллера (1876—1952) та Ебота Тейєра (1849—1921). Роквел Кент замолоду долав жорсткість власних ліній (отриманих в архітектурному класі та в креслярні) та власну художню невпевненість. Поштовхом до пейзажного живопису для Кента стала порада Роберта Генрі попрацювати на острові Монхеган. І Кент працював на острові і як заробітчанин, і як художник — у вільні часи, коли стояла негода чи буревії перешкоджали виходу в море на лови. Пізніше художник розширив власні маршрути, куди увійшли Аляска, Гренландія, Ньюфаундленд, Крайній Північ американського континенту і його холодний Крайній Південь — Вогняна Земля. Критика прагматизму та меркантилізму капіталістичного суспільства, з якими рахувався Кент у власній творчості, ніби штовхали митця в малообжиті місця, де природа і людина поставали в первісних стосунках.
Згодом митець захоплюється символізмом в пейзажах і переходить від пленерних робіт до цілком вигаданих, створених в студії. Однак він виграв в інтенсивності і використанні яскравіших кольорових гам («Захід сонця на Монхегані», 1908 р., Москва, «Захід сонця. Рибальське село», Національний музей мистецтв імені Богдана та Варвари Ханенків, 1910 р., Київ).
Абсолютним антиподом більшості американських художників був Ендрю Ваєт (1917—2009). Його творчість припала на панування в живопису Сполучених Штатів авангардних і руйнівних тенденцій. Це збільшувало самотність художника, котрий не спокусився на абстрактні чи авангардні форми. Хоча зробив декілька обережних спроб в формах сюрреалізму. Не потрібними Ваєту виявились і вкрай дальні подорожі на кшталт Гренландії, Аляски чи Вогняної Землі як у Роквела Кента. Народжений в провінції, він все життя мешкав в американській провінції і став художником американської провінції. Ніщо не обіцяло в художнику яскравої особистості і через схильність до тьмяних і неяскравих фарб. Всі переваги мистецтва Ендрю Ваєта лежали в галузі сюжетів і психологізму (як у француза Франсуа Мілле), а не в галузі ефектного колоризму.
Більшість картин Ендрю Ваєта — пейзажі або композиції, пов'язані з пейзажами — «Зимові поля», «Вітер з моря», «Далека далечінь», «Розпродаж майна банкрута-фермера». Низка цих творів підняла американський пейзажний живопис на рівень найкращих досягнень американського і світового мистецтва 20 ст. Картина Ваєта «Світ Христини» стала своєрідною візитівкою живопису Сполучених Штатів. Один з художніх критиків, відвідавши прижиттєву виставку творів митця, прямо сказав художникові, що у того нема підстав турбуватись, бо він вже поза художньою конкуренцією.

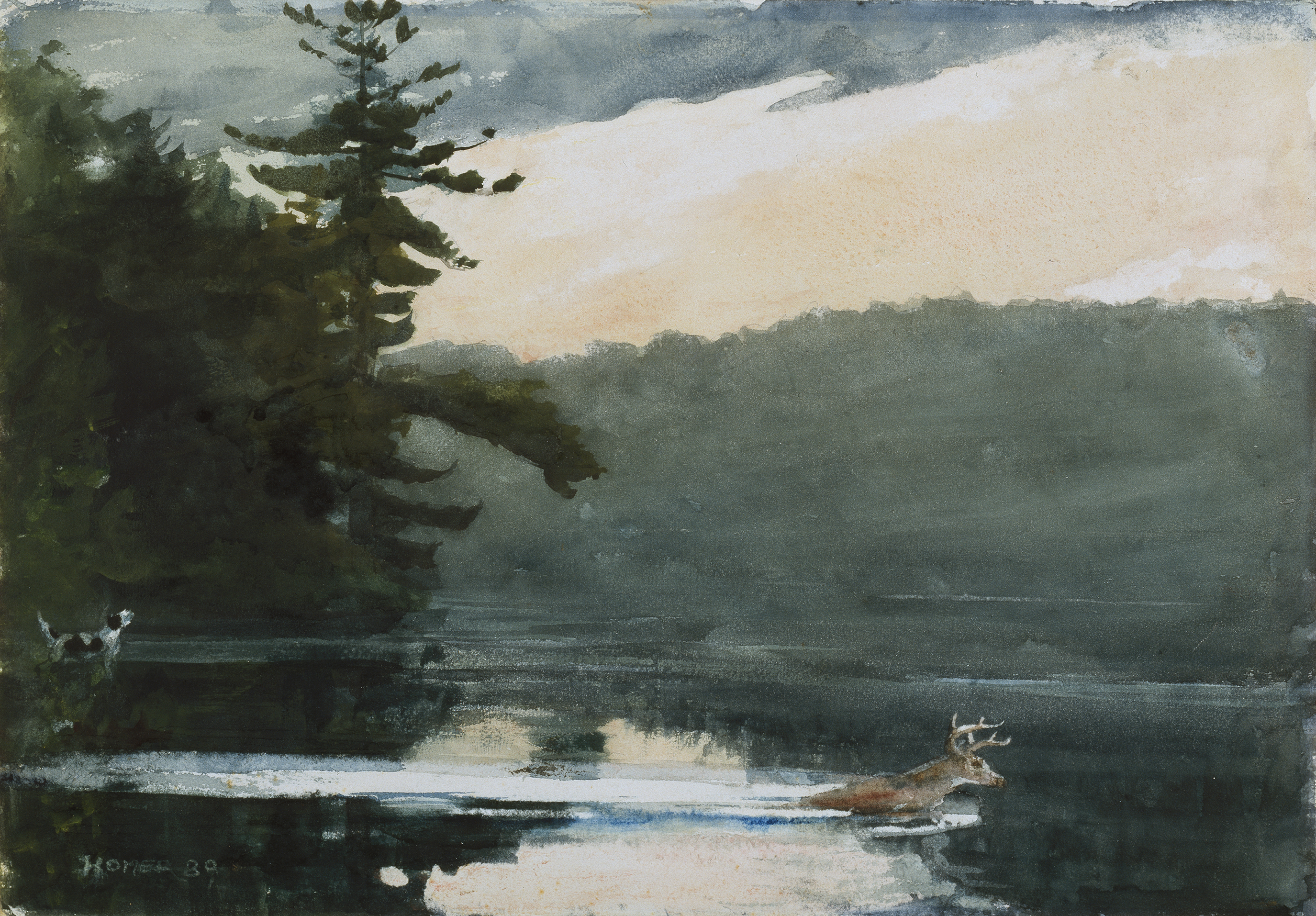
Вінслов Гомер. «Адірондак. Олень пливе озером»
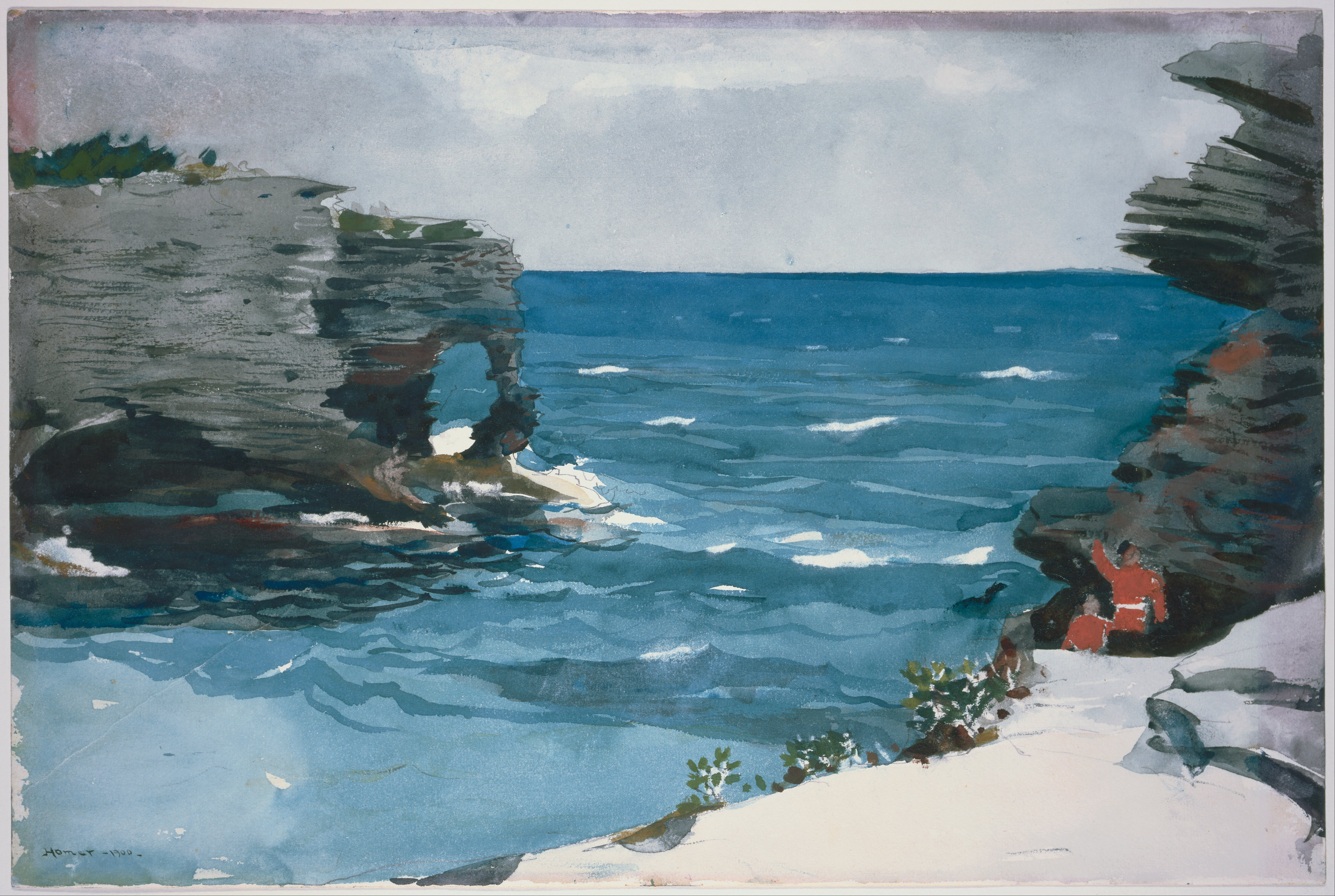
Вінслов Гомер. «Скелі на узбережжі, Бермуди»
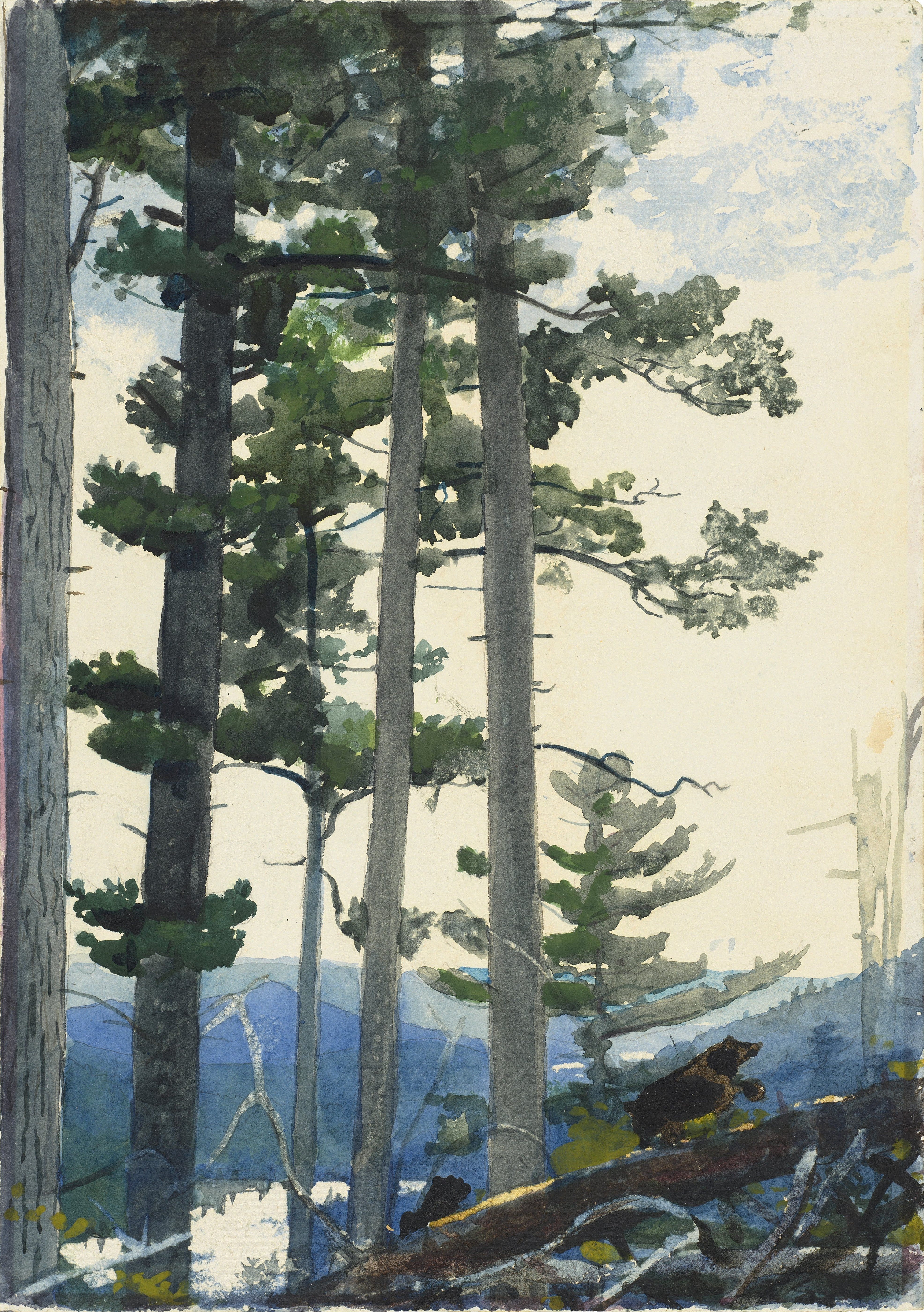
Вінслов Гомер. «Давні мешканці»
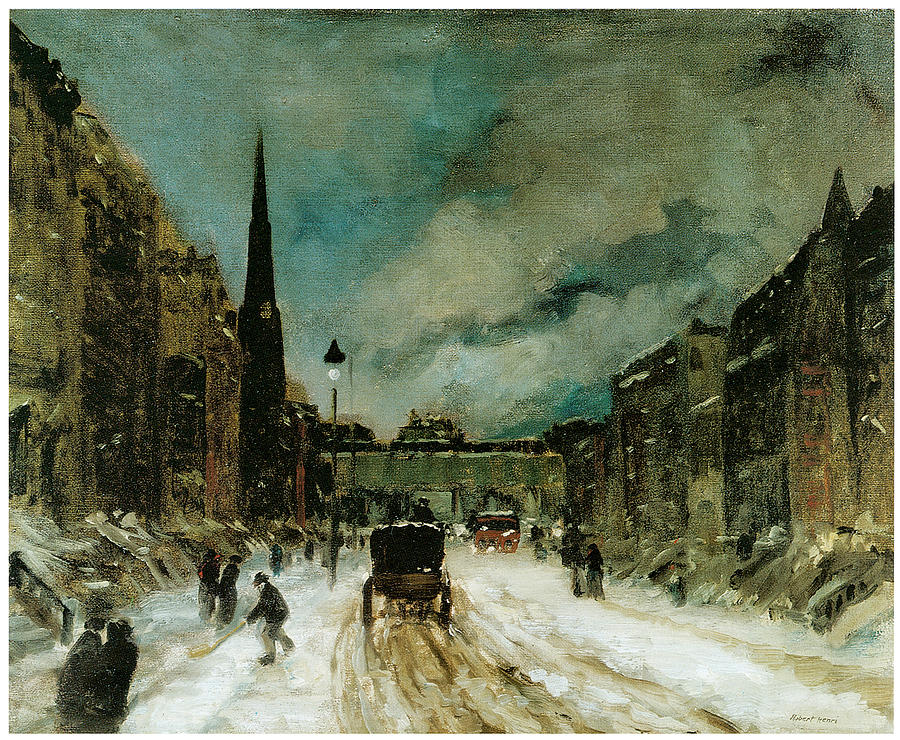
Роберт Генрі. «Вулиця в снігу», 1902
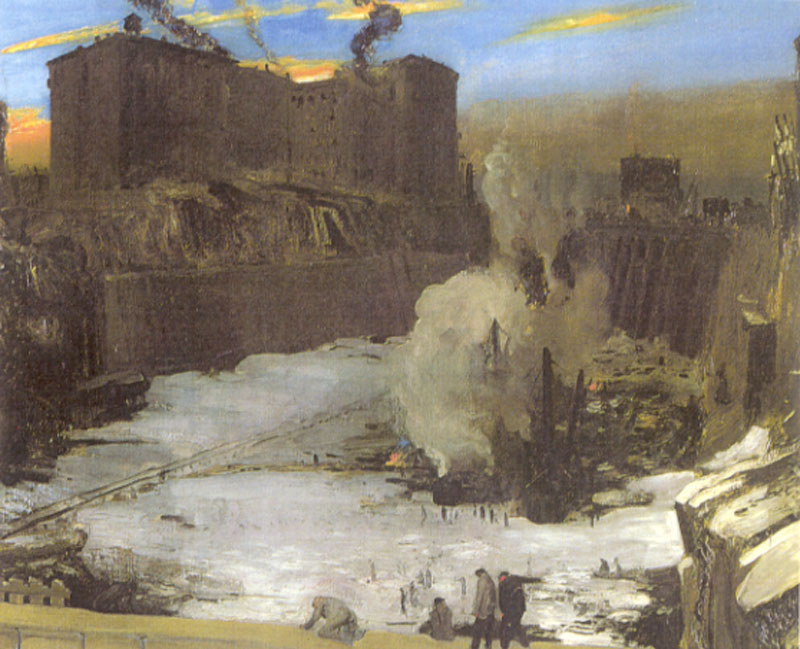
Джордж Беллоуз. «Пенсильванія. Котлован», 1907
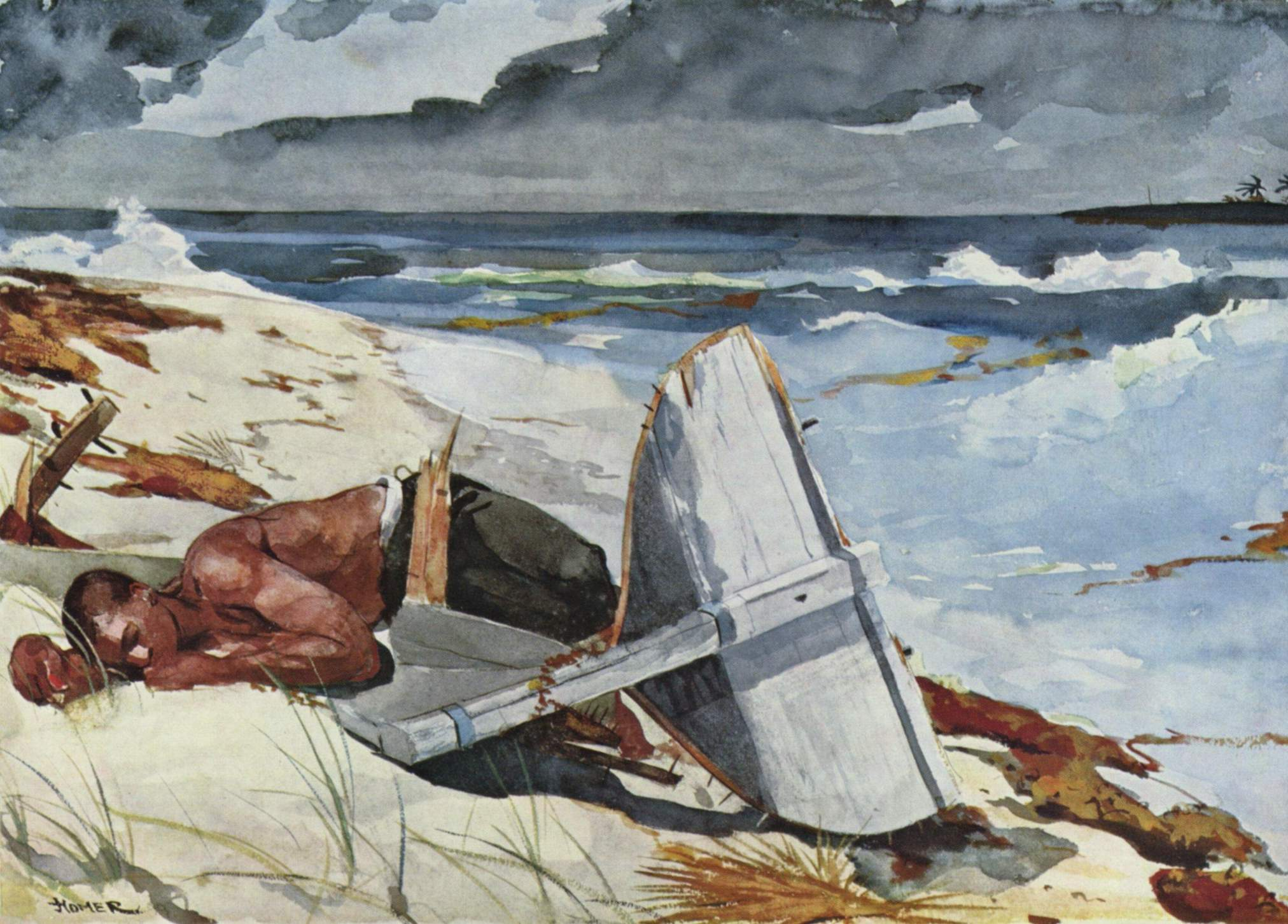
Вінслов Гомер. «Торнадо убивця»
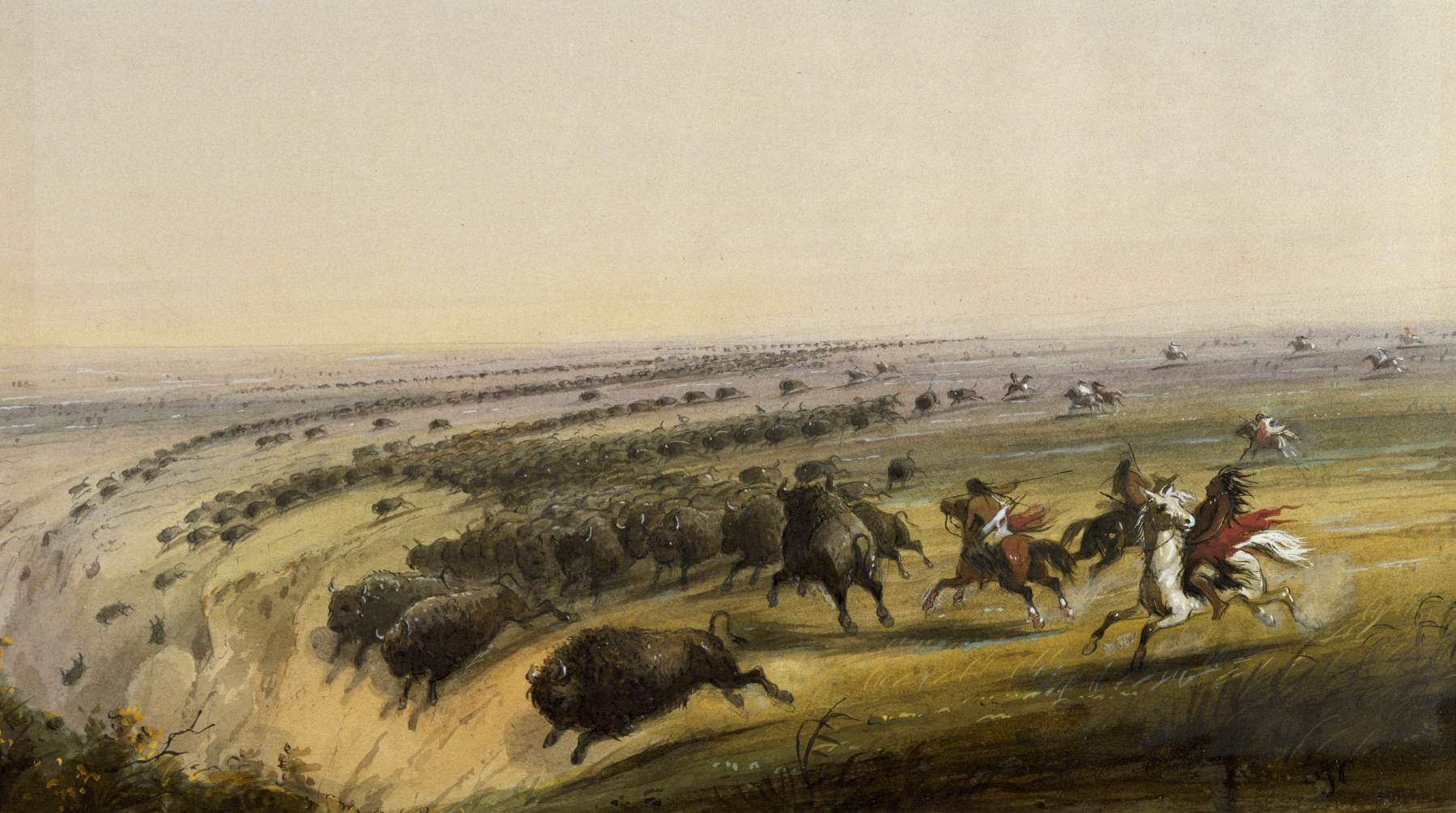
Альфред Джейкоб Міллер. Полювання на бізонів, до 1860
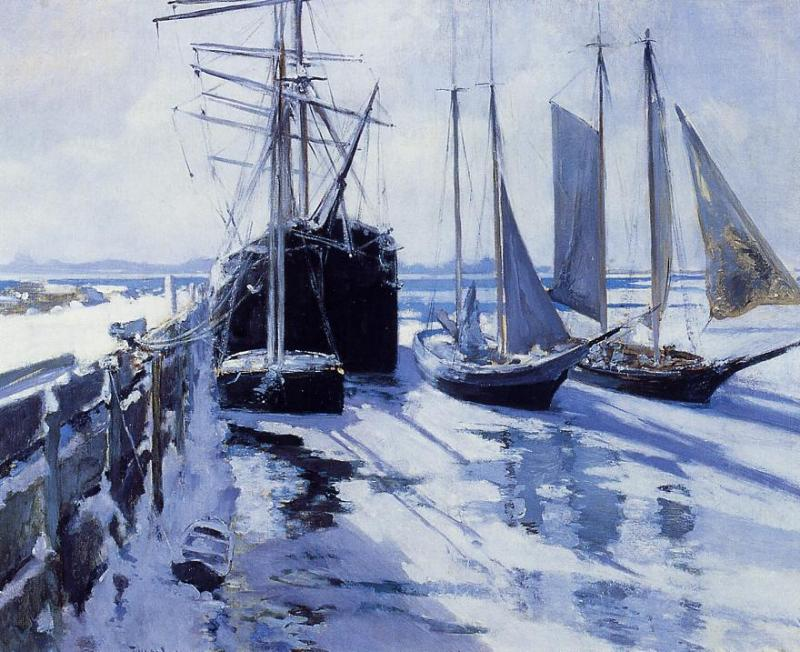
Джон Генрі Твахтман. «Зима в Коннектикуті»
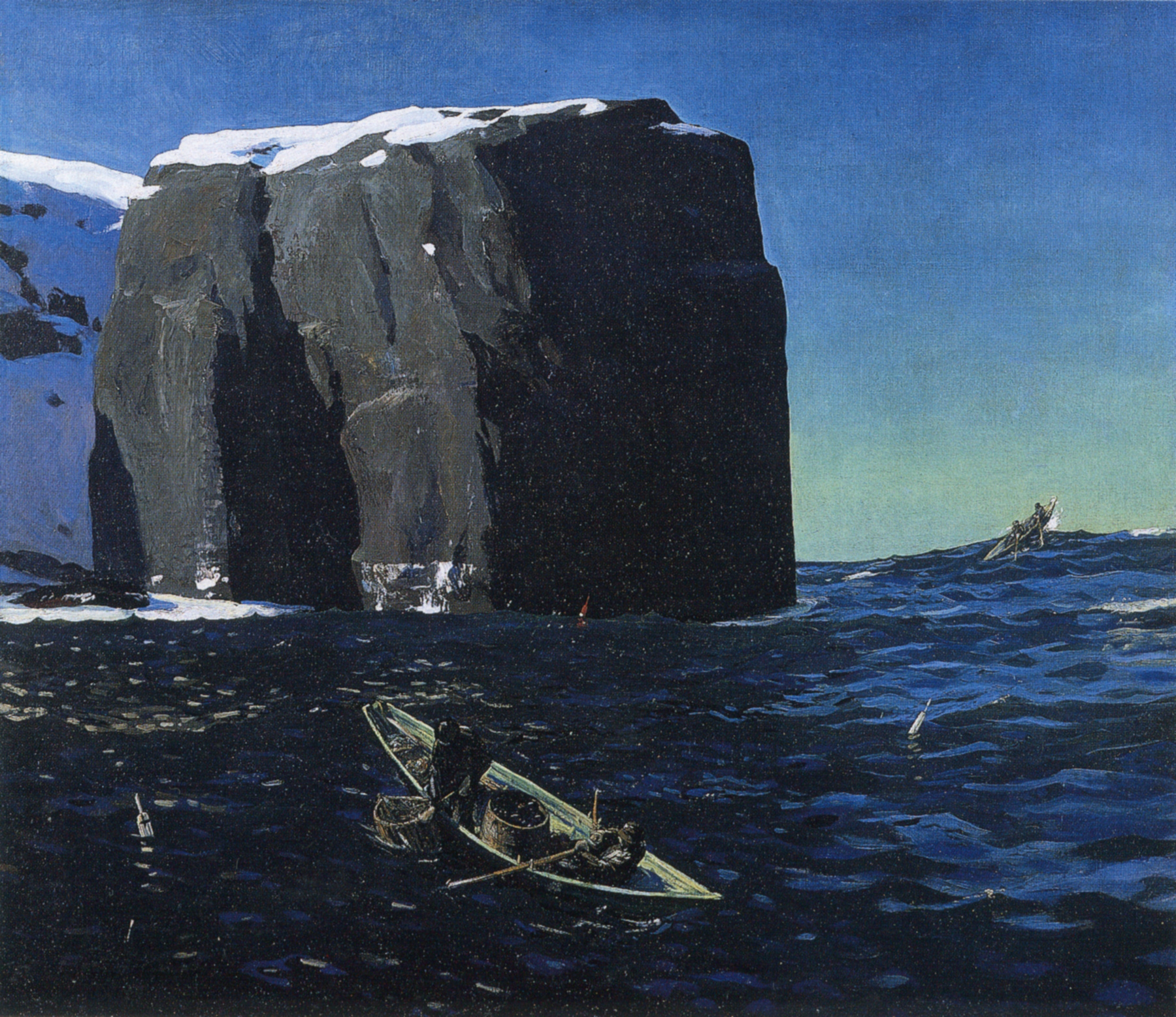
Роквелл Кент. «Працівники моря», 1907
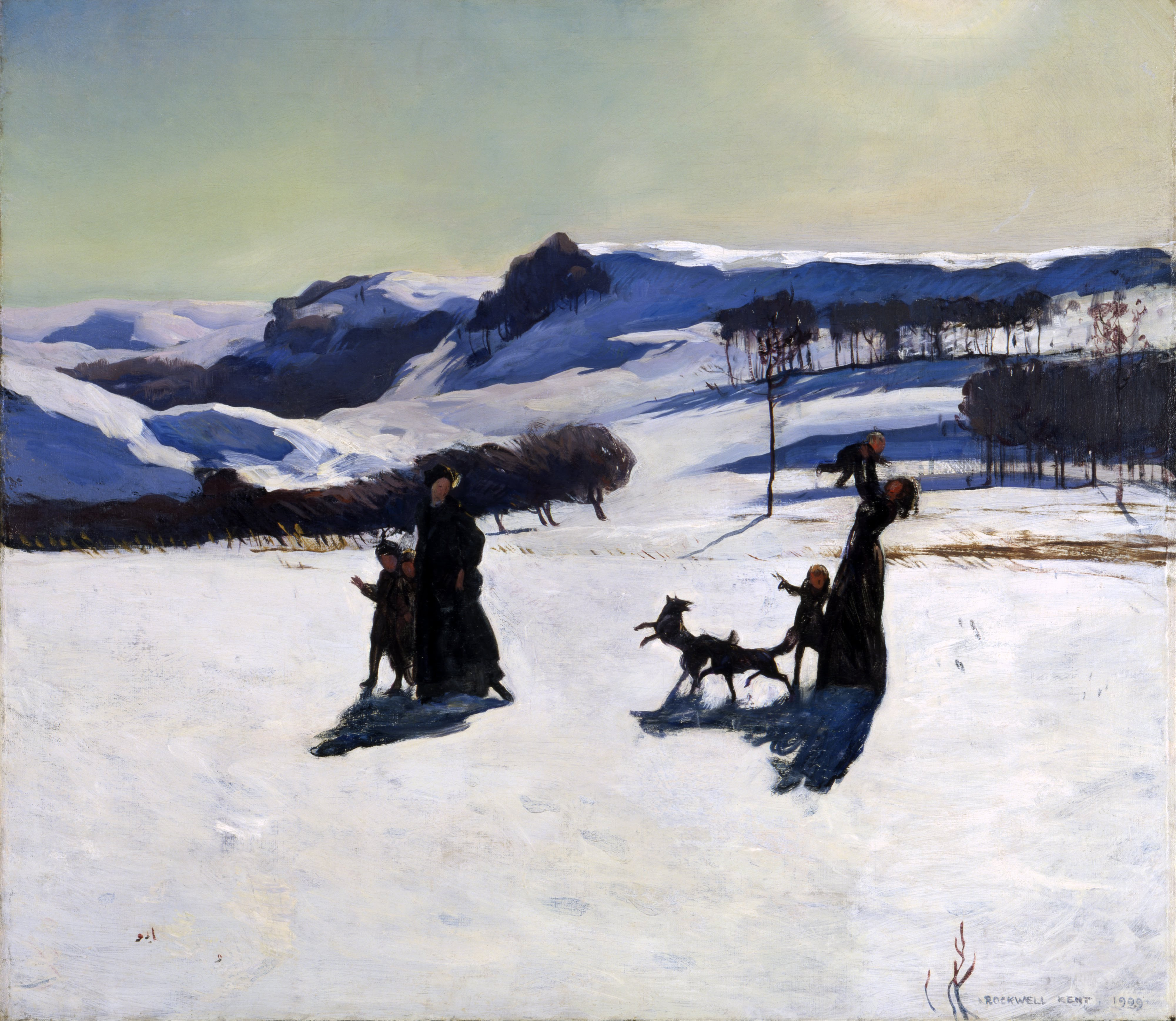
Роквелл Кент. «Беркшир взимку», 1909
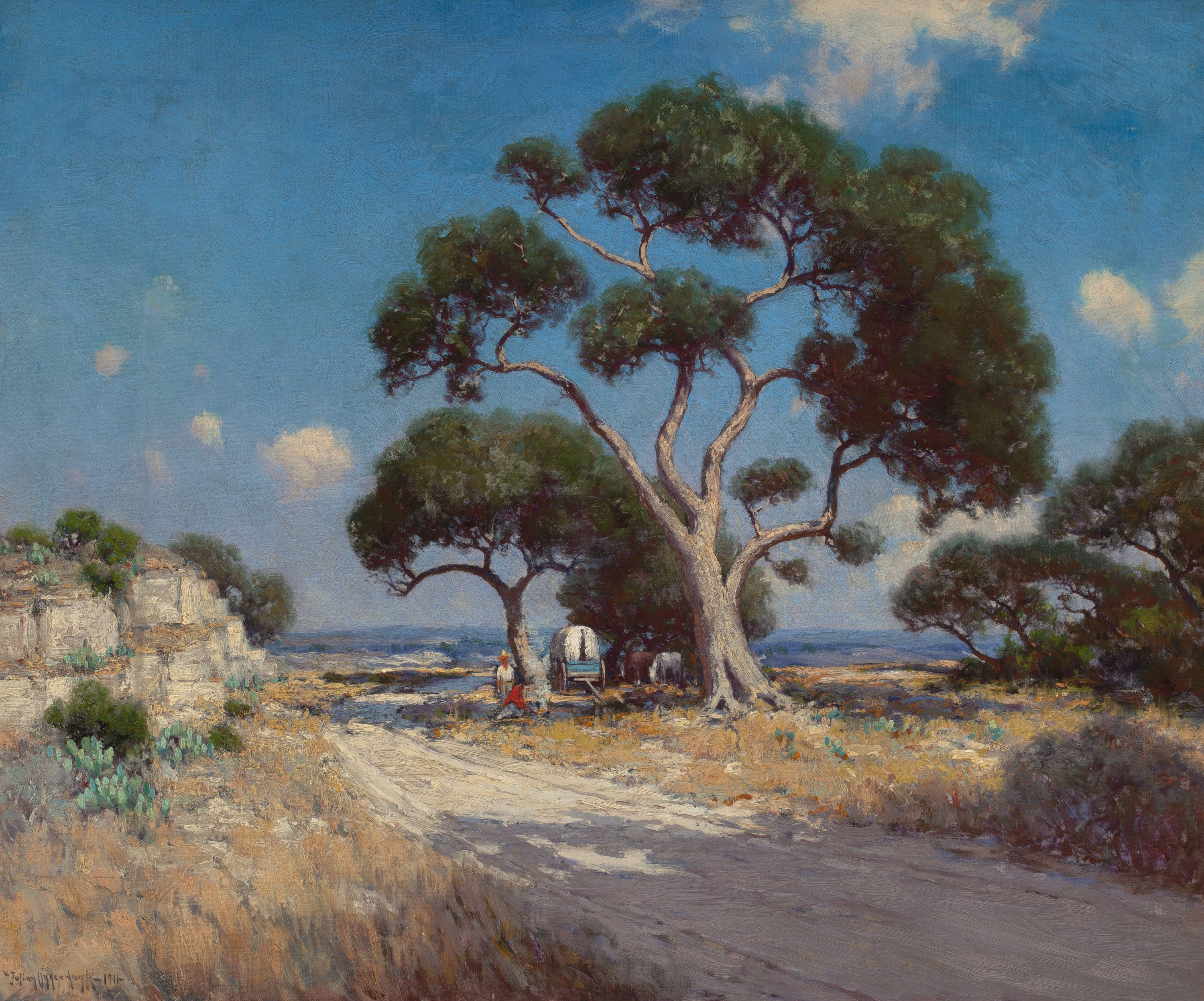
Джуліан Ондердонк. «Стара Біла дорога, Південно-західний Техас», 1911
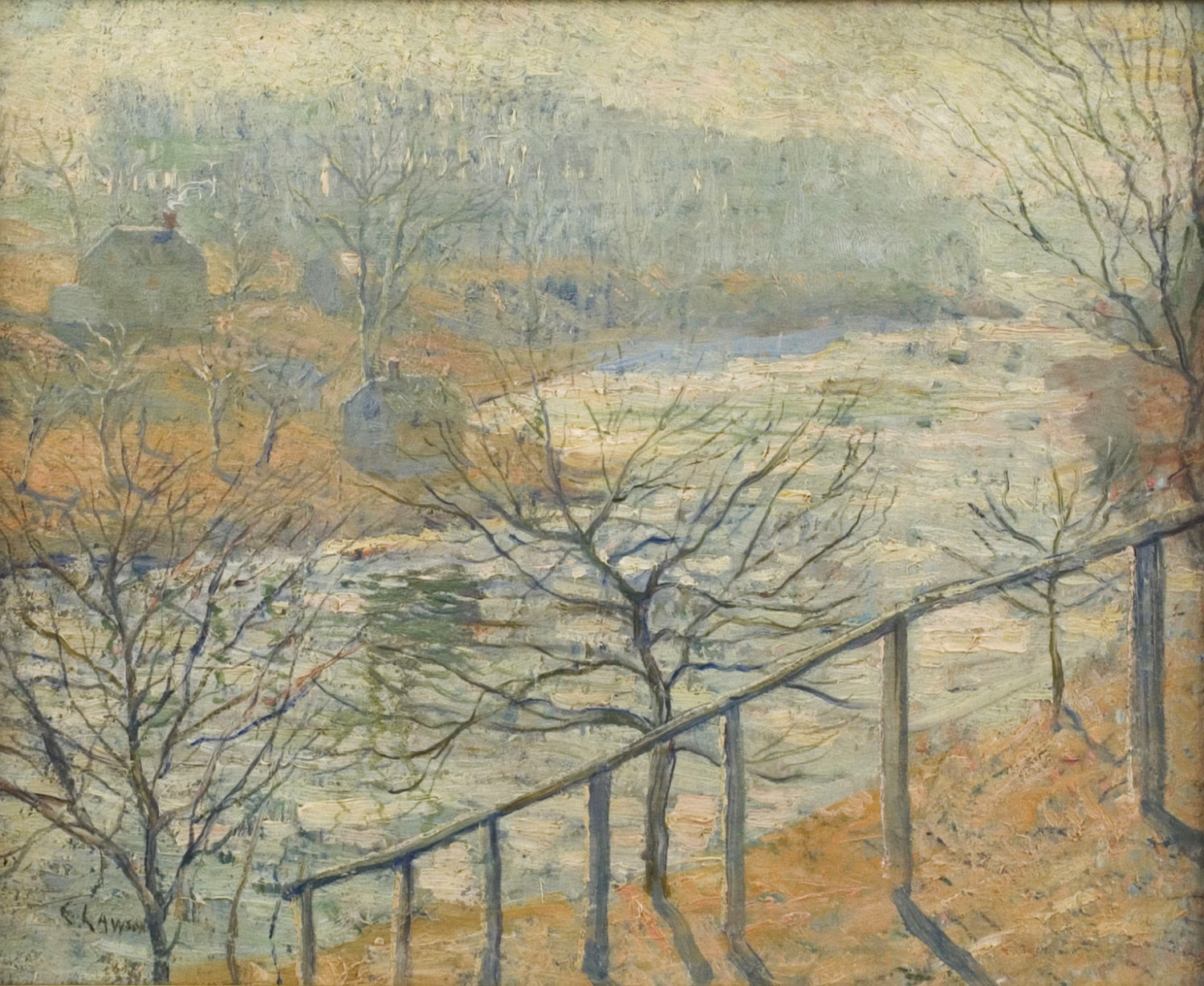
Ернест Ловсон. «Річка», 1913

## Стінописи у США

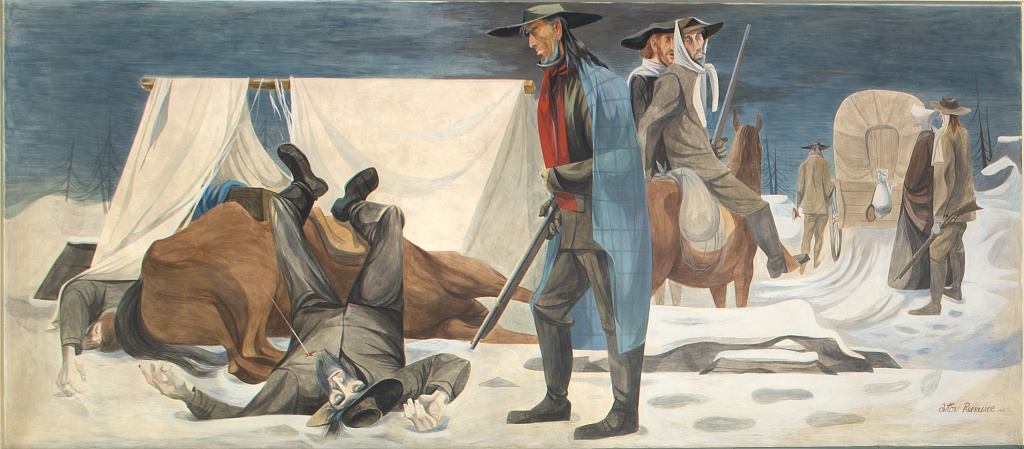
Антон Рефреж'є. Стінопис «Ризики емігрантів»

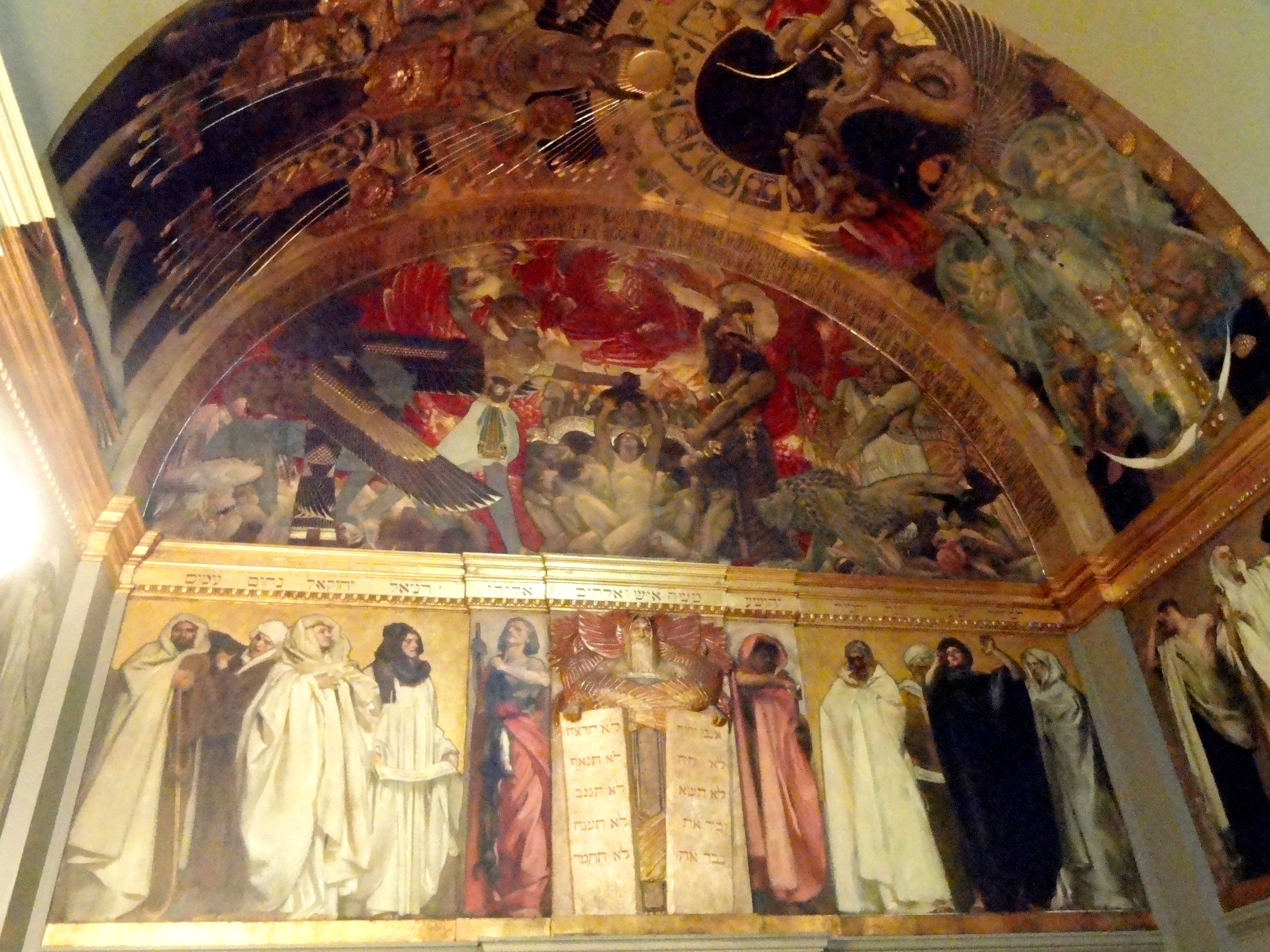
Джон Сінгер Сарджент. Старий заповіт. Стінопис, Бостонська публічна бібліотека

Розвиненої потреби в стінописах в протестантській країні не було. Цьому сприяли як підозріле ставлення до стилю бароко, що йшло від католицьких країн (так званий стиль єзуїтів), так і заборона на створення вівтарних образів в церквах протестантів.
Стан справ суттєво змінився в 19 ст. із прибуттям в Сполучені Штати емігрантів з католицьких країн (Італії, Іспанії, Португалії, Мексики), так і з розповсюдженням стилів еклектизм і сецесія, що не цуралися стінописів. Виникають декоративні фрески в суспільно значущих спорудах та в приватних оселях багатіїв (стінописи в приватних бібліотеках). Потреба в художниках-монументалістах рекрутує у власні лави вихідців з різних культурних осередків: Эрнест Пейксото (1929—1935) був євреєм сефардом, Антон Рефреж'є — мав французьке коріння і російську освіту, Дієго Рівера та Хосе Клементе Ороско були мексиканцями. Серед суто американських митців — Ньюелл Конверс Ваєт (1882—1945).
Вже 1895 року засноване Національне товариство художників стінописів (NSMP), мета котрого збагачення архітектурних споруд в Сполучених Штатах стінописами, фресками, мозаїками, творами скульптури в межах існуючих будівельних стандартів тощо. Національне товариство художників стінописів (NSMP) проводить власні виставки і конкурси.
Серед замовників стінописів — фінансово спроможна американська пошта, синагоги, великі лікарні, низка американських університетів. Тематика стінописів — різноманітна (місіонерство релігійних товариств, пейзажі, побутовий жанр, іноді місцеві історичні події). Не існувало значних обмежень щодо стилю — сприймались твори в стилістиці примітивізму, експресіонізму, абстракціонізму. Тоді як діяли помітні цензурні обмеження щодо тематики монументальних творів. Політично гострі та комуністично-агітаційні теми жорстко контролювались і обмежувались в доступі або нищились.
Обмежувались і монументальні твори сатиричного або надто еротичного спрямування. Показовою була доля стінописів художника-реаліста Пола Кадмуса (1904—1999). Керівництво федеральної програми зайнятості WPA по зменшенню безробіття 1935 року замовило Кадмусу стінописи на тему «Види заміського дозвілля» (Aspects of Suburban Life), розраховуючи отримати прості і декоративні твори. Кадмус відвідав місця відпочинку американців на узбережжі, корти для поло і парк. І нічого простого і декоративного не побачив. Він виконав великі ескізи «Острів Коней» (місце відпочинку нью-йоркців), «Головна вулиця», «Регата», «Гольф», де подав низку сатиричних зображень молодих, багатих і не дуже американців в часи дозвілля. Картини викликали обурення, а багаті американці пообіцяли художнику судовій позов за «ганебне зображення дозвілля відпочивальників». Всі картини були відхилені за «непринадність для федеральних споруд через сатиричне зображення дозвілля багатих американців», а замову практично скасували. Смішні і сатиричні картини художника придбали до приватних збірок.
Кадмус таки виконав одну монументальну фреску «Донька індіанського вождя Покахонтас рятує життя англійця Джона Сміта» (1939 р.) Тема була шляхетна і історична, Покахонтас розглядали як уособлення прихильності місцевих індіанців до англійських емігрантів-колонізаторів. Очільники програми зайнятості WPA знайшли в картині надто еротичні шматки у роздягнутих індіанців, які наказали переробити.
В монументальному живопису працювала низка як національних, так і іноземних митців. Серед них — і жінки-художниці Сполучених Штатів (Една Гіршман, Меріон Грінвуд, Елізабет Дирін, Джорджія О'Кіф, Едіт Хемлін тощо).
Окреме місце в стінописах цього періоду посів афроамериканський художник Аарон Дуглас (1899—1979) У власних стінописах він відштовхувався не від настанов давньогрецького мистецтва, європейського відродження і італійської перспективи, а від мистецького надбання Стародавнього Єгипту і навіть масок Берегу Слонової Кістки. Він працював у стилістиці кольорового силуєта та узагальнення типів, в котрих впізнаються африканці як попередники афроамериканців. Ідейними настановами були прагнення самоідентифікації афроамериканців, прагнення довести суспільству думку, що бути не білим, а чорношкірим нормально і навіть красиво. Праця Аарона Дугласа в галузі стінописів проходила на тлі спротиву білої більшості і підвищенню ненависті та расових утисків в добу економічної депресії.
В період економічної кризи більшість художників-монументалістів США залишилась безробітними. В межах державної програми зайнятості WPA художників-монументалістів задіяли у низці державних замов по створенню монументальних робіт у суспільно значущих спорудах.
Стінописи, створені в межах програми зайнятості WPA, за законом США не підлягають захисту авторським правом.

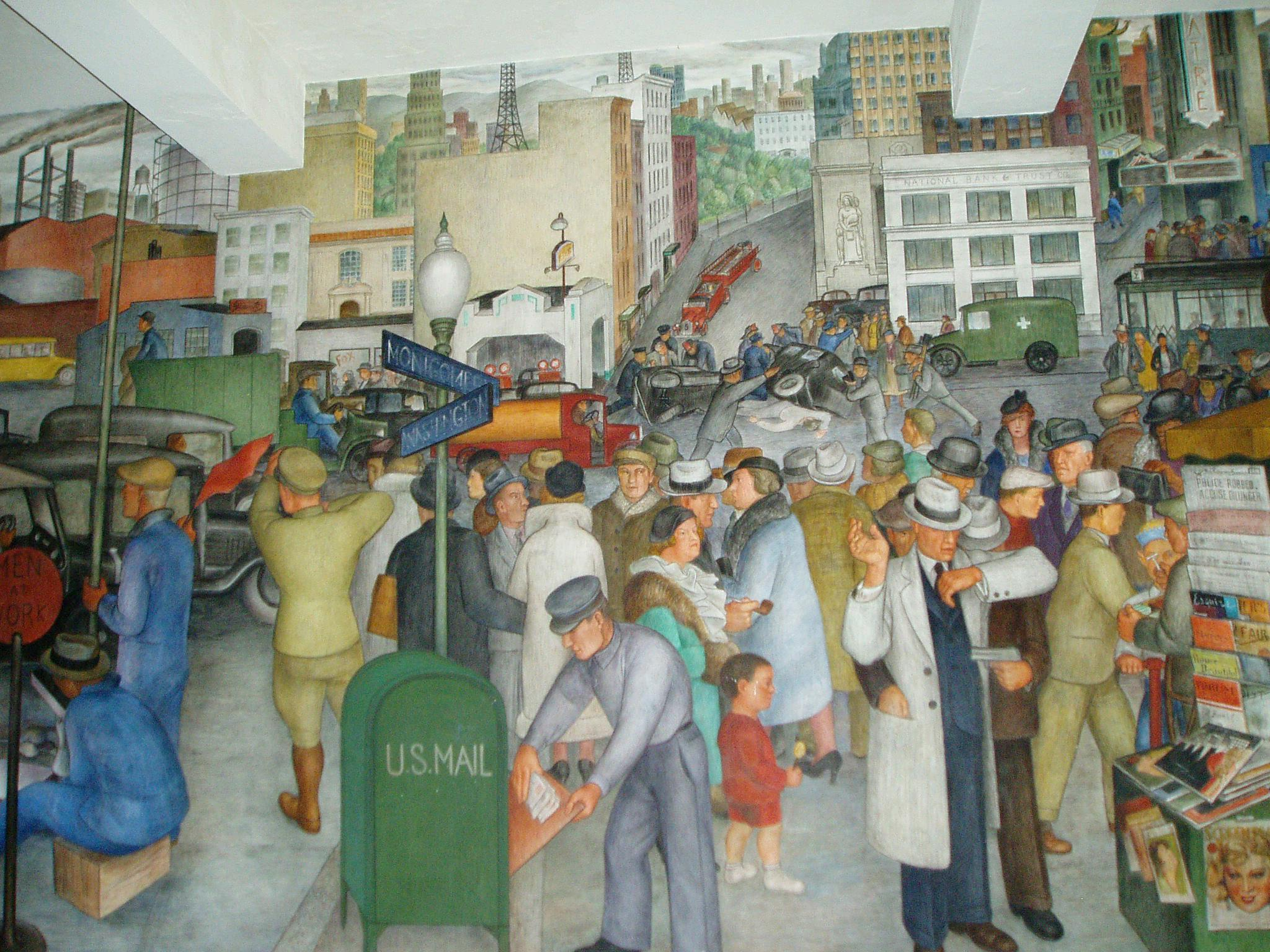
Арнаутов Віктор Михайлович. Стінопис «Сцени життя великого міста». Вежа Койт, Сан-Франциско, 1930-і
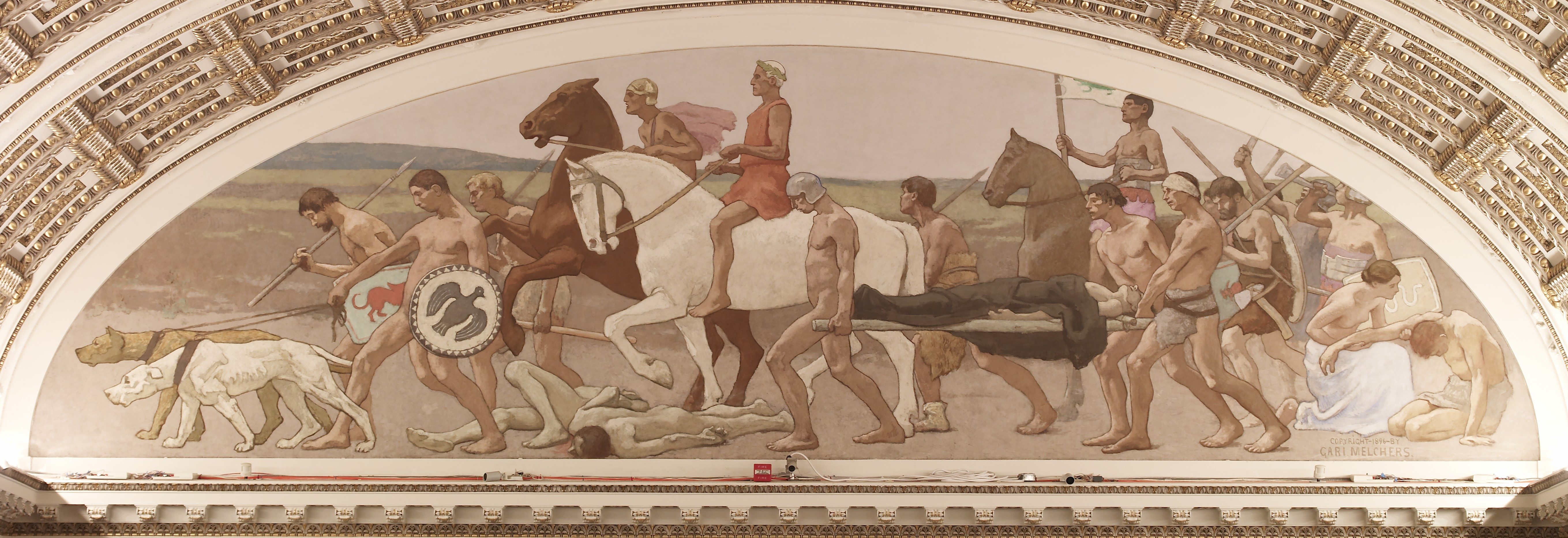
Гарі Мелхерс (1860—1932). Так звана «Стіна війни», 1896, Бібліотека Конгресу США
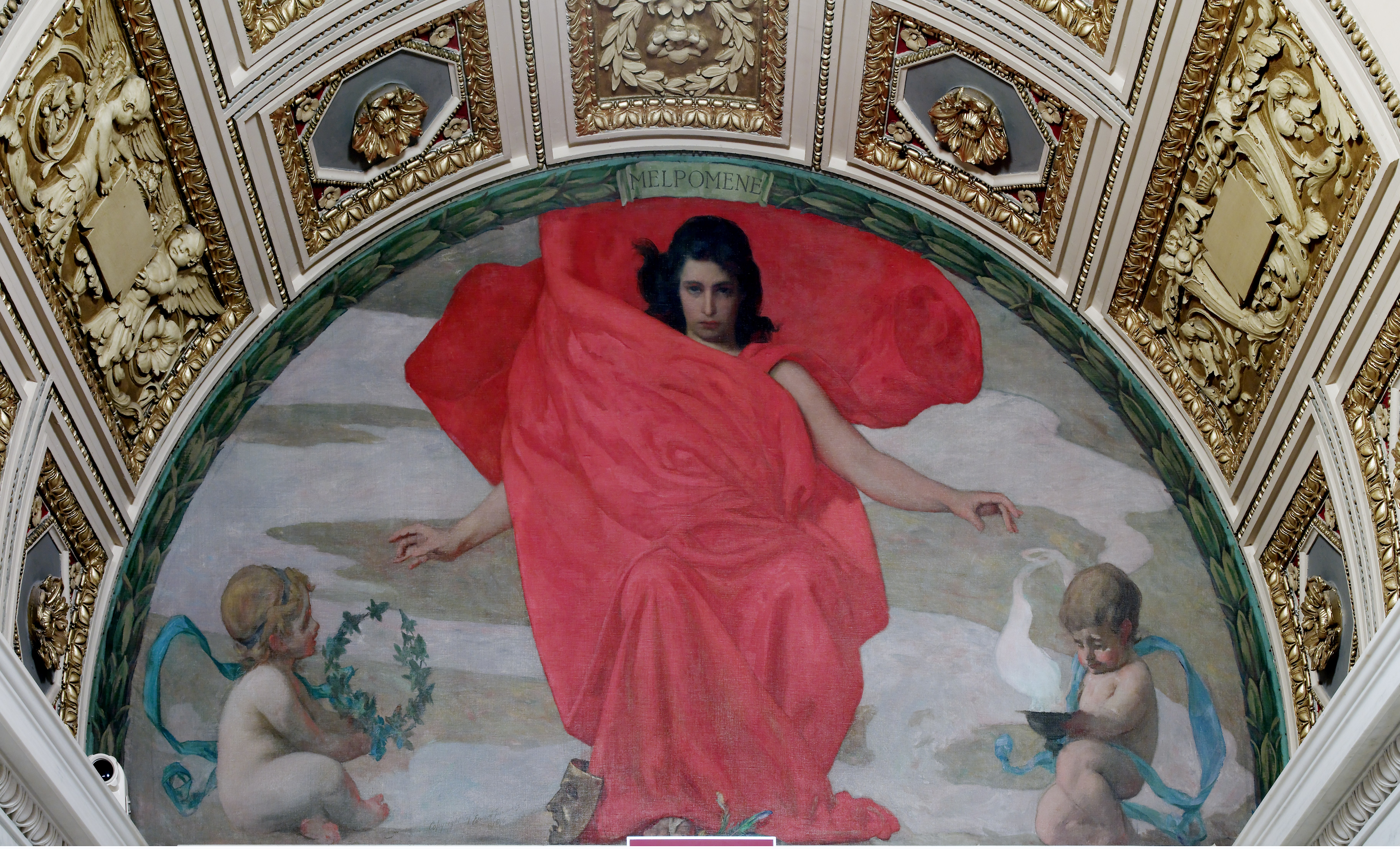
Едвард Сіммонс (художник). «Муза трагедії Мельпомена». Бібліотека Конгресу США, 1896
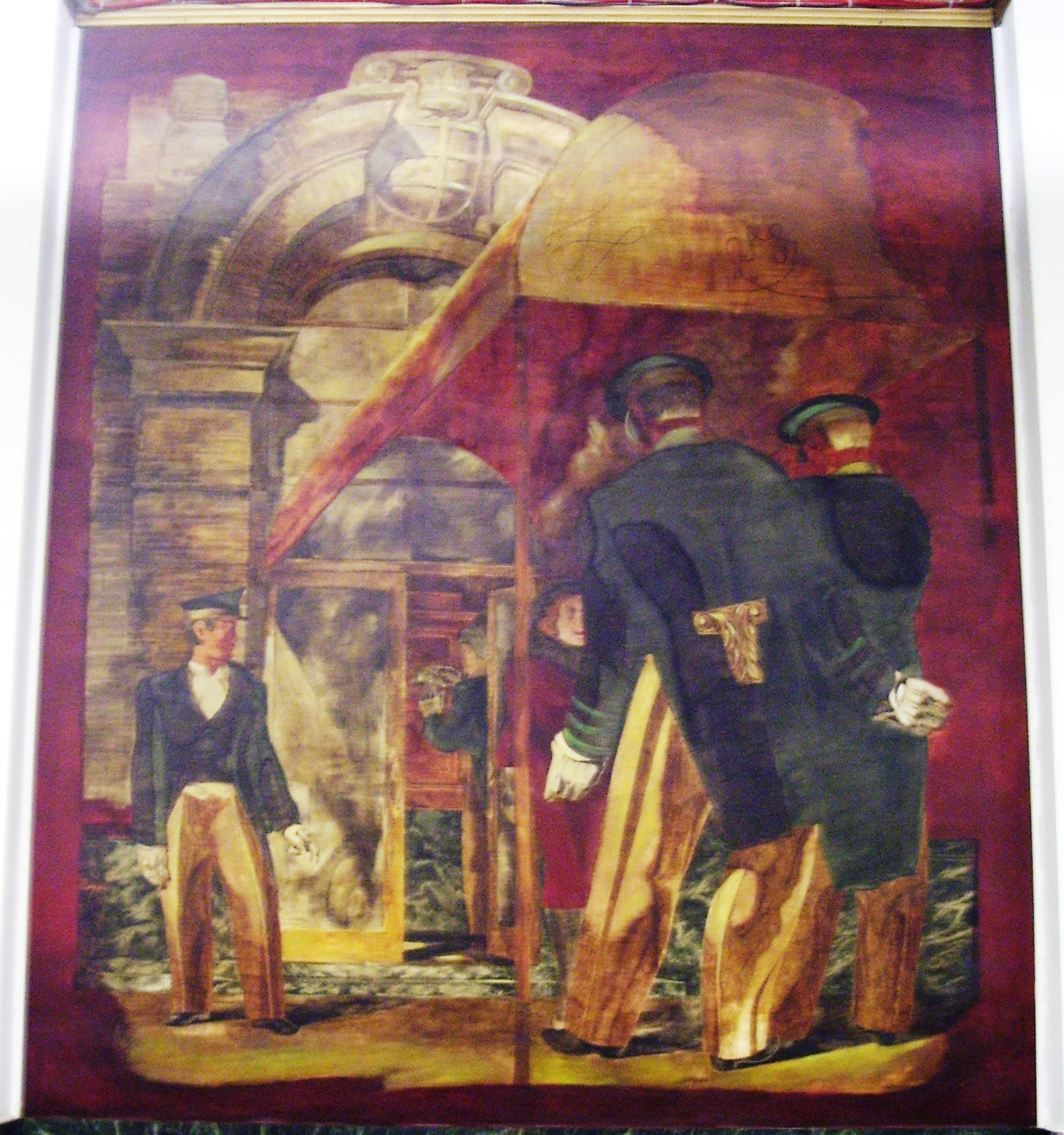
Худ.Кіндред Маклер. Поштове відділення в Медісон Сквер Стейшн на Манхаттені, стінопис 1937
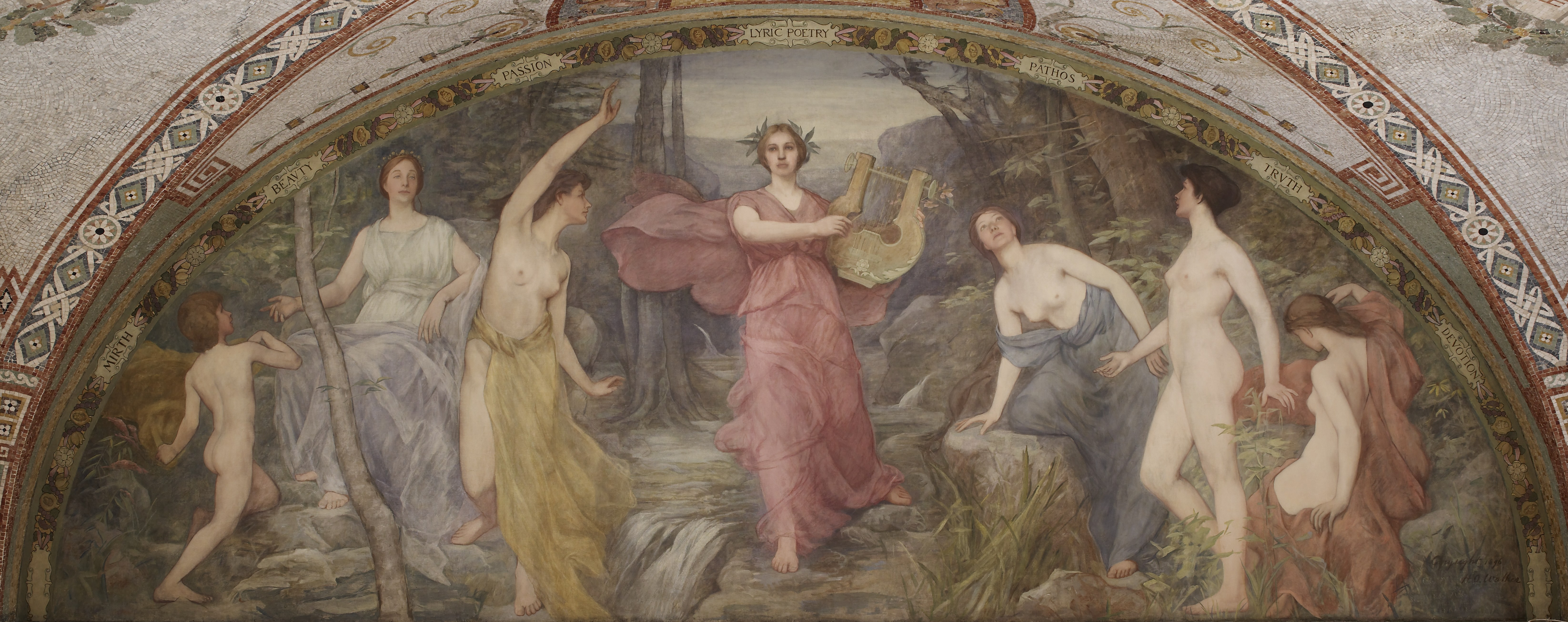
Генрі Олівер Волкер. «Алегорія Ліричної поезії». Південний коридор Томас Джефферсон білдинг.  Бібліотека Конгресу США, 1896
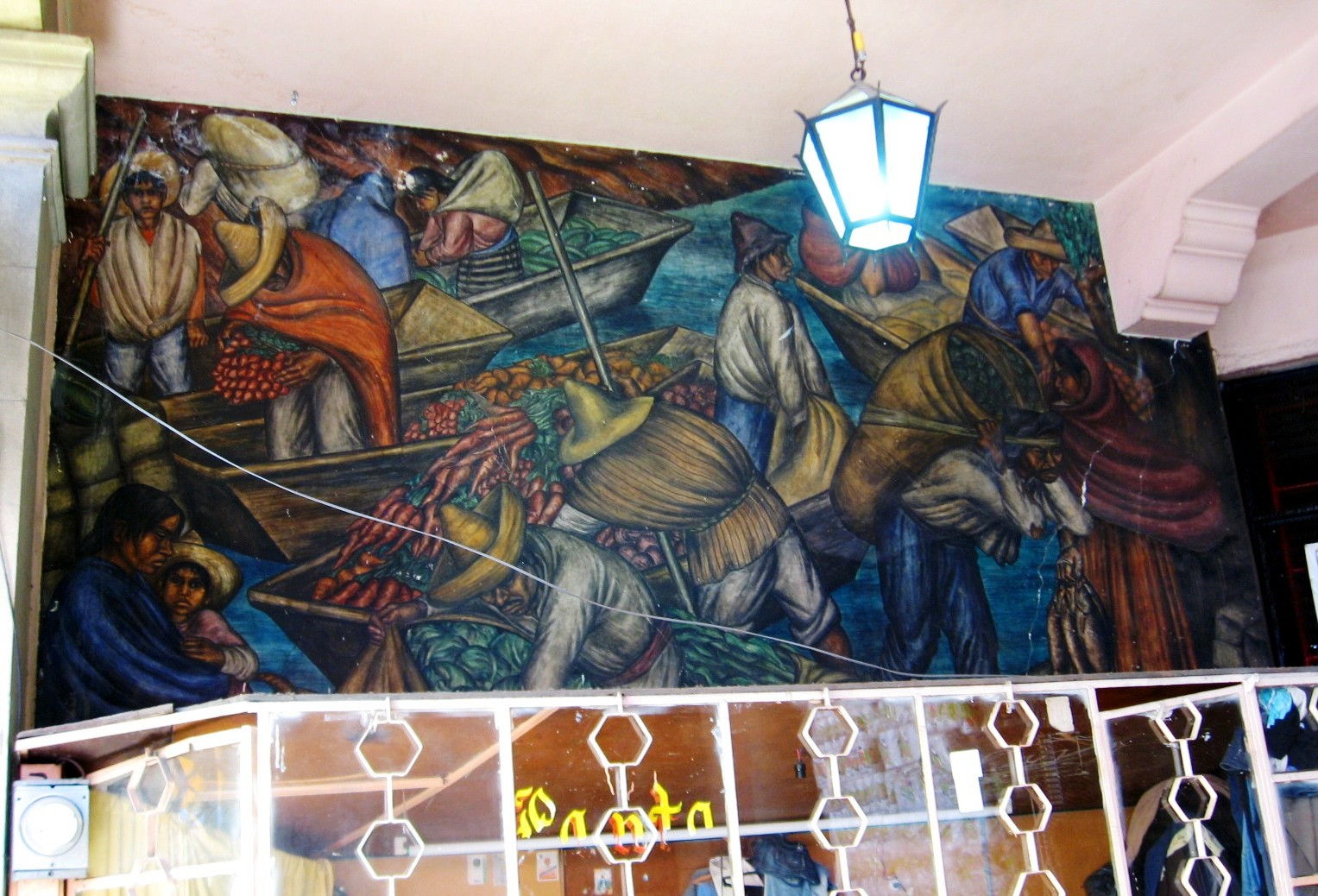
Меріон Грінвуд. Стінопис «Розвантаження овочів і фруктів»
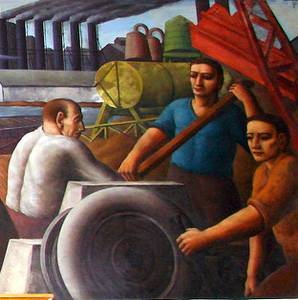
Худ. Пол Мелтснер. Поштове відділення Огайо, стінопис 1937
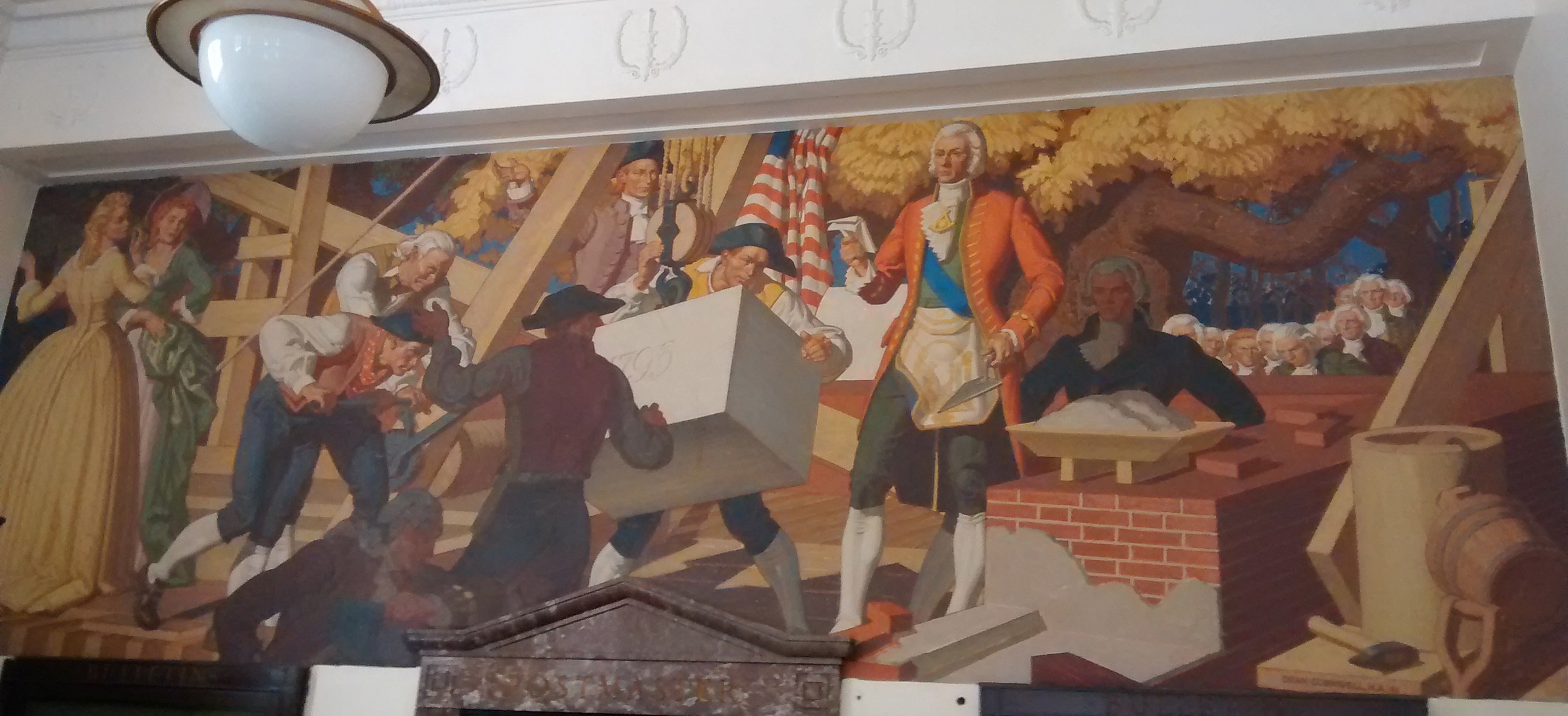
Дин Корнуелл (1892—1960) «Початок будівництва Олд Іст, першого будинку у місті Чапел Хіл, Північна Кароліна», стінопис у пошті, 1941

## Реклама і комерційне мистецтво

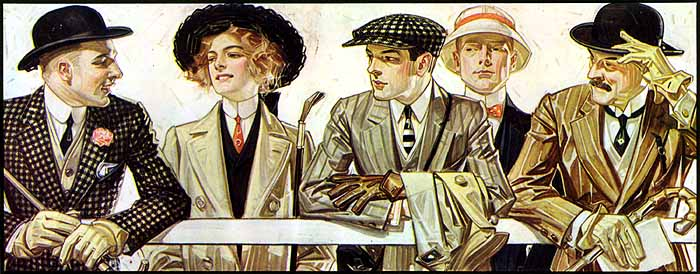
Джозеф Крістіан Леєндекер. Постер для «Arrow Collar», 1907

Окреме місце в мистецтві США 20 ст. посів Джозеф Крістіан Леєндекер(1874—1951), рекламний художник. Родина Леєндекер 1882 року емігрувала в Чикаго з Німеччини. Художниками стануть Джозеф Крістіан та його брат Франц Ксавьєр (1876—1924). Джозеф навчався в художньому інституті Чикаго, а потім разом із братом навчався в Парижі в Академії Жульєна.
1899 року брати повернулись в Сполучені Штати. Ще підлітком Джозеф К. Леєндекер працював в друкарській фірмі «J. Manz & Co». Він десятиліттями працюватиме на видання «The Saturday Evening Post» та «Arrow Collar» (Коміри фірми Арроу), задавши певний рівень елегантності модних зразків для багатіїв. В ескізах і готових творах Джозеф К. Леєндекер використовував віртуозну живописну техніку, котру переводили в друковану продукцію (поштівки, рекламні постери, обкладинки журналів тощо). Із парубка виробився майстерний художник з рідкісним колористичним обдаруванням і здатністю працювати в заданому форматі аркуша, ніде не виходячи з кадру за його межі. Джозеф К. Леєндекер створив декілька суто американських рекламних образів (дитинча як уособлення Нового року, бородань Санта Клаус, квіти на день матері, феєрверк на День Незалежності). Він працював і як портретист. Але майстерність художника саме в рекламі надзвичайно підняла рівень рекламного і комерційного мистецтва США та його товарну привабливість. Джозеф К. Леєндекер мав низку художників-послідовників, серед яких і ілюстратор Норман Роквелл (1894—1978).

## Мозаїки у США

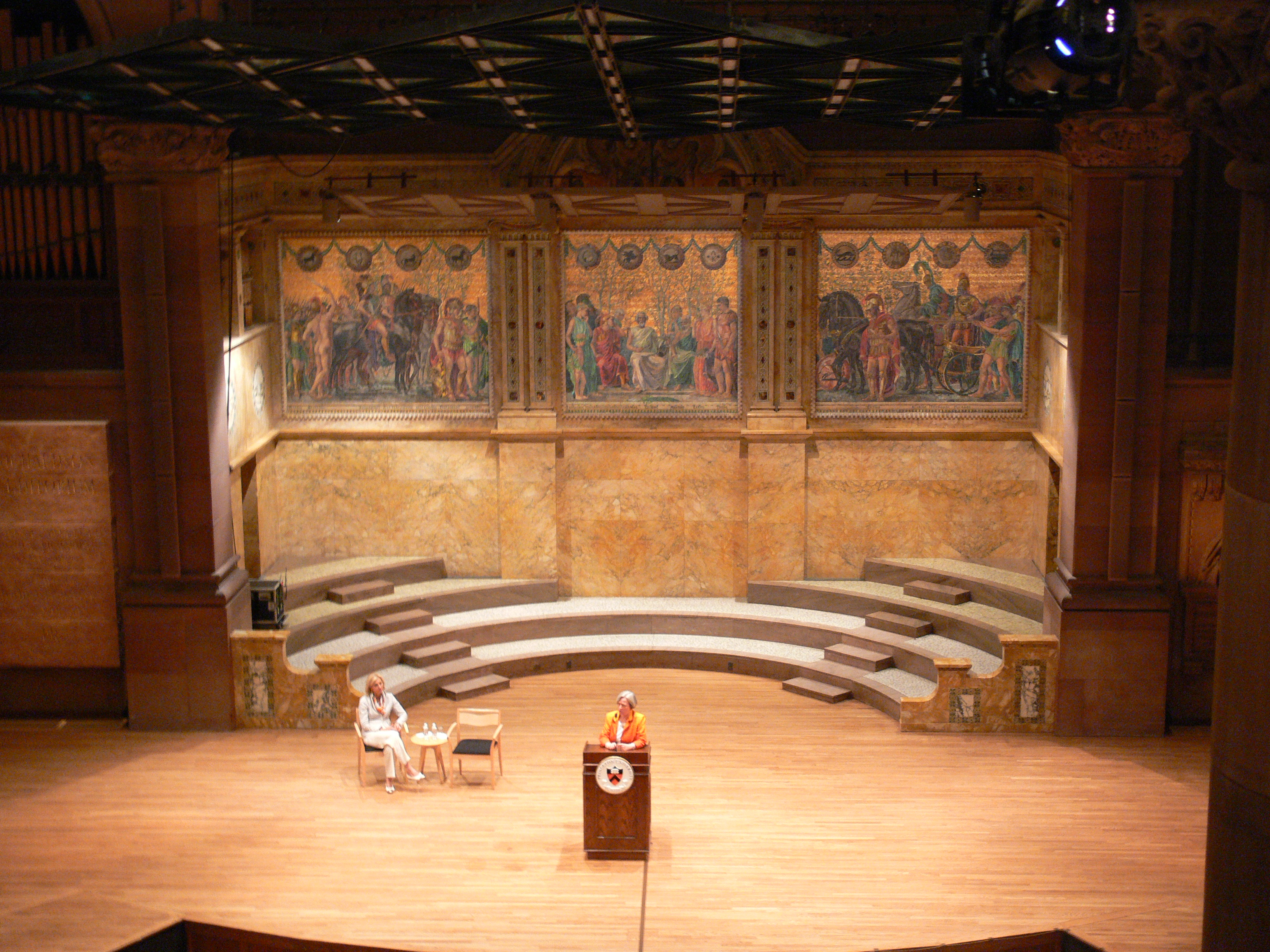
Принстонський університет, Александер Холл, аудиторія. Триптих «Історії Гомера», загальний вигляд
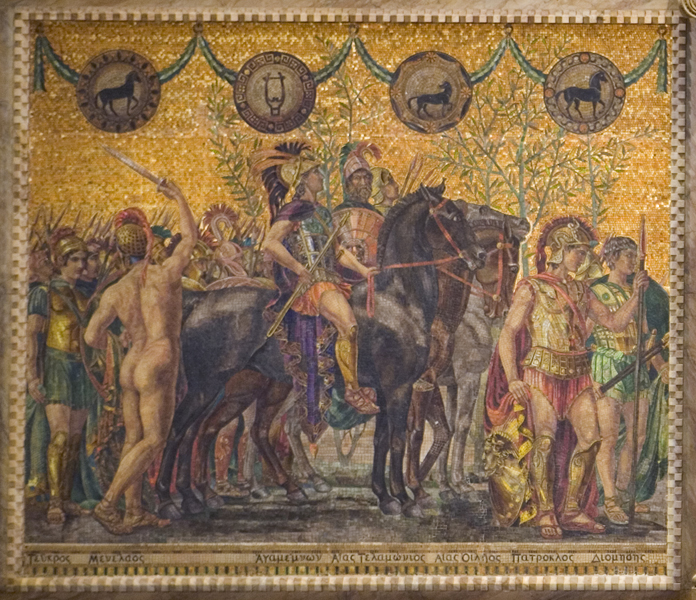
Принстонський університет, Александер Холл, аудиторія. Триптих «Історії Гомера», ліве панно з ахейцями, 1894
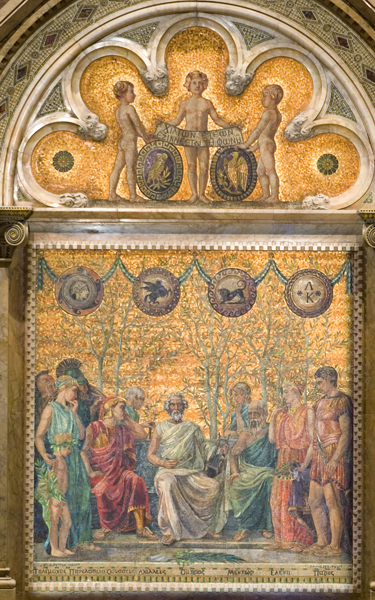
Принстонський університет, Александер Холл, аудиторія. Триптих «Історії Гомера», центральне панно з Гомером, Парисом, Єленою Прекрасною та Ахіллом, 1894
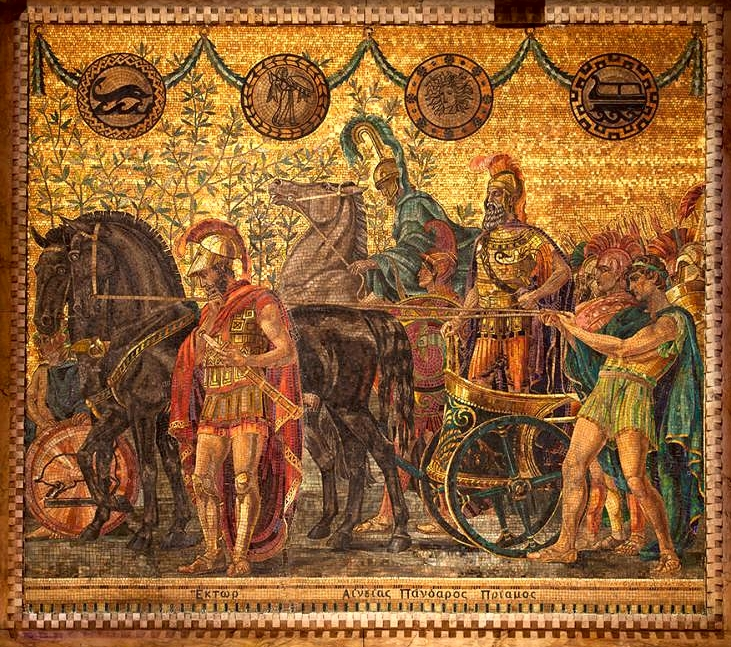
Принстонський університет, Александер Холл, аудиторія. Триптих «Історії Гомера», праве панно з Гектором, Пріамом і троянцями, 1894

## Художники емігранти та запрошені на працю тимчасово

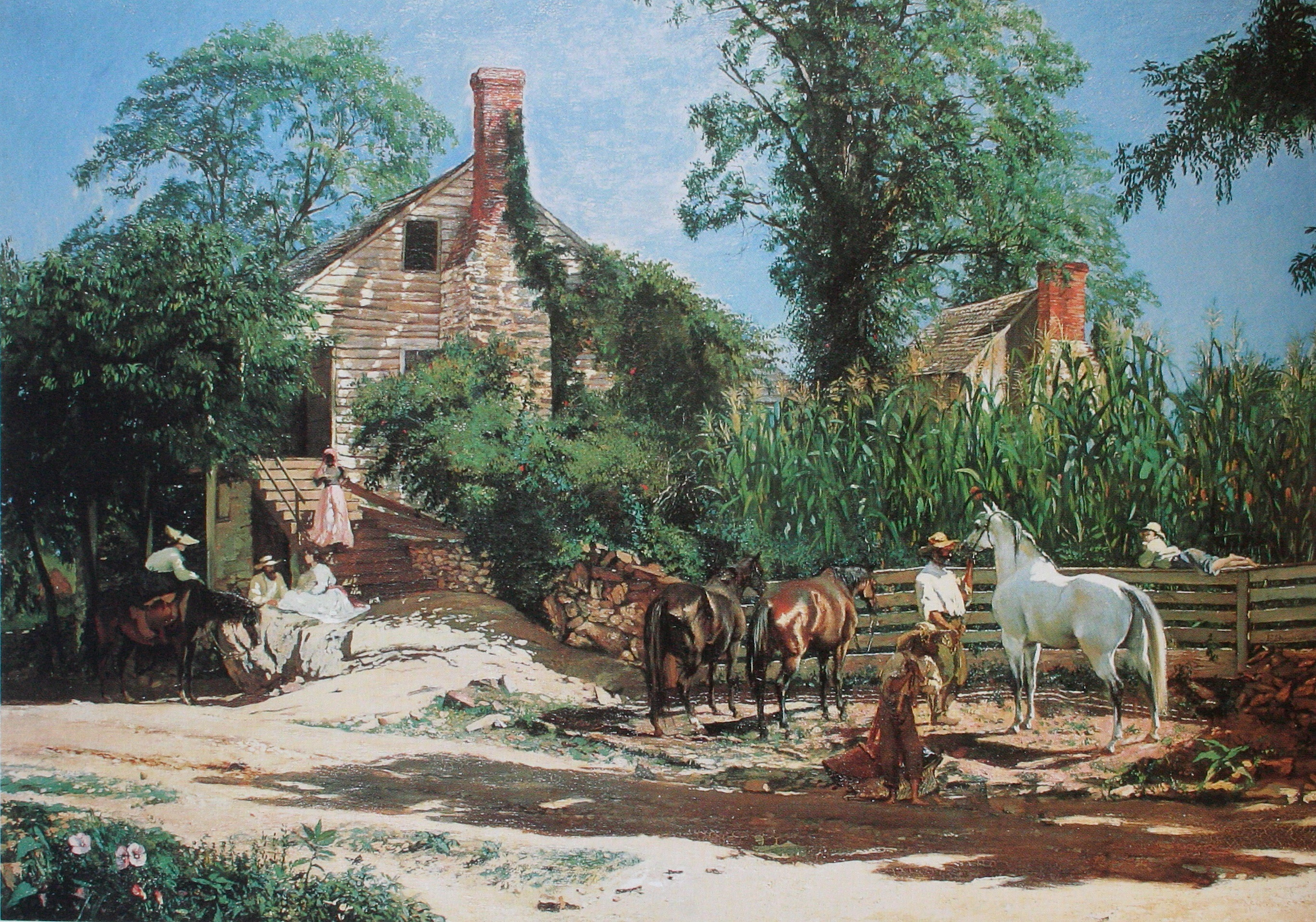
Френк Бухер. «Стара Вірджинія, США», 1870 р.

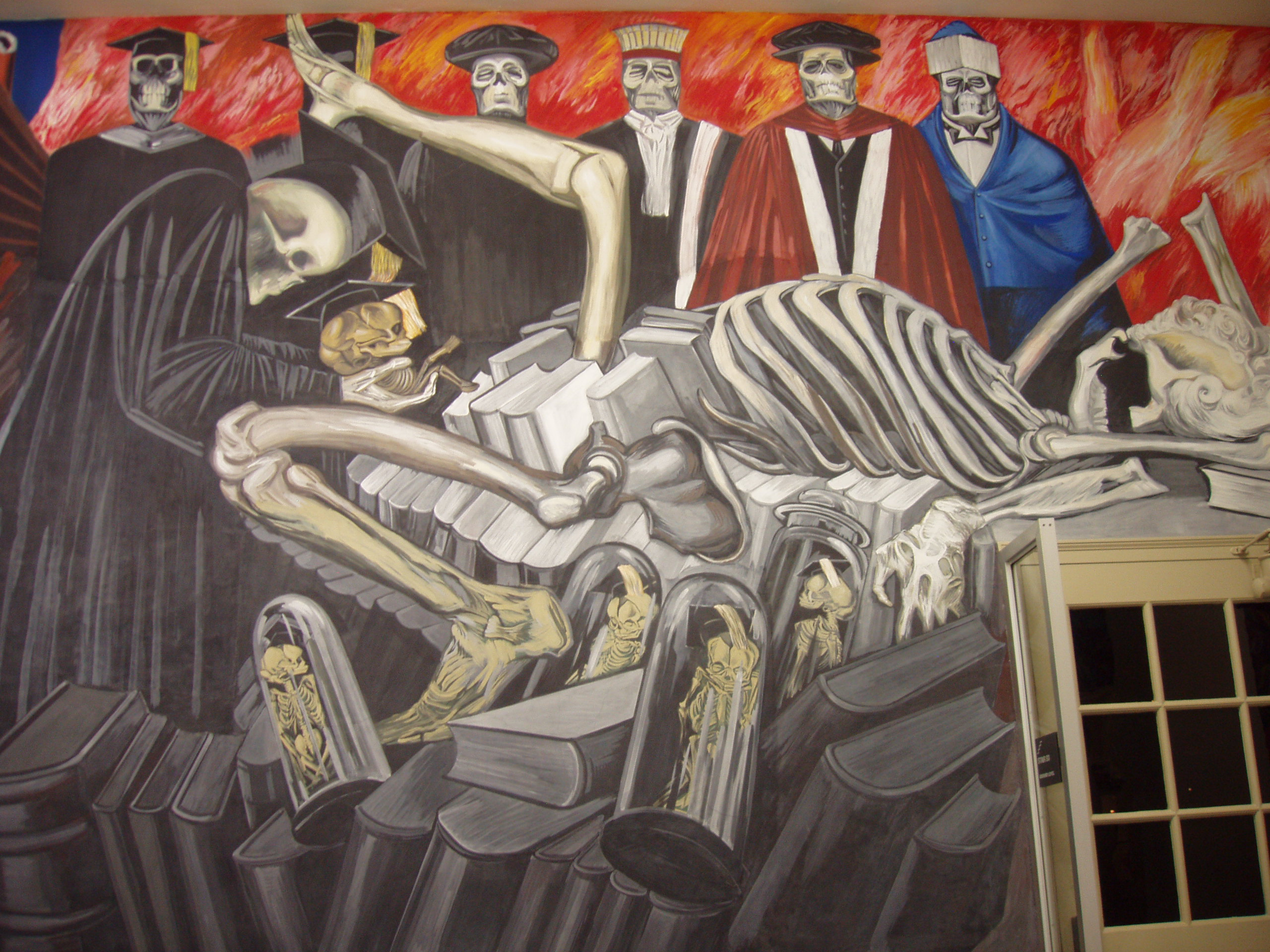
Хосе Клементе Ороско. Деталь фрески «Американська цивілізація», бібліотека Дартмутського коледжу, Гановер (США).

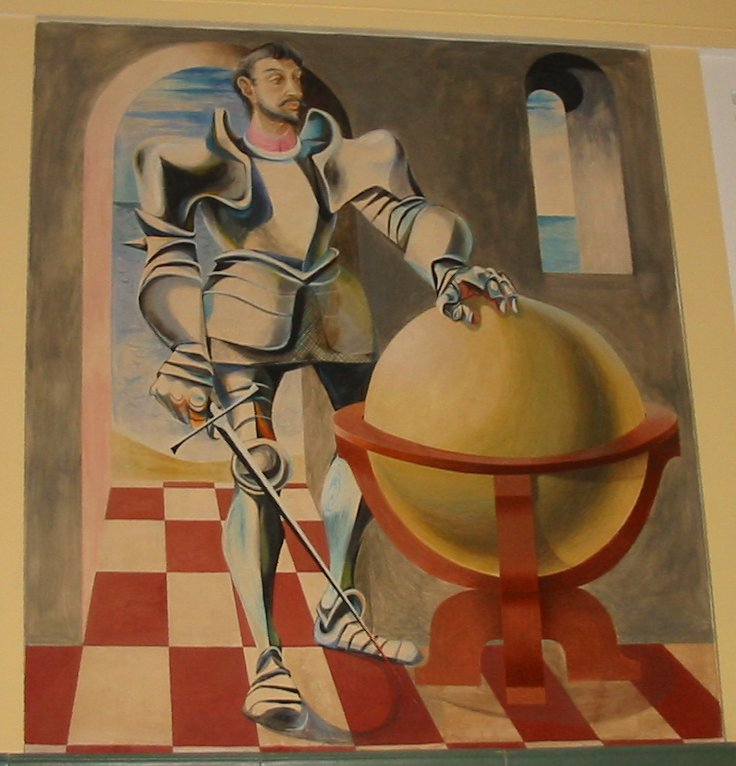
Антон Рефреж'є. Фреска Френсіс Дрейк, Рінкон центр, Сан-Франциско.

І без того барвисту картину художнього життя Сполучених Штатів в 20 ст. ускладнювали художники-емігранти та художники, тимчасово запрошені на працю в країну. Більшовицький переворот в жовтні 1917 та репресії і лихоліття громадянської війни вичавили з Росії низку діячів мистецтва і науки — композиторів, музикантів, акторів, письменників, науковців, інженерів. Була серед них і низка російських художників. США відвідав Микола Реріх, а продажу його псевдоісторичних картин сприяє старанно розповсюджена легенда про лікувальні властивості його полотен. В Нью-Йорку відкривають особистий музей Реріха. США відвідав елегантний Сомов Костянтин Андрійович з метою продати твори російських художників і цим підтримати їх в роки фінансової скрути. Натуралізувались в Сполучених Штатах Фешин Микола Іванович , представник постімпресіонізму, Ян Генрик Розен, яскравий представник сецесії, монументаліст Арнаутов Віктор Михайлович.
У мексиканському мистецтві 20 ст., нехай і з запізненням, отримали розвиток усі жанри образотворчого мистецтва, яких тут не було, але притаманних світовій художній культурі (пейзаж, натюрморт, портрет, побутовий жанр, анімалістичний жанр тощо). Більшість художників країни зверталась до графіки та майже всіх її сучасних технік (літографія, дереворит, комбіновані техніки друку). Монументальні стінописи початкового періоду робились не для музеїв, а для суспільних завдань роз'яснення реформ та агітації на їх підтримку. Реальність внесла свої корективи. І низка відкритих галерей та музеїв країни збирає все розмаїття художніх творів — будь-якої техніки і будь-якої стилістики.
На працю в Сполучені Штати були запрошені мексиканці Дієго Рівера, Хосе Клементе Ороско, критично налаштовані і на американську цивілізацію, і на крайнощі її суспільного ладу. Вони привнесли в живопис Сполучених Штатів гаряче і небезпечне дихання мексиканської революції, надій на покращення життя, прагнення скоріших реформ і демократизації, сприяючи світовій славі мистецтва Мексики (Ороско, фреска «Американська цивілізація», бібліотека Дартмутського коледжу, «Прометей», фреска в Памона коледжі, США, 1930 р.). Монументальні твори Дієго Рівери викликали спротив і цензурні обмеження, а найбільш небезпечна фреска була закрита від глядачів завісою.
Відверто експериментальний характер мав монументальний живопис Хосе Клементе Ороско. Він не зупинявся перед традицією створення фресок в старовинних спорудах чи сміливому використанні кольорів та їх обмеженні. Так, фрески бібліотеки Ортиса в місті Хікілпан взагалі виконані лише в чорно-білих тонах в 1940 р. Майстер наче пригадав сюжети і теми власних ранніх малюнків серії «Мексика в революції». Того ж 1940 року він продовжив експериментальний характер з фресками і створив пересувну фреску «Бомбардувальник-літак у піке», взагалі позбавивши фреску фіксації на стіні. Це прирівняло фреску до актуального політичного плакату. Вона була створена на замову Музею сучасного мистецтва в Нью-Йорку і була гнівним відгуком художника на початок війни нацистської Німеччини проти Франції.
Навпаки, безсюжетне і абстрактно-безпечне мистецтво мексиканця Руфіно Тамайо мало офіційну підтримку.
В країні десятиліттями працювали іноземці за походженням чи вихованням —
- Френк Бухер (1828—1890)
- Фешин Микола Іванович (1881—1955)
- Арнаутов Віктор Михайлович (1896—1979)
- Ситников Василь Якович (1915—1987)
- Сорин Савелій Абрамович (1878—1953)
- Ігнасіо Сулоага (1870—1945)
- Антон Рефреж'є (1905—1979)
- Ян Генрик Розен(1891—1972)
- Добужинський Мстислав Валеріанович(1875—1857)
- Дієго Рівера ()
- Хосе Клементе Ороско
- Марк Ротко (Маркус Роткович з Латвії)
- Джон Д. Грехем (Іван Домбровський з України)
- Марк Клионський (Marc Klionsky)
- Павло Челіщев (1898—1957)
- Давід Бурлюк (1882—1967)
- Леон Гаспар (1882—1964)
- Арчіл Горки
- Хоакін Соролья і Бастіда (1863—1923)
- Рамон Касас (1866—1932)
- Елісео Мейфрен (1857—1940)
- Сальвадор Далі
- Луїс Лозовик
- Віктор Нізовцев
- Руфіно Тамайо

## Прецизіонізм

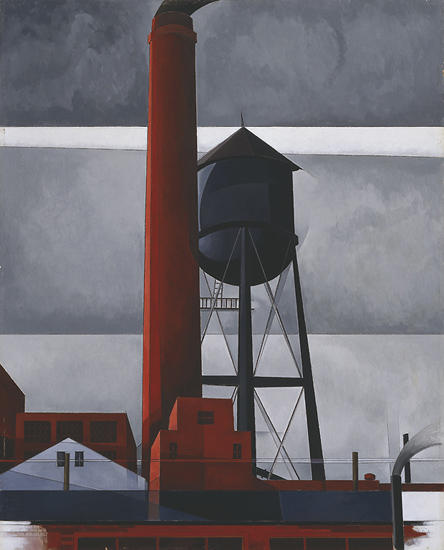
Чарльз Демут. «Труба і водонагнітна вежа заводу», 1931

Недовгий за терміном стилістичний напрям в живопису Сполучених Штатів, що мав місце між двома світовими війнами 1914—1918 та 1939—1945.
Представники стилістичного напрямку не випускали теоретичного обґрунтування чи власної ідеологічної платформи. Але їх творчість мала декілька схожих ознак — підкреслена геометричність, графічна чіткість форм, ігнорування атмосфери, помітна «стерильність» зображень, що перебувають в безповітряному і штучному просторі, відсутність людей навіть як стафажу. Американський прецизіонізм мав декотрі риси, що наближали його до обережного кубізму і італійського футуризму і відокремлювали від стилю ар-деко (сецесія), котрий обслуговував багаті верства населення з його уявами про непобутовість мистецтва, високі ідеали і престиж.
Мистецтвознавчий термін «прецизіонізм» виник наприкінці 1920-х років. Прихильники стилістики подають індустріальні і міські пейзажі як самодостатні, машини і промислові споруди панують в картині і нагадують живі ро́боти. Технічний прогрес в загрозливих формах надто модернізує ландшафти Сполучених Штатів, витісняє з них людей і саму природу в ніщо. Тому в картинах представників прецизіонізм панують сум, меланхолія, самотність і пригніченість, навіть коли в них присутні розгублені і пригнічені люди (Едвард Хоппер, Чарльз Шилер).
Дивним чином представники прецизіонізму не мали навіть асоціативних зв'язків із творчістю інших художників реалістичного напрямку США, що працювали в той же період, серед яких — Роквелл Кент (Rockwell Kent), Луї Лозовик (Louis Lozowick), Ян Матулка (Jan Matulka), Ралстон Кроуфорд (Ralston Crawford). Психологічна напруга картин Едвард Хоппера чи позачасовість Джорджиї О'Кіф не мають нічого спільного з виваженістю і напругою картин реаліста Ендрю Ваєта.
Серед представників стилю — Едвард Хоппер, Чарльз Шилер, Джорджия О'Кіф, Чарльз Демут, Стюарт Девіс.

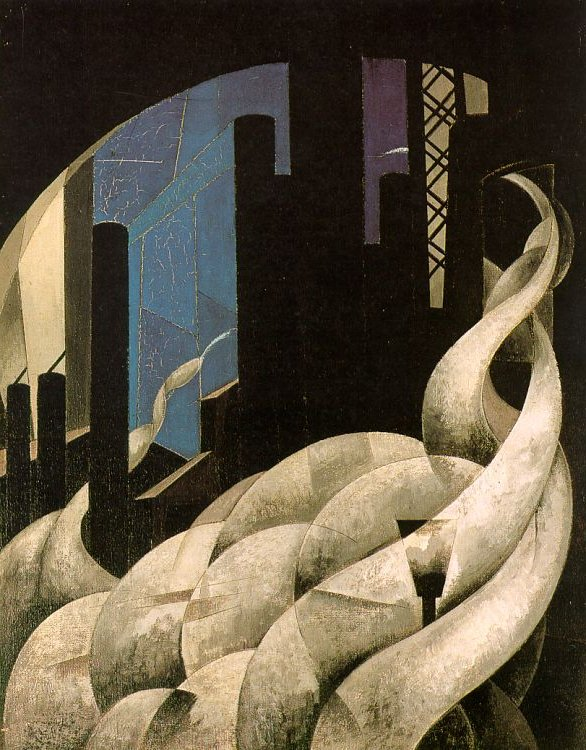
Чарльз Демут. «Аромати нової церкви», 1921
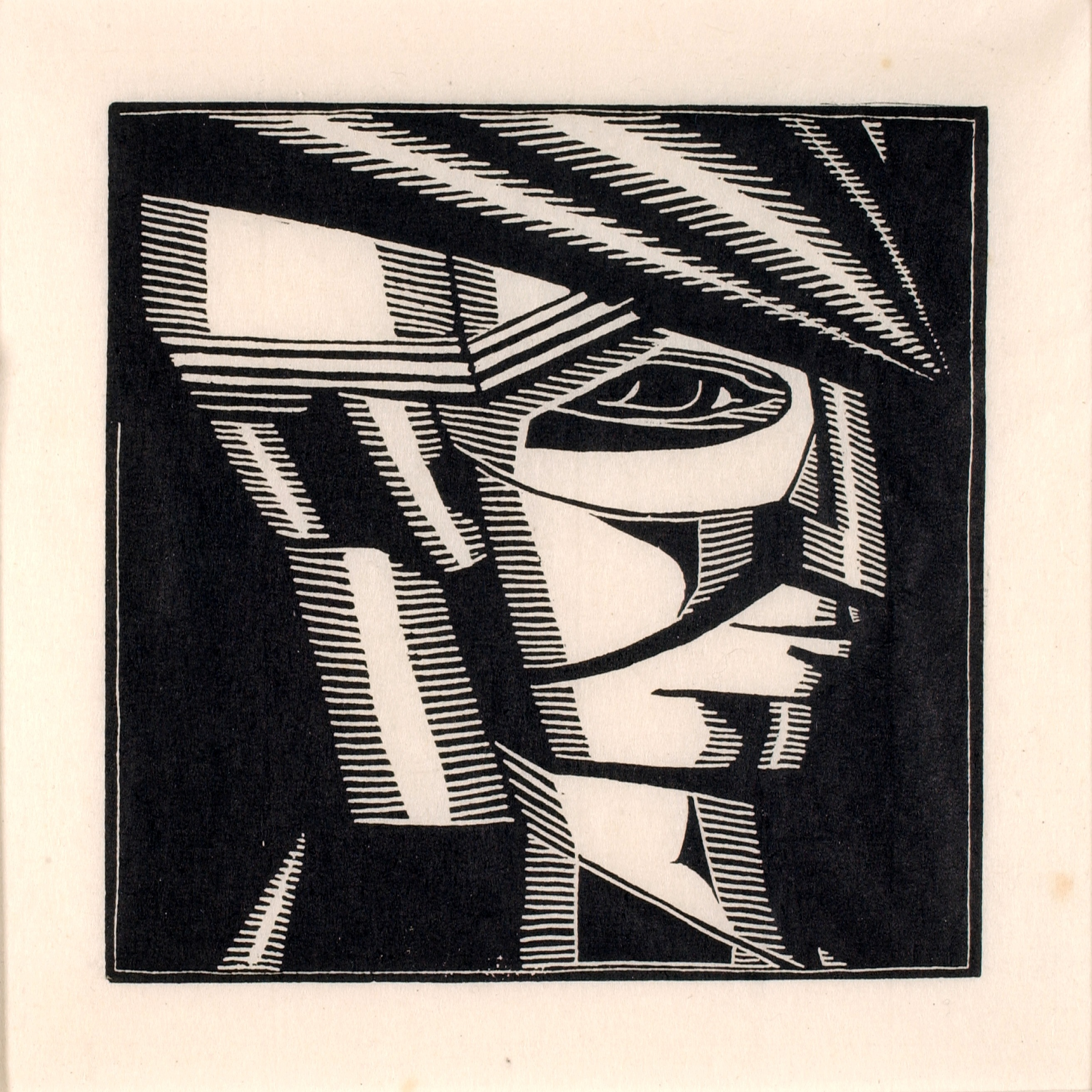
Джон Сторрз. «Голова у профіль», дереворит, 1918
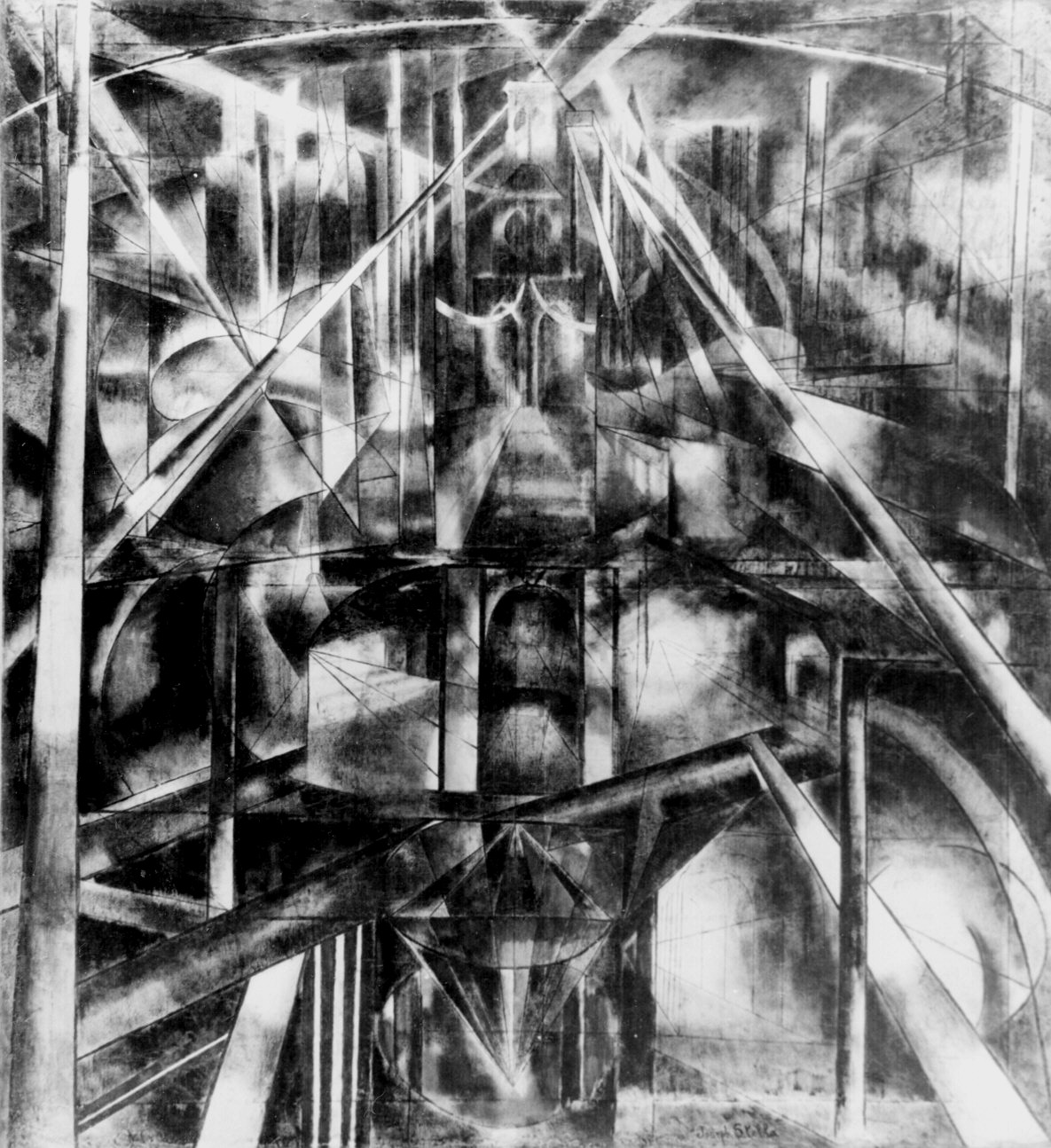
Джозеф Стелла. «Бруклінський міст»,  1918
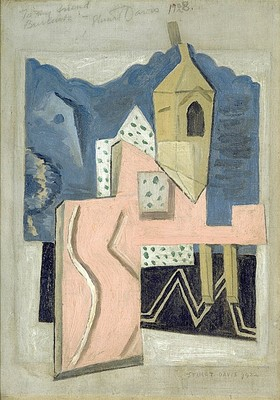
Стюарт Девіс. «Дзвіниця і вулиця», 1922

## Авангардизм, абстракціонізм
Авангардизм має відверто руйнівні тенденції через жагу майстрів утвердити власний авторитет шляхом скасування авторитету попередників. Саме так було в живопису США. При цьому нові знахідки і настанови не завжди виводили живопис і графіку на нові шляхи.
1913 року в Нью-Йорку відбулася Арсенальна виставка (Armory Show). Вона продемонструвала жадібній публіці мегаполісу до всього новомодного і сенсаційного творчість двадцяти п'яти американських художників, котрі забажали ввести в місцеве мистецтво авангардні тенденції західноєвропейського мистецтва (кубізм, експресіонізм, дадаїзм, абстракціонізм). Виставку Armory Show (1600 картин)показали також в містах Бостон та Чикаго, де викликали скандал. Скандальність супроводжуватиме і надалі виставки авангардних художників, котра сприймалась ознакою сміливості і вдалої реклами. Але перелом в свідомості галеристів і колекціонерів відбувся. Почали формувати колекції сучасного на той час мистецтва.
Зміцненню позицій авангардного і абстрактного мистецтва в живопису США сприяли і нові хвилі художників-емігрантів з Європи, що покидали континент, охопленій війною з гітлерівською Німеччиною. Прибували саме авангардно налаштовані митці. Значний вплив на мистецьку ситуацію в країні мали кубізм і твори Марселя Дюшана. З дадаїзмом американську публіку познайомили 1915 року, а «Оголена пані, що спускається сходами» М. Дюшана викликала скандал. Навколо Дюшана скупчилася група художників, серед яких були Ман Рей, Френсіс Пікабіа, Альфред Штигліц. Разом вони заснували журнал 291. Марсель Дюшан став натуралізованим громадянином США з 1955 р. Низка скандально відомих художників, що працювала в Нью-Йорку, надала підстави художнім критикам вважати місто одним із центрів світового мистецтва поряд із Лондоном, яке втратив захоплений гітлерівцями Париж.
Стилістику кубізму розділяла низка американських художників, серед яких були Стюарт Девіс (1894—1964), Марстен Хартлі (1877—1943), Макс Вебер (1881—1961)
Згодом прийшла втома від абстракціонізму, підтриманому багатіями і теоретиками мистецтва, заклопотаними престижем мистецтва Сполучених Штатів, нібито піднятим до найкращих надбань світових тенденцій. Реакцією на втому від абстракціонізму (і його відмову від пізнаваних форм та безсюжетність) стануть поп-арт, відновлення в художньому житті США тоналізму (нео-тоналізм), американського варіанта імпресіонізму і навіть брутальному реалізму, особливо в стінописах та в пейзажах.

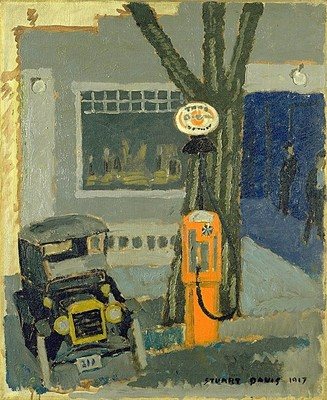
Стюарт Девіс, «Гараж № 1», 1917
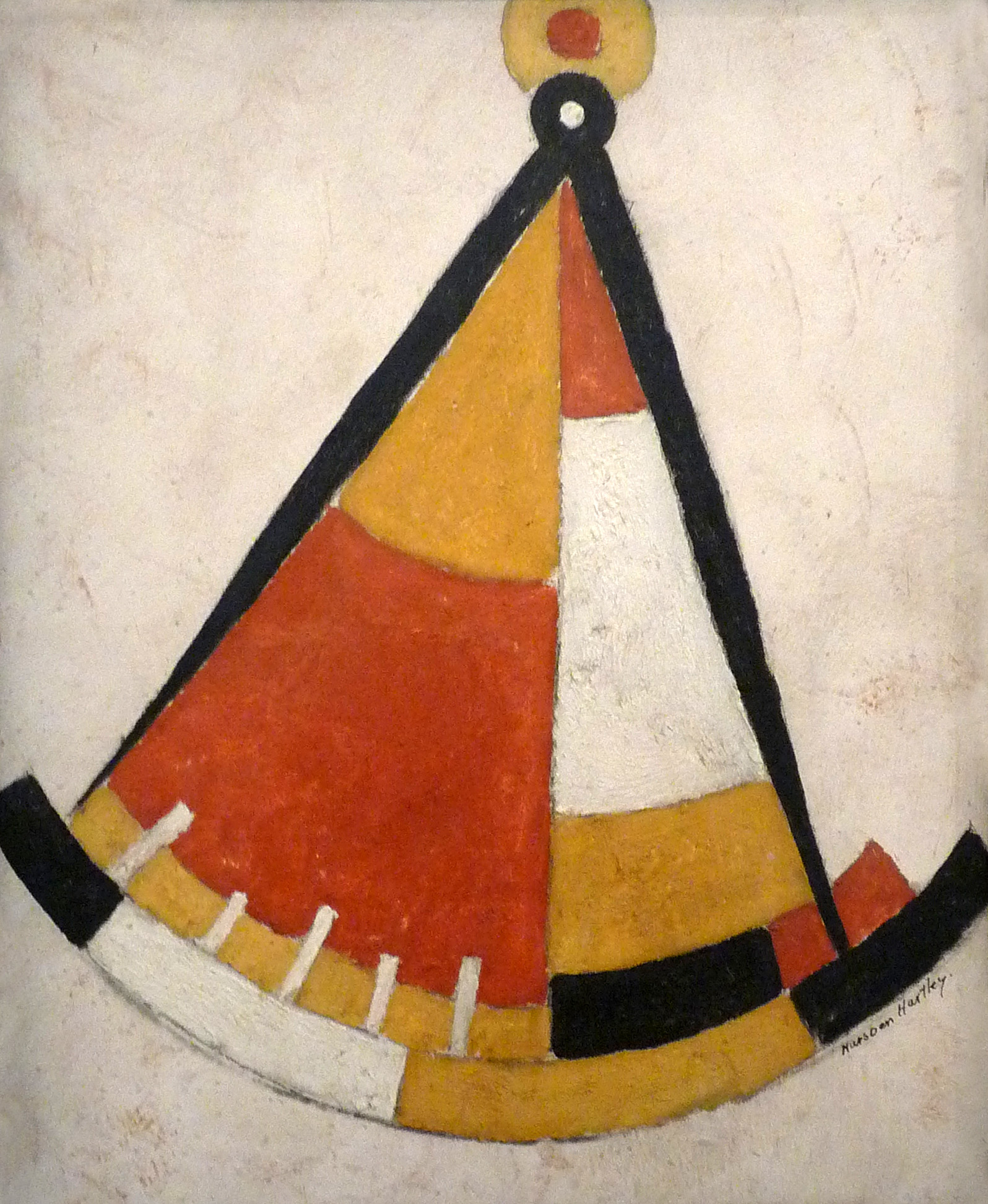
Марстен Хартлі. «Секстант», 1917, Музей мистецтв Філадельфії
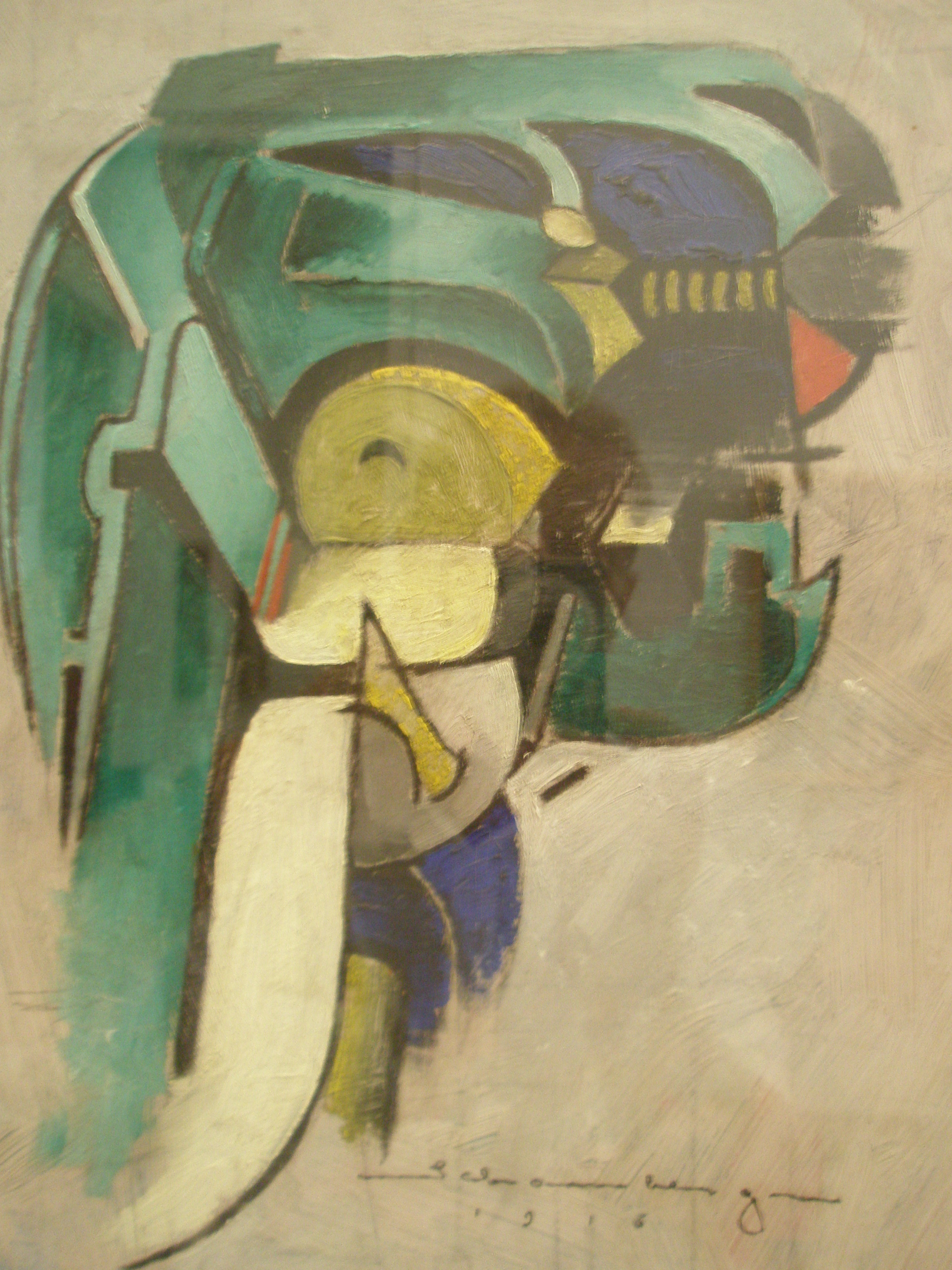
Мортон Шамберг. «Механічна абстракція», 1916, Музей мистецтв Філадельфії
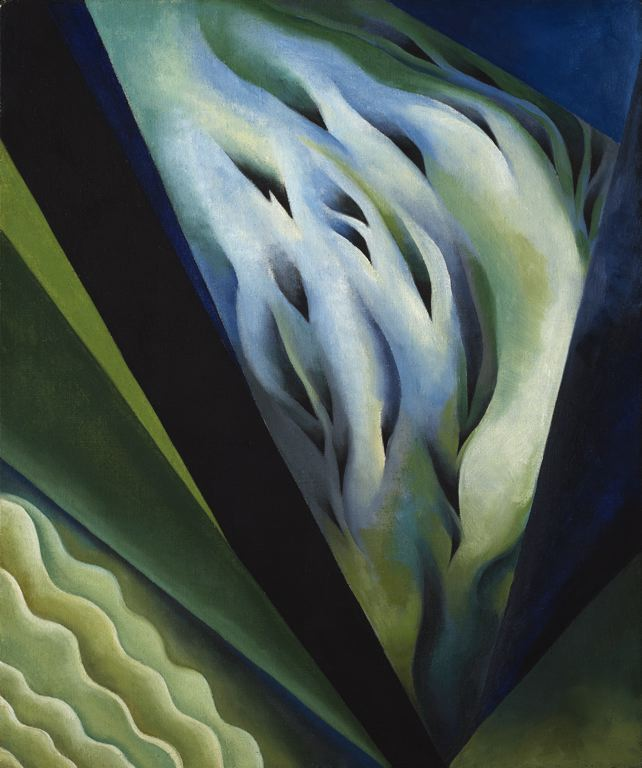
Джорджія О'Кіф. «Зелене і блакитне», 1920
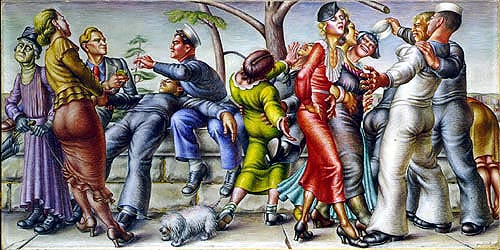
Пол Кадмус. «Морська піхота», 1934
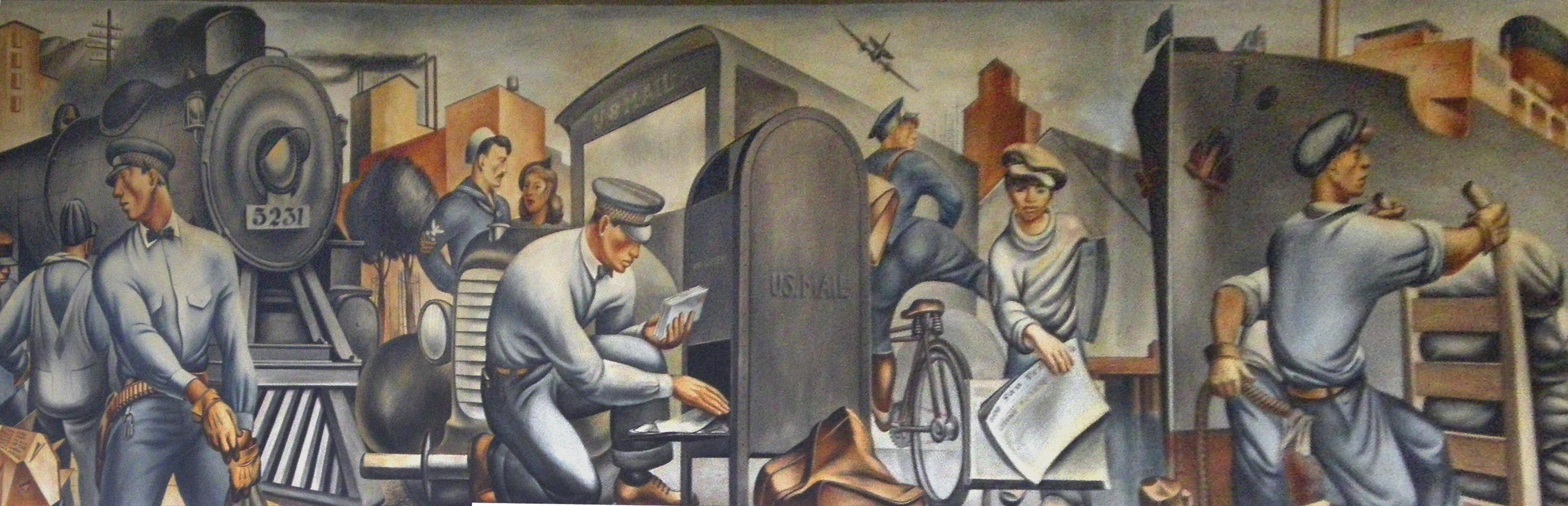
Стінопис, «Поштарі», поштове відділення Сан Педро, Каліфорнія

## Музеї і американський живопис

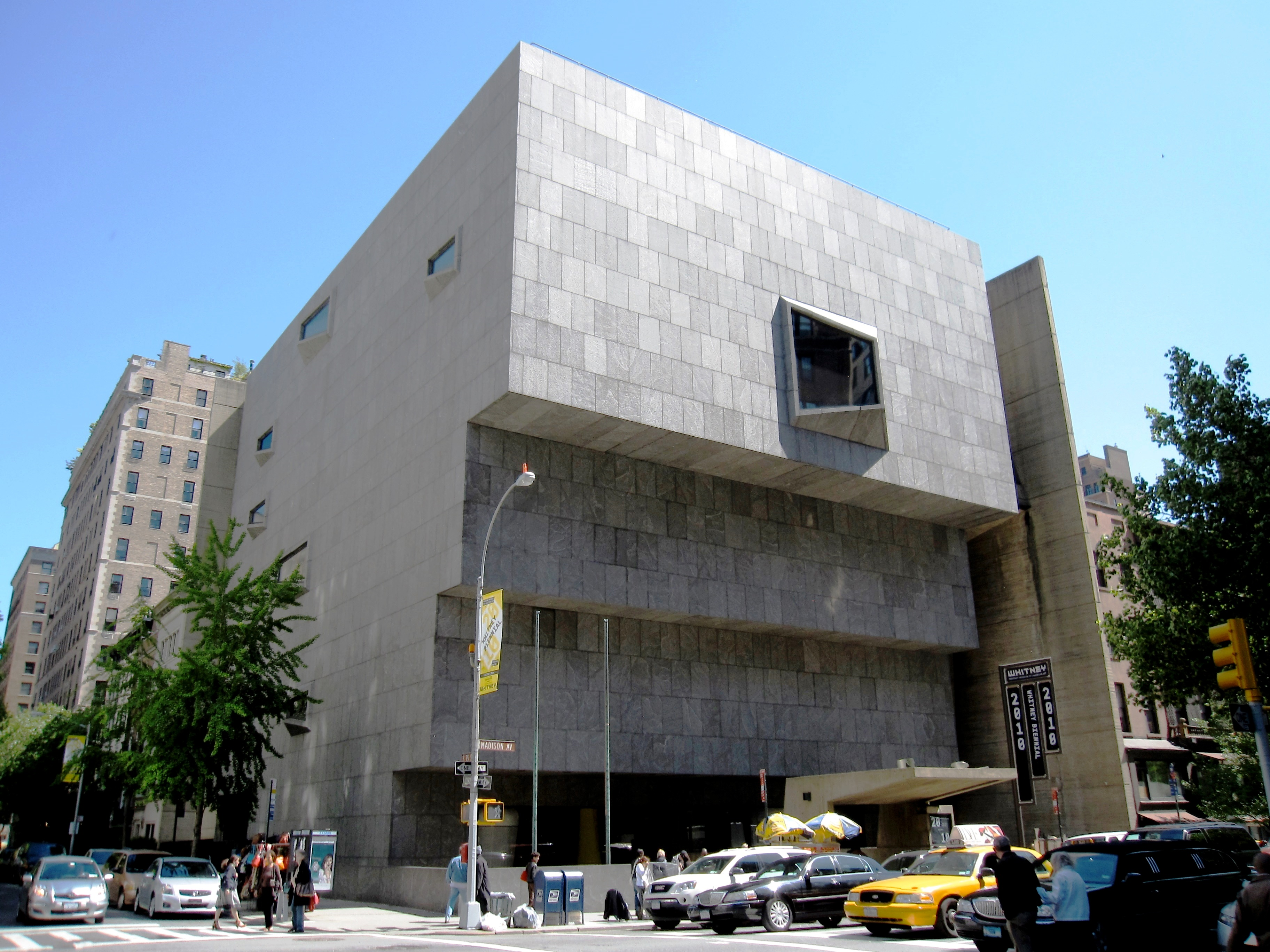
Вітні музей американського мистецтва. Нью-Йорк

Вже на зламі 19-20 століть прийшло усвідомлення мистецької вартості живопису Сполучених Штатів. На тлі самоусвідомлення мешканців країни в багатьох великих музеях відкривають відділки живопису митців Сполучених Штатів. Власні відділки мають —
- Музей мистецтва Метрополітен
- Бостонський музей образотворчих мистецтв
- Національна галерея (Вашингтон)
- Музей мистецтв Філадельфії
- Музей мистецтв округу Лос-Анджелес
- Галерея красних мистецтв, Колумбус, Огайо
- Клівлендський музей мистецтв
- Художній інститут Чикаго
- Музей мистецтв, Сент Луїс тощо.

Окремий музей американського мистецтва виник в Нью-Йорку випадково. Мільйонерка Гертруда Вандербілт, в шлюбі Вітні (1875—1942), сама скульпторка, зібрала значну колекцію творів молодих і ще не визнаних американських майстрів. Для показу і пропаганди авангардних майстрів вона організувала Виставковий комплекс «Whitney Studio Club». Коли кількість придбаних творів надто збільшилась, пані Вандербілт Вітні запропонувала колекцію музею Метрополітен. З міркувань обережності і незахаращення збірки маловартісними зразками Метрополітен дарунок відхилив. Тоді пані Вандербілт Вітні заснувала окремий музей — Музей американського мистецтва Вітні. На кінець 20 ст. музей мав понад 19 000 картин, скульптуру, малюнки, графіку, фотографії, фільми, відео та архівну інформацію щодо 2.900 художників Сполучених Штатів, хоча там мало шедеврів.

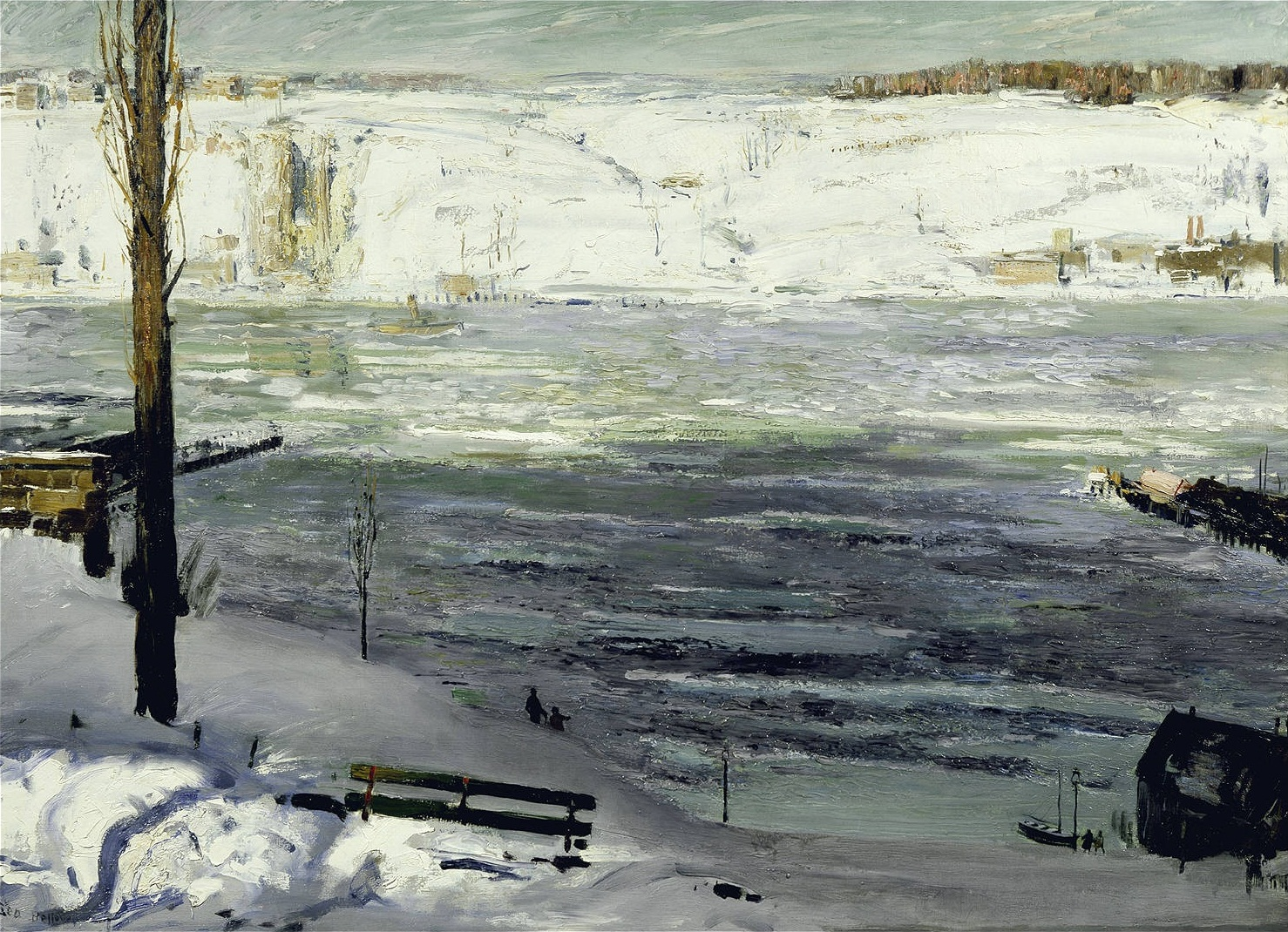
Джордж Беллоуз, «Лід пливе», 1910
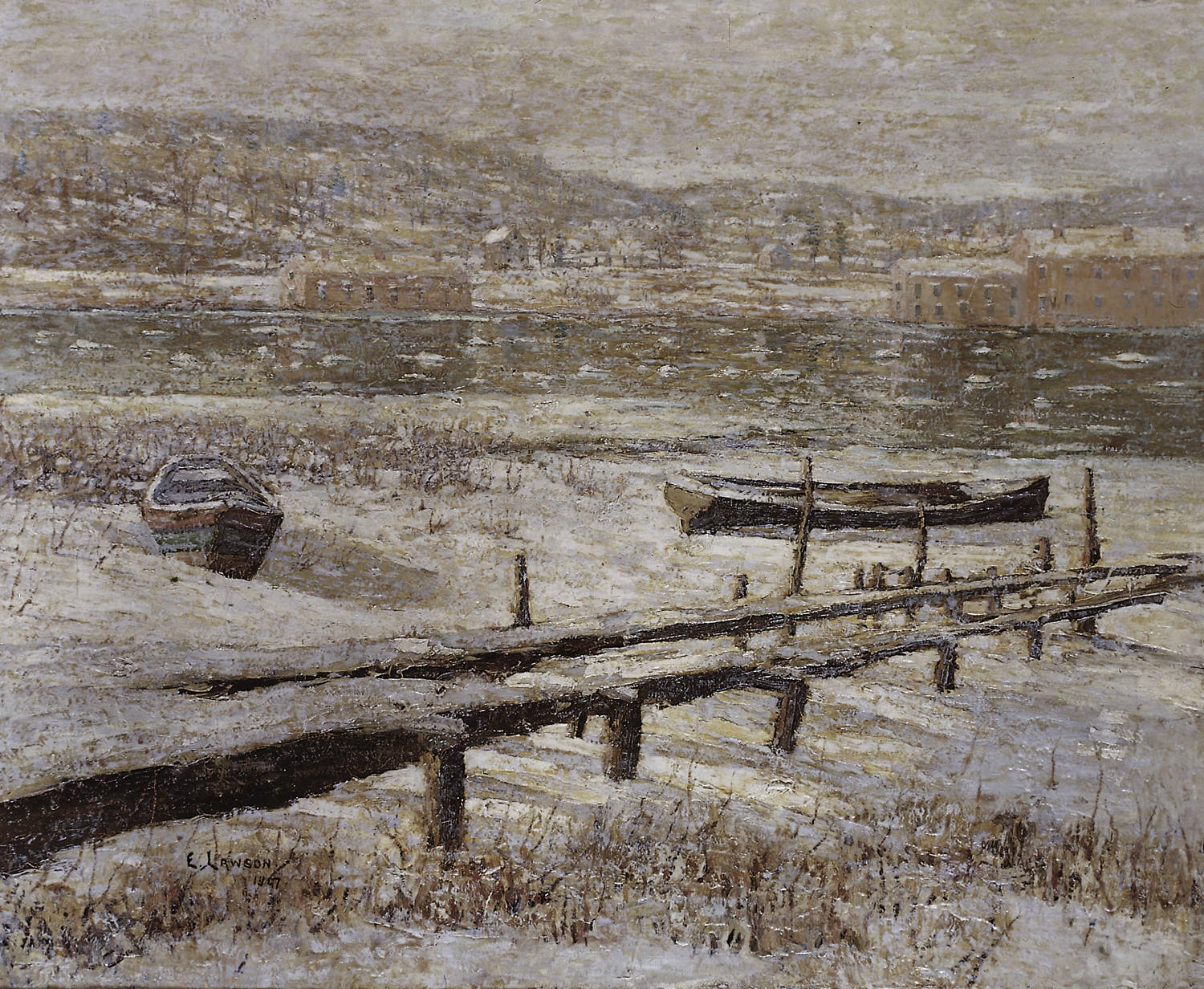
Ернест Ловсон. «Річка взимку», 1907
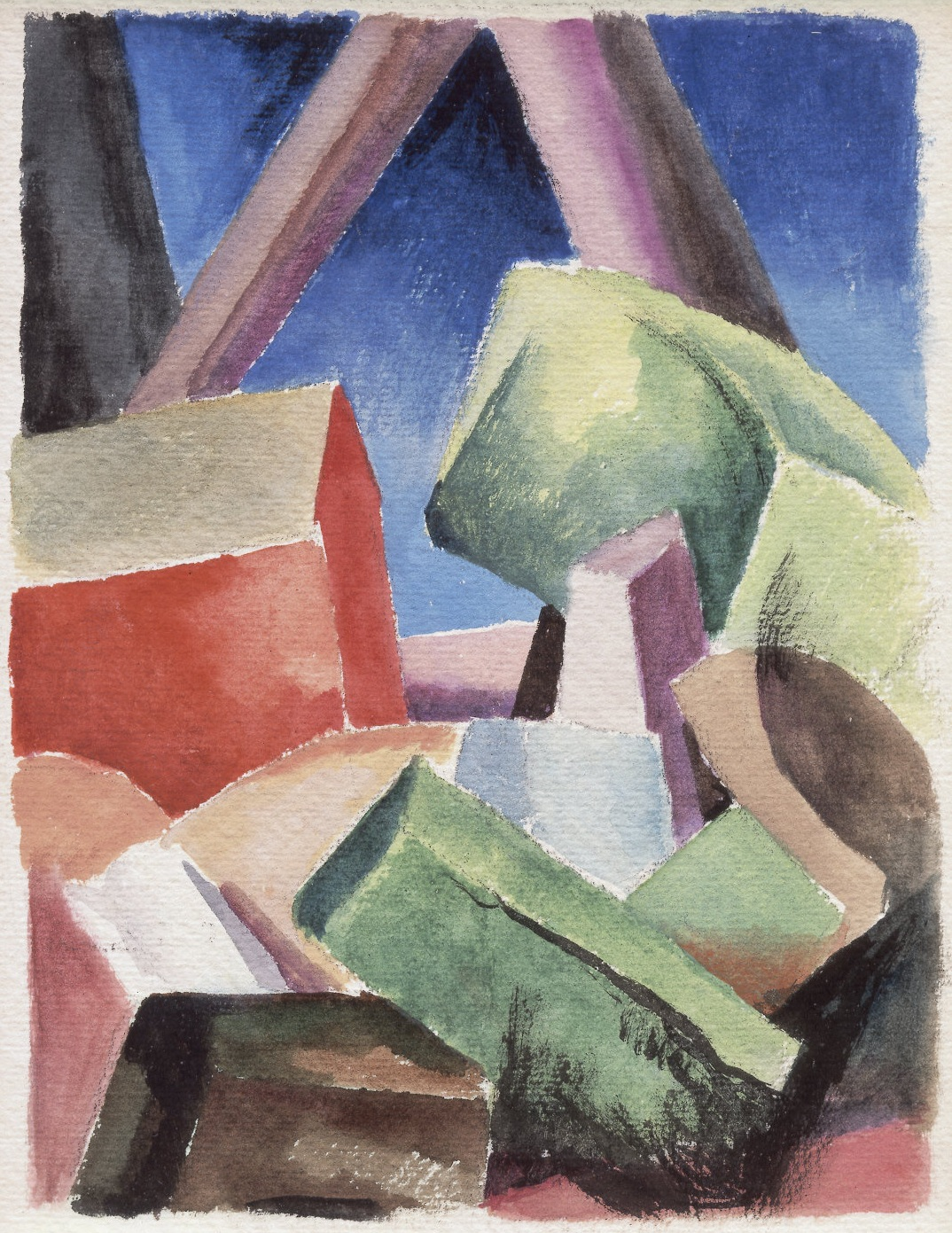
Томас Харт Бентон. «Будинок в кубістичному пейзажі», до 1920, всі - Вітні музей американського мистецтва. Нью-Йорк